# Historia de las cúpulas del período moderno temprano

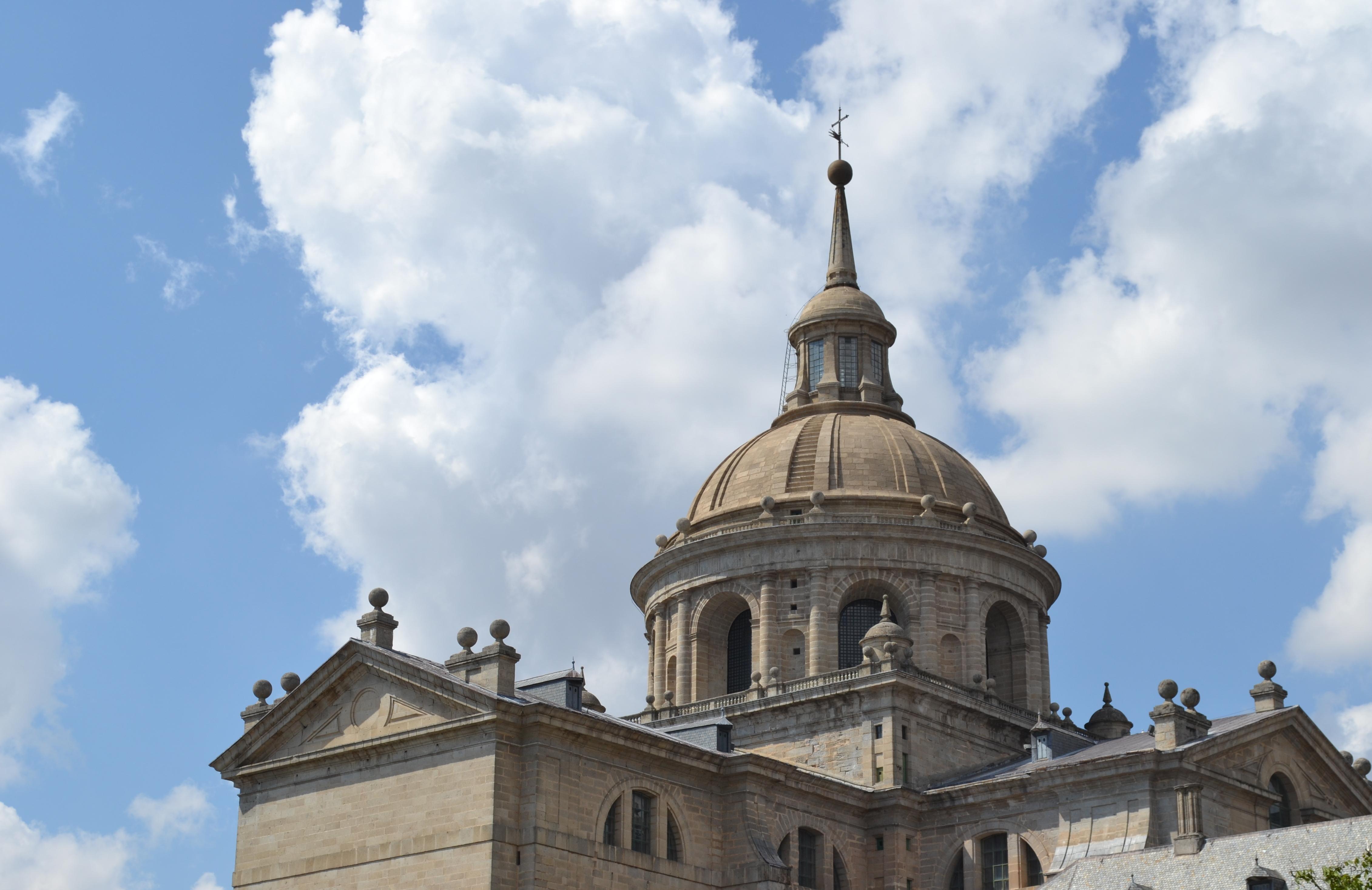
Cúpula del Monasterio de San Lorenzo de El Escorial (España)

Las cúpulas construidas en los siglos XVI, XVII y XVIII se basaron principalmente en el uso de técnicas empíricas y de tradiciones orales en lugar de en los tratados arquitectónicos de la época, aunque el estudio de las estructuras de las cúpulas cambió radicalmente debido a los avances en las matemáticas y por el estudio de la estática. Se desarrollaron enfoques analíticos y se debatió la forma ideal para una cúpula, pero esos enfoques a menudo se consideraron demasiado teóricos para ser utilizados en la construcción.
A lo largo del siglo XVI el empleo de las bóvedas de crucería góticas había ido siendo sustituido por una combinación de abovedamientos de cañón y cúpulas estilo renacentista. El uso de torres de linterna, o cimborrios, que ocultaban los perfiles de las cúpulas en el exterior, fue disminuyendo en Italia a medida que aumentaba el uso de tambores con ventanas horadadas bajo las cúpulas, lo que entrañaba nuevas dificultades estructurales. La difusión de esas cúpulas fuera de Italia comenzó en Europa central, aunque a menudo con un retraso estilístico de uno o dos siglos. Una innovación de esta época fue el uso de cúpulas ovaladas, que se extendió rápidamente por Italia, España, Francia y Europa central y que se convertiría en una característica de la arquitectura de la Contrarreforma en estilo barroco.
Se utilizaron agujas de varios pisos con cúpulas bulbosas truncadas que sostenían cúpulas o coronas más pequeñas en la parte superior de importantes agujas del siglo XVI, comenzando en los Países Bajos. Las cúpulas de las iglesias ortodoxas tradicionales se utilizaron en cientos de iglesias de madera ortodoxas y uniatas de los siglos XVII y XVIII y las mezquitas de madera tártaras en Polonia eran estructuras de planta central abovedadas con minaretes adyacentes. La cúpula de cebolla completamente desarrollada fue notable en Praga a mediados del siglo XVI y apareció ampliamente en las residencias reales. Las cúpulas bulbosas se hicieron populares en el centro y sur de Alemania y en Austria en los siglos XVII y XVIII, e influyeron en las de Polonia y Europa del Este en el período barroco. Sin embargo, muchas cúpulas bulbosas en las ciudades más grandes de Europa oriental fueron reemplazadas durante la segunda mitad del siglo XVIII a favor de cúpulas semiesféricas o sobre pilastras en los estilos francés o italiano.
Solo unos pocos ejemplos de iglesias con cúpula del siglo XVI sobreviven de la colonización española de México. Una técnica antisísmica para la construcción llamada quincha se adaptó de la práctica peruana local para las cúpulas y se adoptó universalmente a lo largo de la costa peruana. Una técnica ligera similar se utilizó en el este de Sicilia después de los terremotos de los siglos XVII y XVIII.
Aunque nunca fueron muy populares en entornos domésticos, las cúpulas se utilizaron en varias casas del siglo XVIII construidas en estilo neoclásico. En los Estados Unidos, se utilizaron pequeñas cúpulas para distinguir los edificios públicos de las residencias privadas. Después de que se eligiera un diseño cupulado para el Capitolio nacional, varios estados agregaron cúpulas prominentes a sus edificios de las asambleas.
Este artículo no quiere ser solo el análisis de los avances técnicos y compositivos en la construcción de las cúpulas y también pretende recoger como era usado este elemento arquitectónico. Por ellos aparecerán muchas cúpulas que no han desempeñado ningún papel en la historia de la arquitectura ni de las estructuras, y que tampoco tienen entidad ni dimensiones monumentales, pero que reflejan como eran usadas a lo largo de estos tres siglos en los diferentes lugares que se estudian.

## Desarrollo técnico

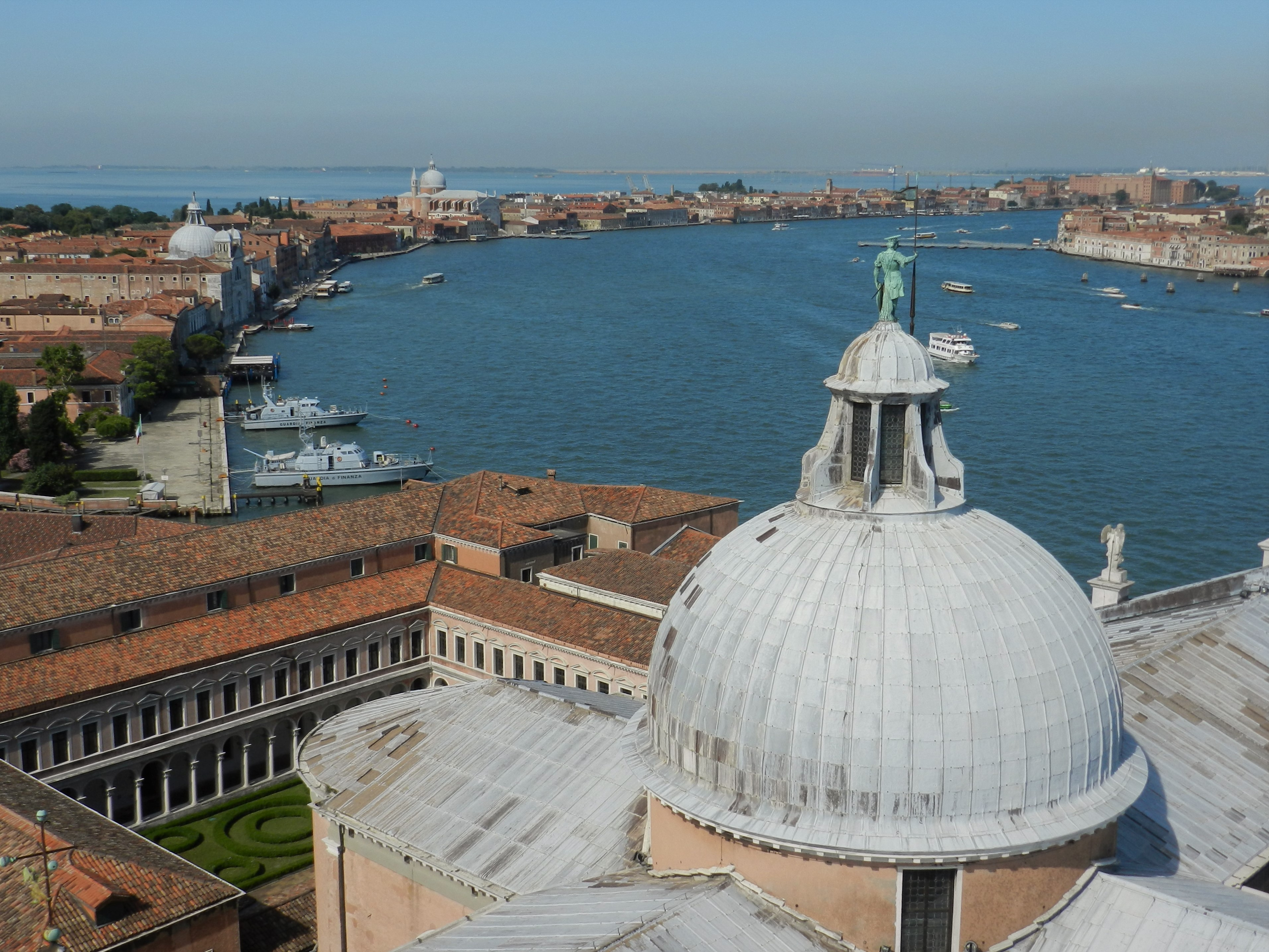
Basílica de San Giorgio Maggiore(iniciada en 1566)

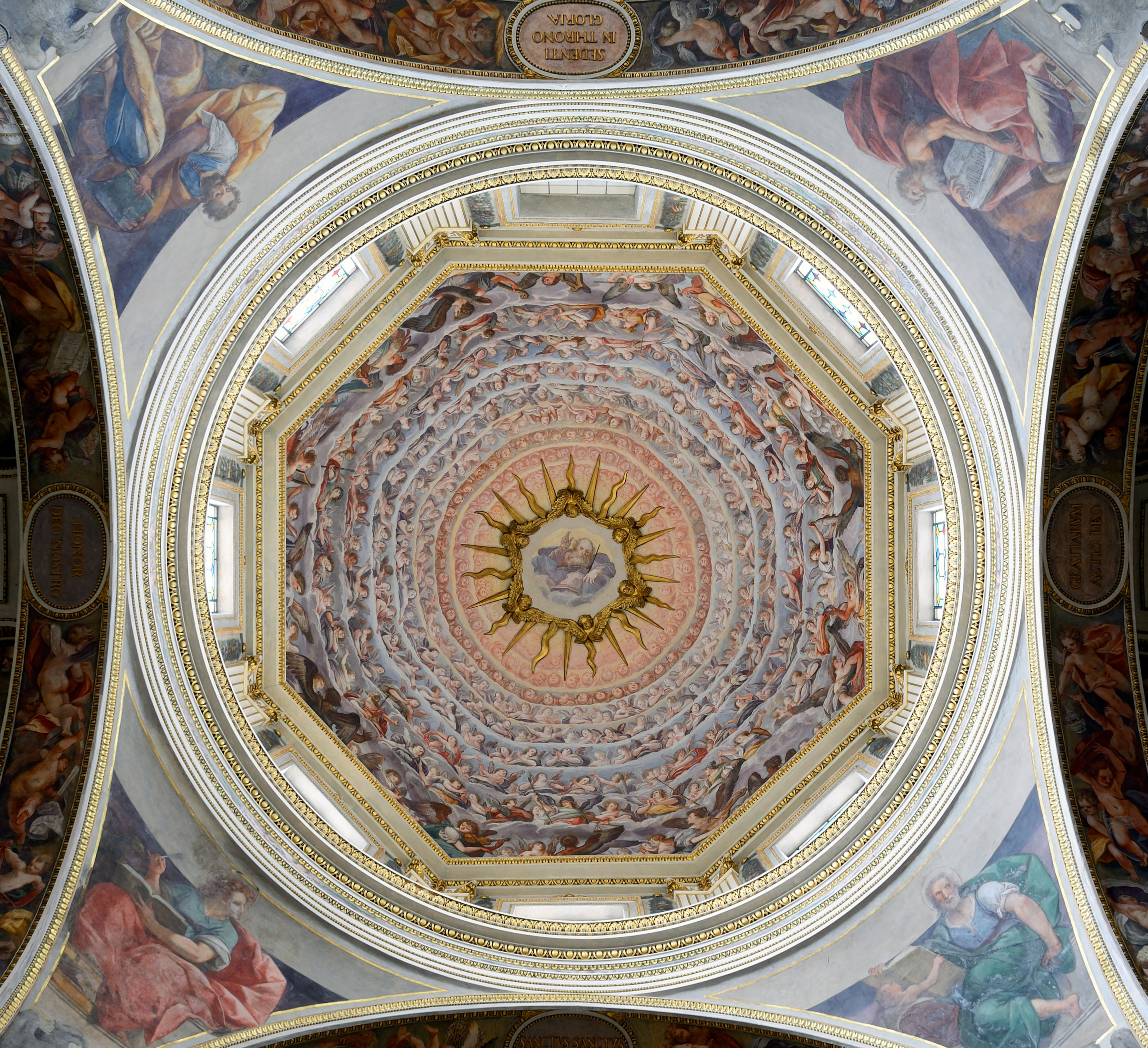
Catedral de Mantua, reforma de Giulio Romano y Giovanni Battista Bertani (desde 1545).

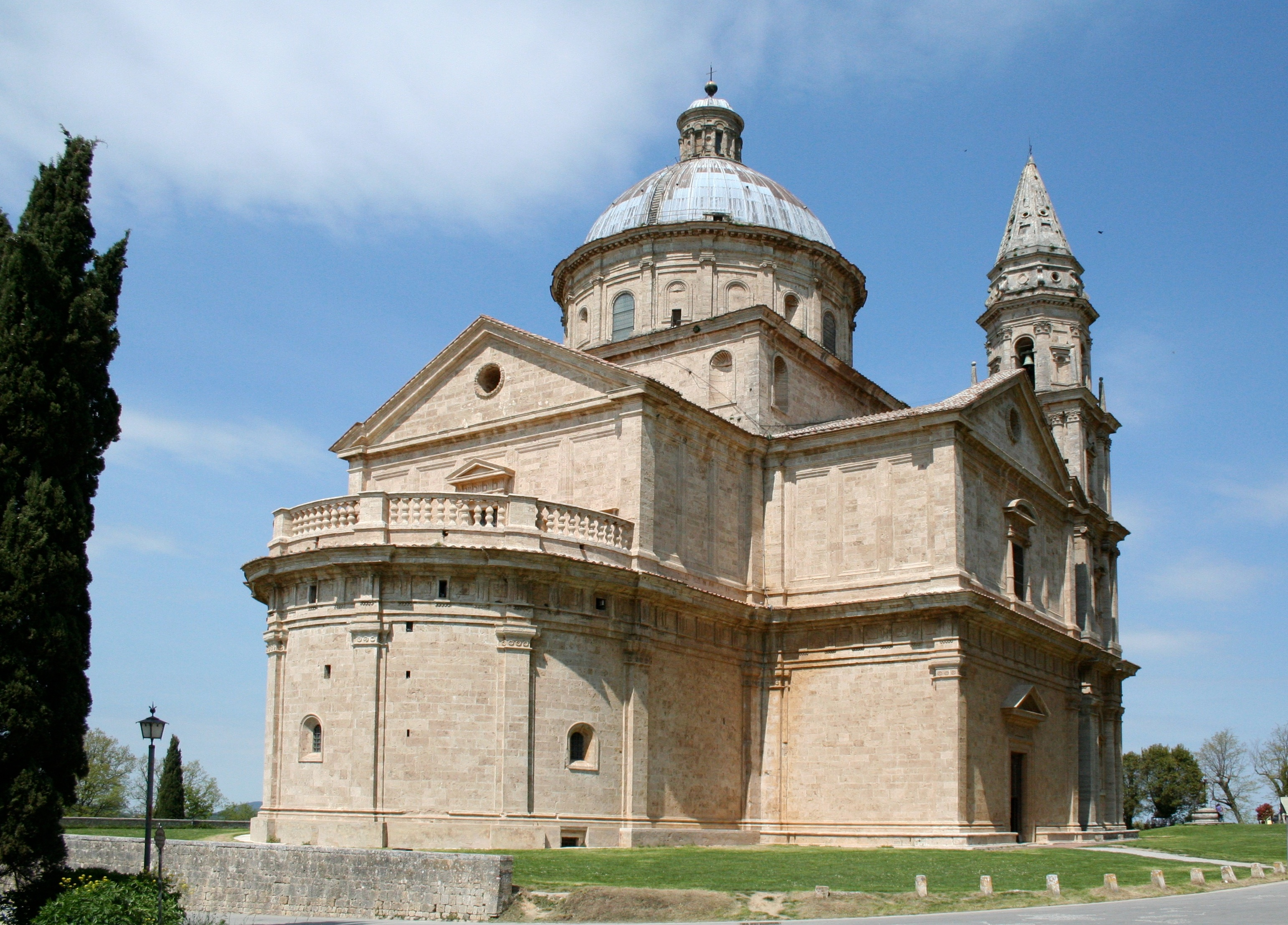
Iglesia de San Biagio (Montepulciano) (1568-1580)

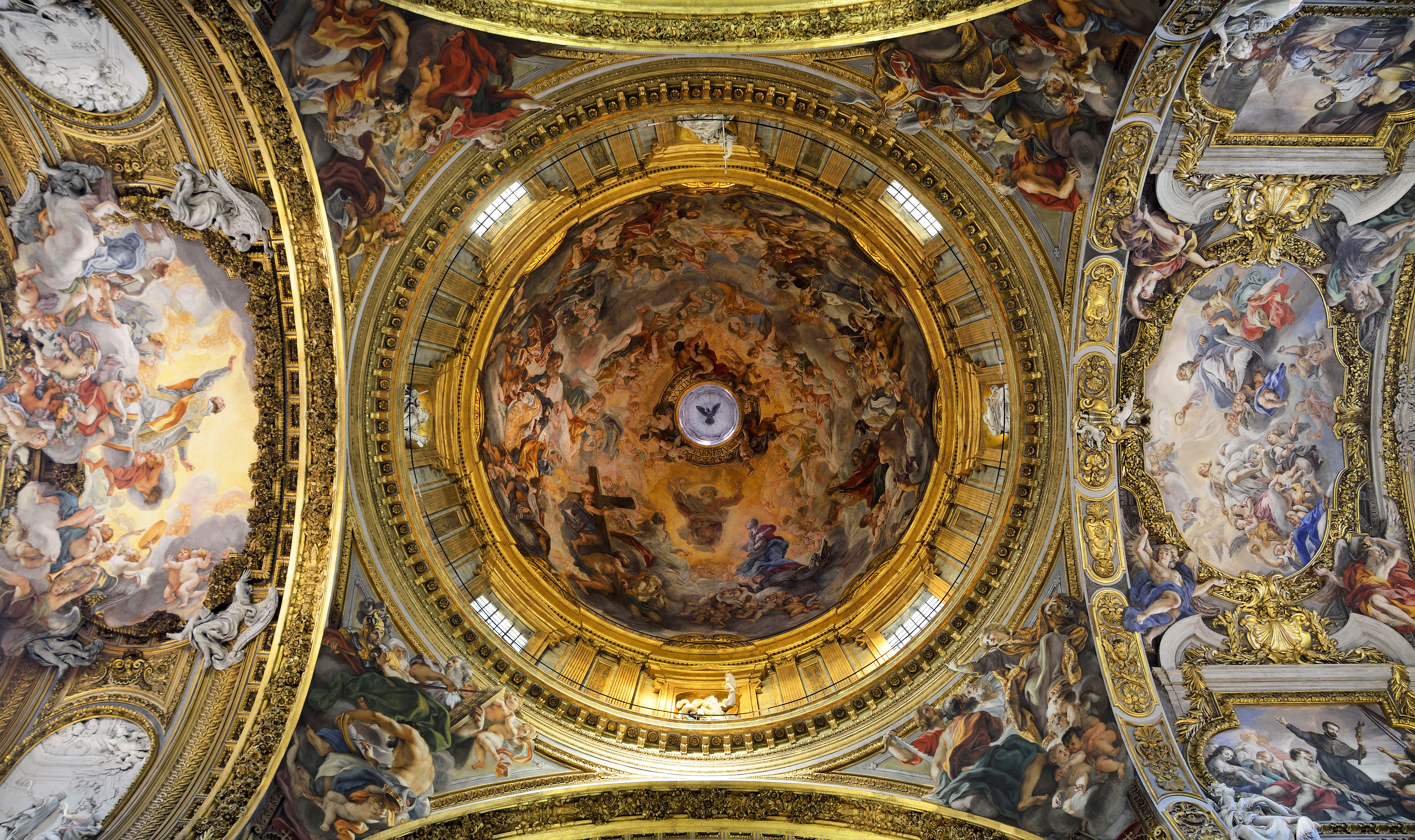
iglesia del Gesù en Roma (1568-1580)

La construcción de cúpulas en los siglos XVI y XVII se basaba principalmente en el uso de técnicas empíricas y tradiciones orales más que en los tratados arquitectónicos de la época, que evitaban los detalles prácticos. Esto fue adecuado para domos de tamaño mediano, con diámetros en el rango de 12 a 20 m. Los materiales se consideraban homogéneos y rígidos, se tenía en cuenta la compresión y se ignoraba la elasticidad. El peso de los materiales y el tamaño de la cúpula eran las referencias clave. Las tensiones laterales en una cúpula se contrarrestaban disponiendo anillos horizontales de hierro, piedra o madera incorporados a la estructura. Otras técnicas utilizadas para reducir el empuje lateral fueron agregar un contrafuerte en la base, un contrapeso sobre el estribo o dar a la bóveda un perfil más empinado. Los arquitectos siguieron opiniones autorizadas, especialmente las de autores antiguos, y la evidencia de edificios antiguos y contemporáneos. El comportamiento estructural de los edificios abovedados anteriores actuaba como modelos a gran escala para informar de las nuevas y también se confiaba en las maquetas a pequeña escala de nuevos proyectos. Los maestros constructores aplicaron las reglas geométricas tradicionales de proporción para las cúpulas independientemente del tamaño, pero ayudaron a construir nuevas cúpulas en formas conocidas por ser seguras.
Las cúpulas en forma de cebolla aparecieron ampliamente en las residencias reales a mediados del siglo XVI. Además de las de la parte oriental del castillo de Praga, las tenían las residencias reales de Madrid, Londres, Viena y Cracovia, siempre como parte de las formas clásicas italianas.
La primera cúpula de observatorio giratorio se construyó en el siglo XVI, en Kassel.
La publicación del tratado de Sebastiano Serlio, uno de los tratados de arquitectura más populares jamás publicados, fue responsable de la difusión del óvalo en la arquitectura barroca y del Renacimiento tardío. El Libro I (1545), sobre geometría, incluía técnicas para crear óvalos, y el Libro V (1547), sobre arquitectura, incluía un diseño para una iglesia ovalada. Las iglesias de planta ovalada comenzaron a construirse a mediados del siglo XVI. Las iglesias con cúpulas ovaladas permitieron una síntesis de los dos tipos fundamentales de iglesias, la de planta longitudinal y la central, y se convertirían en características de la arquitectura barroca y la Contrarreforma.
Hacia finales del siglo XVI, los cruceros con cúpulas eran populares en varios estados italianos y aparecieron en iglesias prominentes como la abadía de Santa Giustina en Padua (comenzada en 1532), en la catedral de Mantua (agregada después de 1540), en la iglesia del Gesù en Roma (1568-1580) y en Basílica de San Giorgio Maggiore (iniciada en 1566). Las cúpulas de la abadía de Santa Giustina en Padua pueden haberse inspirado en las de il Santo.
En los siglos XVI y XVII, se construyeron muchas cúpulas de planta elíptica y ovalada renacentistas y barrocas sobre naves rectangulares, utilizando ladrillo en Italia y piedra en España. Las cúpulas ovaladas alemanas posteriores de estilo rococó utilizaron diferentes combinaciones de geometría. Los trazados de cúpula elíptica fueron publicados por Durero (1525), Serlio (1545) y De L'Orme (1561) junto con métodos prácticos para lograr la forma mediante arcos circulares, la técnica utilizada desde la época de los antiguos romanos. Alonso de Vandelvira publicó una descripción de la geometría de las cúpulas ovaladas alrededor de 1580 con proyecciones ortogonales de curvas de nervaduras paralelas y meridianas. Las cúpulas ovaladas a menudo incorporaban curvas tanto elípticas como ovaladas o semicirculares y esta ambigüedad se refleja en la literatura arquitectónica. Los constructores se basaron en soluciones gráficas o empíricas para estos problemas geométricos. En 1640, el matemático Paul Guldin estableció que el «semicírculo alargado» de la práctica tradicional es una elipse.
Un tratado de Vincenzo Scamozzi de 1615 da ejemplos de tipologías de bóvedas y de cúpulas, pero no una teoría general y completa. Aunque se pueden encontrar algunas recomendaciones para el perfil de una cúpula en tratados de siglos anteriores, las técnicas geométricas y proporcionales tradicionales para cúpulas de mampostería y linternas fueron detalladas por primera vez en 1694 por Carlo Fontana en su famoso tratado Il Tempio Vaticano e sua Origine. El tratado de Guarino Guarini, publicado póstumamente en 1737, incluía la forma de dibujar varias bóvedas, pero no cómo construirlas.  Basándose en el trabajo de Fontana, Bernardo Antonio Vittone  publicó en 1760 Istruzioni elementari dell’architettura civile, en el que recomendaba el uso de perfiles ojivales o elipsoidales para aumentar la altura proporcional de las cúpulas y aumentar el ángulo en el que intersecan con sus linternas, tanto por razones estructurales como estéticas. Para contrarrestar el impacto negativo que este perfil elevado tenía en el aspecto interior, se construyeron cúpulas con dos o tres niveles de abovedamientos, con aberturas en los niveles inferiores para permitir la entrada de luz.
A lo largo de los siglos XVII y XVIII, el desarrollo de las matemáticas y el estudio de la estática llevaron a una formalización más precisa de las ideas de las prácticas constructivas tradicionales de arcos y bóvedas, y hubo una difusión de los estudios sobre lo que se consideró la forma más estable para estas estructuras: la curva catenaria. En 1704, James Bernoulli escribió que un arco de catenaria invertido de cualquier grosor resistirá su propio peso, lo que probablemente inspiró a Pierre Bouguer a concluir en su  Mémoire sur le lignes courbes qui sont propres à former les voûtes en dômes  (1734) que la forma óptima para una cúpula era una semi-catenaria invertida rotada. A finales del siglo XVIII, la forma ideal de una cúpula fue debatida por Charles Bossut, Lorenzo Mascheroni, Giuseppe Venturoli y Leonardo Salimbeni, entre otros.
Los enfoques analíticos también se desarrollaron y debatieron en el siglo XVIII, particularmente entre matemáticos y arquitectos franceses e italianos, pero se consideraron demasiado teóricos para ser utilizados en la construcción. El estudio de las estructuras de las cúpulas cambió radicalmente, considerándose las cúpulas como una composición de elementos más pequeños, cada uno sujeto a leyes matemáticas y mecánicas y más fáciles de analizar individualmente, en lugar de considerarse como unidades completas en sí mismas. En 1734, el matemático Pierre Bouguer (y más tarde otros) argumentaron que se podría pensar que la cúpula está cortada en una serie de segmentos independientes en forma de cuña que se unen como arcos. Por lo tanto, una cúpula en su conjunto era estable si cada arco constituyente era estable y el análisis de una cúpula se podía realizar de la misma manera que el análisis de un arco. Publicó su  Mémoire en 1736, «el primer tratado sobre la teoría de la cúpula», con posibles formas estables para cúpulas cuando se ignoraba la fricción. A. F. Frézier se basó en esta obra y utilizó un método para analizar el empuje de las cúpulas como hechas de una serie de elementos de arcos de mampostería que luego podrían compararse con el comportamiento del empuje conocido de las bóvedas de cañón de la misma luz.

## sigloXVI

### Renacimiento italiano
Una combinación de bóvedas de cañón, pechinas, tambores y cúpulas se desarrolló como las formas estructurales características de las grandes iglesias renacentistas después de un período de innovación a finales del siglo XV. Florencia fue la primera ciudad italiana en desarrollar el nuevo estilo, seguida de Roma y luego de Venecia. Las cúpulas de estilo renacentista en Florencia son en su mayoría del período temprano, en el siglo XV. Ciudades dentro de la zona de influencia de Florencia, como Génova, Milán y Turín, produjeron principalmente ejemplos posteriores, a partir del siglo XVI.

#### Estados Pontificios

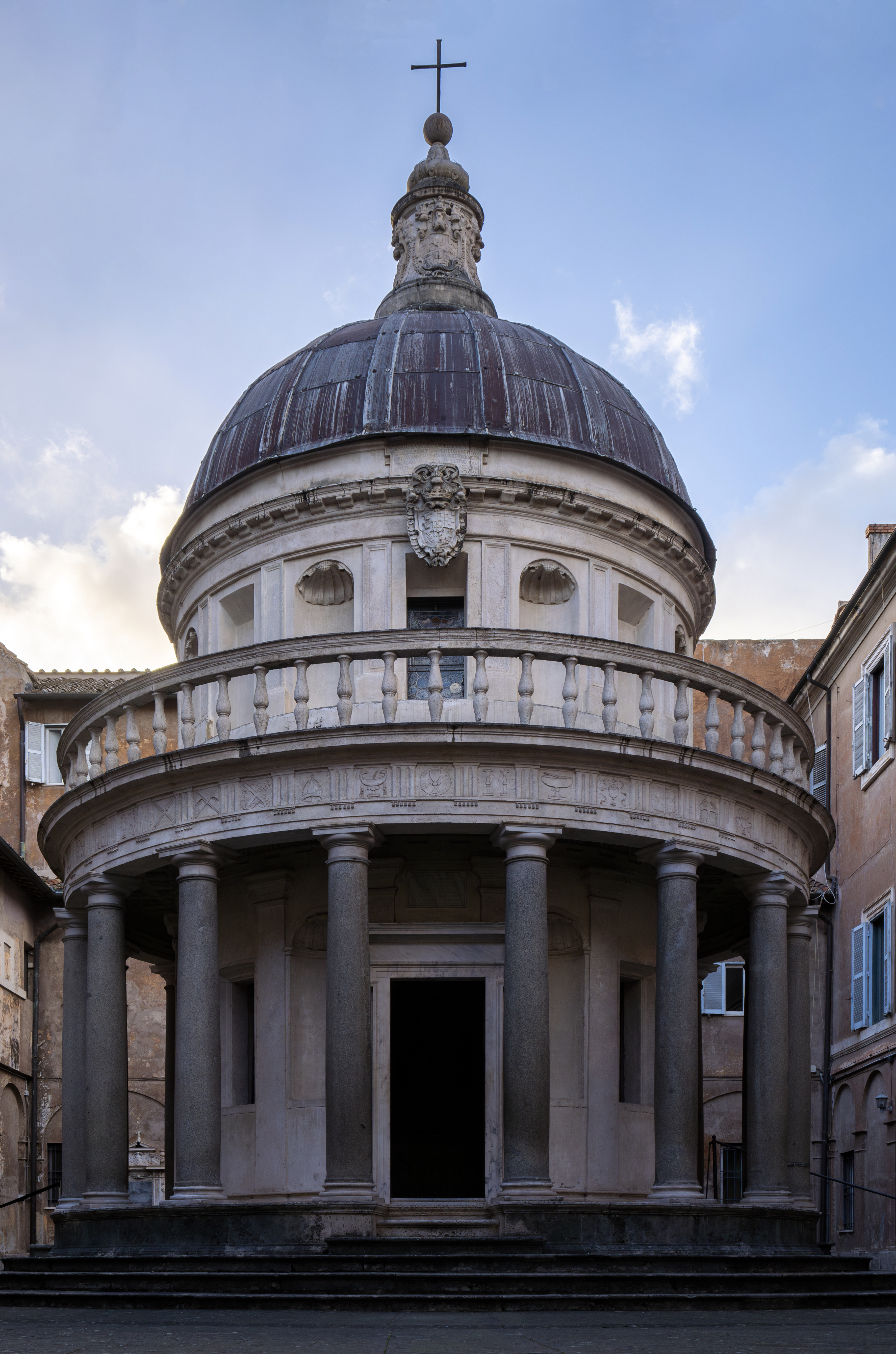
Templete de San Pietro in Montorio en Roma

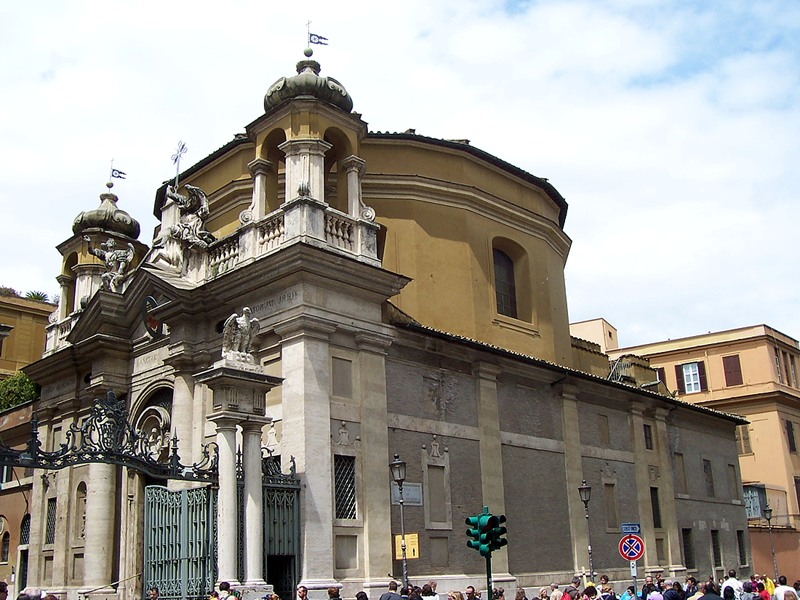
Cúpula de la iglesia de Sant'Anna dei Palafrenieri (c. 1568-1575), de Vignola

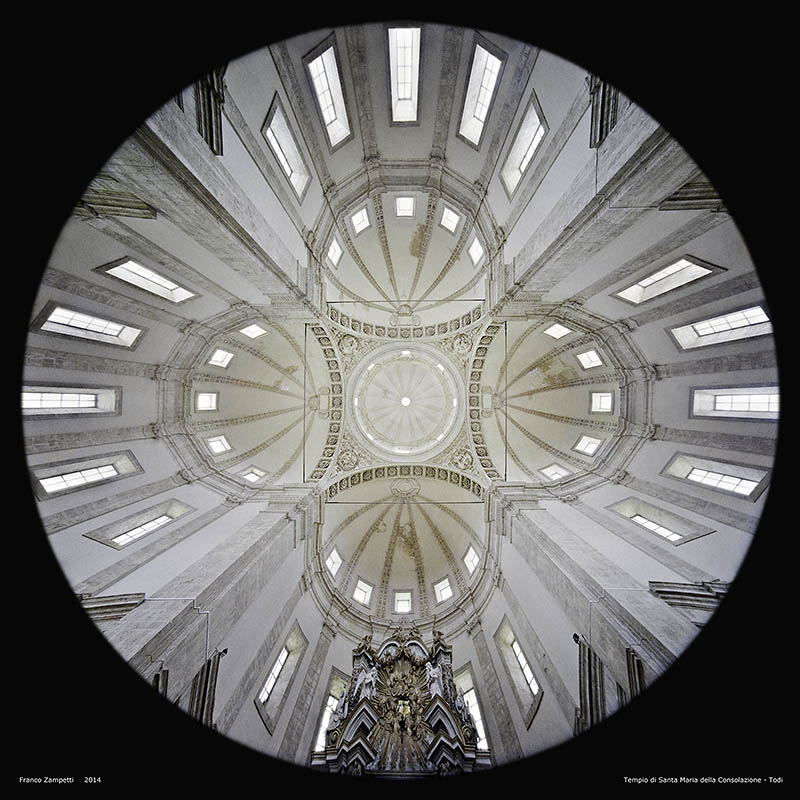
Templo de Santa María de la Consolación

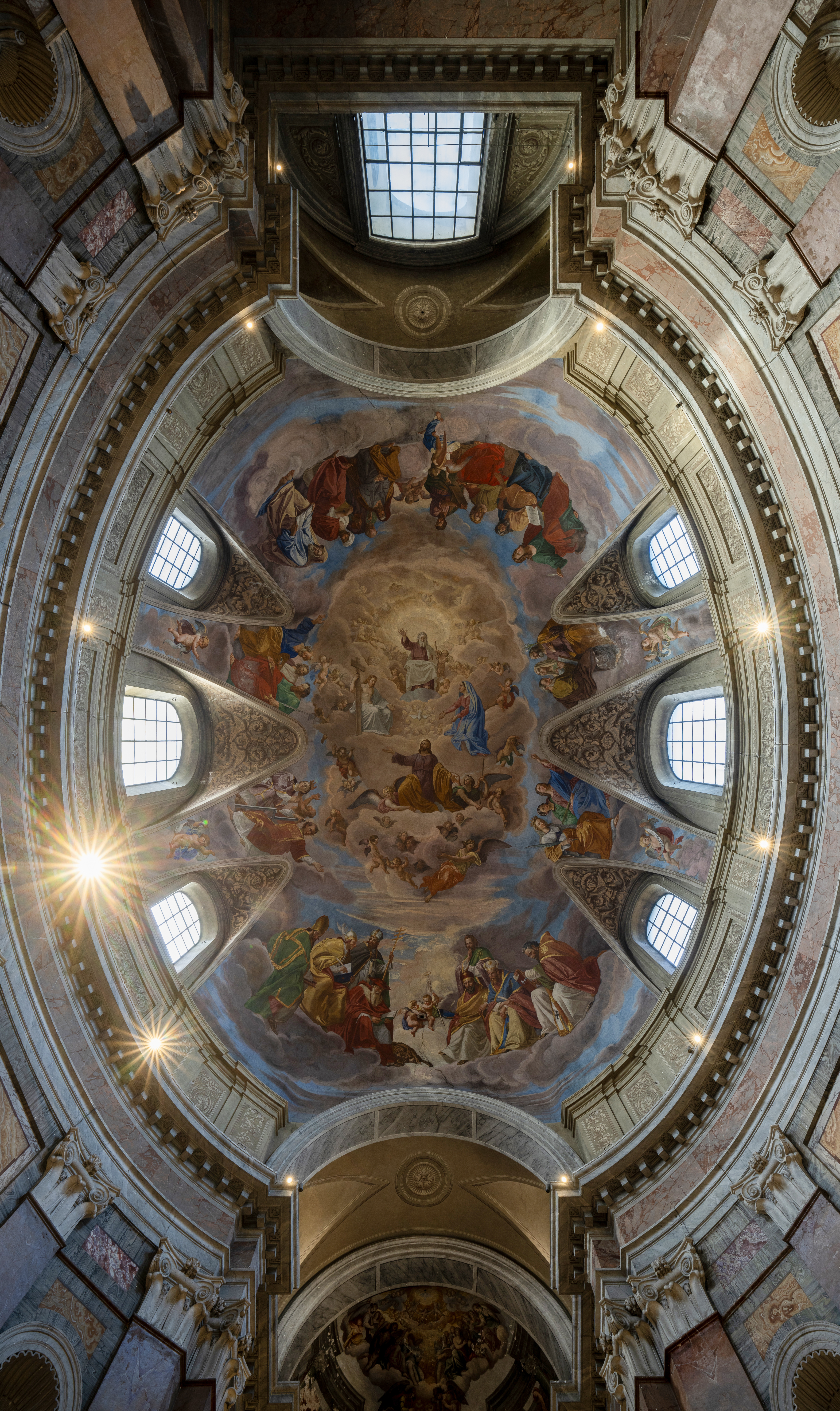
San Giacomo degli Incurabili, iniciada en 1592 por un estudiante de Vignola, Francesco Capriani, y terminada por Carlo Maderno

El Tempietto en Roma, un pequeño edificio abovedado inspirado en el Templo de Vesta, fue construido en 1502 por Bramante en el claustro de San Pietro in Montorio para conmemorar el lugar del martirio de San Pedro. Ha inspirado numerosas copias y adaptaciones desde entonces, incluidas Radcliffe Camera, el mausoleo en Castle Howard y las cúpulas de la basílica de San Pedro, de la catedral de San Pablo, del Panteón y del Capitolio de los Estados Unidos.
Los proyectos de Bramante de 1505-1506 para una basílica de San Pedro completamente nueva marcaron el comienzo del desplazamiento de la bóveda de crucería gótica por la combinación de cúpula y bóveda de cañón, que se desarrolló a lo largo del siglo XVI. Los estudios de Bramante para nuevos diseños de la iglesia para San Pedro coincidieron con los estudios de Leonardo da Vinci sobre iglesias planificadas centralmente mientras ambos estaban en la corte de Ludovico Sforza en Milán y es posible que hayan colaborado. Sus estudios pueden haber influido en muchas de las iglesias de planta central construidas en la primera mitad del siglo XVI, como la Templo de Santa María de la Consolación (iniciada alrededor de 1508) y la iglesia de la Madonna di San Biagio en Montepulciano (1518-1545). Aunque Bramante diseñó una cúpula baja como la del Panteón para Santa Maria della Consolazione en Todi, un edificio ordenado por la familia gobernante Atti para marcar el lugar de un milagro acaecido en 1508, el diseño cambió en 1587 a una cúpula y tambor sobre pechinas.
La primera iglesia con cúpula ovalada en el período del Renacimiento fue la de Sant'Andrea en Via Flaminia, construida entre 1550 y 1554 por Vignola. Posteriormente, el uso de la cúpula ovalada se extendió rápidamente por Italia, España, Francia y Europa central. Muchos ejemplos italianos de cúpulas ovaladas tienen secciones transversales semicirculares, lo que permitió una construcción más fácil mediante el centrado transversal semicircular.
La iglesia de Sant'Anna dei Palafrenieri (c. 1568-1575), diseñada por Vignola y completada por su hijo Giacinto Barozzi, fue la primera iglesia que se construyó dentro de Roma en tener una cúpula ovalada sobre una planta ovalada. Fue diseñada en 1572 con siete ventanas entre las ocho nervaduras de su cúpula ovalada. Las ventanas introdujeron complicaciones estructurales que Vignola había ya evitado en su primera cúpula ovalada en la iglesia de planta rectangular de Sant'Andrea en Via Flaminia, pero las restricciones del sitio hicieron necesaria la iluminación desde arriba. La iglesia de planta ovalada de San Giacomo degli Incurabili fue iniciada en 1592 por un estudiante de Vignola, Francesco Capriani, y terminada por Carlo Maderno. También tiene nervaduras entre las seis ventanas de su cúpula, aunque están ocultas en el interior. El diseño de esa iglesia sería inspiración de muchas otras durante los siguientes dos siglos, con la ayuda de la actividad constructiva de las muchas nuevas órdenes religiosas fundadas entre 1524 y 1621.

##### Basílica de San Pedro

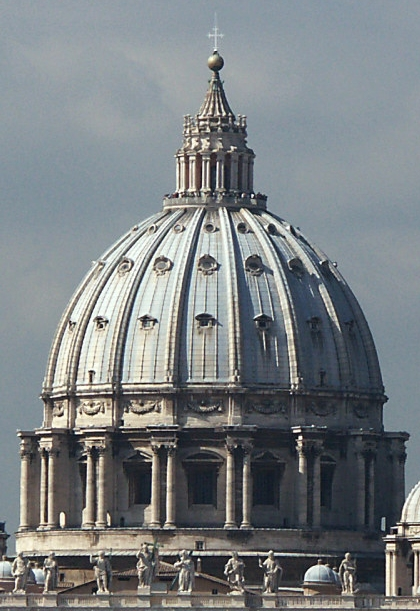
Basílica de San Pedro en la Ciudad del Vaticano

El diseño inicial de Bramante para la reconstrucción de la basílica de San Pedro fue una planta de cruz griega con una gran cúpula hemisférica central y cuatro cúpulas más pequeñas a su alrededor en un patrón de quincunx. El trabajo comenzó en 1506 y continuó bajo una sucesión de constructores durante los siguientes 120 años. El proyecto de Bramante para San Pedro marca el inicio del desplazamiento de las bóveda de crucería góticas por la combinación de cúpula y bóvedas de cañón.  Se han prouesto varias inspiraciones para el proyecto de Bramante, desde algunos bocetos de Leonardo da Vinci hasta la iglesia bizantina del quincuncio y la cúpula de la basílica de San Lorenzo de Milán. Se dice que Bramante comparó su diseño con la disposición del Panteón sobre la parte superior de la basílica de Constantino. Terminó los cuatro pilares centrales macizos y los arcos que los unían en 1512, pero se detectaron grietas en los arcos entre 1514 y 1534, posiblemente debido al asentamiento. Los dos pilares orientales descansan sobre marga maciza y arcilla, mientras que los otros dos descansan sobre restos de una construcción romana anterior. El hecho de que los pilares y los arcos se dejaran en pie con unos contrafuertes incompletos mientras la construcción estuvo detenida durante más de 30 años también fue un factor.
Miguel Ángel heredó el proyecto para diseñar la cúpula de la basílica de San Pedro en 1546. Anteriormente había estado en manos de Bramante (con Giuliano da Sangallo y fra Giovanni Giocondo) hasta 1514, de Rafael Sanzio (asistido por Sangallo y fra Giocondo) hasta 1520, y de Antonio da Sangallo el Joven (con Baldassare Peruzzi), cuya obra fue interrumpida por el saqueo de Roma en 1527. El diseño había sido modificado por Giuliano da Sangallo pasando de ser una cupúla hemisférica a una segmentada y nervada, apuntandola 9 m más, reforzando los pilares y terminando de construir las pechinas.
Miguel Ángel rediseñó la cúpula para que tuviera dos conchas, una estructura interna mayoritariamente de ladrillo y tres cadenas de hierro para resistir la presión exterior.  Su cúpula tenía un diseño hemisférico más bajo. Fortaleció aún más los pilares eliminando nichos en ellos y la escalera de caracol interna. Miguel Ángel obtuvo un decreto del papa Julio III que amenazaba con una interdicción contra cualquiera que alterase su diseño, completó la construcción de la base del tambor en mayo de 1558 y pasó de noviembre de 1558 a diciembre de 1561 creando una detallada maqueta de madera. La construcción del tambor se completó unos meses después de su muerte en 1564. Dieciséis pares de columnas sobresalen entre dieciséis ventanas en el tambor para actuar como contrafuertes, y están alineadas con las dieciséis nervaduras de la cúpula y las columnas pareadas de la linterna.  Artista y escultor, en lugar de ingeniero, Miguel Ángel no creó los planos de ingeniería completos para la cúpula y su modelo carecía de detalles de construcción. La cúpula de la basílica de San Pedro fue construida más tarde por Giacomo della Porta y Domenico Fontana.
El papa Sixto V nombró a della Porta y a Fontana en 1588 para comenzar la construcción de la cúpula de según la maqueta de Miguel Ángel. Modificaron su diseño estimando que se redujeron las tensiones de tracción en la cúpula en un 40%, incluido el adelgazamiento de las dos conchas cerca de la parte superior, reducciendo el grosor y la proyección exterior de las nervaduras, elevando la línea de arranque en 4,8 m y cambiando la forma de la cúpula. Della Porta insistió en un perfil elíptico vertical para la cúpula por razones estructurales, y la construcción se inició en junio de 1588. La cúpula se completó hasta la base de la linterna en mayo de 1590, unos meses antes de la muerte. del papa Sixto V. La linterna y la cubierta de plomo de la cúpula se completaron más tarde, con el orbe de bronce y la cruz levantados en 1592.
La linterna tiene 17 m de altura y la cúpula 136,57 m desde la base hasta la parte superior de la cruz. La cúpula ojival se construyó con 16 nervaduras y un diámetro interior de 42,7 m. Comienza por encima del tambor y el ático (la tira decorativa sobre el tambor), que tienen unos 18 m de altura. Las dos conchas de la cúpula son de ladrillo y cada una tiene un grosor de 1,19 m en la base de la cúpula. Debido a que las conchas se separan entre sí a medida que se elevan, la cúpula tiene un grosor total de 2,7 m. Las dieciséis nervaduras conectan las dos conchas y están hechas de piedra.
La nave ampliada de Carlo Maderno de San Pedro, construida entre 1609 y 1614, incluía tramos cubiertos por cúpulas ovaladas con linternas.
Las grietas en la cúpula se notaron ya en 1603, cuando se completaron los mosaicos que cubrían el interior de la cúpula, y se registraron más grietas después de 1631 y en 1742, lo que demostraba la progresión. Luigi Vanvitelli añadió cinco anillos de unión más alrededor de la cúpula en 1743-1744. Las cadenas de hierro necesarias para contener el empuje lateral de la cúpula han tenido que ser reemplazadas diez veces desde su construcción. El informe de 1748 de Giovanni Poleni sobre el estado de la cúpula, escrito en respuesta al agrietamiento observado, anticipó el «teorema de seguridad» al afirmar «explícitamente que la estabilidad de una estructura puede establecerse inequívocamente si se puede demostrar que la línea de empuje se encuentra completamente dentro de la mampostería». Su observación de grietas en la capa exterior a causa de las nervaduras ha sido atribuida más recientemente por modelos de computadora a la pesada linterna.

#### República de Venecia

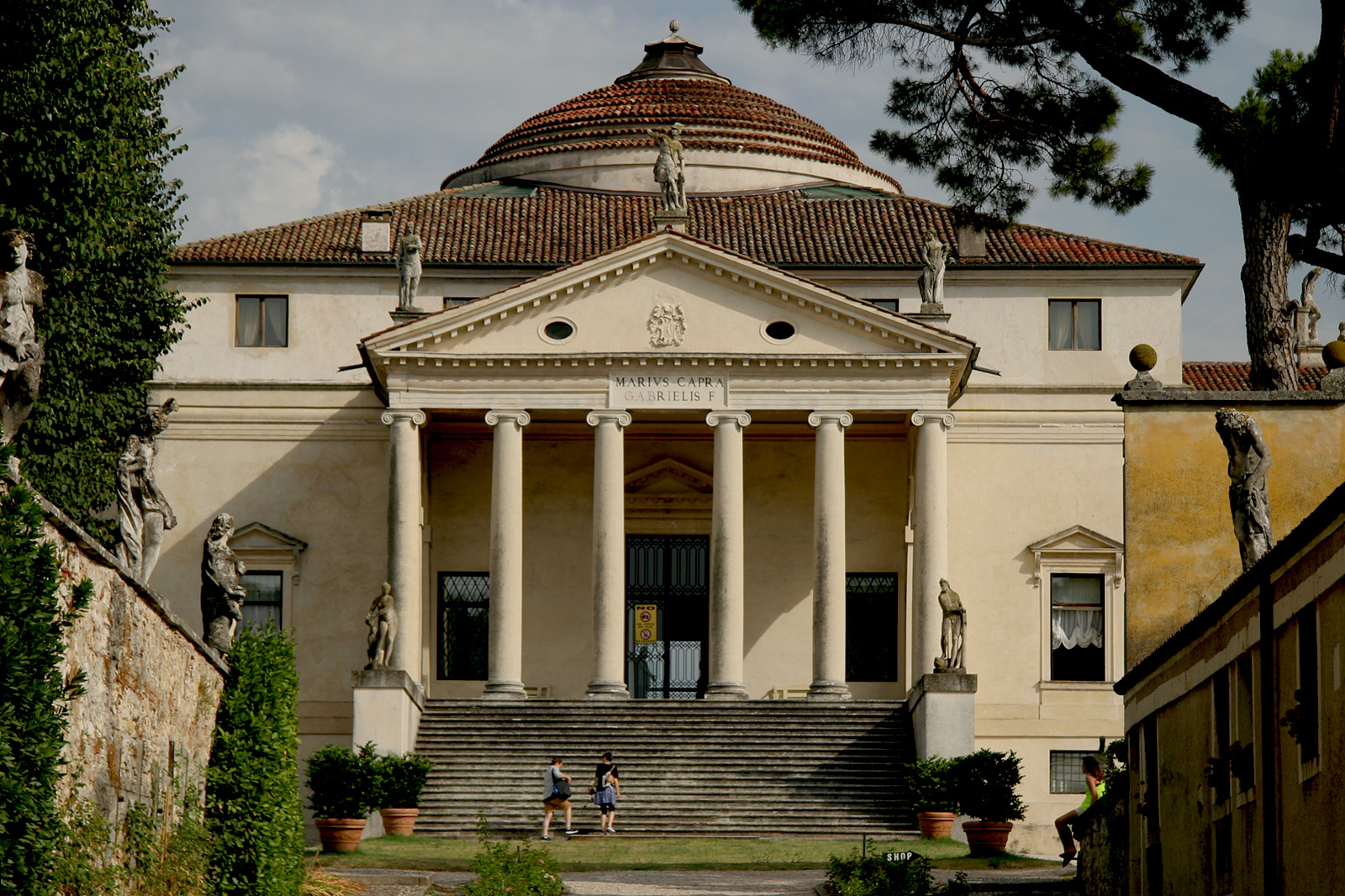
Villa Capra (1565-1569), "La Rotonda", cerca de Vicenza, con la primera cúpula en un edificio residencial que apenas se manifiesta en el exterior.

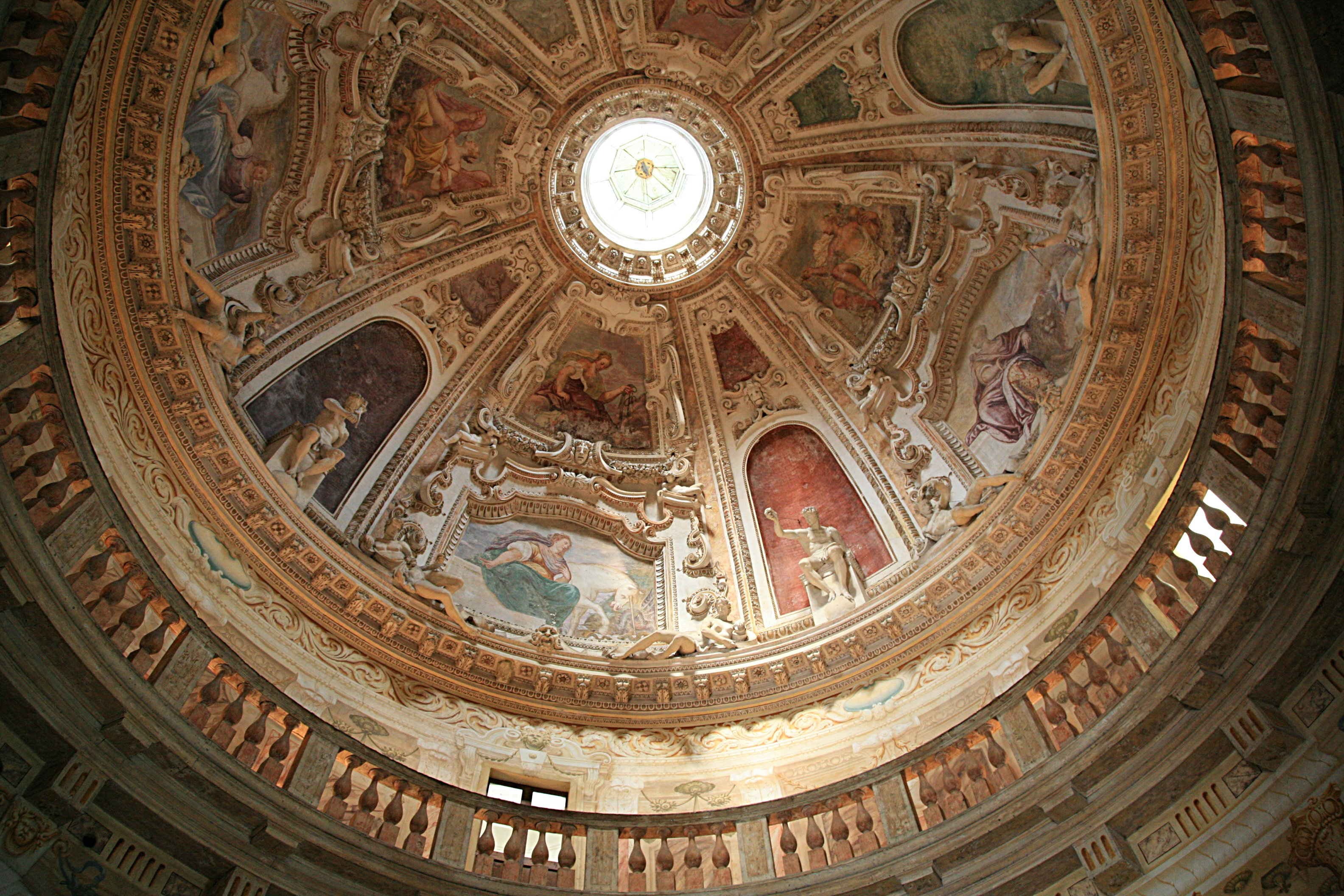
Cúpula interior de villa Capra (1565-1569)

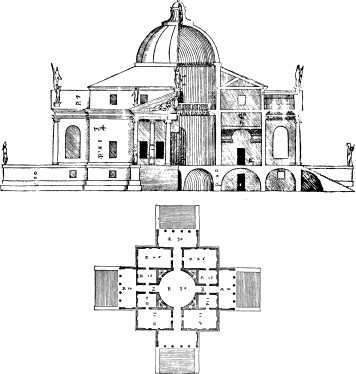
Sección y planta de la Villa Capra tal como aparecen en I Quattro Libri dell'Architettura (publicado por Palladio en 1570)

Venecia adoptó tardíamente el estilo renacentista, con la llegada de arquitectos del interior, de Toscana y de Lombardía, en los años 1460-1470. Después del saqueo de Roma en 1527, la ciudad se convirtió en un refugio, especialmente para arquitectos, entre ellos, Michele Sanmicheli y Jacopo Sansovino.
En Venecia había una evidente influencia bizantina, que se refleja en la disposición en línea de tres cúpulas sobre la nave y el crucero de la iglesia de San Salvador, construida entre 1506 y 1534 por Giorgio Pietro Spavento y Tullio Lombardo.
La Villa Capra, también conocida como "La Rotonda", fue construida por Andrea Palladio entre 1565 y 1569 cerca de Vicenza. Su planta cuadrada altamente simétrica se centra en una habitación circular cubierta por una cúpula, y resultaría muy influyente en los arquitectos georgianos de la Inglaterra del siglo XVIII, arquitectos en Rusia y arquitectos en Estados Unidos, Thomas Jefferson entre ellos. Encargada por el conde y eclesiástico Paolo Almerico, Palladio diseñó una cúpula para la residencia porque creía que el significado latino de domus era 'casa' lo que indicaba que las antiguas casas romanas tendrían cúpulas.
Con el uso de la cúpula aplicada por primera vez a un edificio residencial, Palladio enfrenta el tema de la planta central, reservada hasta ese momento a la arquitectura religiosa. Aunque han existido otros ejemplos de esta combinación,  la Rotonda permanece como ejemplo único de la arquitectura de todos los tiempos, un modelo ideal reconocido. 
Las dos iglesias con cúpula de Palladio en Venecia son Il Redentore (1577-1592) y San Giorgio Maggiore (1565-1610), la primera construida en acción de gracias por el final de un brote de peste en la ciudad. Inspirada en esas iglesias, la iglesia de dos cúpulas de Santa Maria della Salute de Baldassare Longhena fue construida en el borde del Gran Canal de Venecia entre 1631 y 1681 para celebrar el final de una plaga en la ciudad en 1630. La cúpula más grande tiene 130 pies de altura sobre una nave octagonal para ceremonias públicas y la cúpula más pequeña cubre el coro utilizado por el clero para las celebraciones oficiales. El arquitecto atribuyó la forma de la iglesia cupulada a una corona evocada por la dedicación de la iglesia a María, Reina de los Cielos.

Cúpulas venecianas
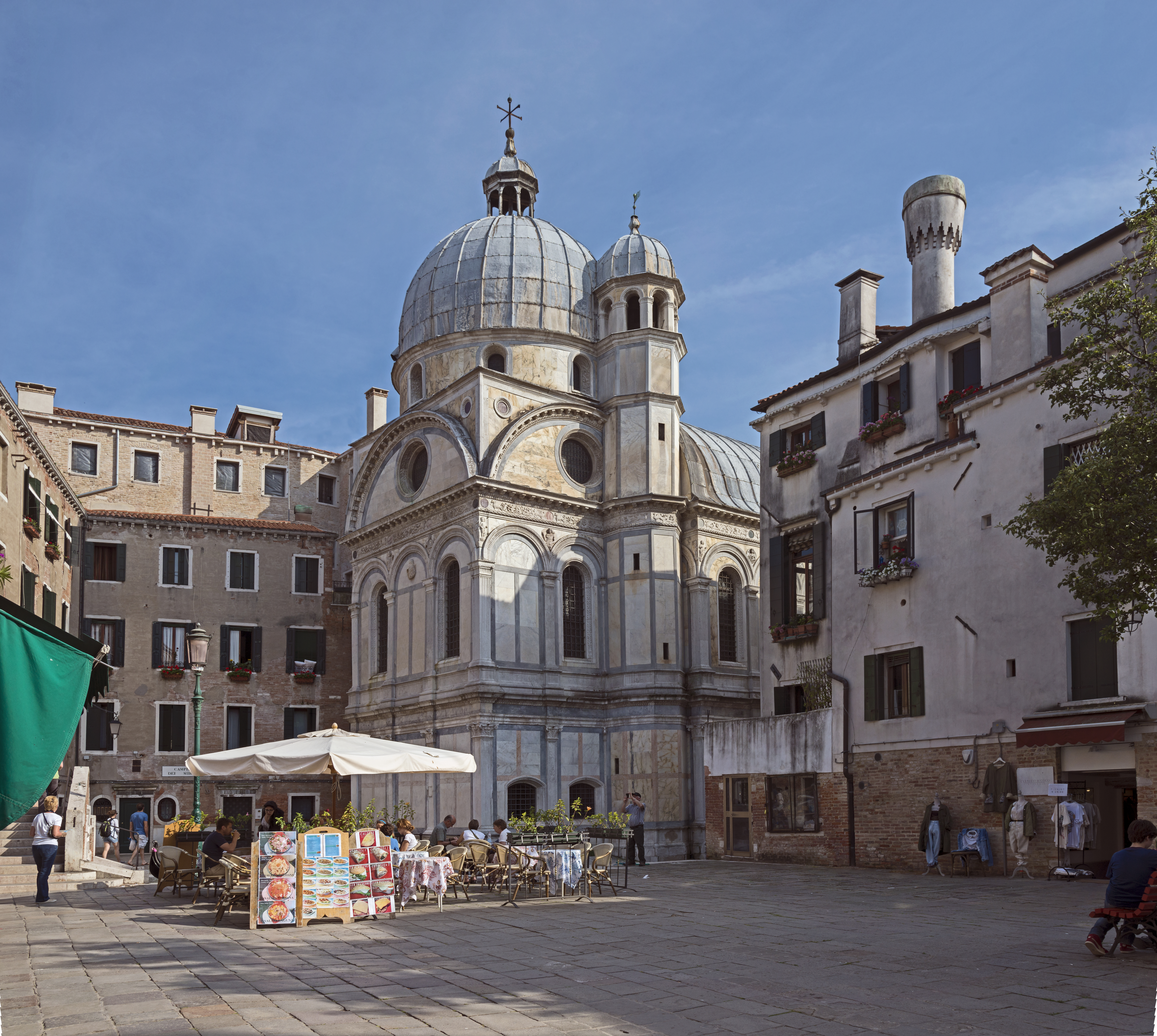
Cúpula de Santa María de los Milagros (1481-1489), primera cúpula renacentista de Pietro Lombardo
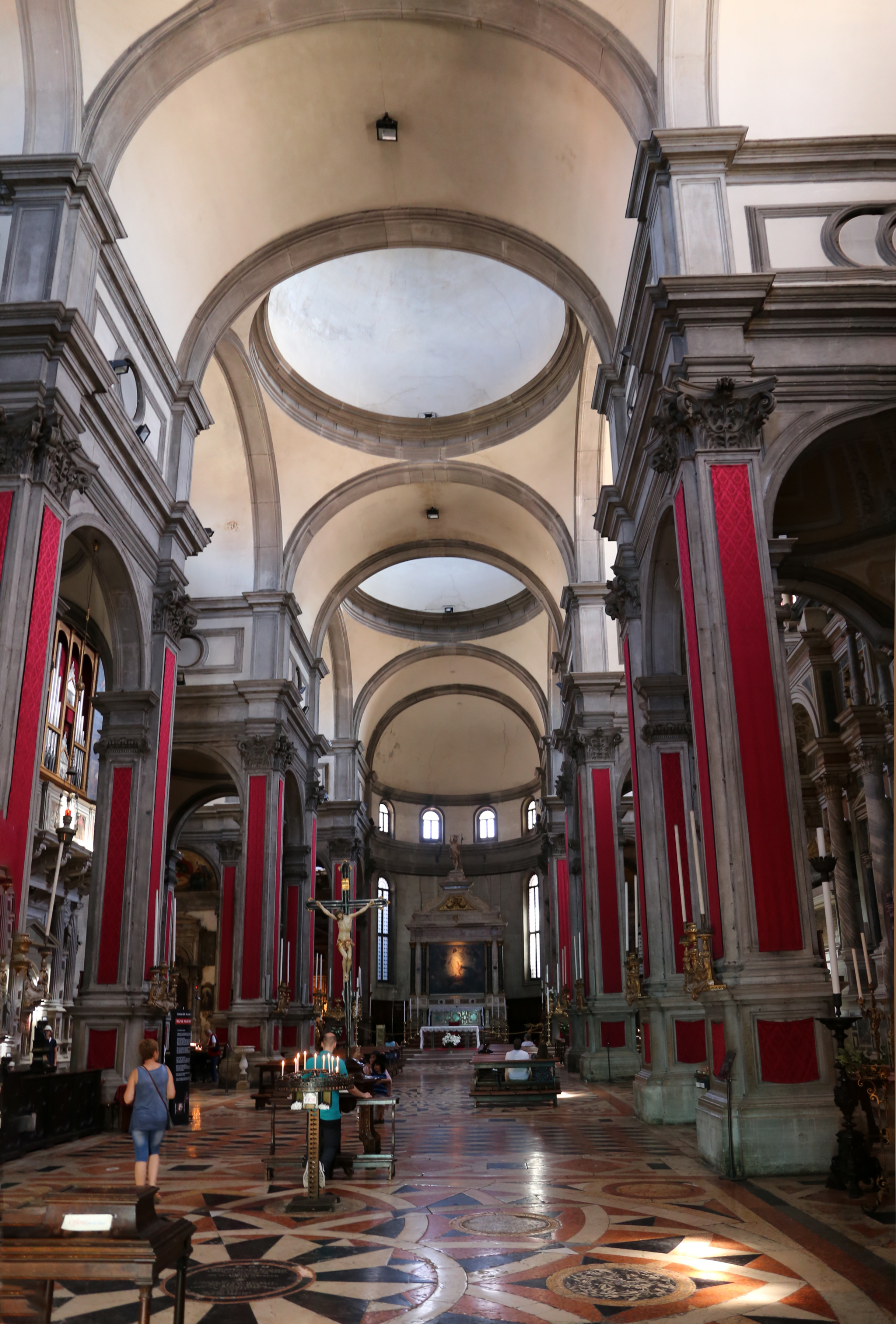
Sucesión de tres cúpulas en la iglesia de San Salvador (1506-1534), de Spavento y Lombardo
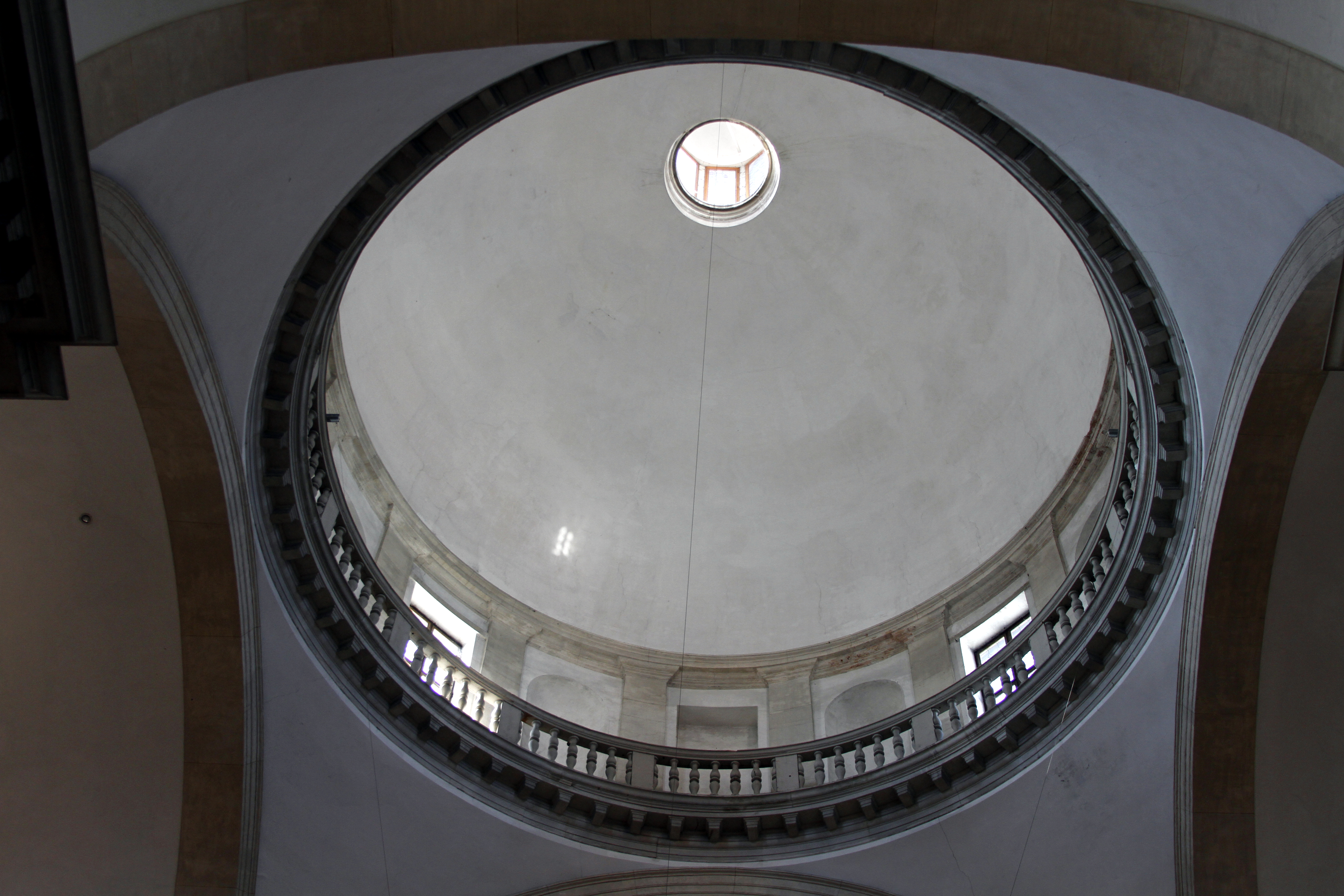
Interior desnudo de San Giorgio Maggiore
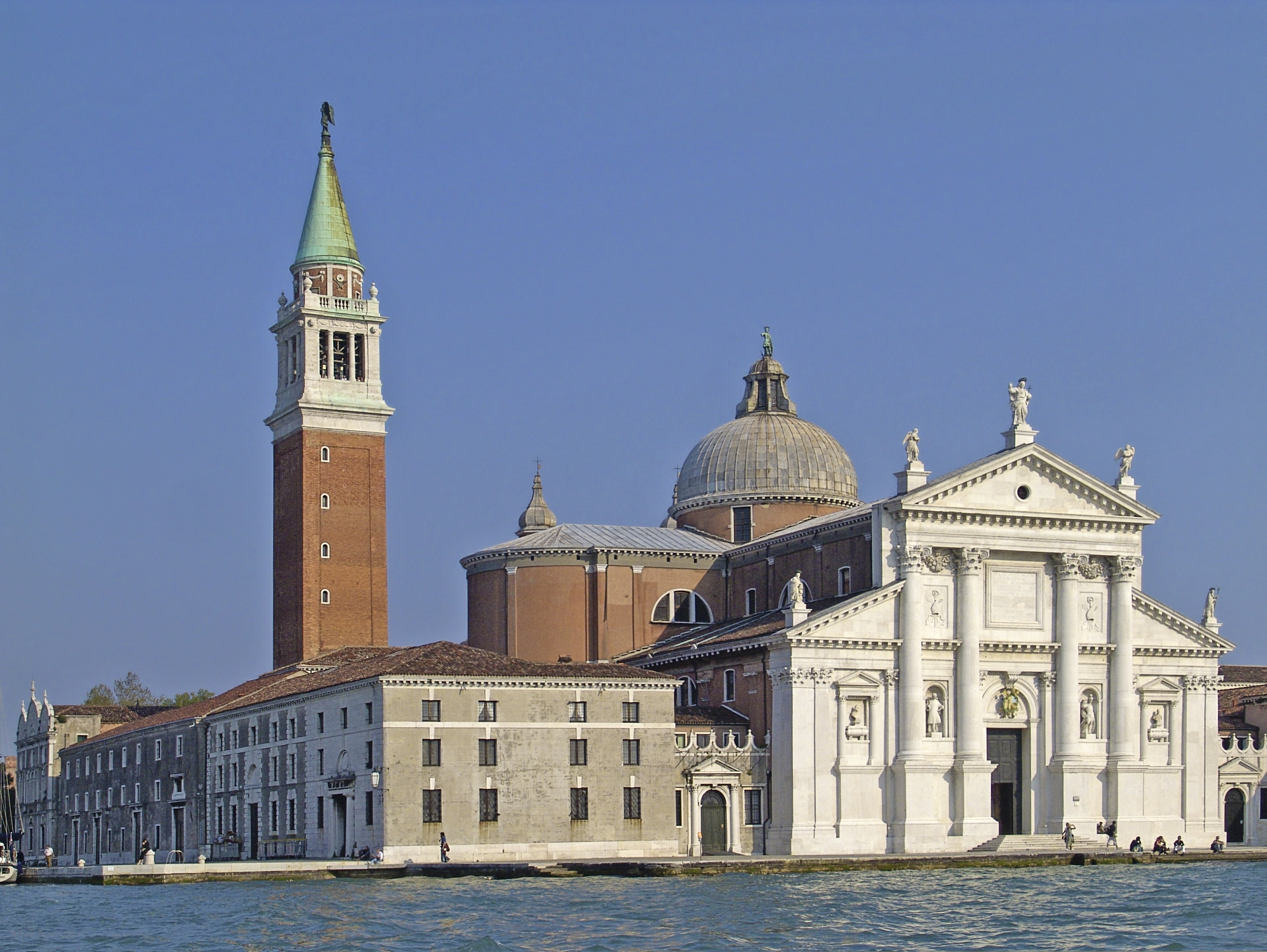
San Giorgio Maggiore (1565-1610)
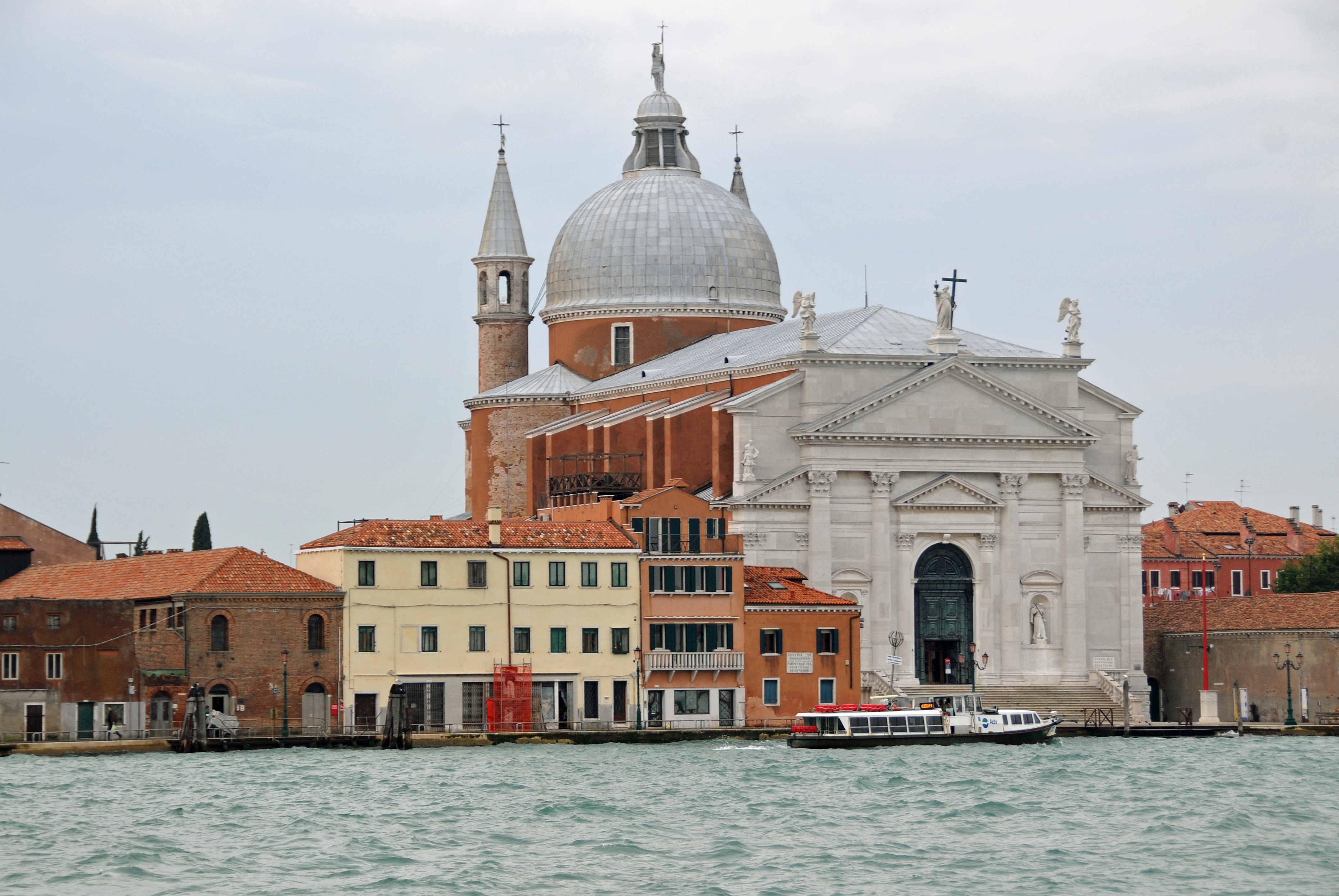
Il Redentore (1577-1592)

#### República de Florencia

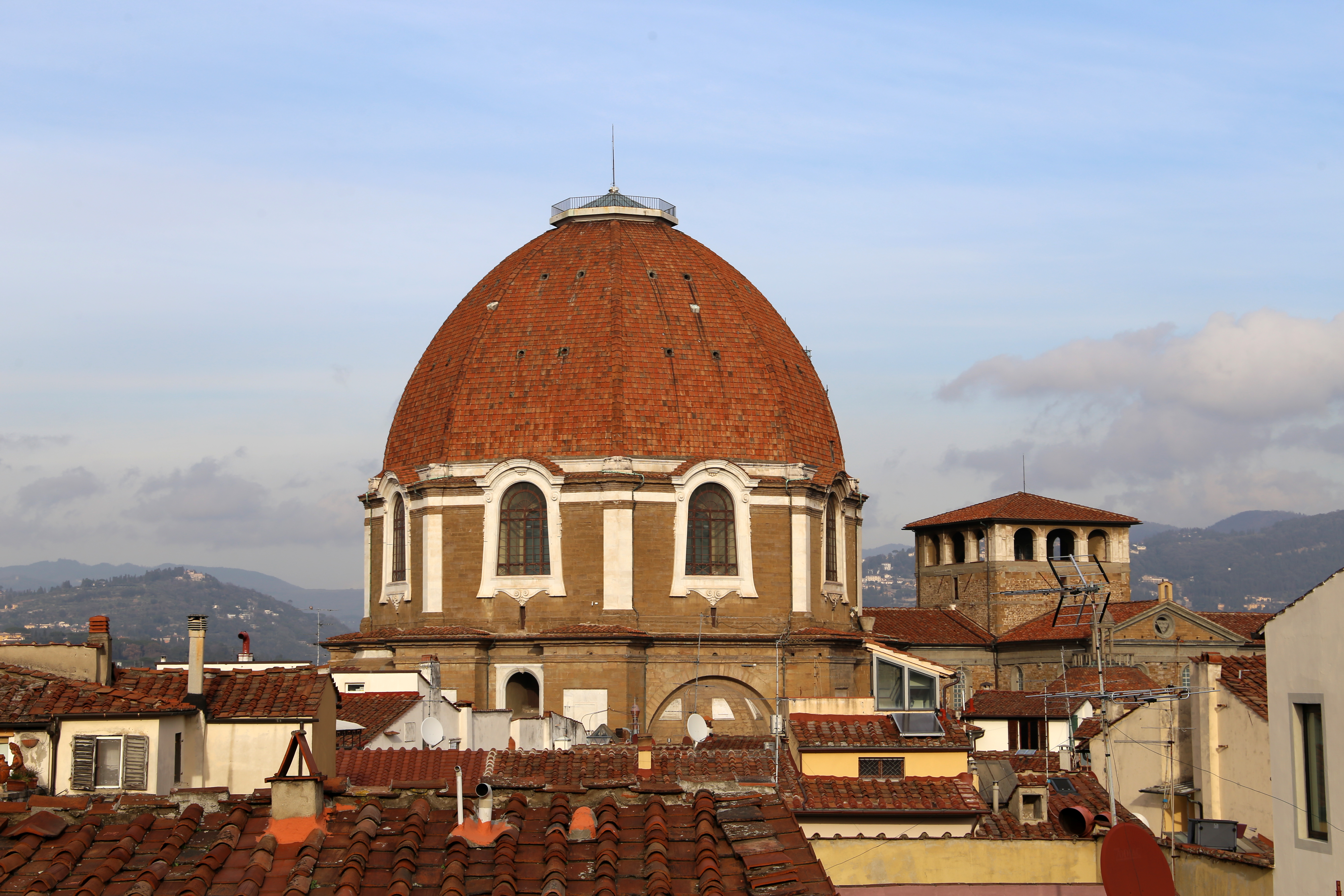
Cúpula de la Capilla de los Medici (1521-1534)

La capilla de los Medici en Florencia fue diseñada por Miguel Ángel y construida entre 1521 y 1534. Alberga las tumbas de Giuliano de Médici y de Lorenzo de Médici.
En 1569, la cúpula sobre la iglesia de Madonna dell'Umiltà en Pistoia fue completada por Giorgio Vasari a instancias de Cosme I de Médici, sobre un edificio diseñado y construido por otros. Aunque hace referencia claramente a la catedral de Florencia visualmente y en el uso de dos cáscarass, estructuralmente la cúpula octogonal es similar a la cúpula mucho anterior del baptisterio de Florencia y la forma hemisférica del diseño de Miguel Ángel para la cúpula de la Basílica de San Pedro. Las grietas descubiertas poco después de la finalización requirieron la adición por parte de Vasari de cadenas de hierro en el interior y el exterior, pero los problemas estructurales continuaron y se agregaron más cadenas adicionales a lo largo de los siglos, muchas fuera de la cúpula. La inestabilidad se ha atribuido al diseño de Vasari.

### Casa de Habsburgo y el Sacro Imperio Romano Germánico

#### Países Bajos de los Habsburgo
En el siglo XV, las peregrinaciones y las florecientes relaciones comerciales con el Cercano Oriente habían expuesto la región de los Países Bajos del noroeste de Europa al uso de cúpulas bulbosas en la arquitectura de Oriente y fueron adoptadas en la arquitectura de los Países Bajos. En Gante, una torre de escalera octogonal para la iglesia de San Martín de Ackerghem, construida a principios del siglo XVI, tenía una cúpula bulbosa similar a un minarete sirio. Estas cúpulas estaban hechas de madera recubierta de cobre, al igual que los ejemplos sobre torreones y torres en los Países Bajos a finales del siglo XV, muchos de los cuales se han perdido. El ejemplo más antiguo de los que ha sobrevivido es la cúpula bulbosa construida en 1511 sobre el ayuntamiento de Middelburg. Las agujas de varios pisos rematadas con cúpulas bulbosas truncadas que a su vez sostenían cúpulas o coronas más pequeñas se hicieron populares en las décadas siguientes.
La forma de cebolla se usó en la parte superior de importantes torres del siglo XVI, como la Onze Lieve Vrouw Kerk en Haarlem, en 1566, la Oude Kerk en Ámsterdam y el mercado de quesos de Alkmaar de 1599.

Cúpulas en los Países Bajos españoles
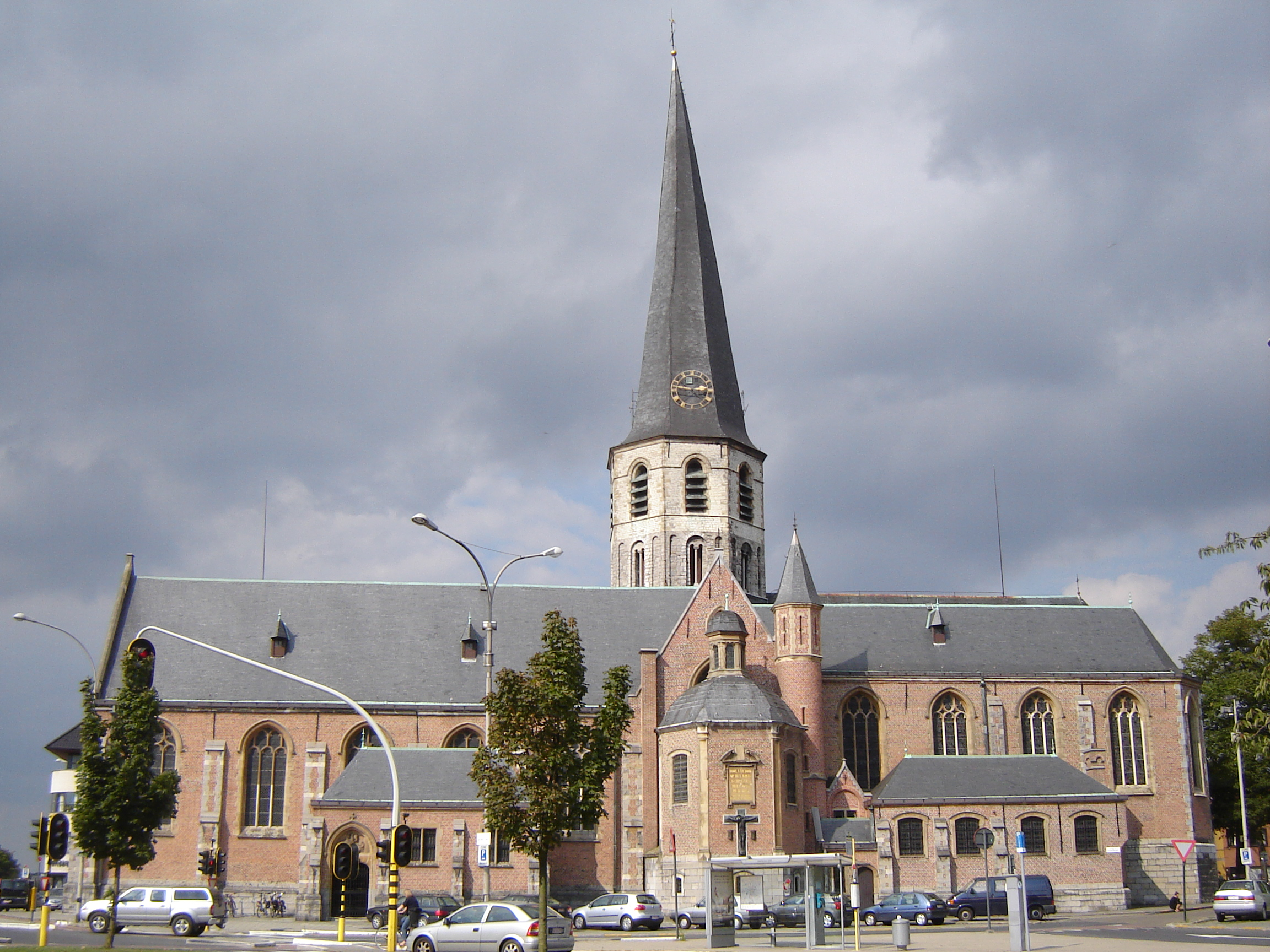
Aguja sobre torre octogonal en San Martín de Ackerghem de gante; abajo, pequeña aguja con remate asirio
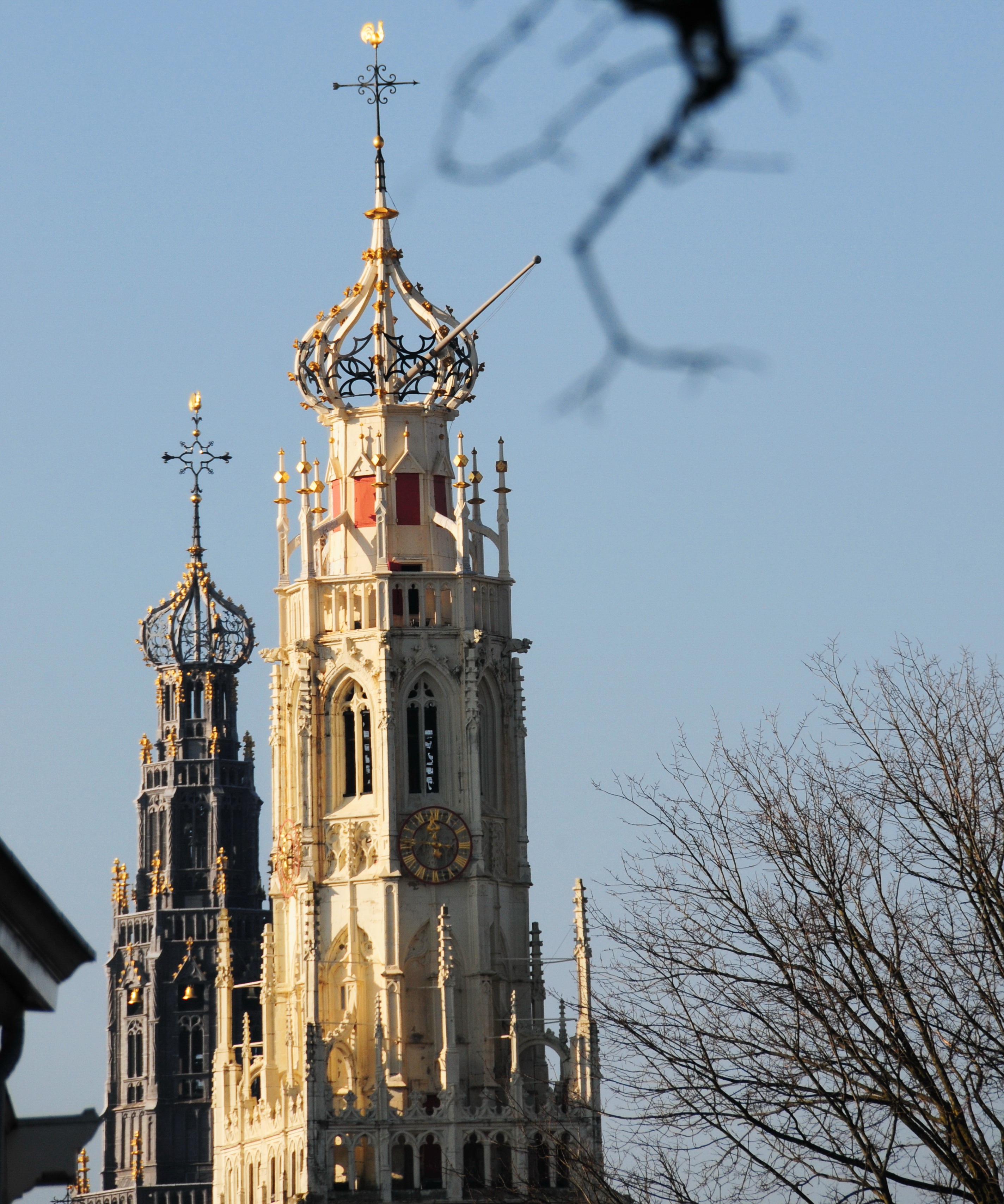
Las dos famosas torres, gris y blanca, de Haarlem.
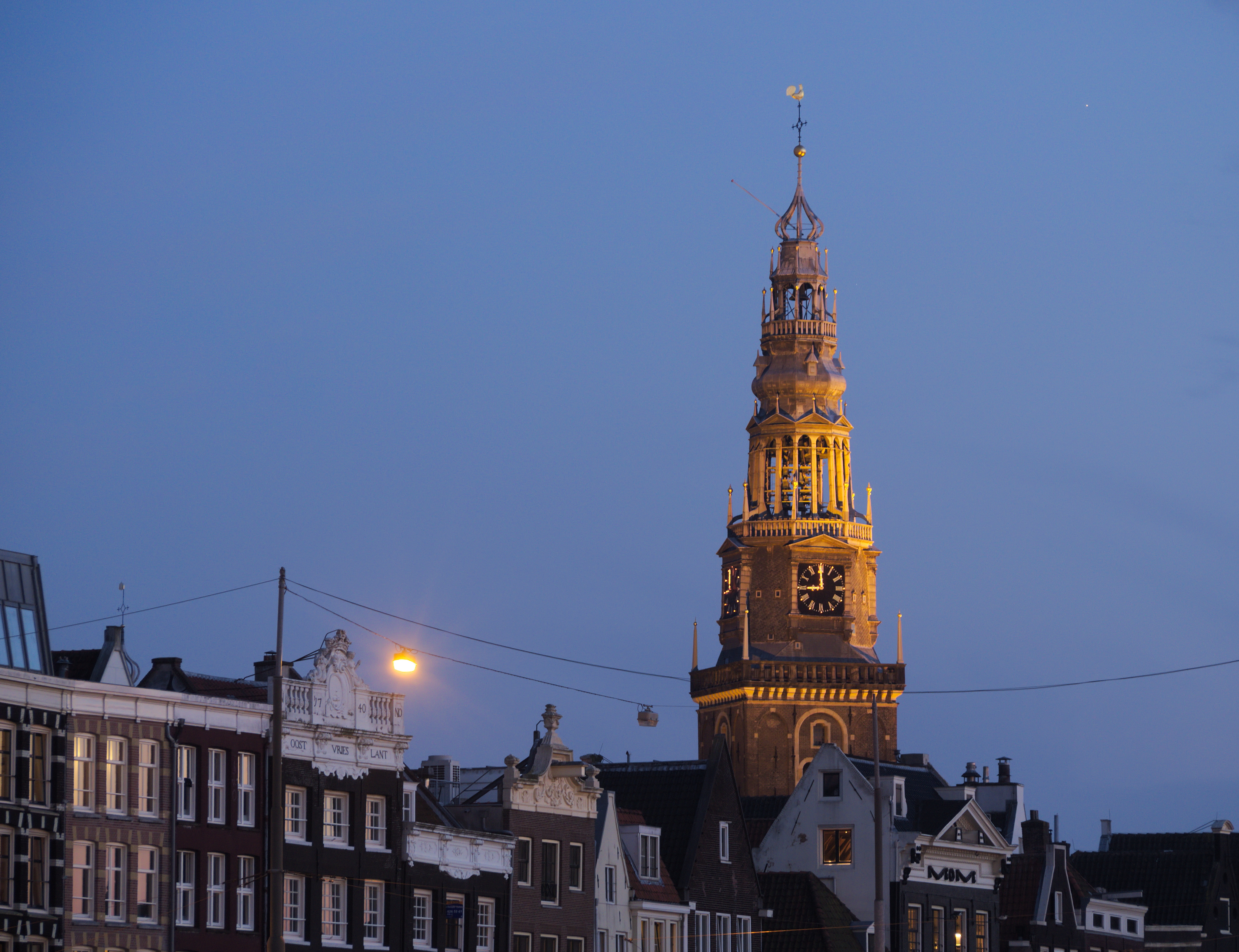
Oude Kerk en Ámsterdam
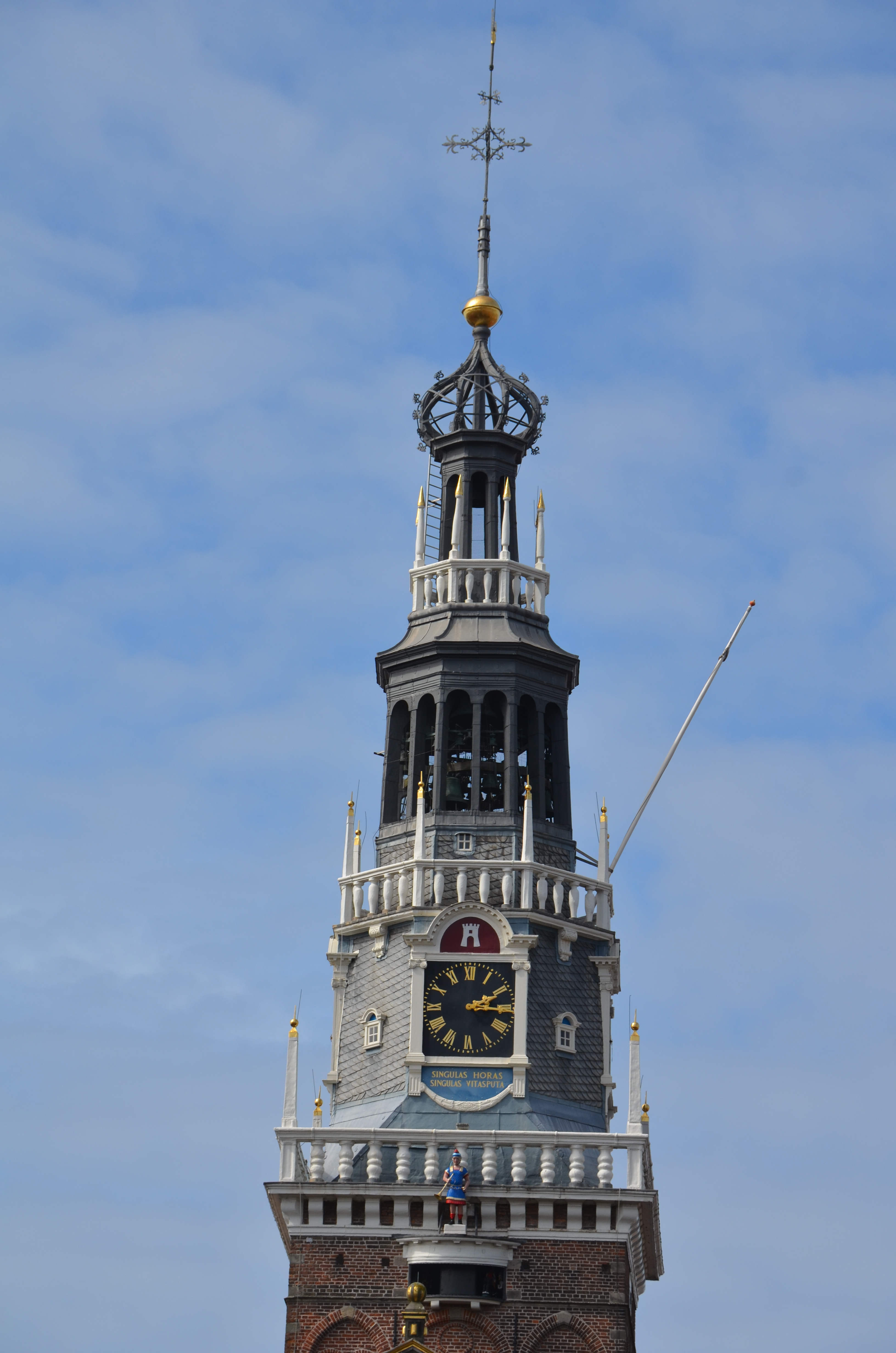
Oude Kerk en Alkmaar

#### Reino de los alemanes

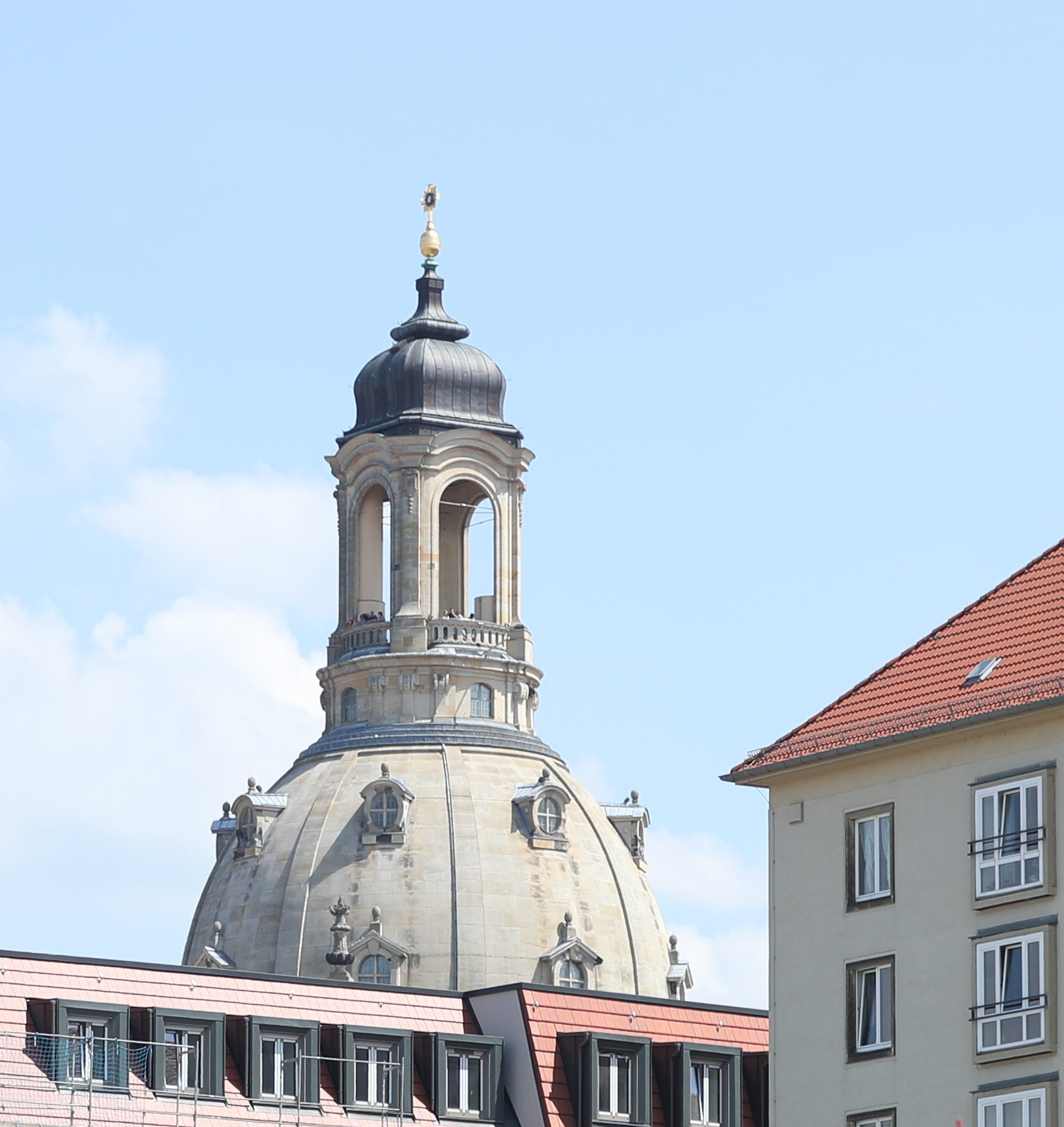
Linterna en la Frauenkirche de Dresde (1726-1739)

A principios del siglo XVI, la linterna de la cúpula italiana se había extendido en Alemania como una cúpula de madera y cobre llamada «welsche Haube» ('canopio galés') y esta estructura adoptó gradualmente la cúpula bulbosa de los Países Bajos. El primero de estos ejemplos se encontraba en la torre del ayuntamiento de Emden (1574-1576) y otros ejemplos tempranos estaban en los ayuntamientos de Brzeg, Silesia (1570-1576), Rothenburg ob der Tauber (1572-1578) y Lemgo (ca. 1589). Los primeros ejemplos en Danzig, como la torre del ayuntamiento (1561) y la torre de la iglesia de Santa Catalina (1634), muestran la influencia holandesa y posiblemente rusa.
La arquitectura rusa influyó fuertemente en las numerosas cúpulas bulbosas de las iglesias de madera de Bohemia y Silesia, como la torre de la iglesia de madera de 1506 Kościół św. Wacława w Pniowie en Pniów y la iglesia de Santa Ana en Czarnowancz. Este tipo se mezcló con la arquitectura rural alemana de tal manera que, en Baviera, las cúpulas bulbosas se parecen menos a los modelos holandeses que a los rusos. Las cúpulas poligonales de las torres de la Frauenkirche de Múnich de alrededor de 1530 y las cúpulas hexagonales del ayuntamiento de Augsburgo de 1615 son ejemplos. Cúpulas como estas ganaron popularidad en el centro y sur de Alemania y en Austria en los siglos XVII y XVIII, particularmente en el estilo barroco. Dresde, en particular, tiene ejemplos sobresalientes, incluida la linterna sobre la gran cúpula central de la Frauenkirche de Dresde (1726-1739).  Un castillo en Dresde con una cúpula torre de 1535 fue remodelado entre 1547 y 1557 para tener una serie de cúpulas en forma de campana, según un modelo de madera.

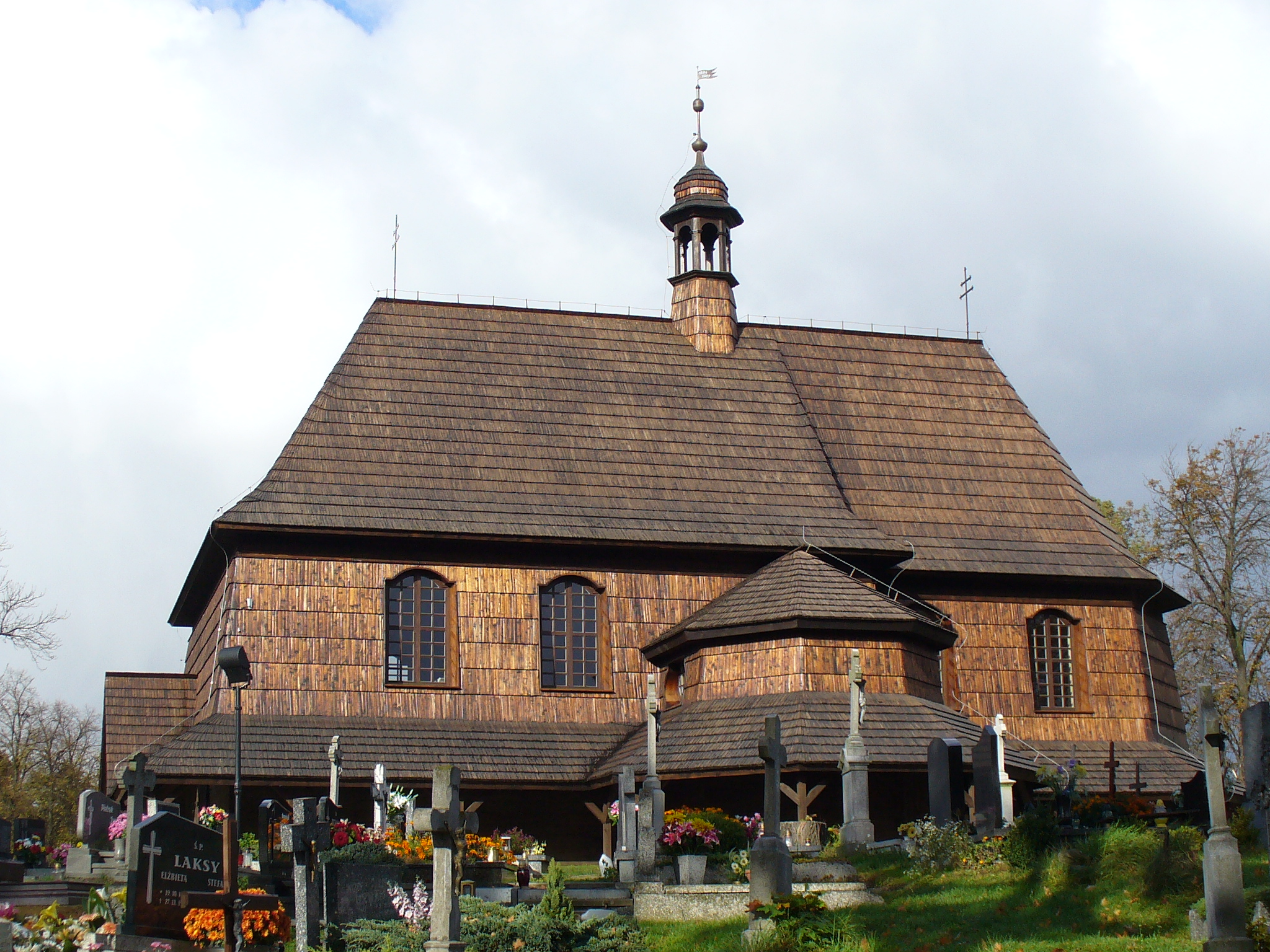
Torre de madera de la iglesia de Santa Ana en Czarnowancz (1506)
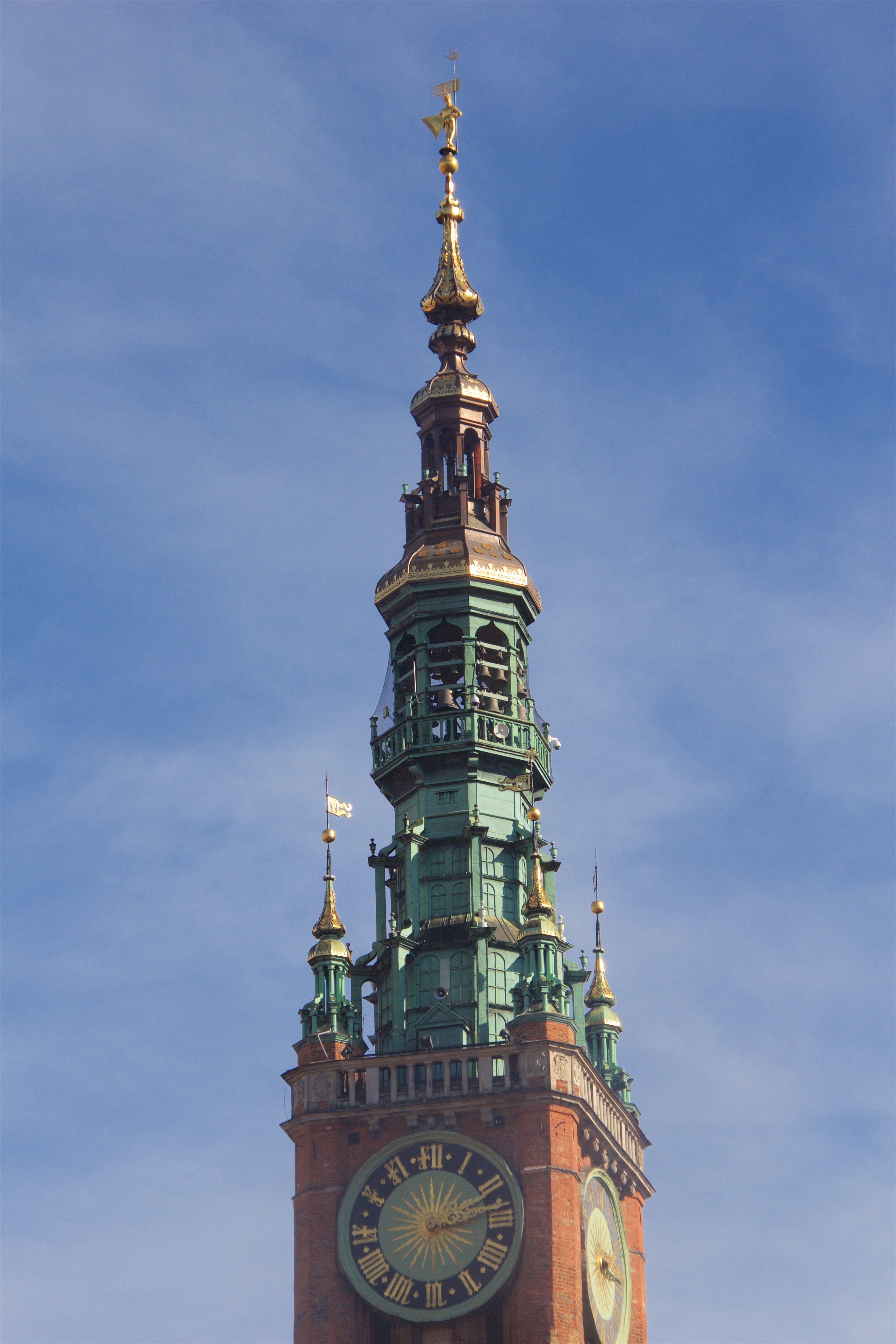
Ayuntamiento de Gdańsk
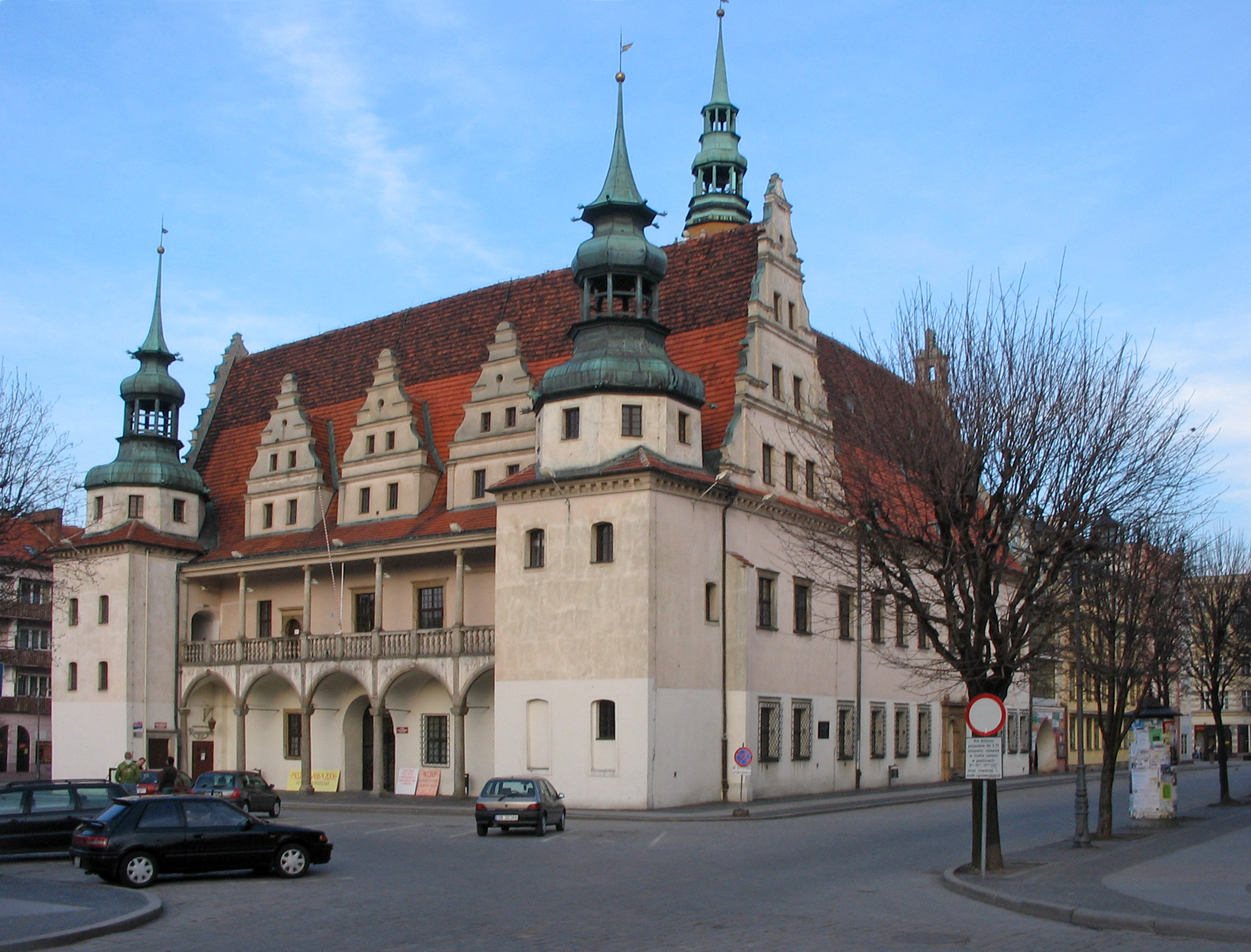
Ayuntamiento de Brzeg
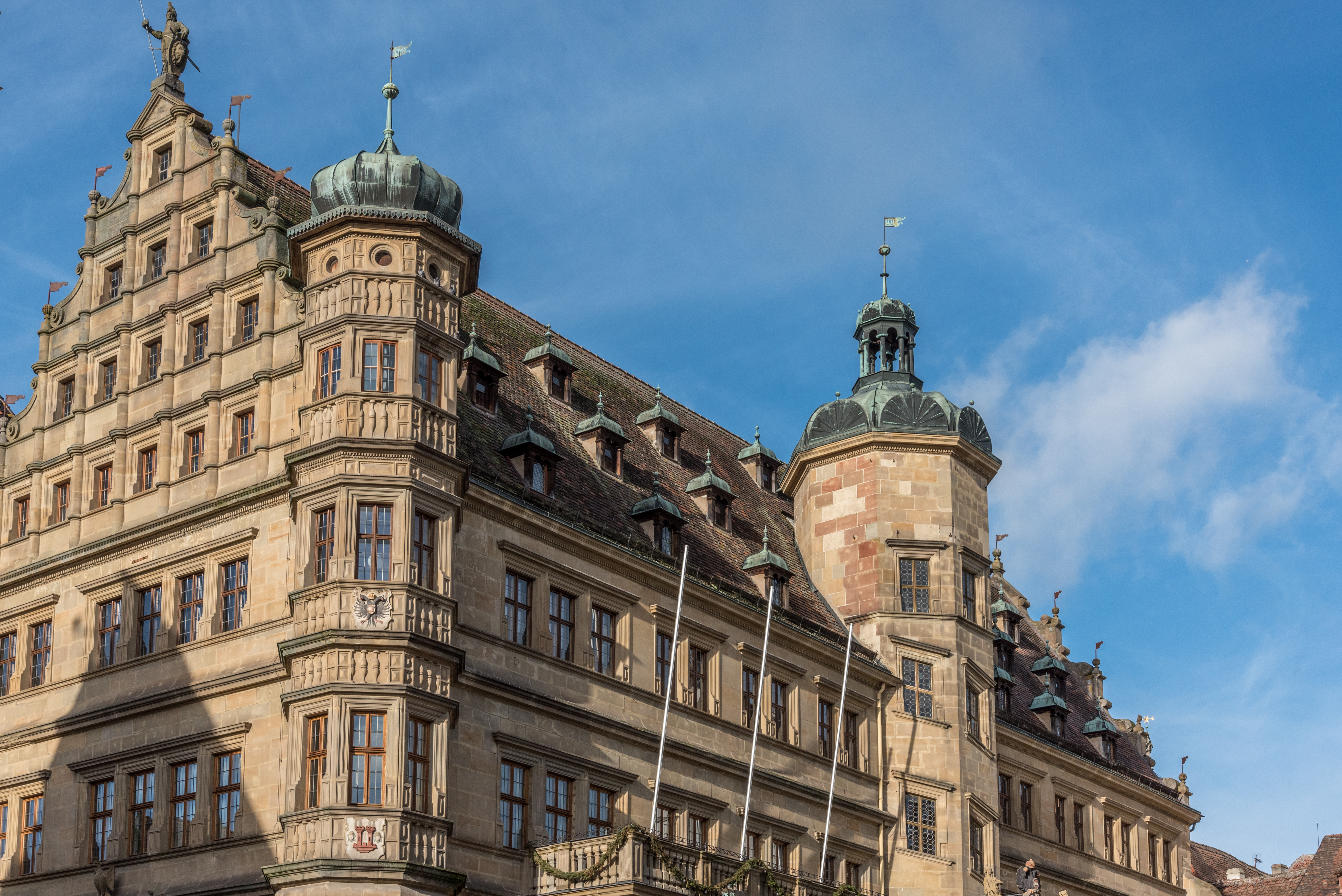
Ayuntamiento de Rothenburg ob der Tauber
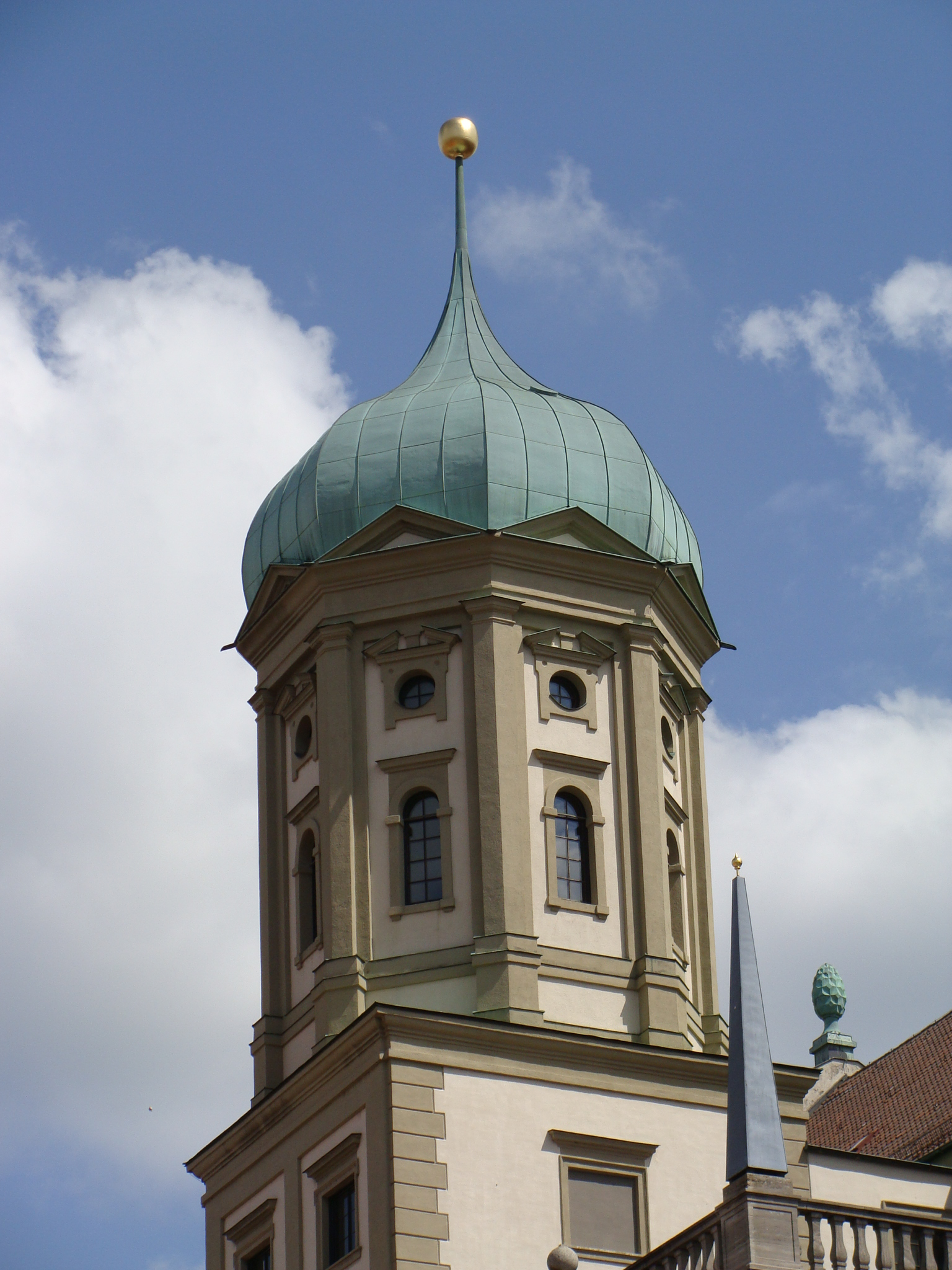
Ayuntamiento de Augsburgo (1615 )

#### Praga
En Praga, el welsche Haube aparentemente se usó poco, pero la cúpula de cebolla completamente desarrollada fue prominente a mediados del siglo XVI. El desarrollo de la forma de cebolla en la arquitectura de Praga puede haber sido un esfuerzo por combinar las formas góticas con las de Italia, y también puede indicar la influencia de los Países Bajos. Los dibujos publicados en manuales de carpintería y por la prestigiosa asociación de torres de cebolla con iglesias de peregrinación alentaron su adopción en las regiones cercanas de Baviera, en el sur de Alemania y en el Imperio austríaco. Dibujos de la ciudad de Praga de 1562 y 1606 muestran torres y agujas cubierta con cúpulas en forma de cebolla. Se ven en el palacio Rosenberg, en la torre de agua de la ciudad vieja y en la torre principal de la catedral de San Vito (1561-1563), cuyo diseño había sido aprobado por el emperador Fernando en 1560.

### Ducado de Milán

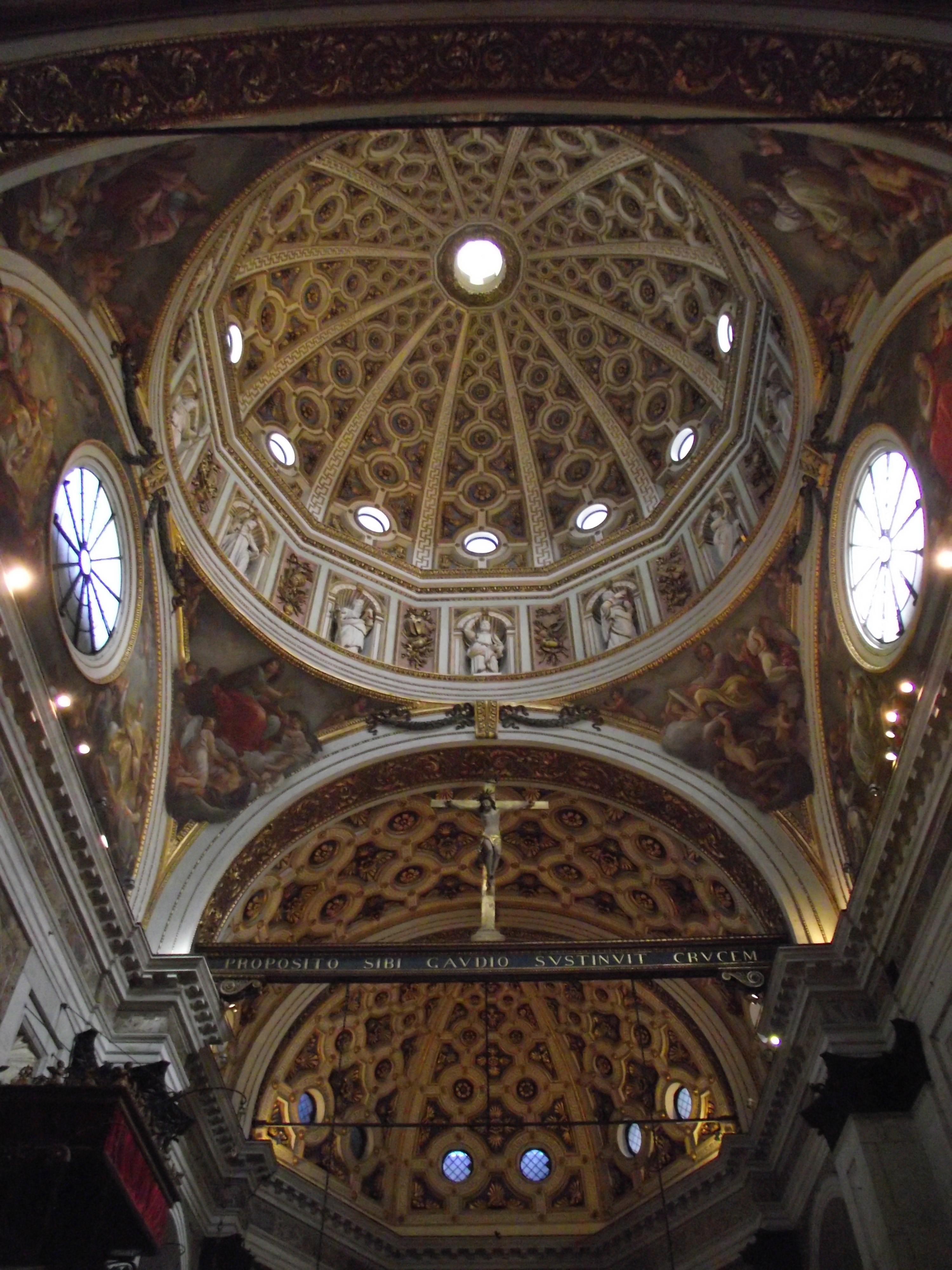
Interior de Santa María presso San Celso (iniciada en 1497)

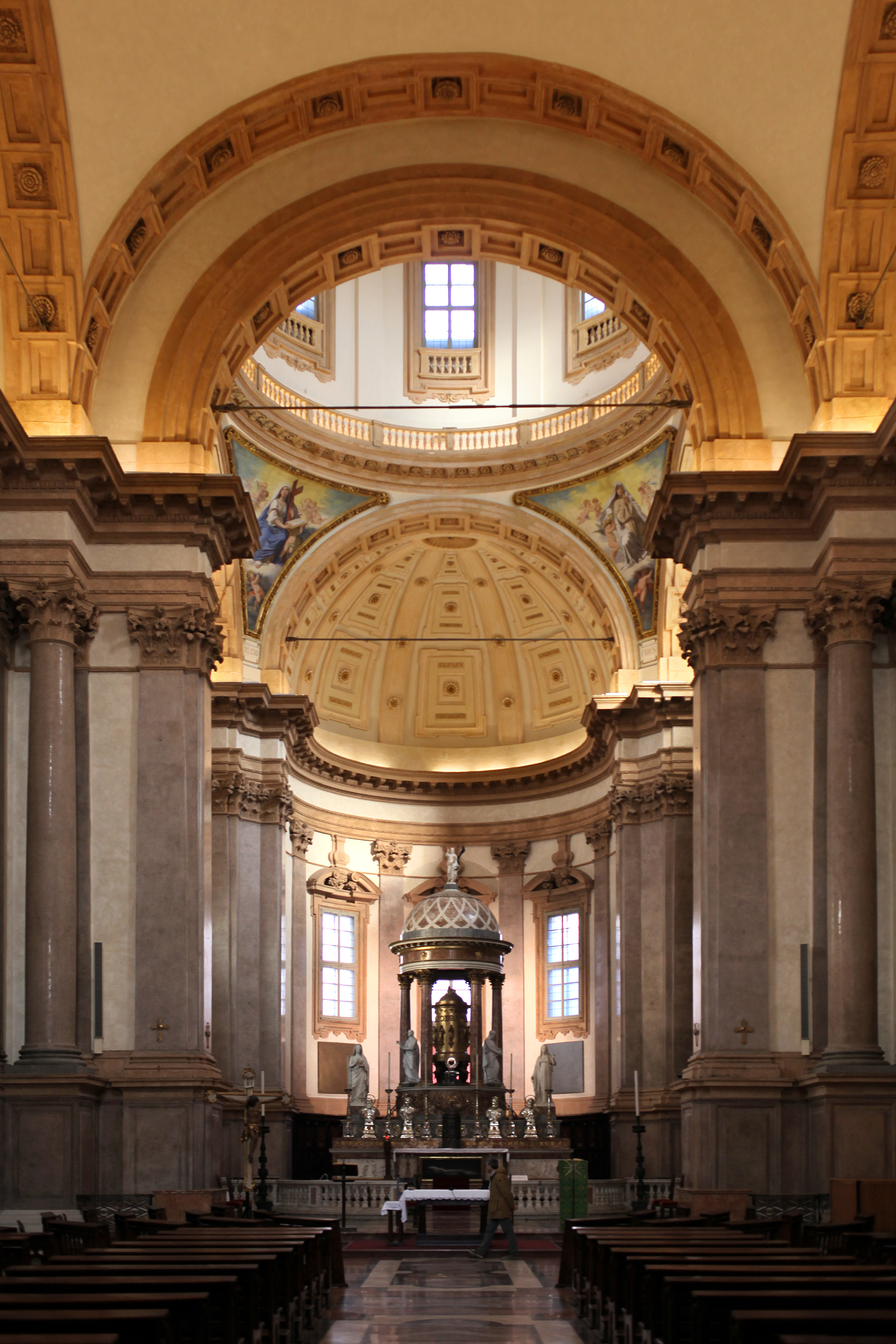
Interior de San Fedele, Milán (a partir de 1684)

En Milán, en 1497, se inició la construcción de una iglesia importante, Santa María presso San Celso. En Lombardía, tradicionalmente, las cúpulas estaban ocultas en el exterior en el que solo aparecían gruesos tambores rematados con linternas, tiburios. Su construcción databa de la Antigüedad tardía y su técnica y comportamiento estructural eran bien conocidos. La primera parte que se construyó de la iglesia fue, de hecho, la cúpula octogonal, cubierta exteriormente por una linterna con una logia porticada, decorada con doce estatuas de terracota de Agostino Fonduli según la tradición arquitectónica lombarda. En 1494 se le solicitó a Giovanni Antonio Amadeo una maqueta y en 1498 se encargó de procurar columnas y capiteles para el tiburio. 
Tras un periodo turbulento, con el ducado invadido por franceses, suizos y finalmente españoles, Milán pasó a depender de la monarquía española de los Habsburgo desde 1540, durante casi 150 años, hasta la guerra de sucesión española a comienzos del siglo XVIII. A partir de 1550 se reanudó la actividad constructiva con varias cúpulas para iglesias importantes imbuidas por el nuevo espíritu de la Contrarreforma. La primera propuesta fue para la construcción de la gran iglesia de la Compañía de Jesús en la ciudad, la  iglesia de San Fedele, con una cúpula expuesta exteriormente, o "extradosada" y que será prototipo de las iglesias contrarreformistas lombardas. La ideó el arquitecto Pellegrino Tibaldi (1568-1569), aunque fue construida por Andrea Biffi a partir de 1684). Siguen el ejemplo el Santuario di Santa Maria del Fonte presso Caravaggio (1571) y  la iglesia de San Sebastiano (1576-1586, consagrada en 1616).
Sin embargo, a la planeada cúpula extradosada de San Sebastiano se le añadió un tiburio y se siguieron planificando muchas más cúpulas con tiburios desde el principio. Son ejemplos la capilla de Trivulzio en la iglesia de San Nazaro en Brolo (1547), y las iglesias de Santa Maria delle Grazie, Santa Maria della Passione (iniciada en 1486, proyecto de construcción de la cúpula y la linterna, bajo la dirección de Martino Bassi, 1549-1550; la construcción de las naves recién comenzó en 1573) y San Vittore al Corpo (1568-1573). El uso de elevados tambores dispuestos bajo de las cúpulas comenzó en Milán siguiendo la tendencia en Roma y en el centro de Italia. Mejoraban la iluminación de las cúpulas, pero también conllevaban complejos problemas estructurales adicionales.

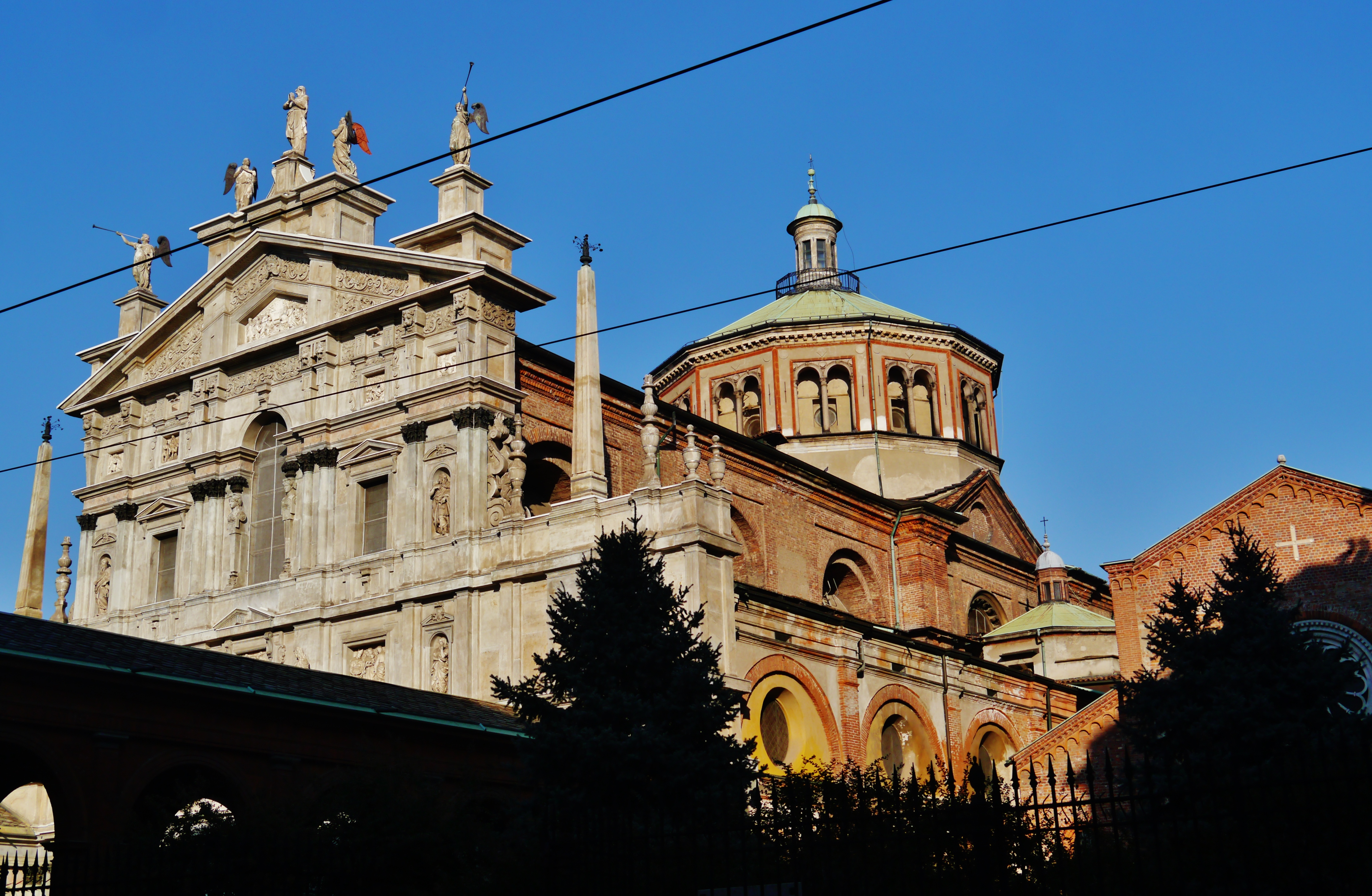
Iglesia de Santa María presso San Celso (1493-)
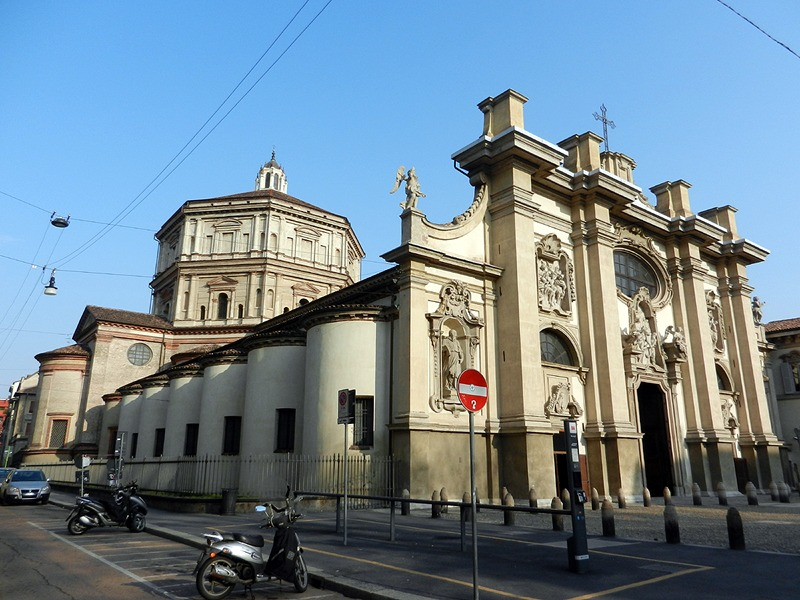
Santa Maria della Passione (1486, cúpula de 1549-1550)
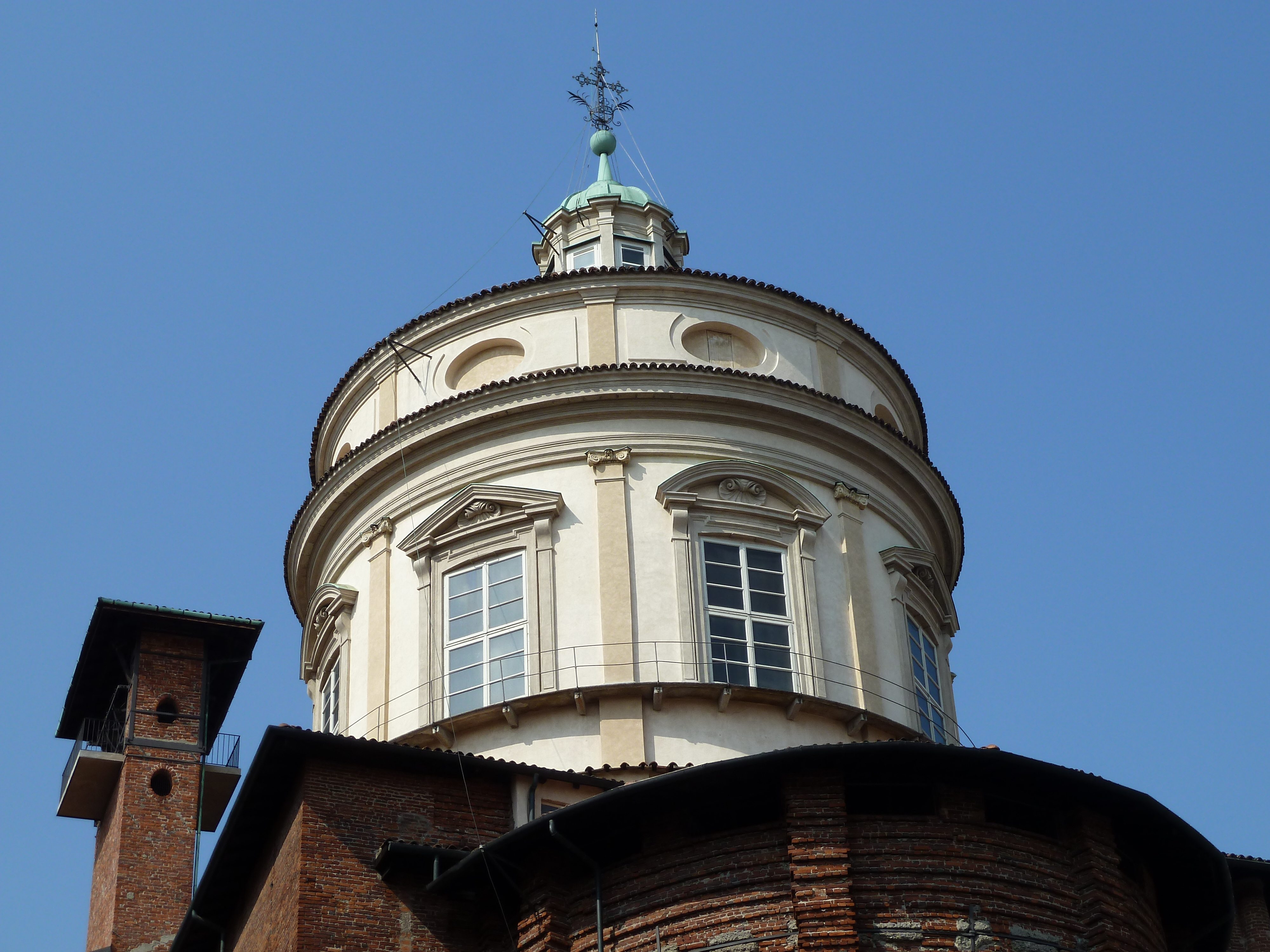
Cúpula de la iglesia de San Fedele (1568-1569, cúpula a partir de 1684)
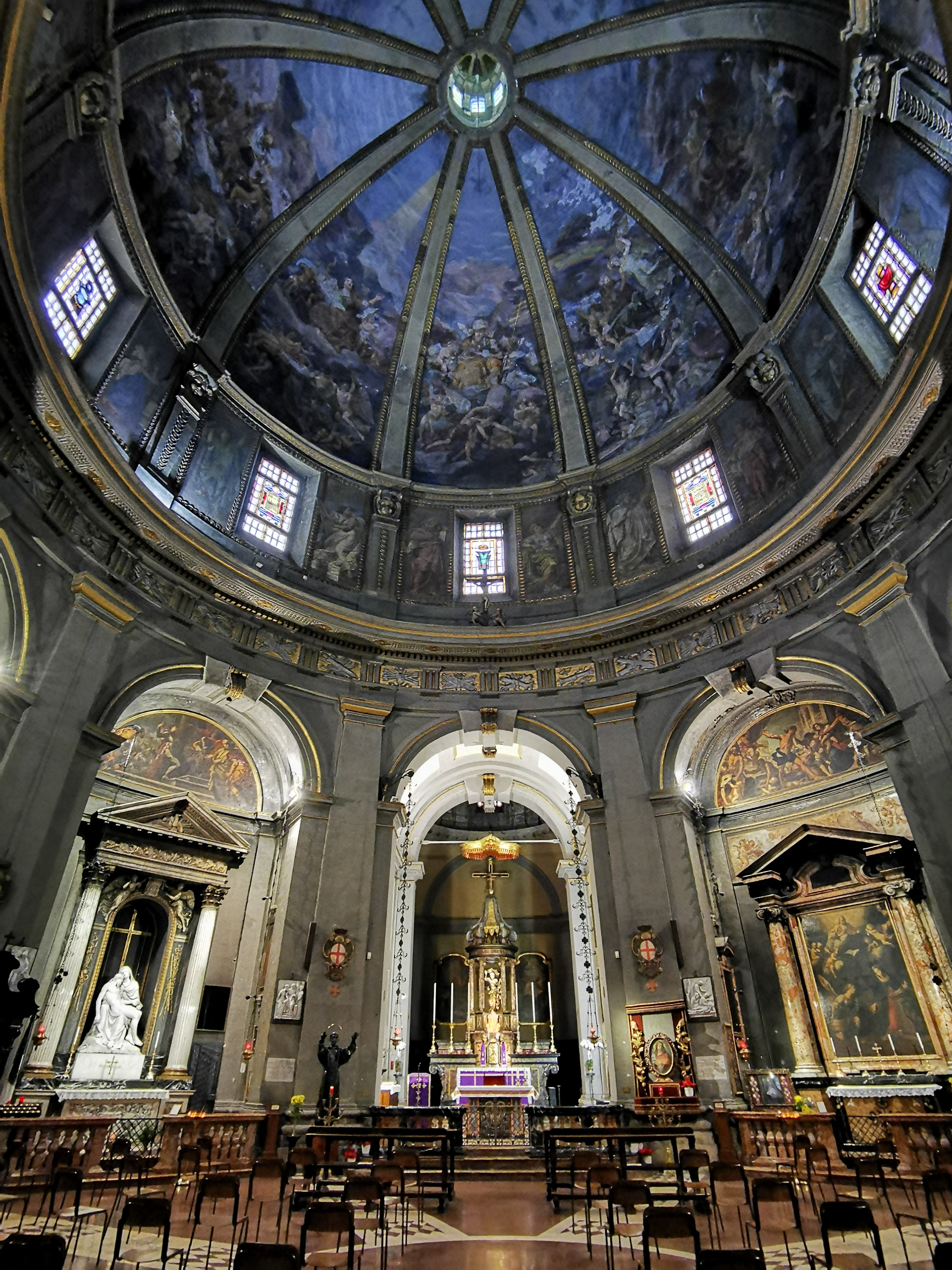
Templo cívico de San Sebastián (1576-1616)
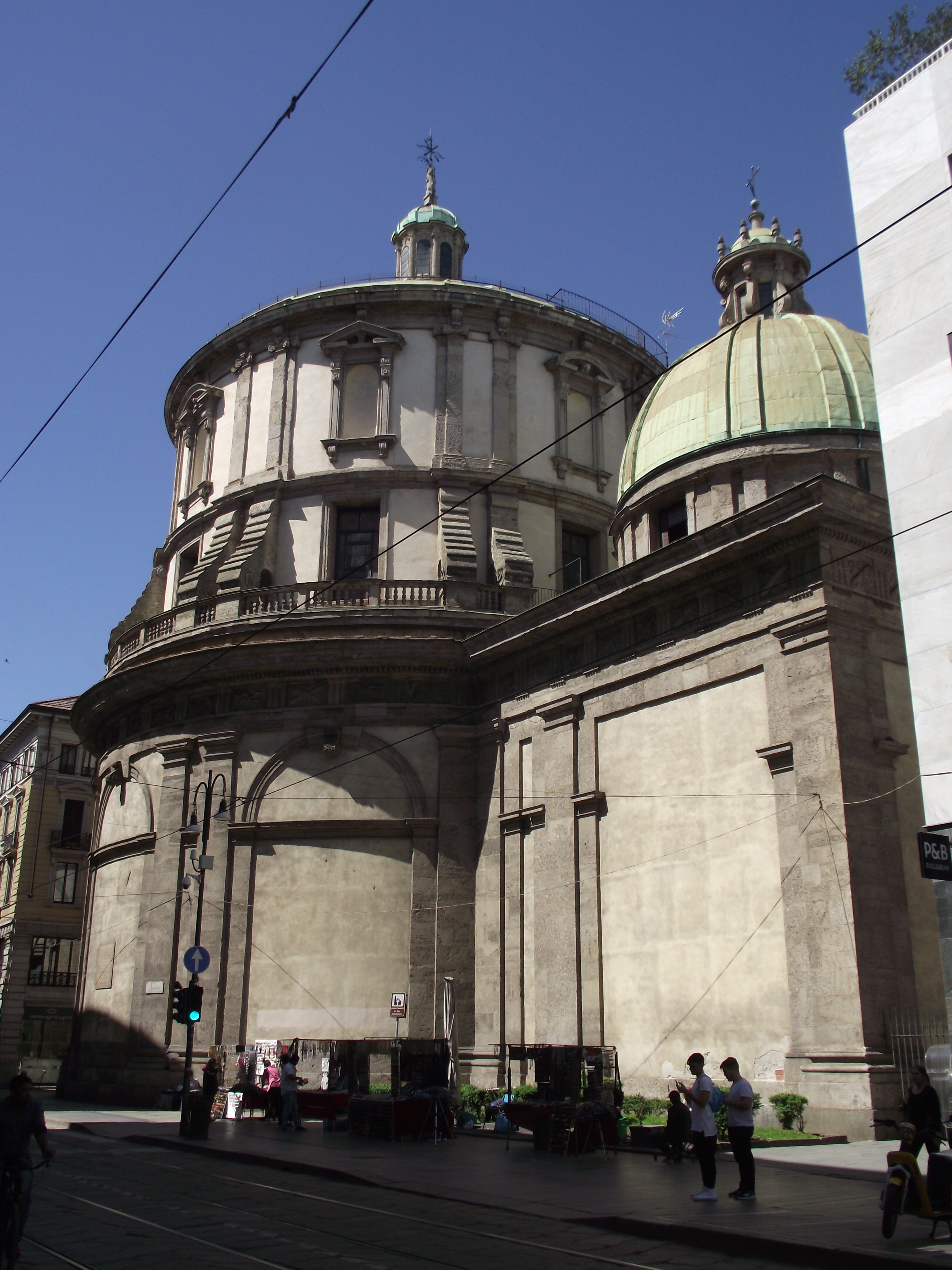
Tempio civico di San Sebastiano

### La España de los Habsburgo y sus colonias

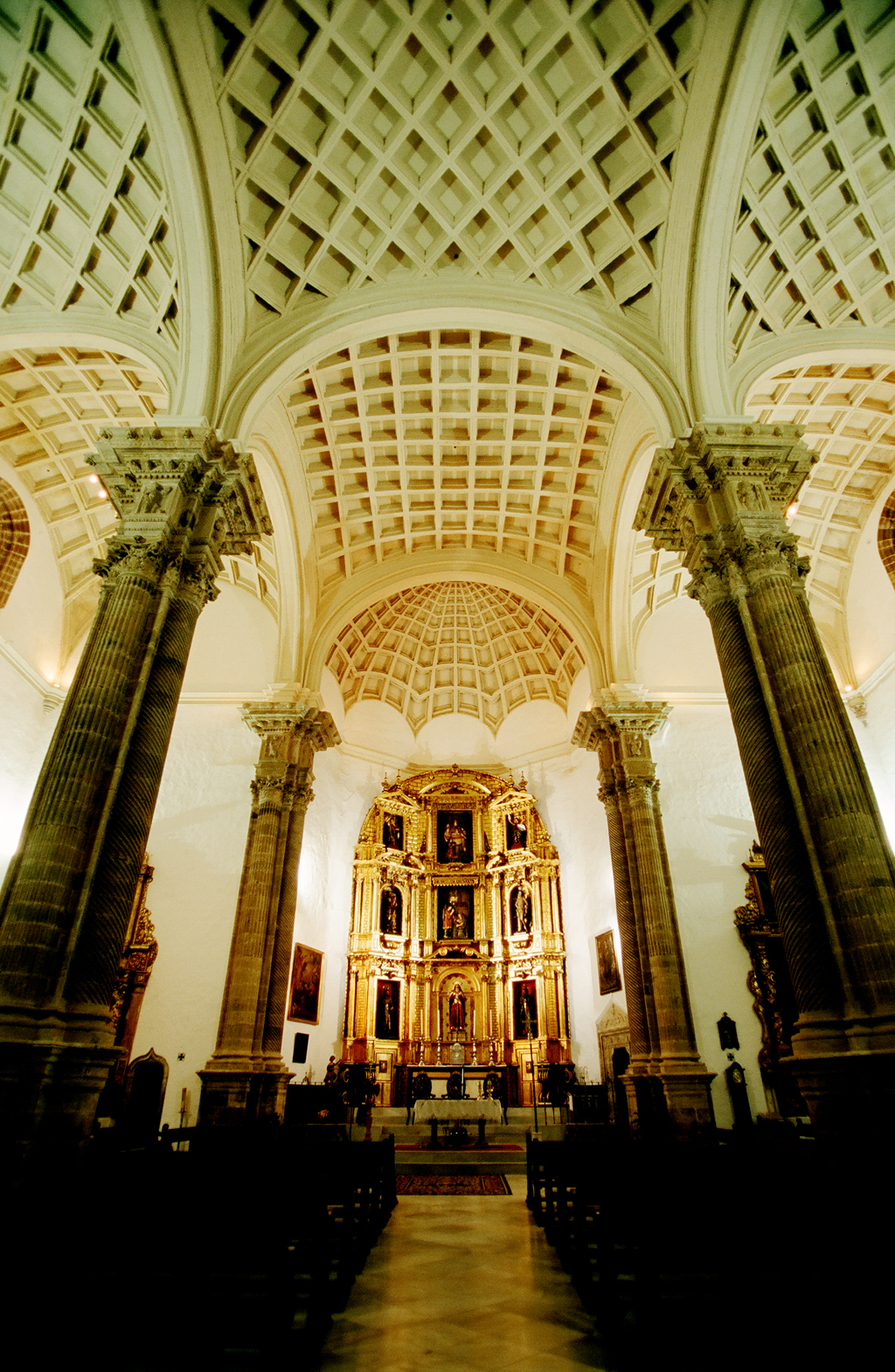
Bóvedas vaídas casetonadas soportadas por grandes pilares de la Nuestra Señora de la Consolación (1560), de Hernán Ruiz el Joven

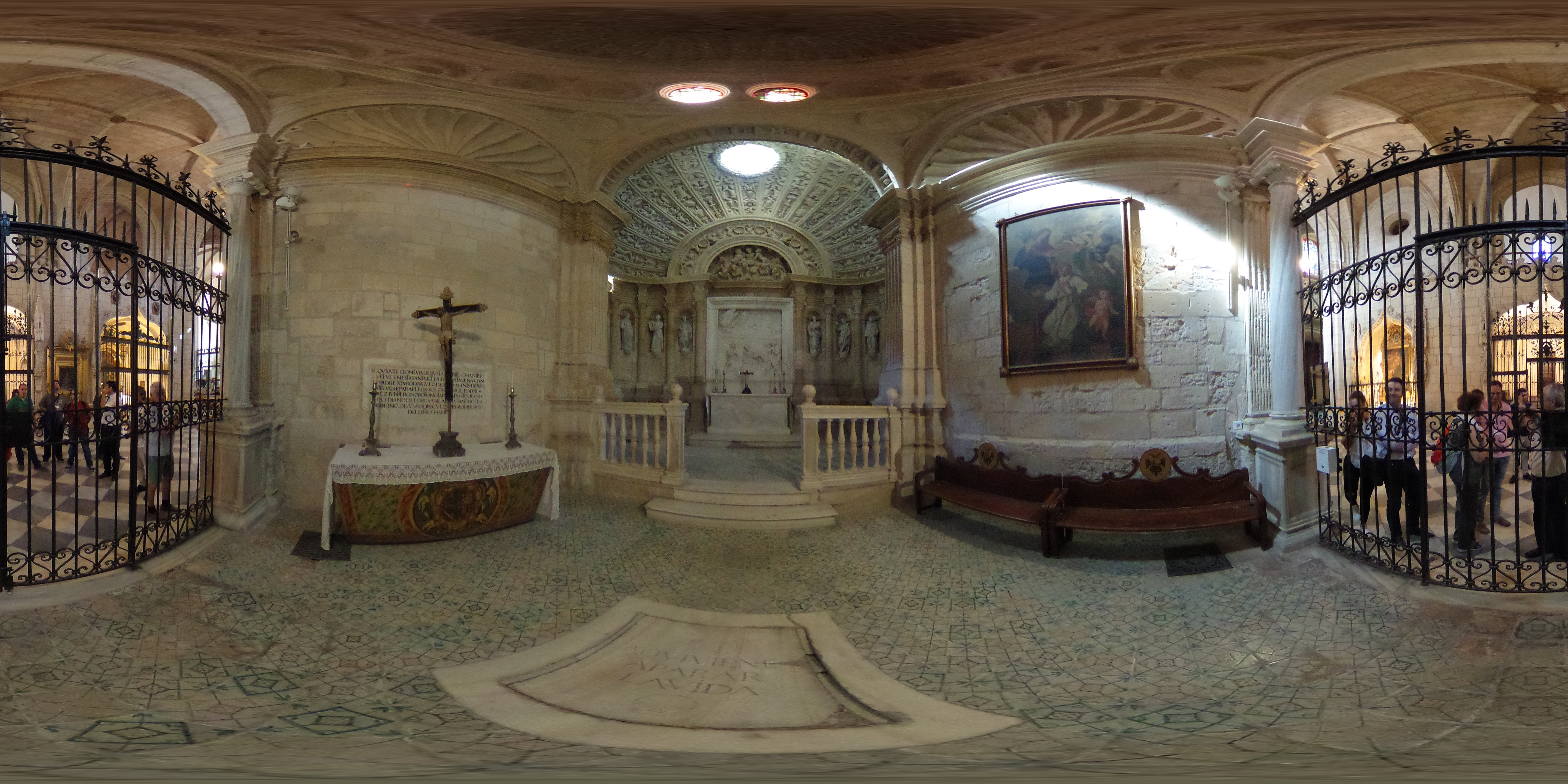
Capilla de los Junterones (1540)en la catedral de Murcia, de Jerónimo Quijano, tiene una geometría toral

La «cúpula de Murcia» sobre la capilla de los Junterones en la catedral de Murcia, construida en 1540 por Jerónimo Quijano, tiene una geometría toral lograda por la revolución de un arco de medio punto transversal sobre el eje corto de la planta oblonga. La bóveda de enrejado en forma de cúpula de la Iglesia de Nuestra Señora de la Consolación,  de Hernán Ruiz el Joven está fechada a la década de 1560.
En 1564, se completó una cúpula sobre un tambor sobre la sacristía de la iglesia de San Miguel en Jerez de la Frontera, un raro ejemplo español construido antes que los de El Escorial. Las cúpulas sobre la iglesia y las torres de El Escorial, construidas entre 1579 y 1582 como cúpulas extradosadas sobre tambores, se convirtieron en modelo para las cúpulas españolas posteriores, especialmente después de la publicación de la sección transversal de la cúpula principal por Juan de Herrera en 1589. La cúpula principal sobre la iglesia es una cúpula esférica de piedra y una linterna sobre un tambor cilíndrico y tiene un diámetro interno de 18,94 m. Versiones más pequeñas con diámetros internos de 6,68 m coronan las dos torres de la iglesia. La influencia de la cúpula de El Escorial se manifiesta en las cúpulas de la iglesia del Colegio Nosa Señora da Antiga de Monforte de Lemos (rediseñada después de 1592 para ser extradosada y con tambor), el Real Colegio Seminario del Corpus Christi en Valencia (modificada para incluir un tambor entre 1595 y 1597), la iglesia de San Pablo y San Justo en Granada (terminada en 1622 con un tambor similar) y en la torre abovedada en las monasterio de Irache. Las similitudes en la cúpula sobre la capilla Cerralbo en Ciudad Rodrigo, que no tiene tambor, incluyen las proporciones del espesor de la cúpula, el diámetro de la linterna y el uso de hileras horizontales de piedra en la parte inferior de la cúpula hasta los 32.º, en lugar de hileras radiales.

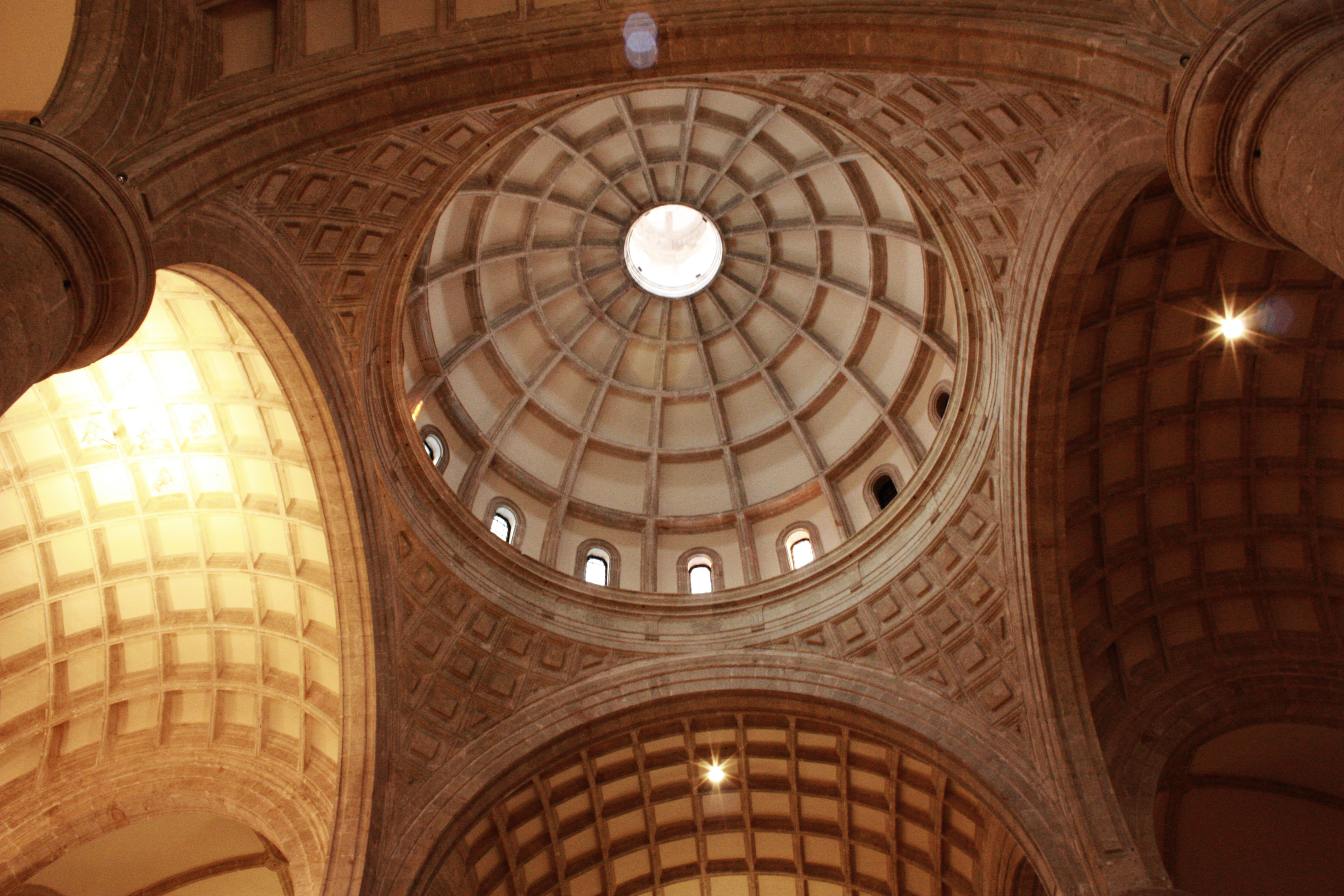
Cúpula con nervadura cuadricular de la catedral de San Ildefonso, Mérida (México).

Durante la colonización española de América, del siglo XVI al XVIII, se construyeron miles de iglesias en México. Las iglesias varían, pero los ejemplos que sobreviven del centro de México suelen tener planta de cruz latina con una cúpula de ladrillo sobre un tambor en el crucero. El adobe se usó ampliamente en los primeros ejemplos, pero esos edificios fueron a menudo destruidos por terremotos o reemplazados. En el siglo XVI se utilizó una gruesa bóveda de crucería en forma de cúpula. La mayoría de las iglesias usaban un gablete con campanad en lugar de un campanario, aunque en siglos posteriores a menudo se añadieron campanarios de piedra, normalmente coronados por una pequeña cúpula hemisférica. Las bóvedas y las cúpulas generalmente se construían con ladrillos y, al igual que las torres, eran particularmente vulnerables a los terremotos. Las cúpulas desarrollaron grietas verticales por el movimiento lateral y eran más vulnerables que las bóvedas porque el movimiento en los tambores debajo de ellas podría aumentar el daño. Una gran cantidad de movimiento en un solo evento o el efecto acumulativo de múltiples terremotos podría provocar su colapso. Solo sobreviven algunos ejemplos del siglo XVI. La catedral de Mérida en Yucatán, México, fue la primera catedral terminada en el continente americano y tiene una cúpula abovedada con una cuadrícula de nervaduras de Juan Miguel de Agüero que data de 1598.

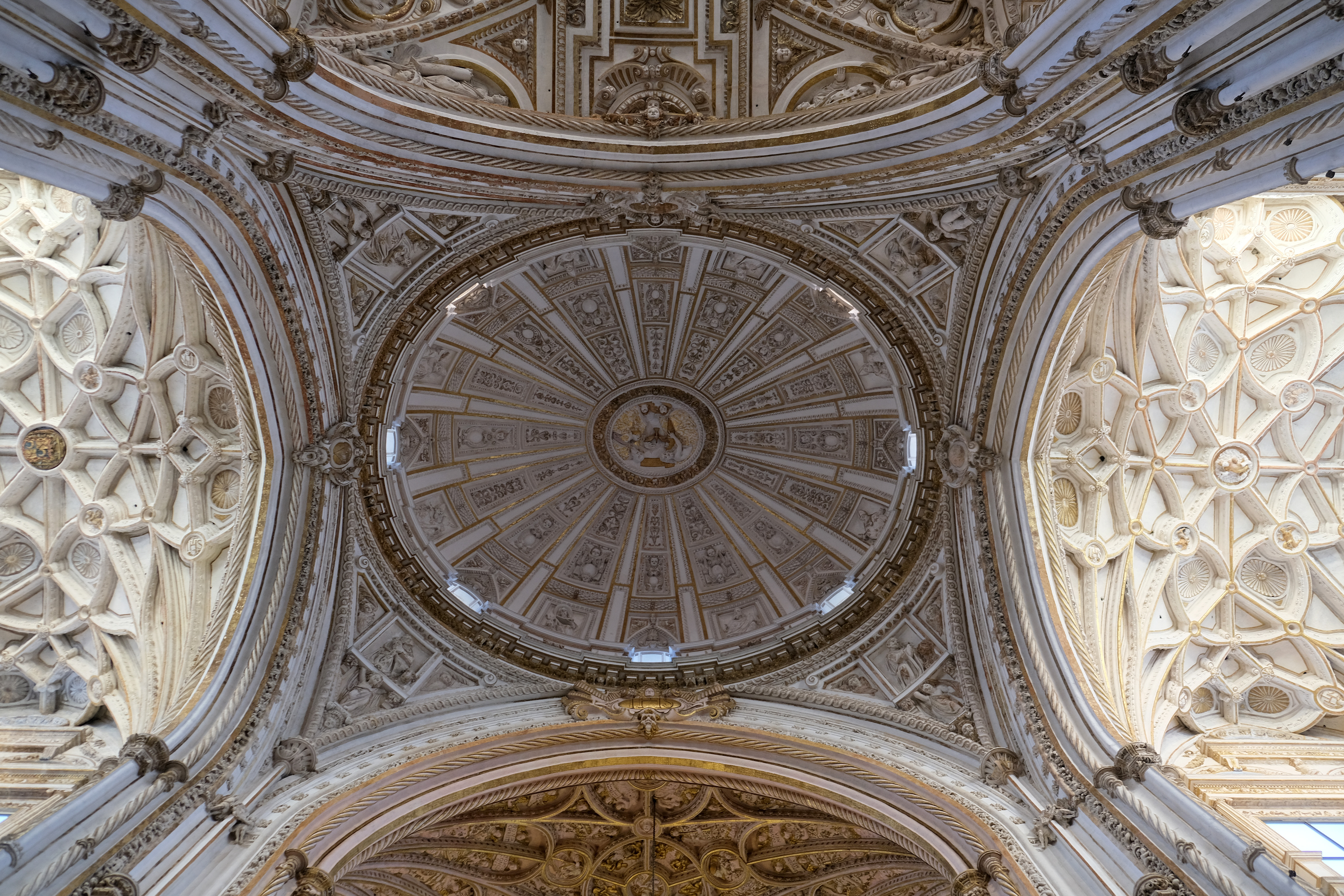
Cúpula de crucero de la catedral de Córdoba (España)

El Tratado de Arquitectura de Alonso de Vandelvira, de alrededor de 1580, es el primer tratado científico español y contiene las primeras definiciones registradas de la geometría de las costillas de los meridianos y paralelos para seis tipos de cúpulas ovales. Es una prueba del intercambio científico y cultural que tuvo lugar con Italia a finales del siglo XVI y principios del XVII. Las primeras cúpulas ovaladas construidas en España en la segunda mitad del siglo XVI son la cúpula del crucero de la catedral de Córdoba y la cúpula de la sala capitular de la catedral de Sevilla. La cúpula de San Sebastián en Alcaraz, España, se completó en 1592 y se dice que fue diseñada por Andrés de Vandelvira antes de su muerte. Utiliza un diseño de bóveda de celosía con una rejilla de nervios estructurales de piedra. Los casetones se rellenan con bloques de piedra más ligeros o más pequeños.

### Mancomunidad polaco-lituana

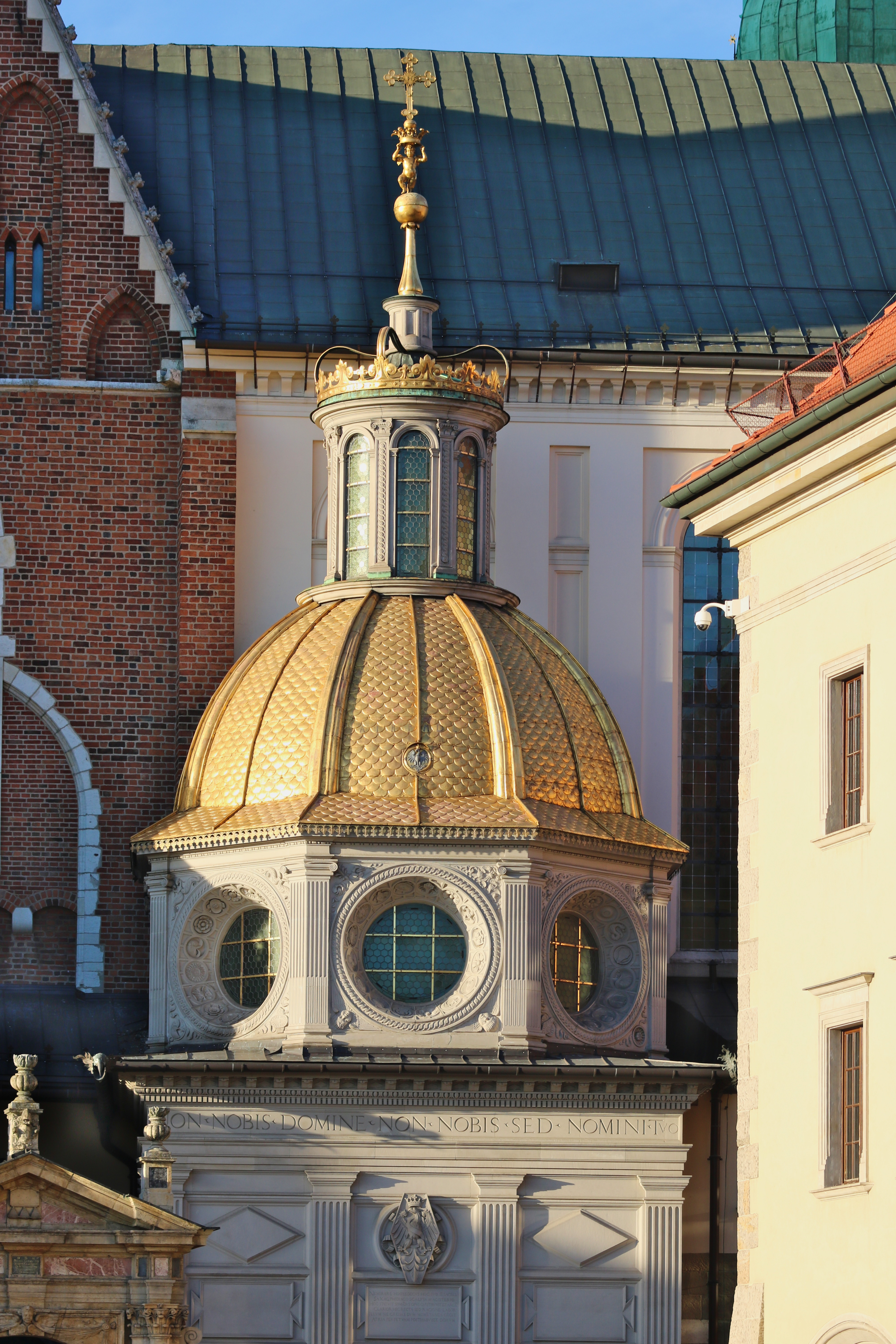
Capilla de Segismundo en Cracovia (1517-1533), obra del arquitecto italiano Bartolommeo Berrecci

La expansión de la cúpula de estilo renacentista fuera de Italia comenzó en Europa central. Aunque a menudo hubo un retraso estilístico de uno o dos siglos, Polonia tiene varios ejemplos importantes, como la capilla de Segismundo en Cracovia (1517-1533). Como elementos probablemente asociados con los edificios de la Iglesia católica  en ese momento, el uso de cruceros cupulados fuera de Italia puede indicar parcialidad hacia el catolicismo sobre el protestantismo. Otros ejemplos son una iglesia en Dąbrowa Zielona (1554) y dos iglesias de los jesuitas, la iglesia del Corpus Christi en Nesvizh (1586-1599) —declarada en 2005 patrimonio de la Humanidad, parte de «Conjunto cultural, arquitectónico y residencial de la familia Radziwill en Nesvizh»— y la Iglesia de San Pedro y San Pablo en Cracovia.
En Polonia, las iglesias ortodoxa y greco-católica mantuvieron las formas desarrolladas durante la Edad Media, como las plantas de cruz griega o las plantas longitudinales en tres partes cubierta cada parte por una cúpula, pero con un estilo actualizado. Son ejemplos la iglesia valaquia de Paulo Dominici (1591-1629), la iglesia de San Onufry en Husiatyn (c. 1600) y la capilla de los Tres Santos (después de 1671).

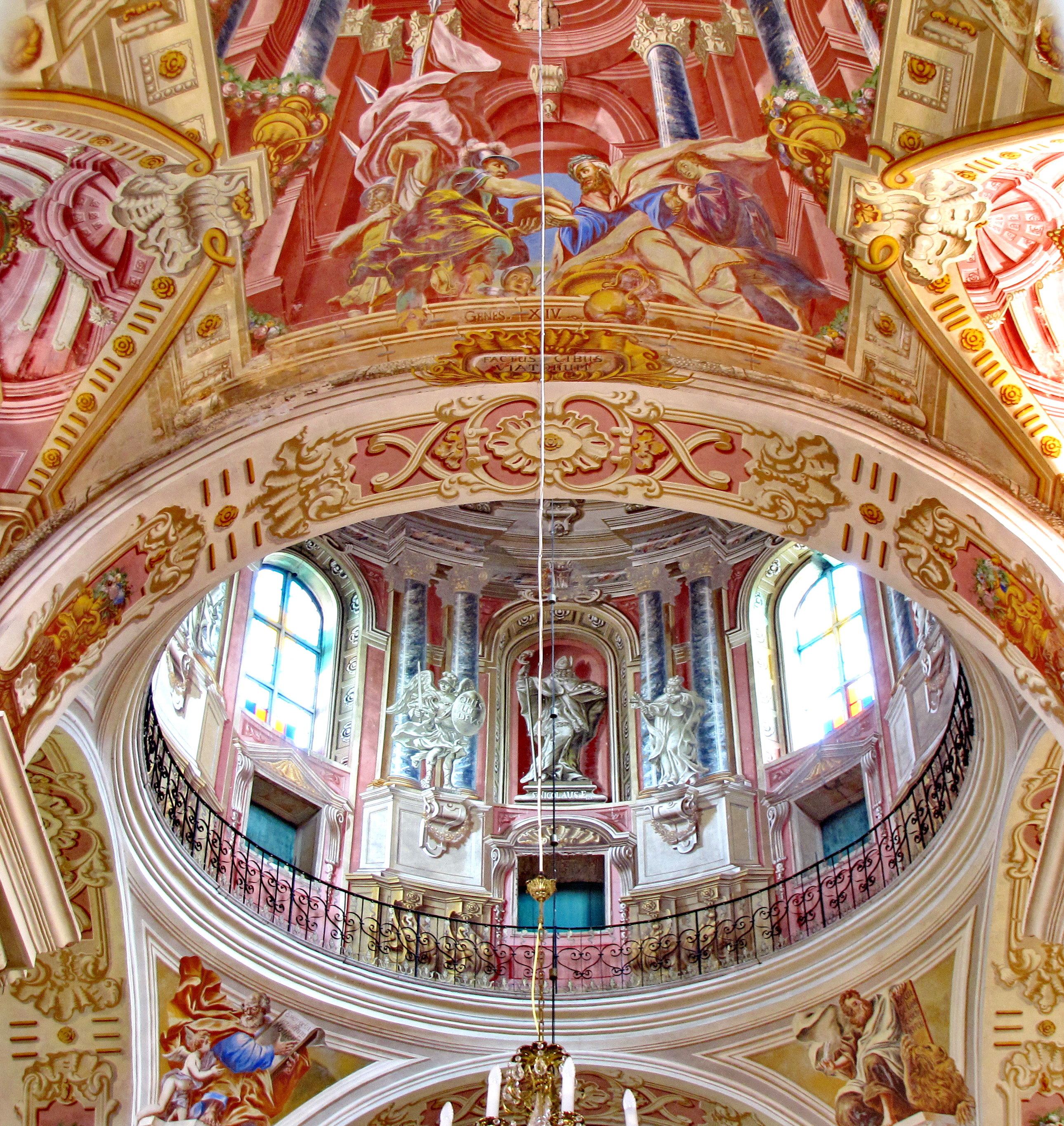
iglesia del Corpus Christi en Nesvizh (1586-1599)
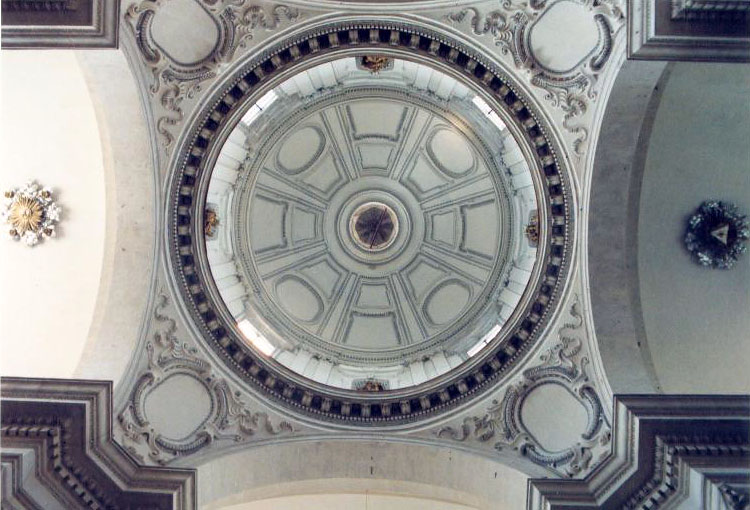
Iglesia de San Pedro y San Pablo en Cracovia
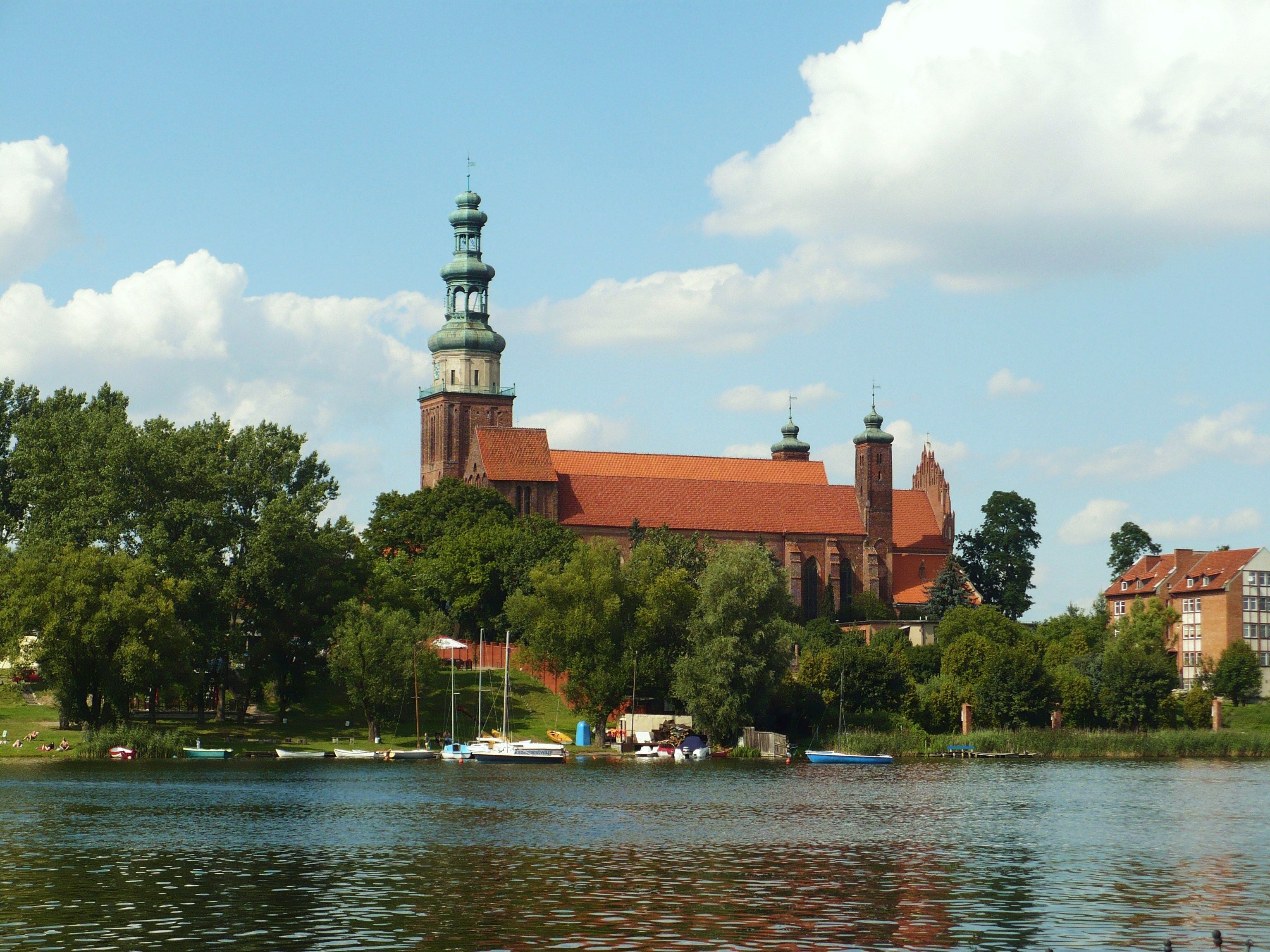
Basílica de la Santísima Trinidad in Chełmża
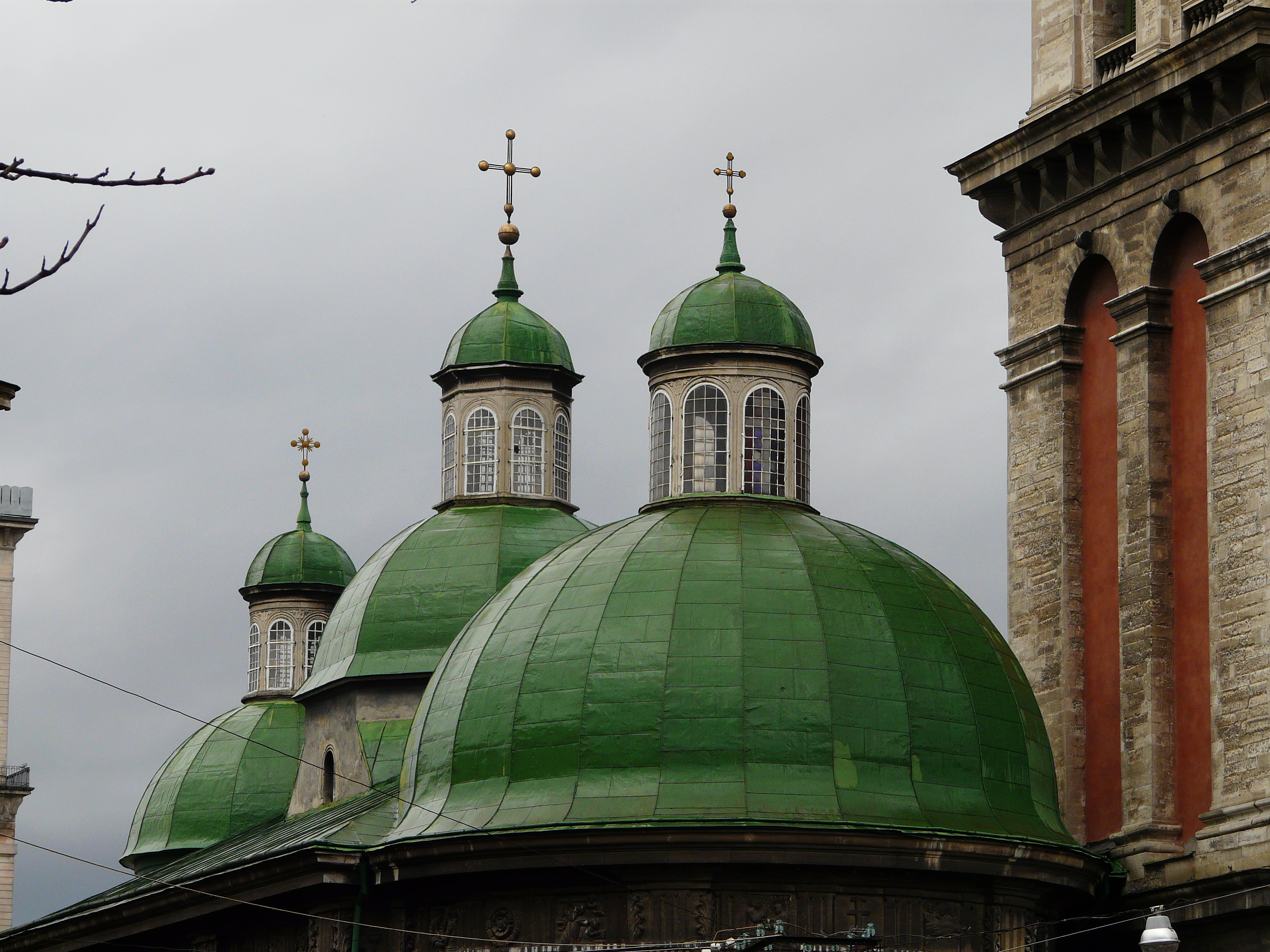
iglesia de la Dormición de Lviv (1591-1629)

## sigloXVII

### Habsburgo españoles

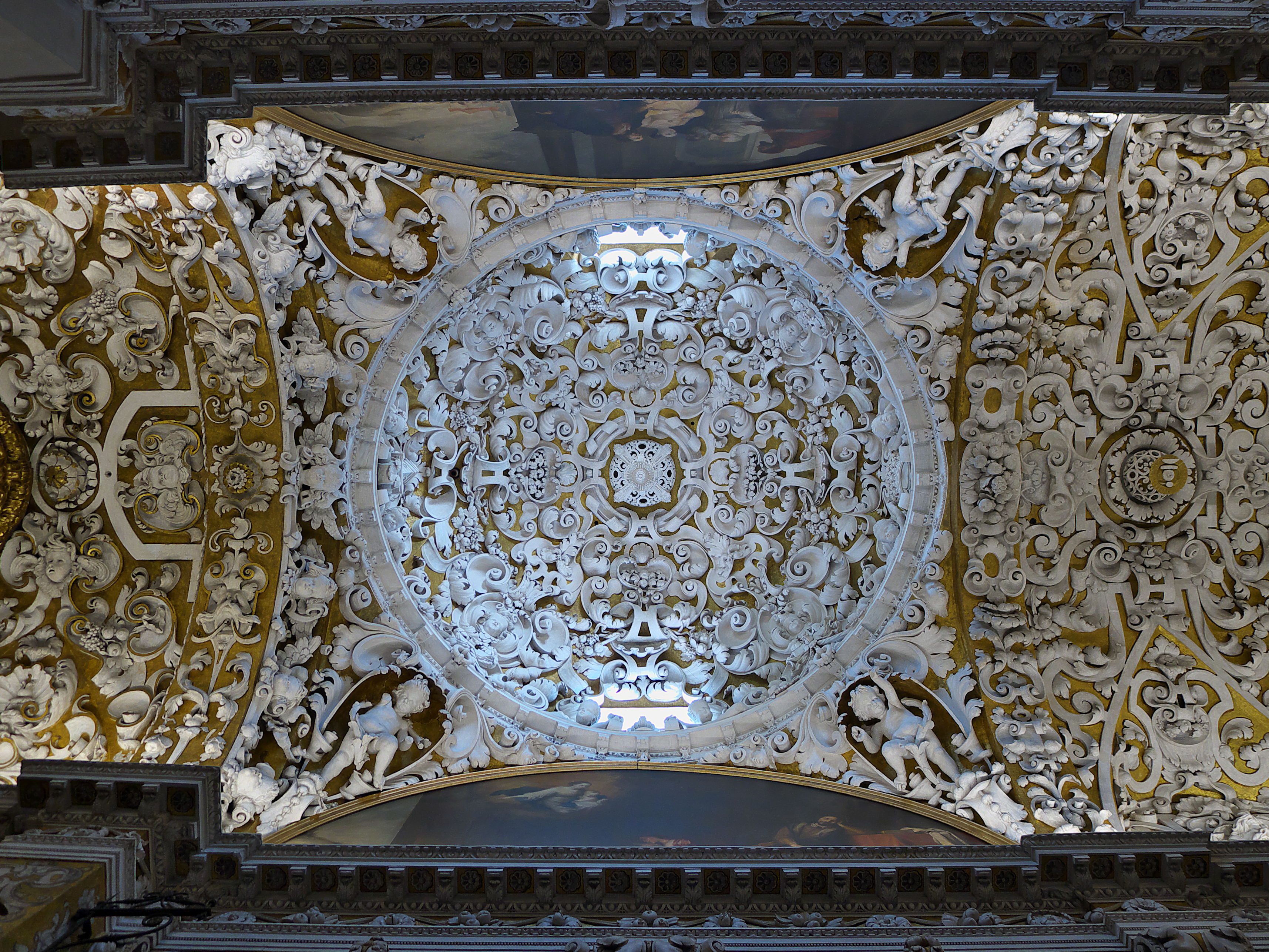
Cúpula de la iglesia de Santa María de las Nieves de Sevilla (comenzada en 1659)

En España, en el siglo XVII se levantaron varias iglesias de planta oval como la del convento de las Bernardas en Alcalá de Henares, comenzada en 1617, la Basílica de la Virgen de los Desamparados en Valencia, alrededor de 1650, y el Oratorio de San Filippo Neri en Cádiz (1685-1719), obra de Blas Díaz. El arquitecto Pedro Sánchez construyó dos cúpulas ovales sobre la iglesia del Convento de San Hermenegildo de Sevilla, en 1616, y de San Antonio de los Alemanes de Madrid, en 1624.
En España, en el siglo XVII se utilizaron falsas bóvedas de madera o caña y cubiertas de yeso. La técnica, que data de la época medieval, se aplicó a las cúpulas de las capillas para dar la apariencia de una construcción de piedra. La cúpula la iglesia de Santa María de las Nieves de Sevilla (comenzada en 1659) utiliza el estuco para crear patrones desplazados de follaje de alto relieve como los de los ornamentos de arabescos del mundo islámico. En Granada, el estuco fue introducido por Francisco Hurtado Izquierdo y utilizado para embellecer las formas clásicas en la cúpula (c. 1702) y la cúpula de la sacristía (c. 1713-1742) de la Cartuja de Granada, en contraste con bóvedas anteriores como la de San Jerónimo (1523-1543), que usaba costillas diagonales de una manera idiosincrásica y tenía aparentes influencias moriscas.

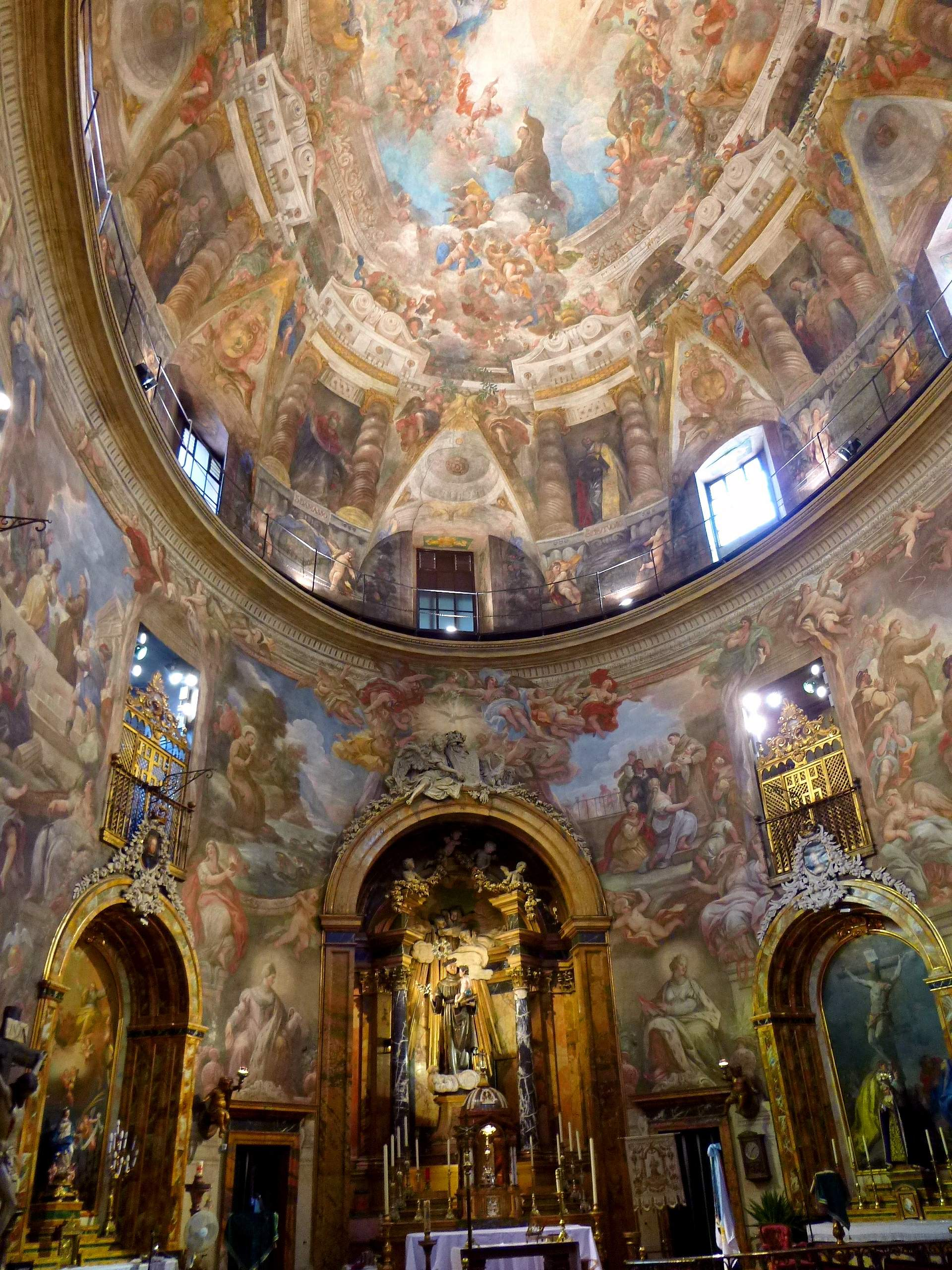
San Antonio de los Alemanes en Madrid (1624), de Pedro Sánchez
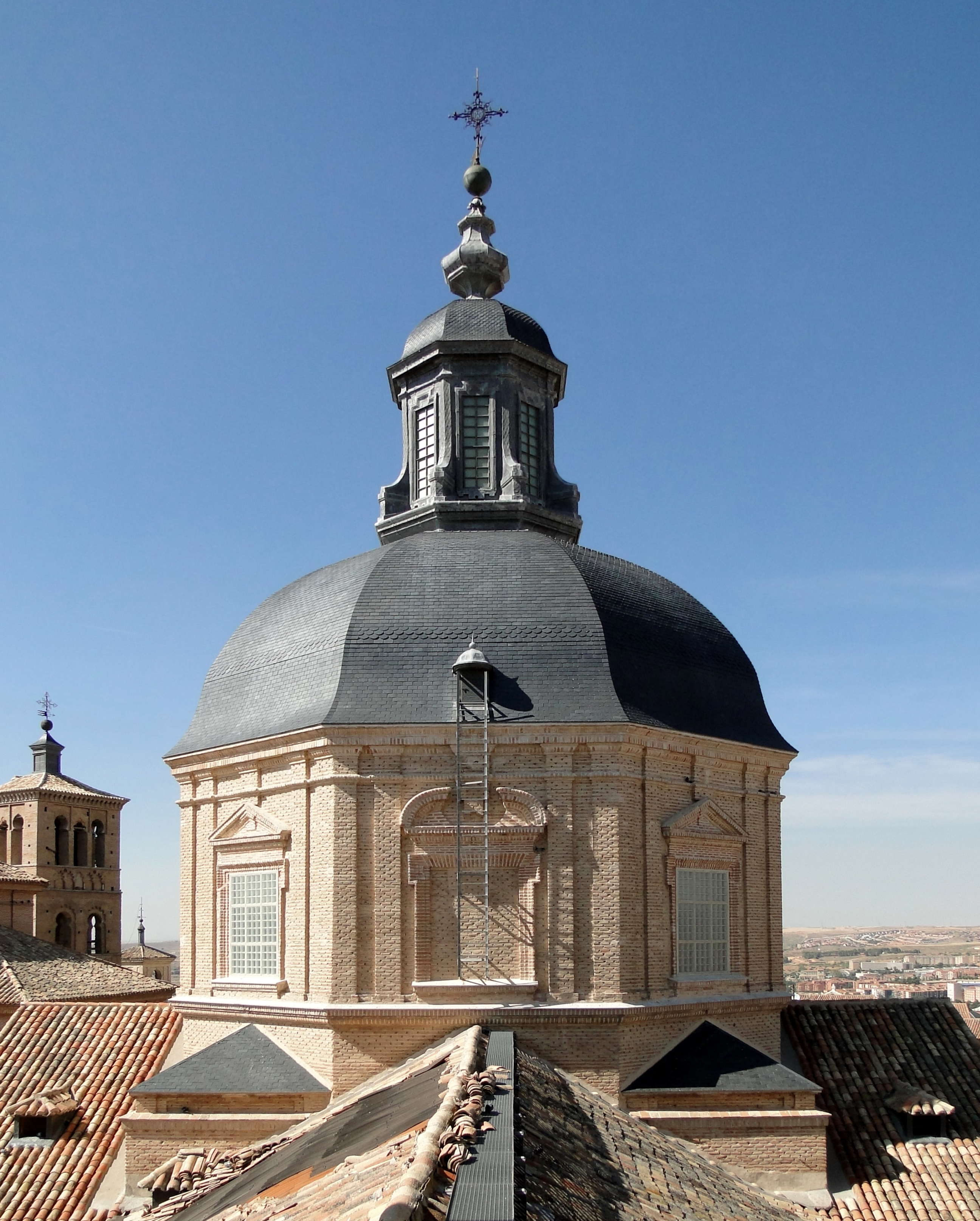
Iglesia de San Ildefonso (Toledo) (1629-1765), de Pedro Sánchez
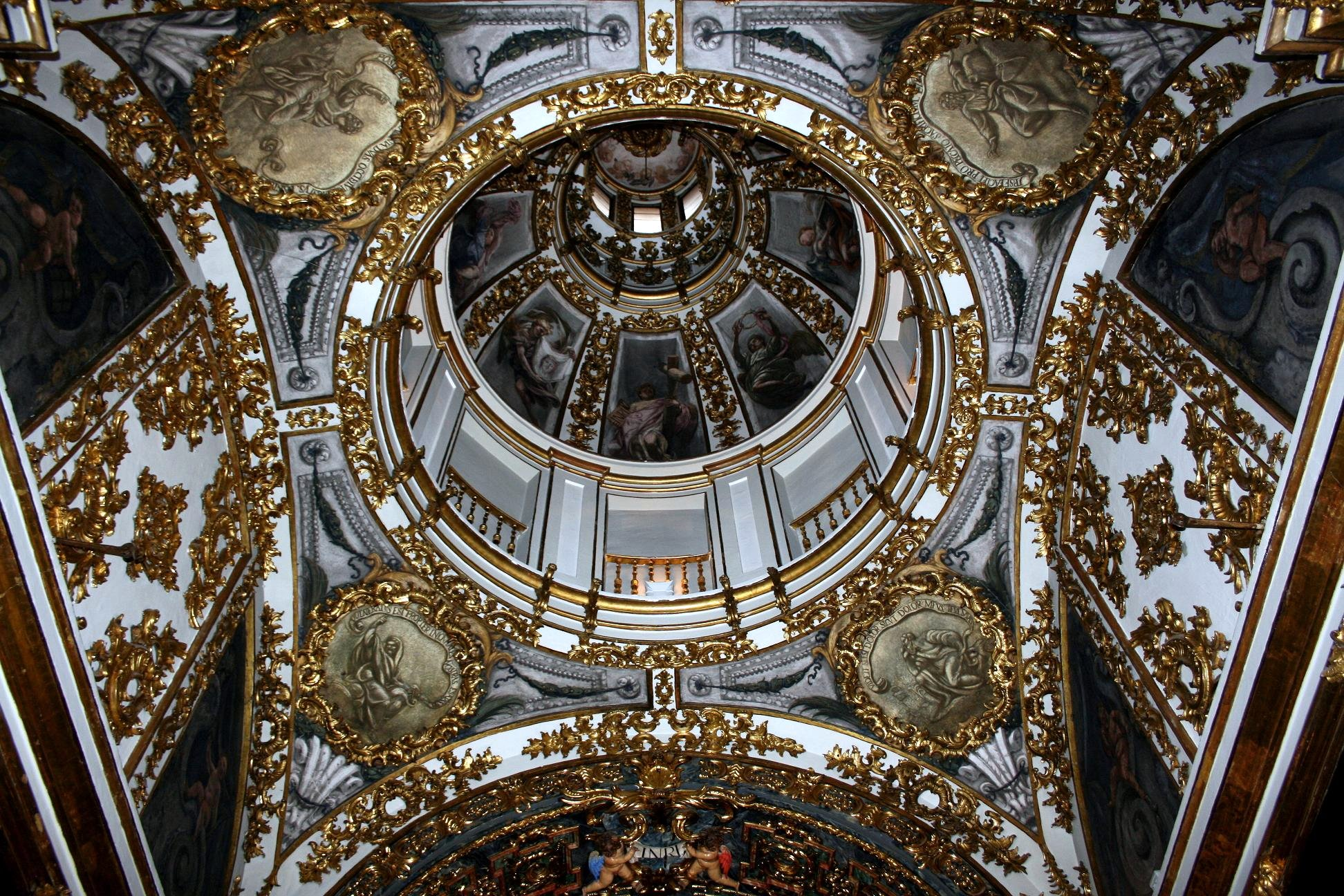
Colegiata de San Isidro (Madrid) (1622-1664)
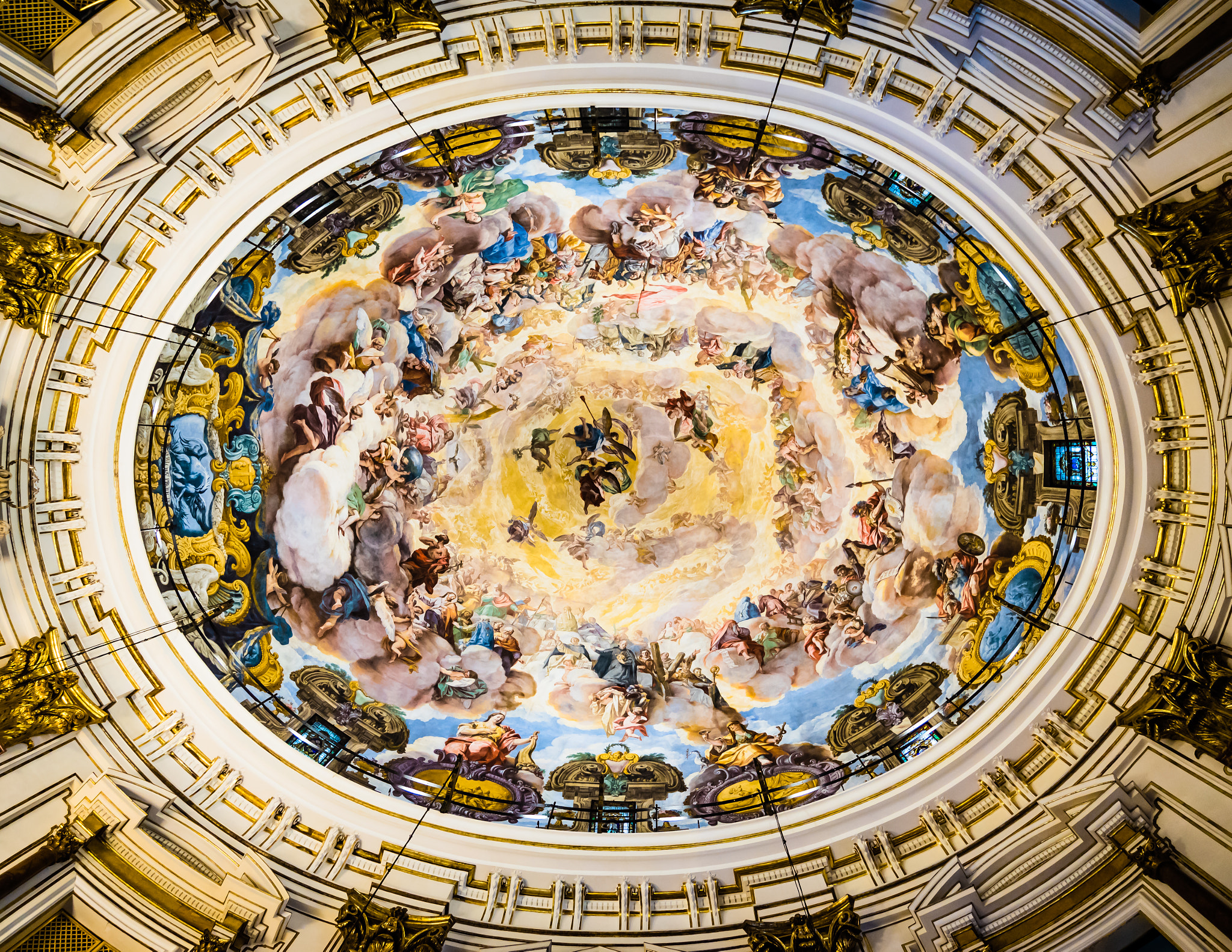
Basílica de la Virgen de los Desamparados en Valencia (ca. 1650)
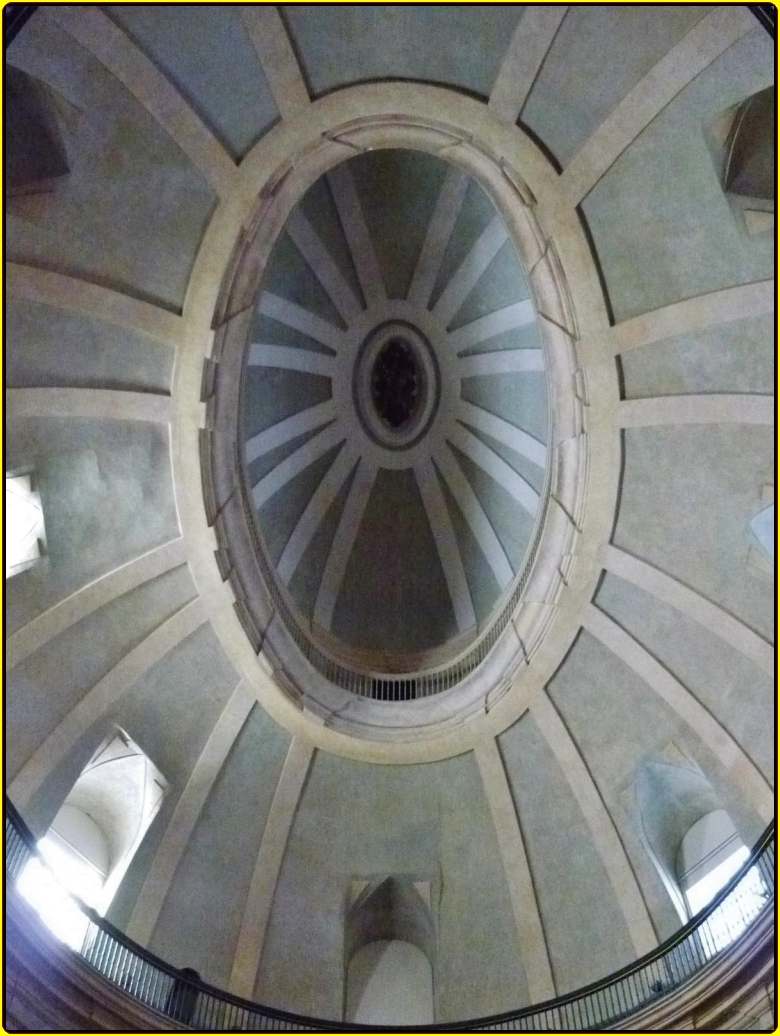
Oratorio de San Felipe Neri (Cádiz) (1685-1719)

En Lima, la «ciudad de los reyes», capital del Virreinato del Perú, los frecuentes terremotos provocaron el uso de sistemas constructivos basados en la quincha —entramado de caña o bambú recubierto con barro— para la bóveda de la iglesia de San Francisco (1657-1674) por Constantino de Vasconcelos y Manuel de Escobar. La quincha fue una adaptación de una técnica indígena del adobe y consistía en un armazón estructural de madera rellenado con caña o bambú y recubierto con yeso y estuco para asemejarse a la piedra. Las propiedades antisísmicas de este sistema liviano y elástico permitieron que la cúpula de doble capa de 36.9 pies de ancho de la iglesia, un hemisferio y una linterna descansando directamente sobre pechinas, sobreviviera durante más de trescientos años y fue adoptado universalmente a lo largo de la costa peruana. Otro ejemplo del siglo XVII es la cúpula de la basílica y convento de San Francisco de Lima (1678-1681).

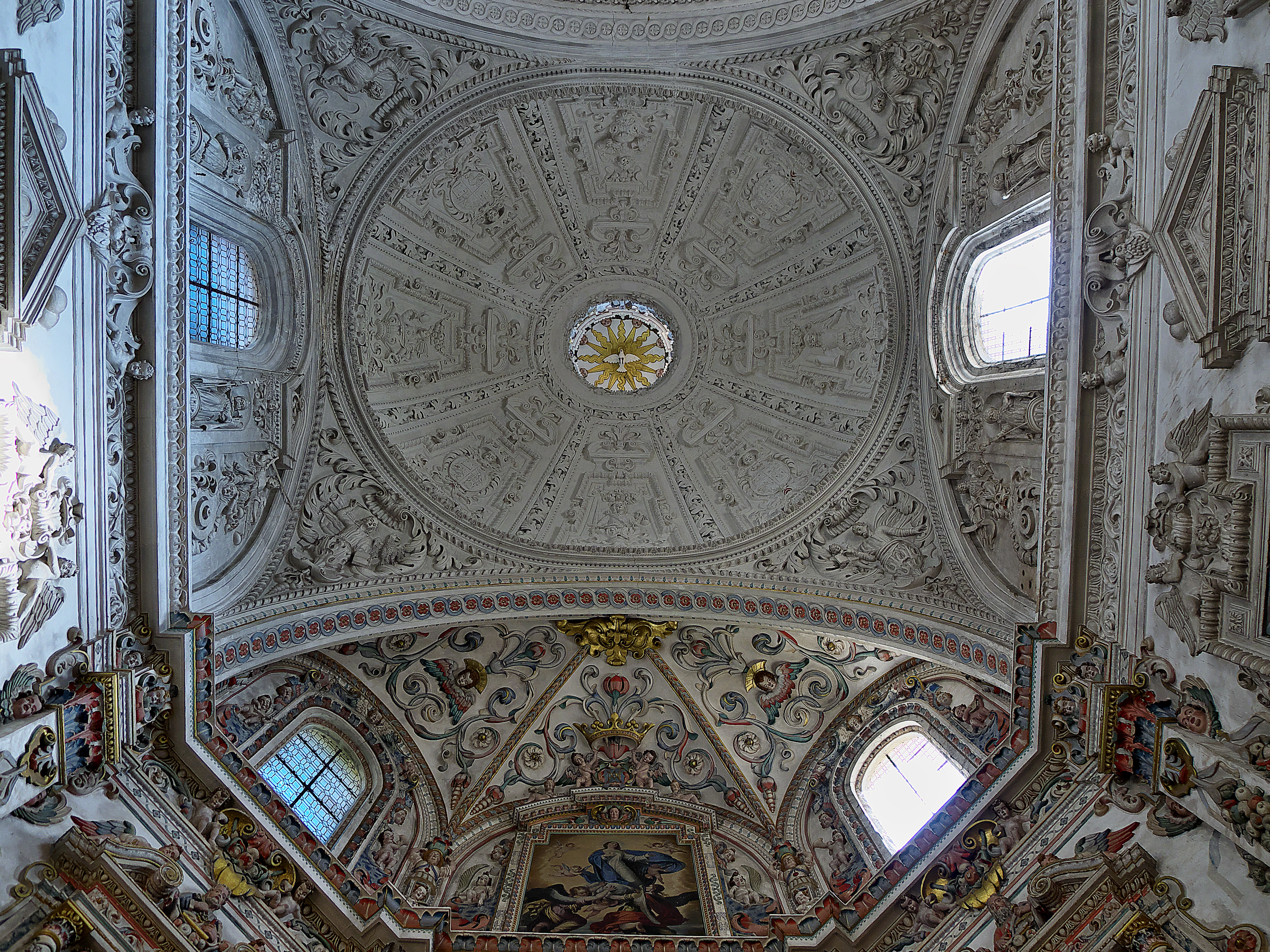
Cúpula de la Cartuja de Granada
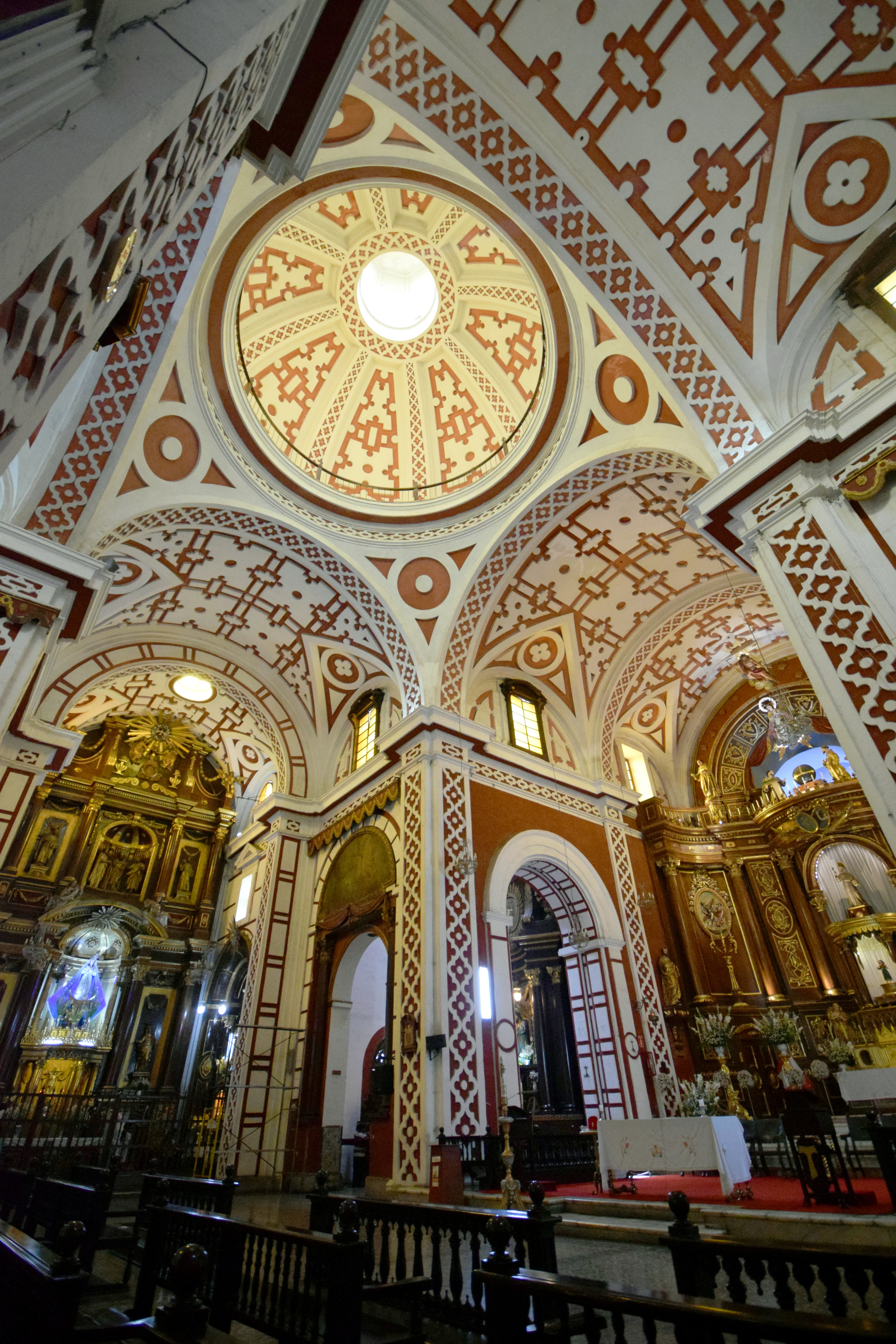
Basílica y convento de San Francisco de Lima
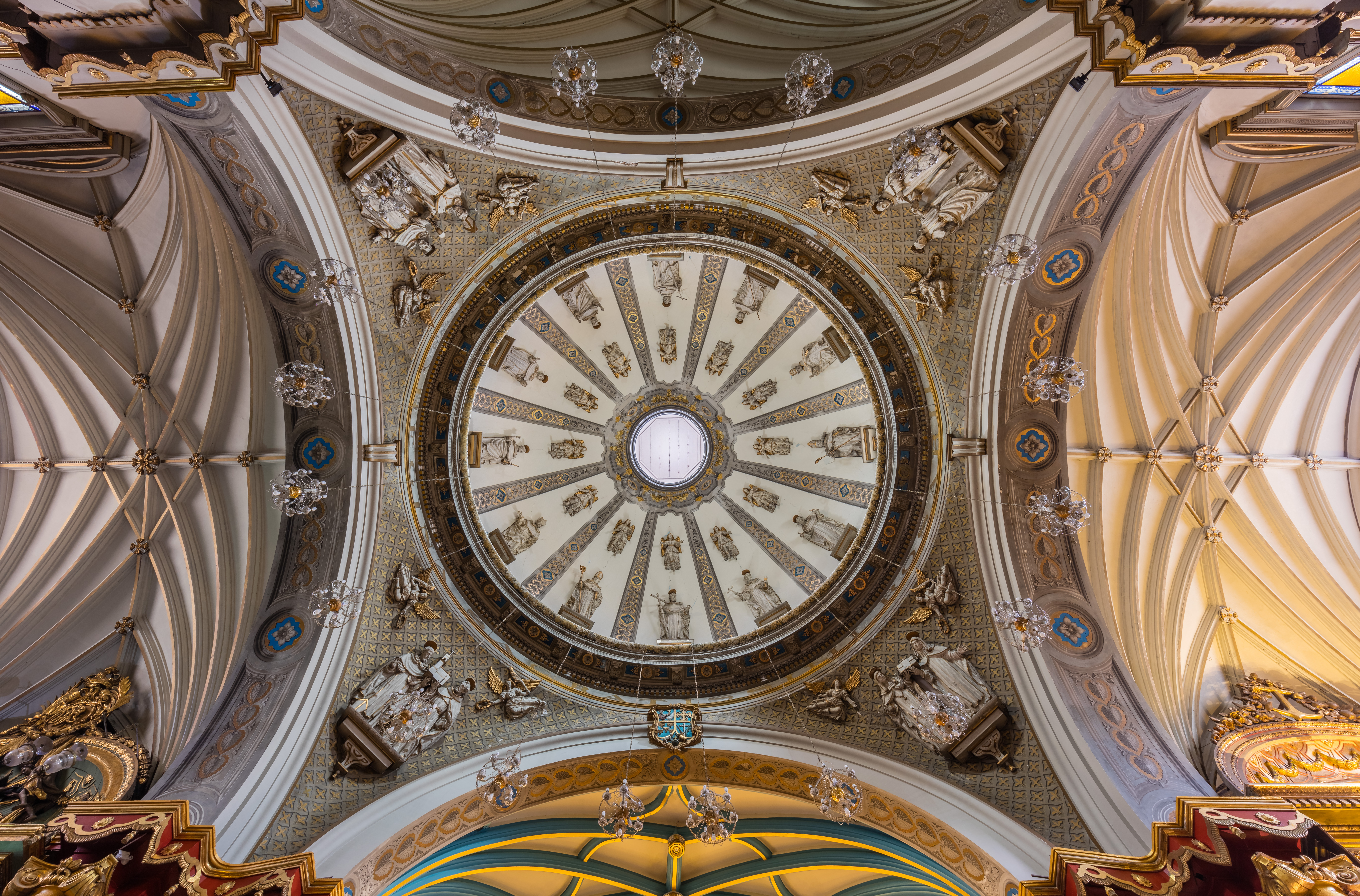
Basílica y convento de Santo Domingo, Lima

Giuseppe Nuvolo construyó la iglesia de San Carlo all'Arena alrededor de 1626 en Nápoles, la primera de varias iglesias de planta ovalada que se construirían allí hasta mediados del siglo XVIII.

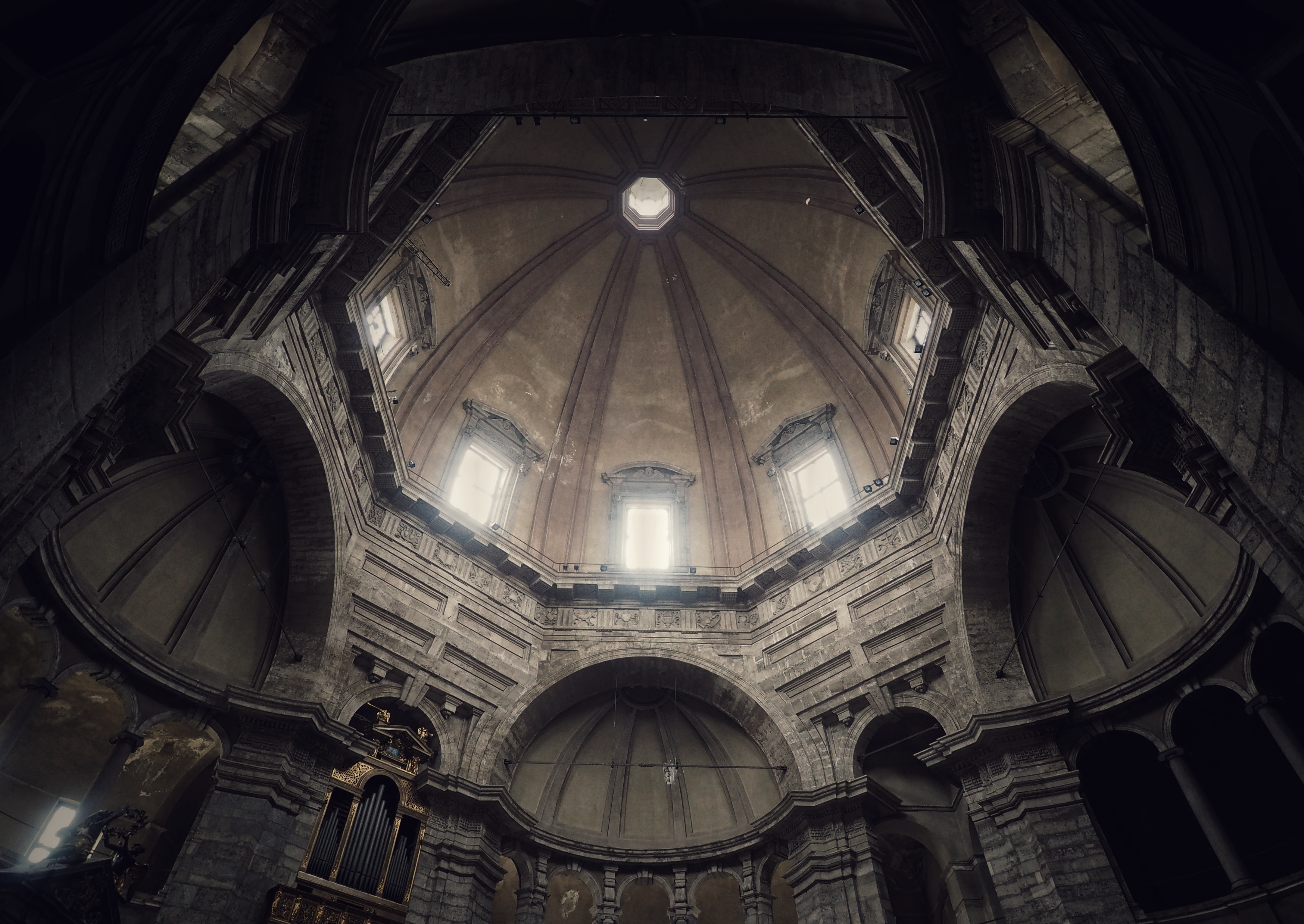
La Basílica de San Lorenzo en Milán

En Milán, las propuestas para la cúpula de San Lorenzo (construida en 1619) incluían versiones con y sin tiburios, aunque, junto con la iglesia de Sant'Alessandro de planta en quincunx, el edificio tenía la estructura portante más difícil de cuatro arcos principales entre cuatro pilares autoportantes. Se construyó una cúpula para Sant'Alessandro en 1626 y se demolió en 1627, quizás debido al uso de un número inadecuado de tirantes de hierro. Aunque la cúpula tenía un tiburio, también pudo haber tenido una forma hemisférica más baja y menos estable.  Los dibujos autografiados de la época indican que se trataba de una cúpula semiesférica nervada con linterna y tiburio. La aparición de profundas grietas en los arcos que sostenían la cúpula provocaron la demolición de la cúpula terminada, junto con los arcos de soporte en febrero de 1627. En 1629, los pilares de soporte se ampliaron y los cuatro arcos de medio punto se reforzaron con refuerzo de hierro y agregando arcos apuntados por encima de ellos.. Un brote de epidemia paró las obras en 1630 y la cúpula no se completó hasta 1693, con forma de extradós.
Cúpula de la basílica de Nuestra Señora de Scherpenheuvel
Una cúpula liviana hecha con un marco de madera, cañas tejidas y enlucida con un mortero de yeso se construyó sobre la catedral de Messina en Sicilia en 1682. Conocida por reaccionar mejor que las bóvedas de mampostería a los terremotos, esa técnica también era más costosa debido a la necesidad de artesanos especialistas y al uso de madera de álamo blanco en la estructura, que a diferencia del encofrado de madera tradicional no se podía reutilizar y era poco común en la isla. Se utilizó en el este de Sicilia después de los terremotos de 1693 y 1727.
La abadía de San Pedro en Gante fue reconstruida en 1629, después de haber sido destruida en el levantamiento protestante que comenzó en los Países Bajos en 1568, como parte de la guerra de los Ochenta Años. La iglesia fue reconstruida en estilo barroco italiano con una de las primeras cúpulas de iglesia en los Países Bajos meridionales, justo después de la finalización de la cupulada basílica de Nuestra Señora de Scherpenheuvel, y parece haber tenido la intención de transmitir un mensaje de contrarreforma.

### Habsburgo austríacos y el Sacro Imperio Romano Germánico
El Ayuntamiento de Augsburgo (1615-1620), diseñado por el arquitecto luterano Elias Holl, incluía dos torres coronadas por cúpulas en forma de cebolla, que se convirtieron en parte de la identidad cívica de la ciudad a finales del siglo XVII. Al igual que el ayuntamiento, las iglesias luteranas de Santa Cruz y San Ulrico tienen cúpulas en forma de cebolla.
Las cúpulas ovaladas también se pueden encontrar en el pabellón de Amalienburg en Schloss Nymphenburg, Múnich.
Las agujas con cebolla son predominantes en las iglesias rurales de Baviera, como los de las tres torres de la iglesia de peregrinaje "Kappel" de 1688 cerca de Waldsassen, obra de Abraham Leuthner y Georg Dientzenhofer, que ambos habían trabajado en Praga. Las cúpulas en forma de cebolla sobre las iglesias de peregrinación bávaras de Maria Birnbaum (1661-1682) y Westerndorf (1670) también pueden indicar la influencia de Praga a través de modelos en libros de diseño arquitectónico, como uno de Abraham Leuthner. En otros ejemplos, como la cúpula de cebolla en la torre de la abadía de San Ulrico y Santa Afra (1602), las influencias son menos claras.
La influencia alemana y austriaca dio lugar a muchas cúpulas bulbosas en Polonia y Europa del Este en el período barroco, y las torres de las iglesias rurales en los Alpes austríacos y bávaros todavía las presentan. Se pueden encontrar agujas en forma de cebolla en iglesias rurales y de peregrinación en el sur de Alemania, en el noreste de Italia, en la antigua Checoslovaquia y en Austria y en algunas de Polonia, Hungría y la antigua Yugoslavia.

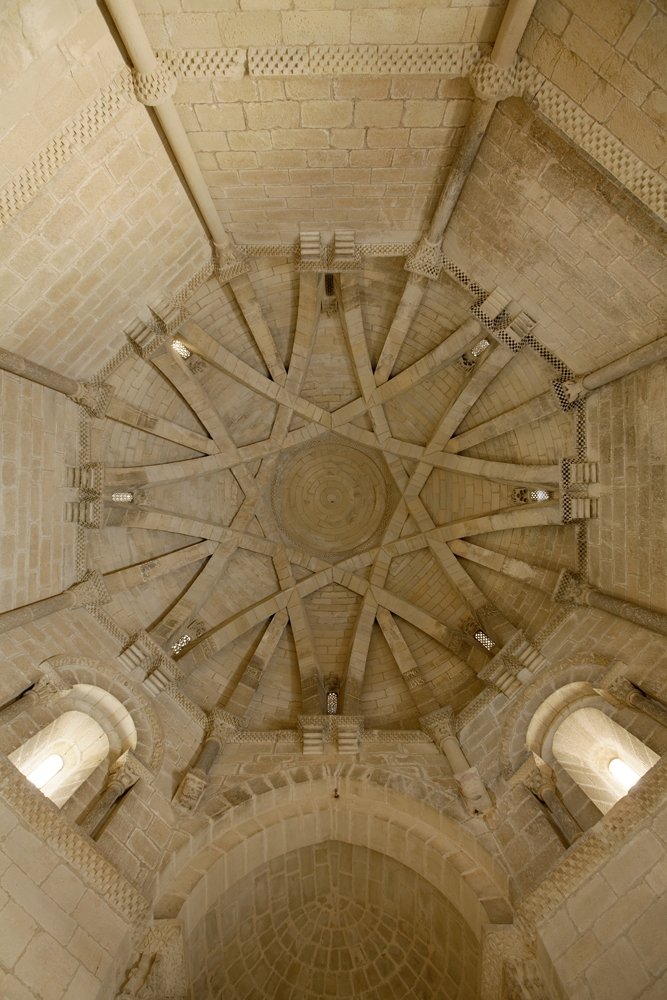
Cúpula de nervios cruzados de la iglesia del Santo Sepulcro en Torres del Río.

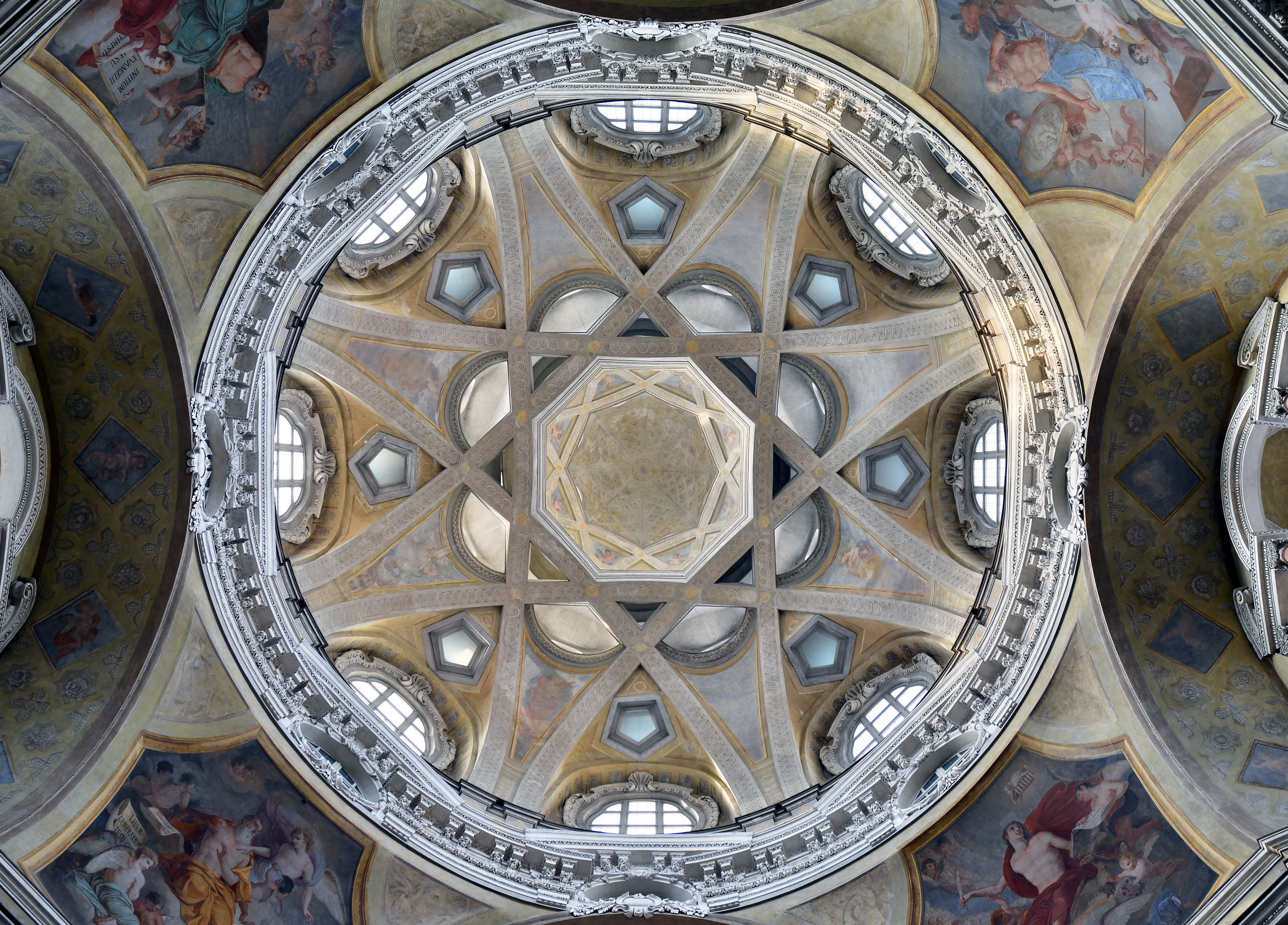
Iglesia de San Lorenzo en Turín

En la Iglesia de San Lorenzo (1670-1687) en Turín, Guarino Guarini, un monje y matemático teatino, utilizó bandas entrelazadas o nervaduras que recuerdan a las cúpulas islámicas en Iznik o Córdoba, o el ejemplo cristiano de la iglesia del Santo Sepulcro en Torres del Río. Los cuatro años que pasó en París pueden haber influido en el énfasis en la perspectiva forzada y los efectos ópticos en sus cúpulas, en contraste con el diseño arquitectónico más formalista de Roma en ese momento. Usó la forma, el color y la luz para dar la ilusión de una mayor altura en sus iglesias cupuladas centralizadas. Su cúpula sobre la capilla de la Sábana Santa o Il Sidone (1667-1690) en Turín está soportada por seis capas hexagonales apiladas de seis arcos cada una, dispuestas de tal manera que cada capa de arcos brota de los picos de los arcos de la capa inferior. Aunque las capas forman un cono que conduce a la base de la cúpula, cada una se hace progresivamente más pequeña para exagerar la apariencia de altura. La cúpula en sí es de un color más claro que los niveles inferiores de la iglesia, lo que también hace que parezca aún más lejana. Las nervaduras de San Lorenzo y de Il Sidone tenían la forma de curvas catenarias.
La idea de disponer un gran óculo en una cúpula sólida que revelase una segunda cúpula se originó con Guarini. También estableció la cúpula ovalada como una reconciliación de la iglesia de planta longitudinal favorecida por la liturgia de la Contrarreforma y la planta centralizada favorecida por los idealistas.  Los dibujos de Guarini, incluidas las intersecciones isométricas de esferas, bóvedas de cañón y cúpulas ovaladas, así como dibujos que explican la construcción y los patrones del techo, se publicaron póstumamente en la Architettura Civile e influyeron en los diseños de Hildebrandt, los Dientzenhofers y Balthasar Neumann en Europa Central. Con las entonces recientemente desarrolladas matemáticas del cálculo, estos diseños experimentales podían probarse y se convertirían en la base de las disposiciones espaciales usadas en el rococó.

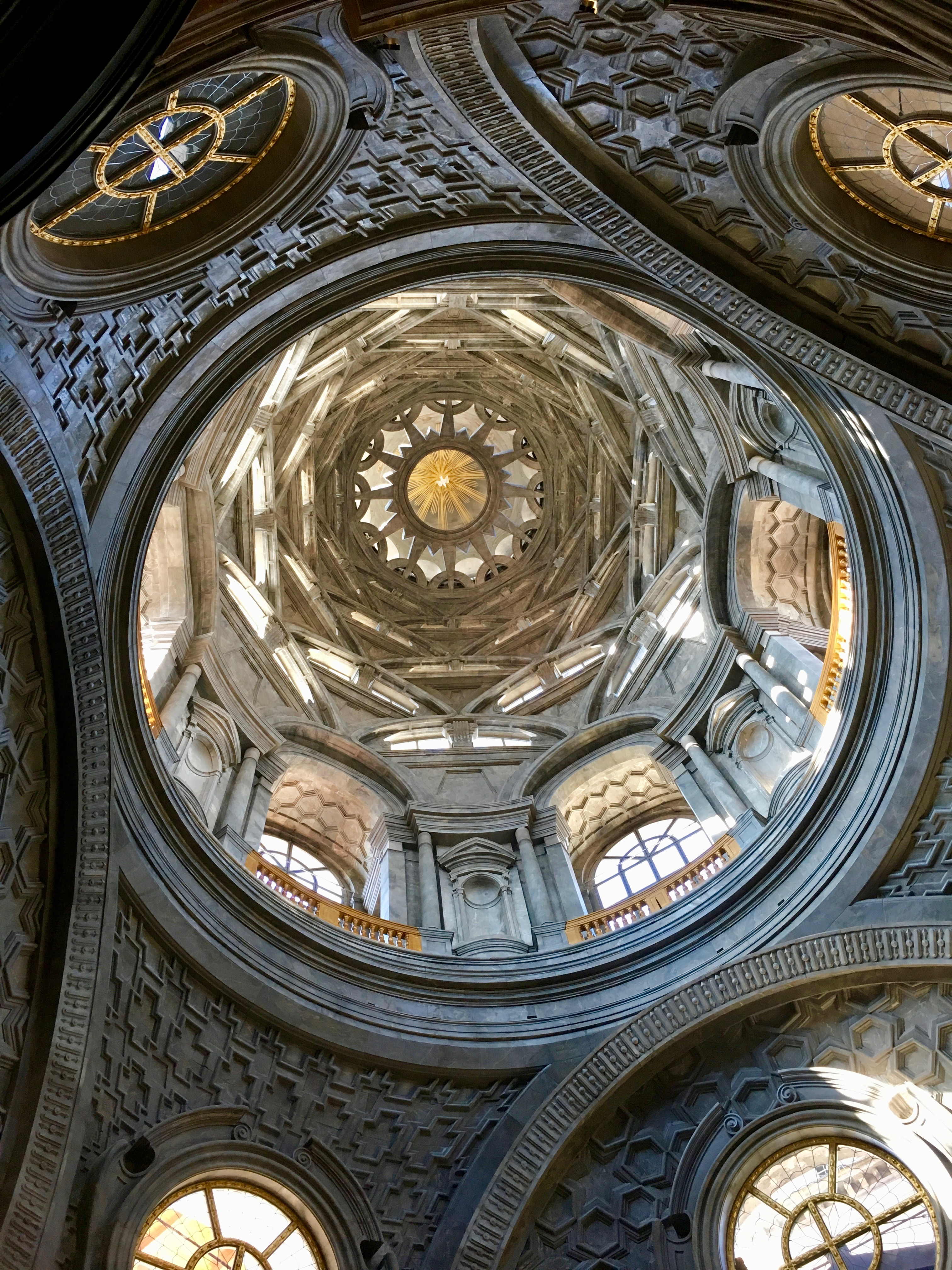
capilla de la Sábana Santa (1667-1690) en Turín está soportada por seis capas hexagonales apiladas de seis arcos cada una
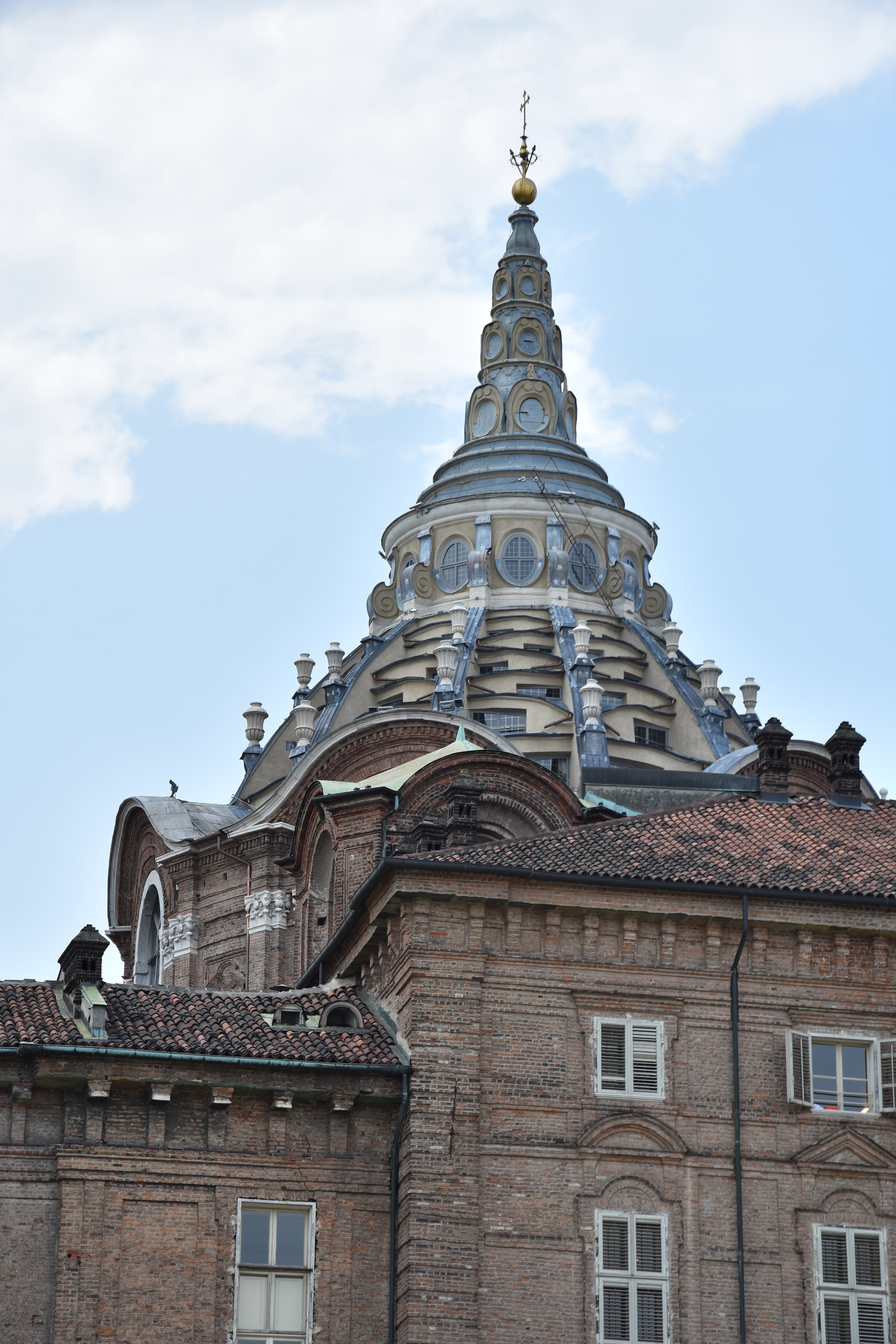
La capilla de la Sábana Santa en 2018, después de la restauración
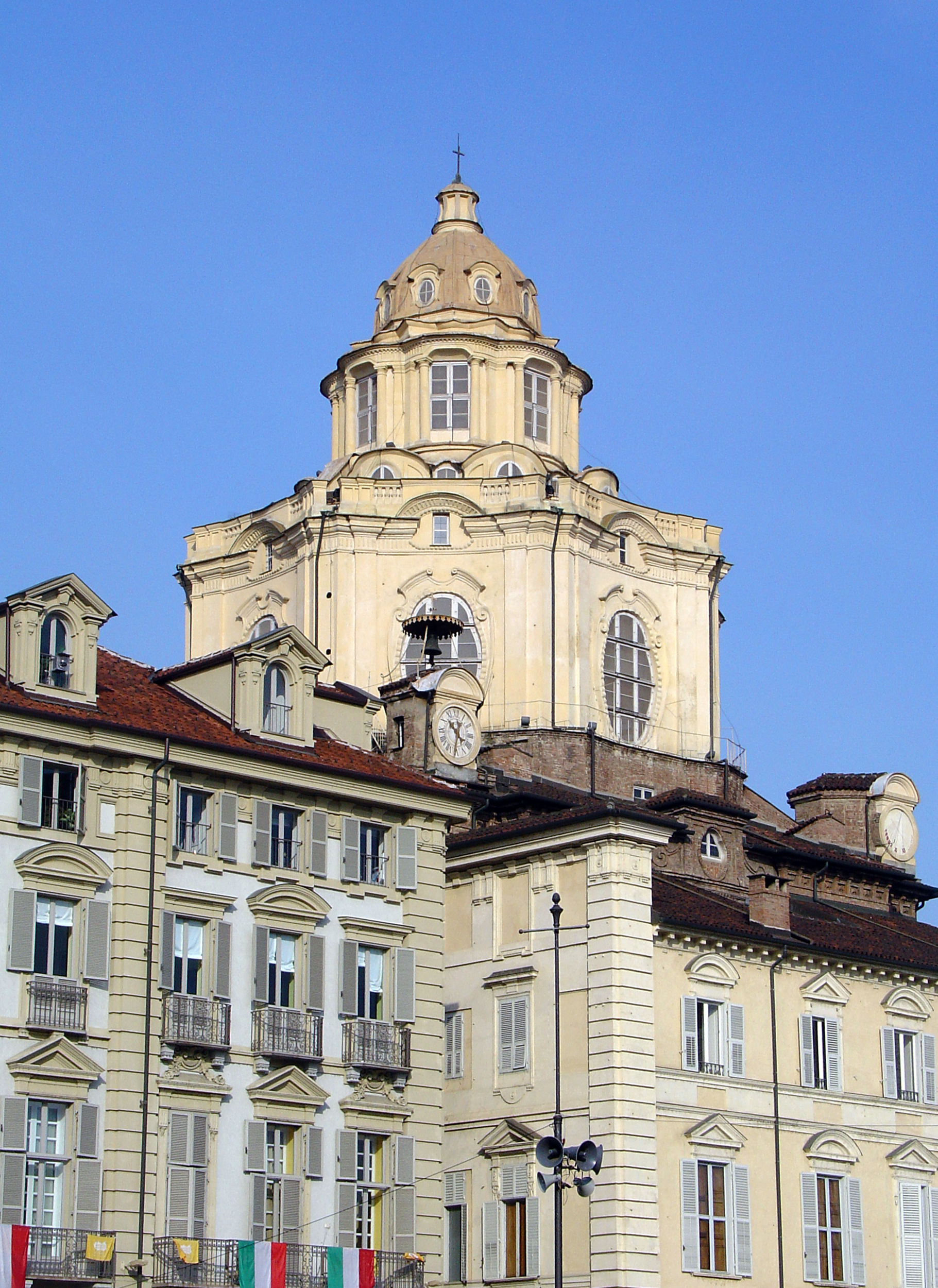
Iglesia de San Lorenzo (1670-1687), Turín

### Mancomunidad polaco-lituana
Son ejemplos polacos de iglesias con cruceros cupulados una colegiata en la ciudad de Żółkiew (1606-1618), una iglesia franciscana en Święta Anna  cerca de Przyrów (1609-1617), el iglesia bernardina en Rzeszów (1624-1627), la iglesia bernardina en Sieraków (1624-1629) y el basílica de Santa Ana en Kodeń  (fundado en 1631). En Polonia, los edificios poligonales y las torres medievales anteriores a menudo estaban coronados con cúpulas en los estilos renacentista o barroco. Las cúpulas renacentistas eran generalmente cúpulas en forma de cebolla apiladas una encima de la otra y separadas por las llamadas linternas de arcadas caladas. Un ejemplo es la torre de la Basílica de la Santísima Trinidad en Chełmża. Las cúpulas barrocas se caracterizaron por formas y curvas inusuales, como las de la catedral de Gniezno.  Sin embargo, muchas cúpulas bulbosas en las ciudades más grandes de Europa oriental fueron reemplazadas durante la segunda mitad del siglo XVIII a favor de cúpulas semiesféricas o sobre columnillas en los estilos francés o italiano.
En la Mancomunidad polaco-lituana, las iglesias católicas  con plantas de cruz griega y cúpulas monumentales diseñadas por Tylman van Gameren se hicieron populares en el último cuarto del siglo XVII. Son ejemplos la Iglesia de San Casimiro en Varsovia (1688-1692) y la Iglesia de San Antonio de Padua, Czerniaków (1690-1692). El diseño tradicional de la iglesia ortodoxa en tres partes, con una cúpula sobre cada una, se utilizó en cientos de iglesias de madera ortodoxas y uniatas en los siglos XVII y XVIII. De las muchas cúpulas de madera en iglesias católicas polacas construidas en los siglos XVII y XVIII, destacan la Iglesia de las Santas Margarita y Judith en Cracovia (1680-1690) y una iglesia en Mnichów construida entre 1765 y 1770. Las mezquitas de madera tártaras en Polonia eran edificaciones de planta central cupuladas con minaretes adyacentes.

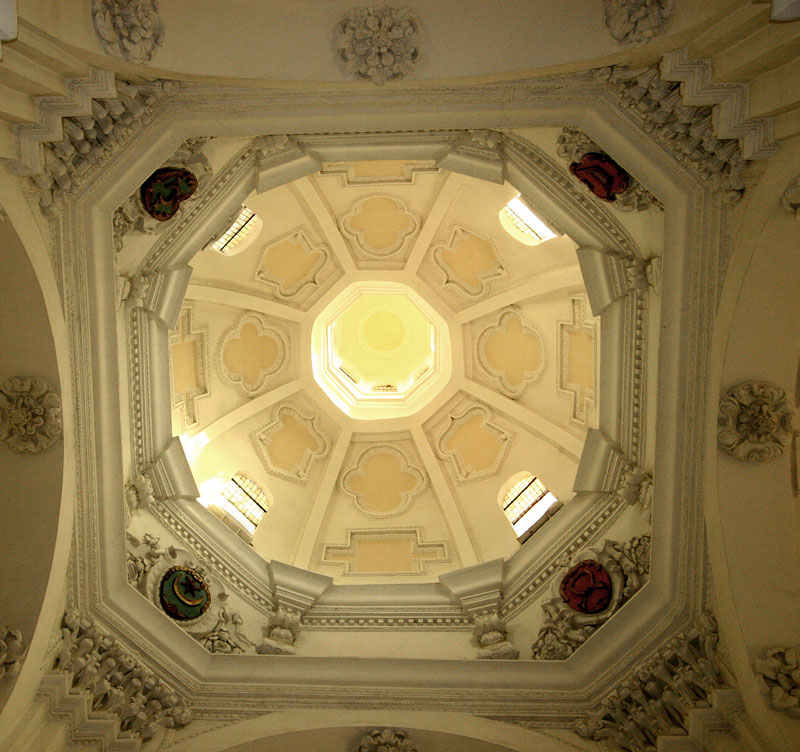
Iglesia bernardina en Sieraków
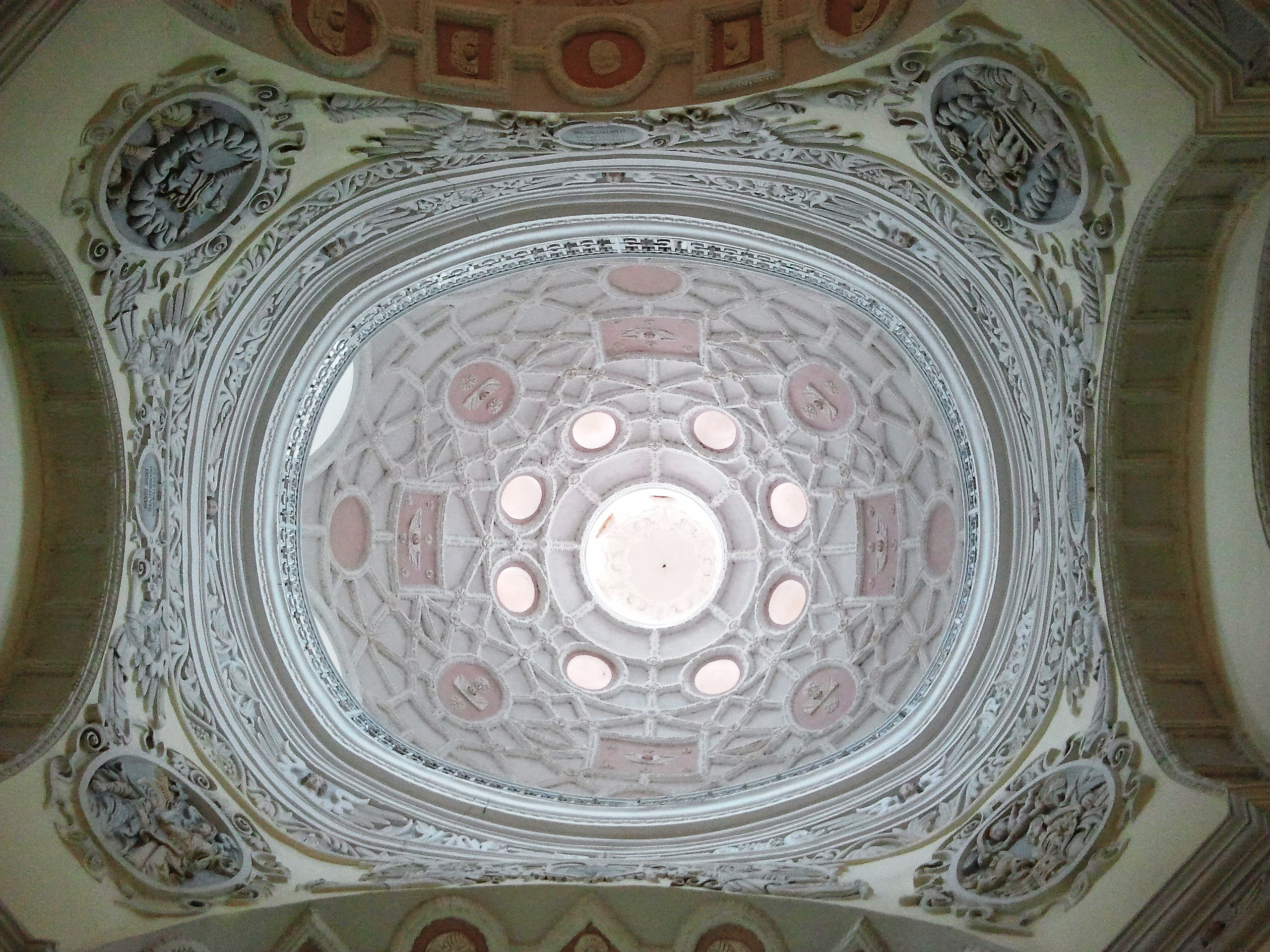
Basílica de Santa Ana en Kodeń
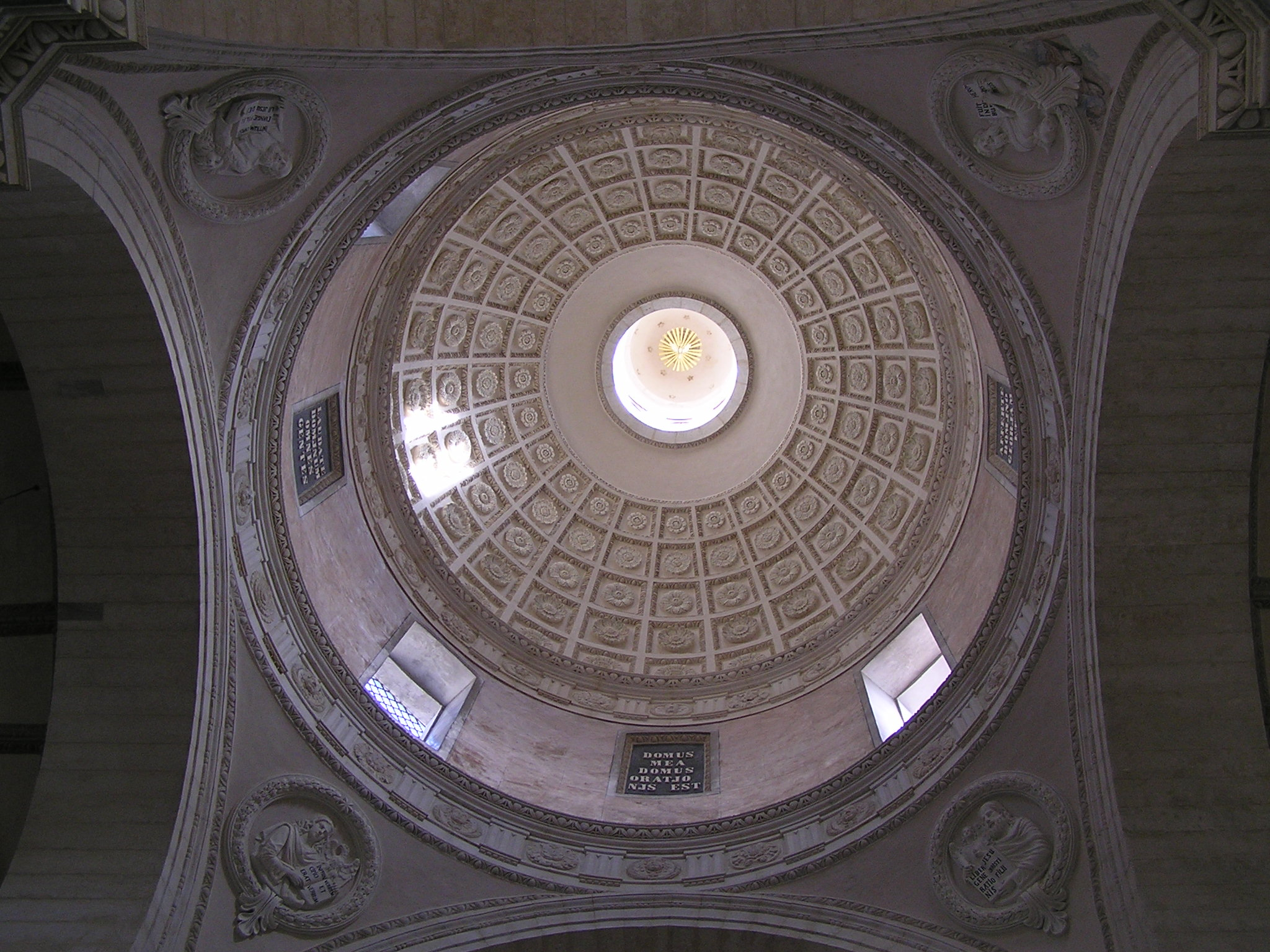
Interior de San Lorenzo en Zhovkva
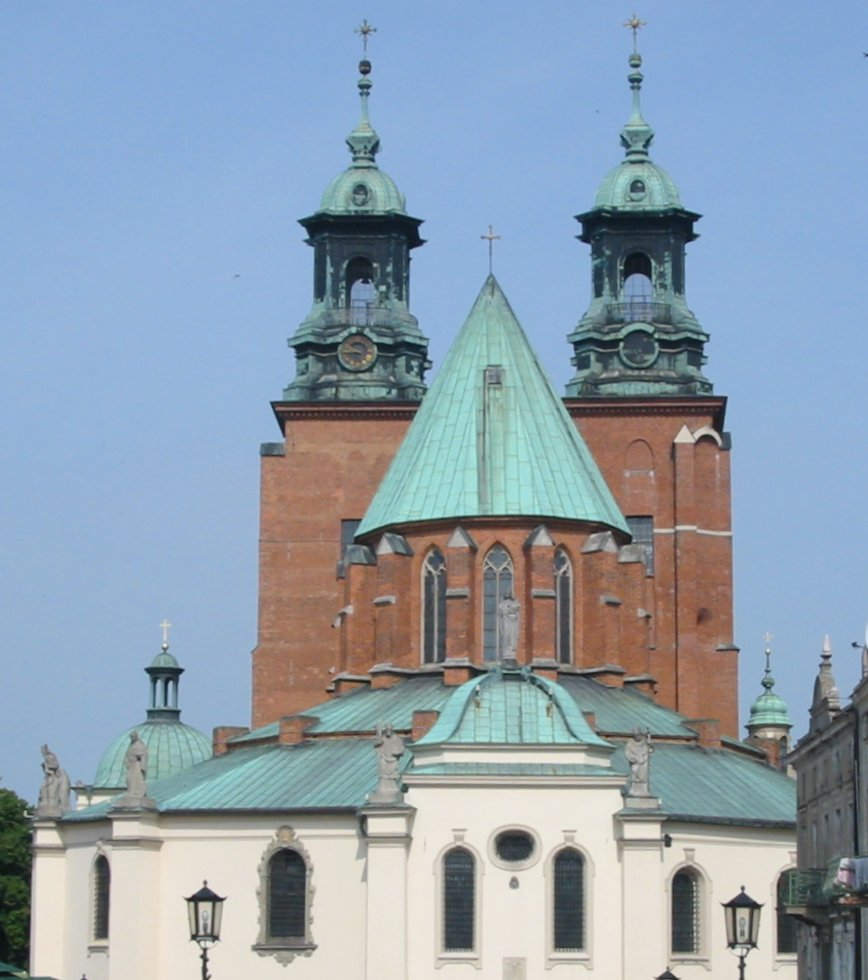
Catedral de Gniezno, con cúpulas barrocas de formas y curvas inusuales
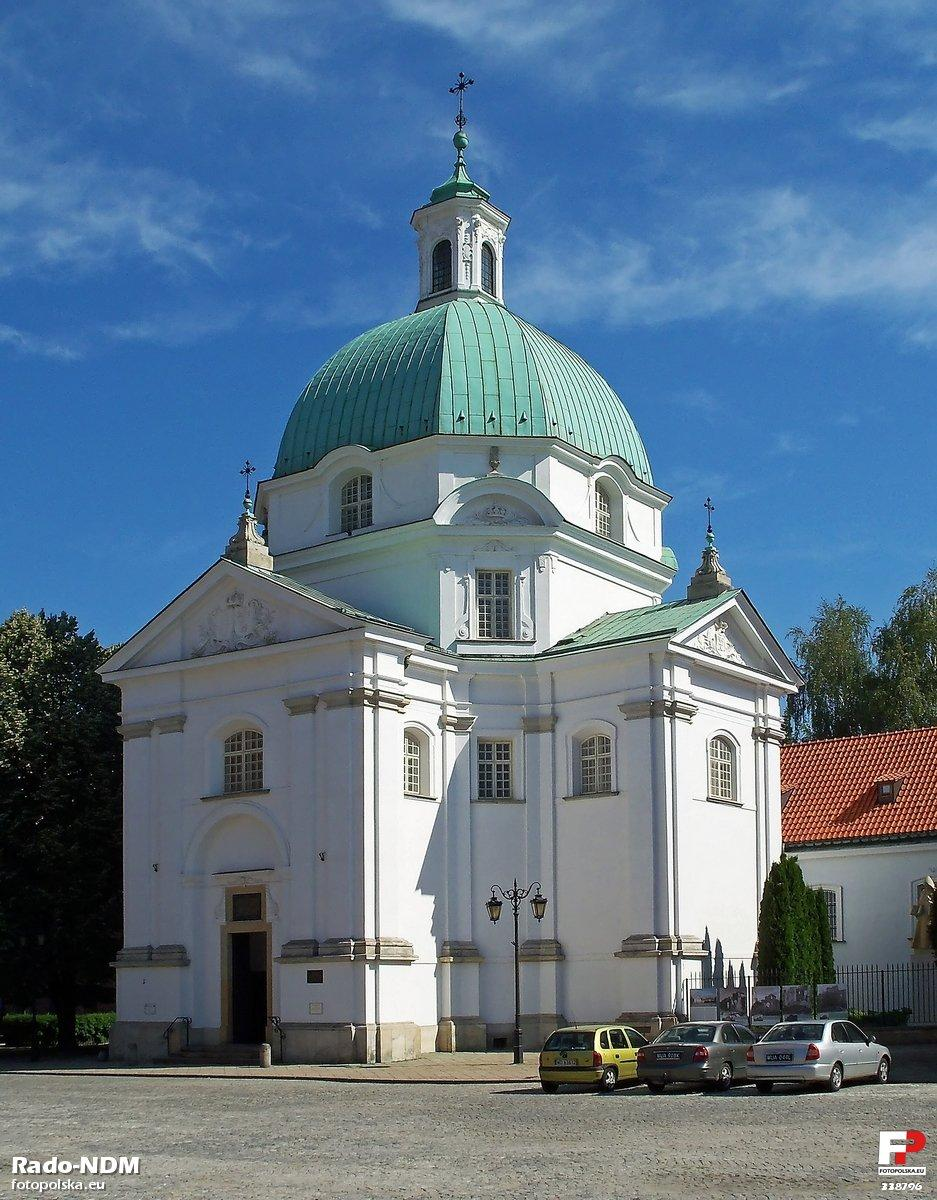
Iglesia de San Casimiro en Varsovia (1688-1692), de Tylman van Gameren
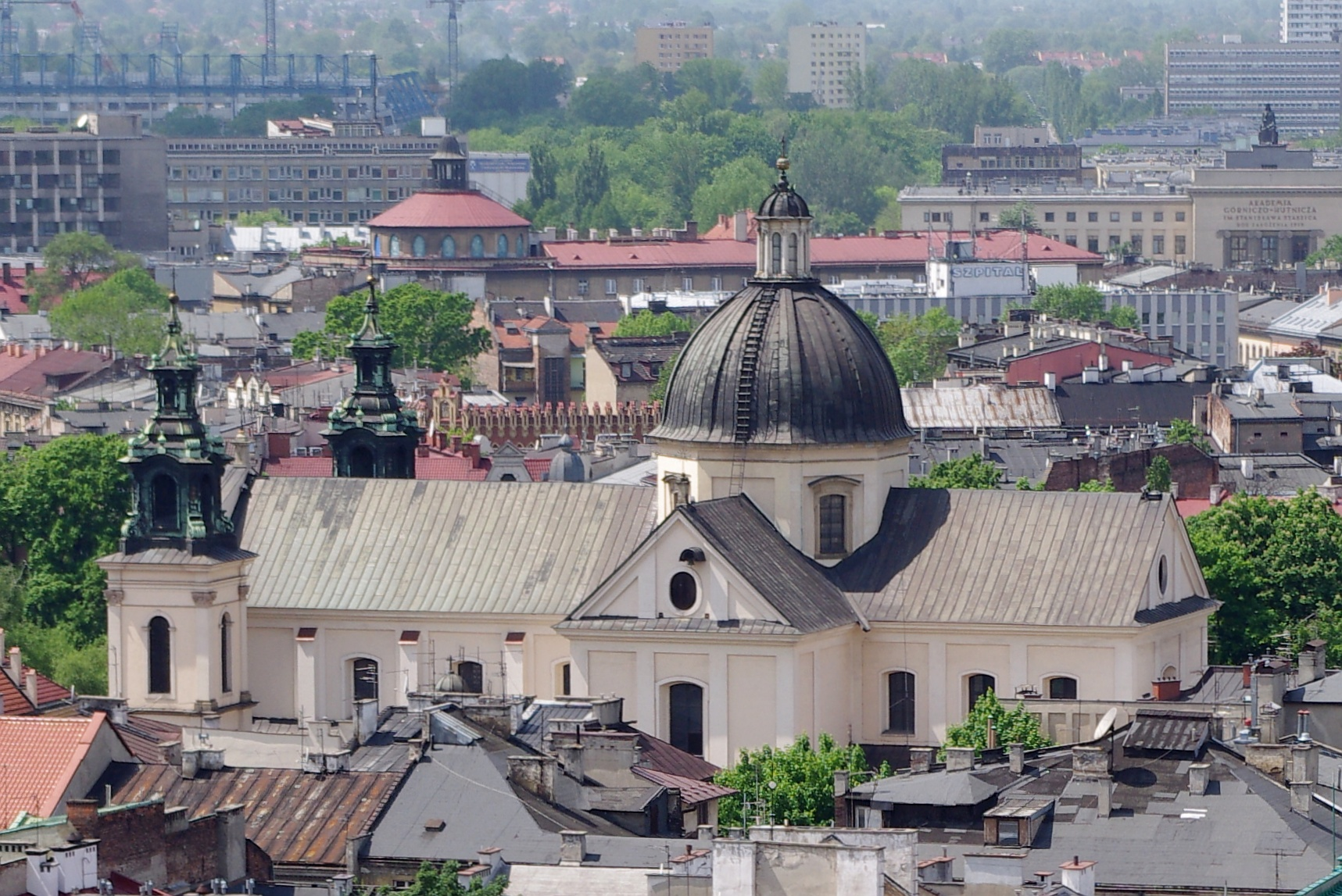
Iglesia de Santa Ana en Cracovia

### Ducado de Parma
La iglesia de Santa Maria del Quartiere en Parma, fue construida con una cúpula hexagonal. La cúpula se ha reforzado con un sistema de tirantes envolventes.

### Estados Pontificios

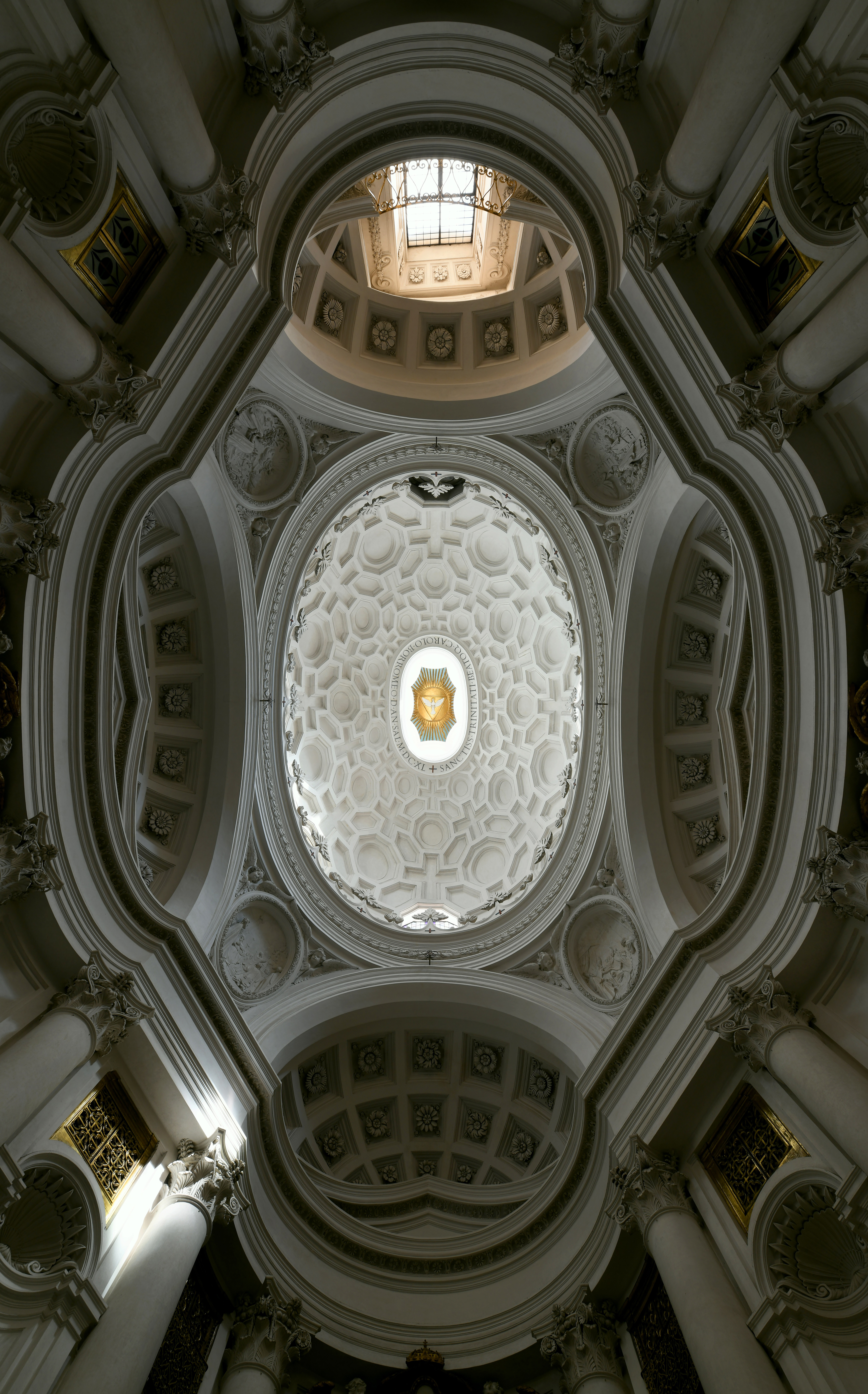
Cúpula de San Carlo alle Quattro Fontane (1638-1641) en Roma, de Borromini

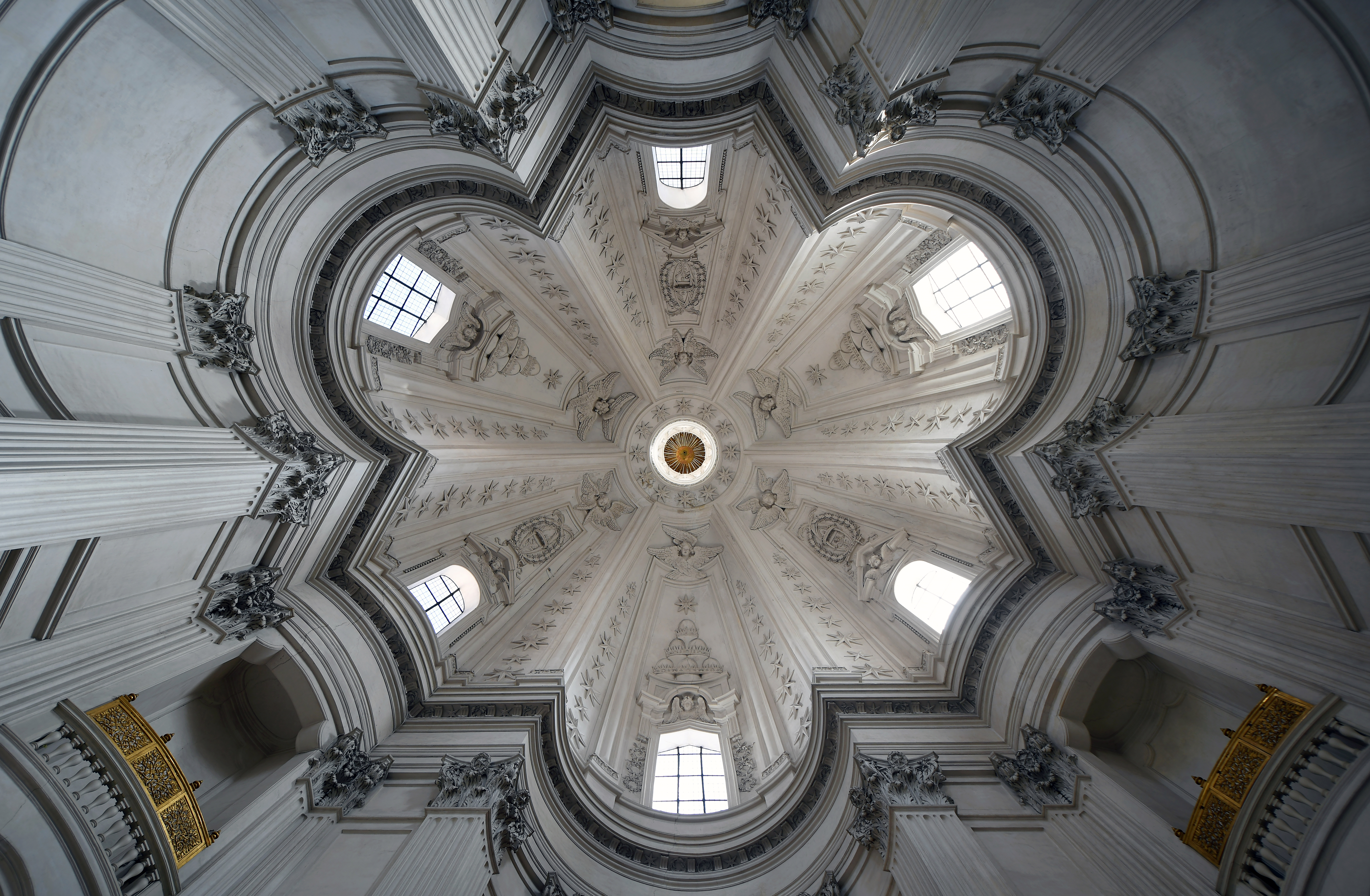
Cúpula de Sant'Ivo alla Sapienza (1642-1650), en Roma, también de Borromini

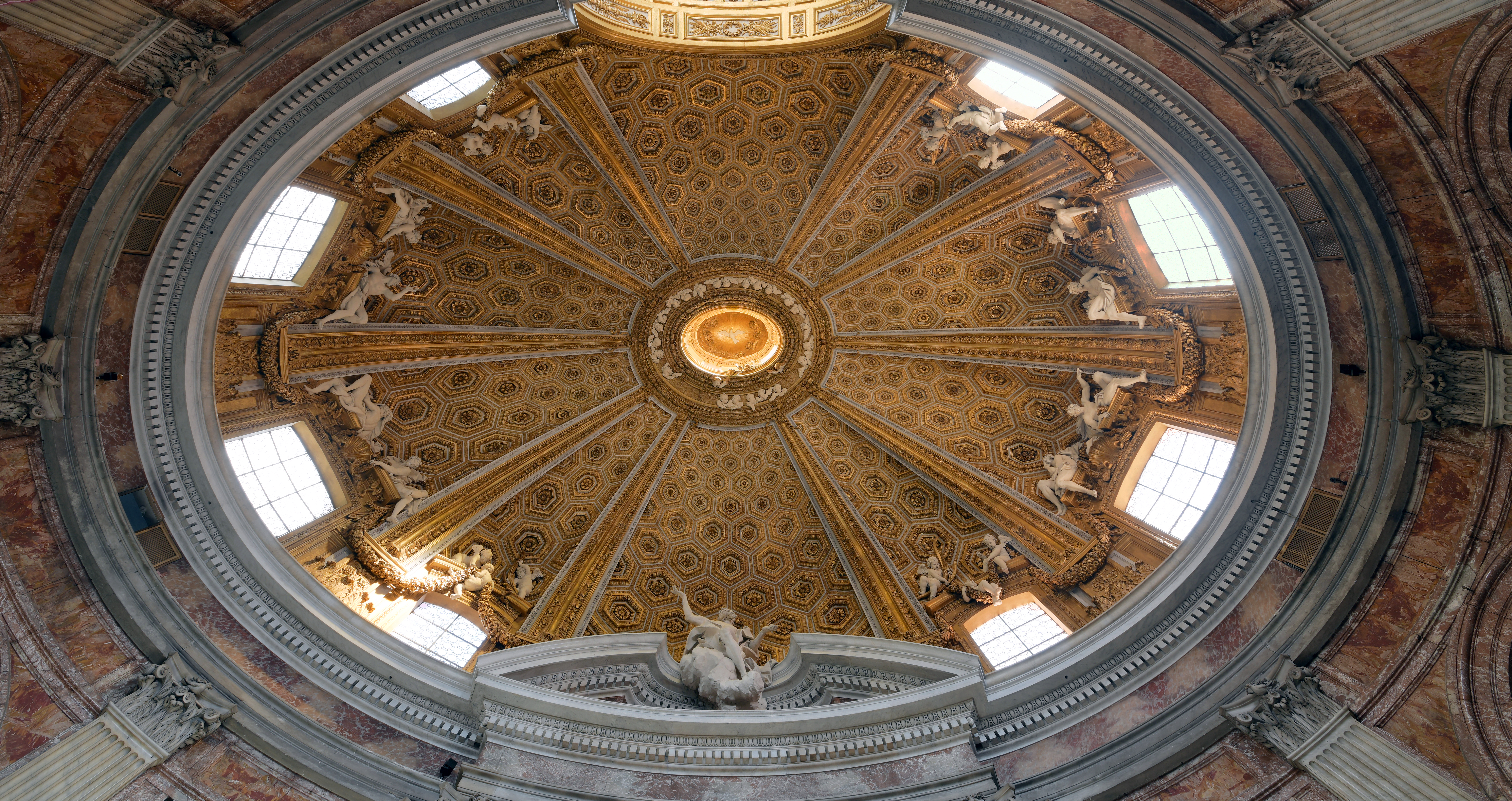
Sant'Andrea al Quirinale en Roma

Las iglesias de planta ovalada se difundieron fuera de Roma siguiendo la innovación de Vignola con la iglesia de Santa Anna dei Palafrenieri. Giovan Battista Aleotti construyó tanto Santa Maria della Celletta en Argenta como San Carlo Borromeo en Ferrara entre 1609 y 1621. La planta ovalada sintetizaba tipos de iglesia de planta longitudinal y central, lo que permitía vistas claras del altar desde todos los puntos.
La cúpula de Francesco Borromini de San Carlo alle Quattro Fontane (1638-1641) tiene una novedosa planta ovalada que se aproxima a una elipse, usando cuatro arcos circulares basados en los vértices de dos grandes triángulos equiláteros; un complejo patrón de artesonado geométrico de cruces, octágonos y rombos se repite ocho veces en la superficie interior de la cúpula. Debido a que la cúpula utiliza un patrón de motivos que se hacen más pequeños a medida que se acercan al óculo y debido a que está iluminado tanto desde arriba como desde abajo, la cúpula parece más liviana y más alta de lo que sería de otra manera. La iglesia inauguró el estilo alto barroco en Roma.  Se construyó una copia basándose en los planos que proporcionó Borromini, la iglesia de Madonna del Prato en Gubbio.
La obra maestra de Borromini es la cúpula de Sant'Ivo alla Sapienza (1642-1650), construida para el papa Urbano VIII en una Universidad de Roma. La cúpula nervada tiene una geometría única y compleja con una gran ventana en cada uno de sus seis lóbulos y ornamentación de estuco. El estilo de usar nervaduras en una cúpula sobre un fondo artesonado se había utilizado por primera vez en la pequeña capilla de Filippo Neri en la iglesia de Santa Maria in Vallicella (1647-1651), modificada por Pietro da Cortona para tener pequeñas ventanas ovaladas en su base. Cortona también revisó la cúpula de Santa Maria della Pace (1656-1659) para tener una apariencia escalonada en el exterior, evocadora del Panteón, y nervaduras de estuco sobre arcas octogonales en el interior de la cúpula. Las cúpulas de Santi Luca e Martina (iniciada en 1634) y San Carlo al Corso (1668), ambas de unos 14 m de ancho con un perfil vertical ovalado, fueron diseñadas íntegramente por Cortona.
La iglesia de planta ovalada de Sant'Andrea al Quirinale (1658-1661) de Bernini es inusual porque la entrada está dispuesta en el eje menor y a menudo se describe como única a este respecto, pero iglesias posteriores de Santi Celso e Giuliano (1735) y Santissimo Nome di Maria (1736) también tienen este diseño.  Sant'Andrea al Quirinale de Bernini se conoce como el Panteón ovalado.
Las obras de la catedral de Santa Margherita en Montefiascone, detenidas al nivel del tambor por falta de fondos, se reanudaron después de que un incendio de 1670 destruyera el techo de madera temporal y dañara el interior. La cúpula de piedra fue construida por Carlo Fontana con ocho nervaduras conectadas entre sí por arcos horizontales para resistir la fuerza exterior. Se completó en 1673 y defendió sus proporciones por escrito citando tanto las proporciones medidas de otras cúpulas como las reglas geométricas de proporción existentes basadas en los materiales y en los soportes.

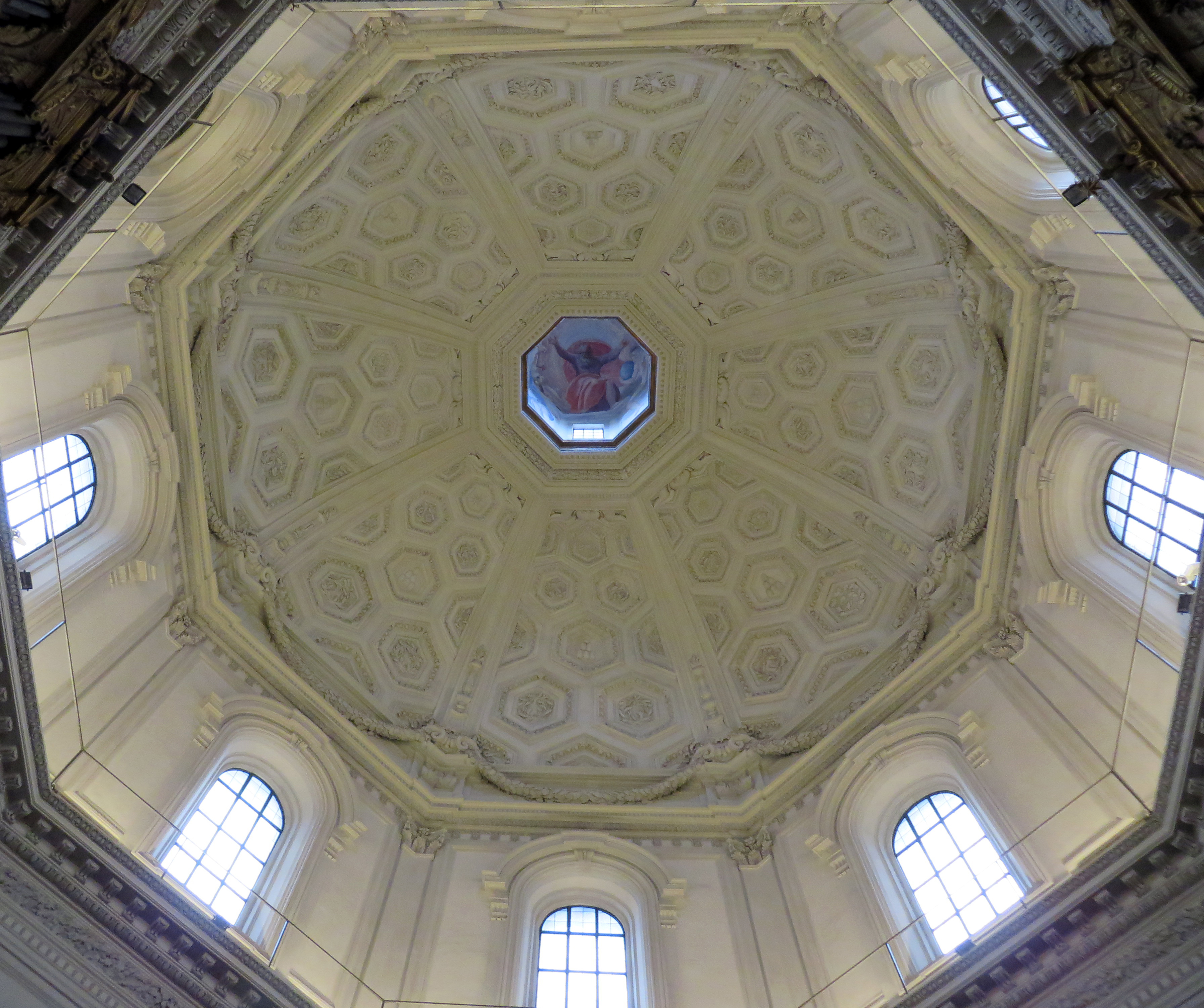
Cúpula de Santa Maria della Pace (1656-1659), reformada por Cortona
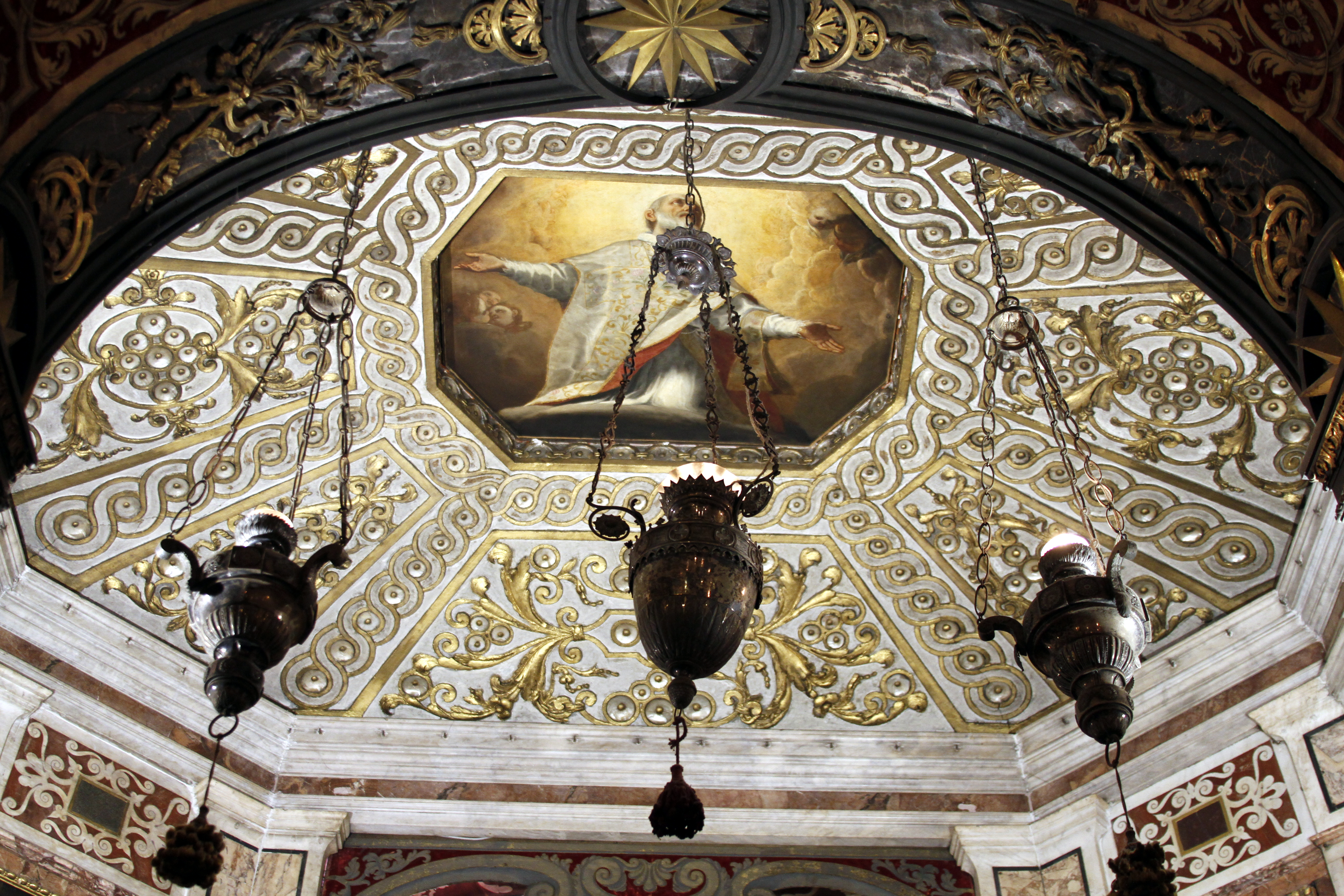
capilla de Filippo Neri en Santa Maria in Vallicella (1647-1651), modificada por Pietro da Cortona
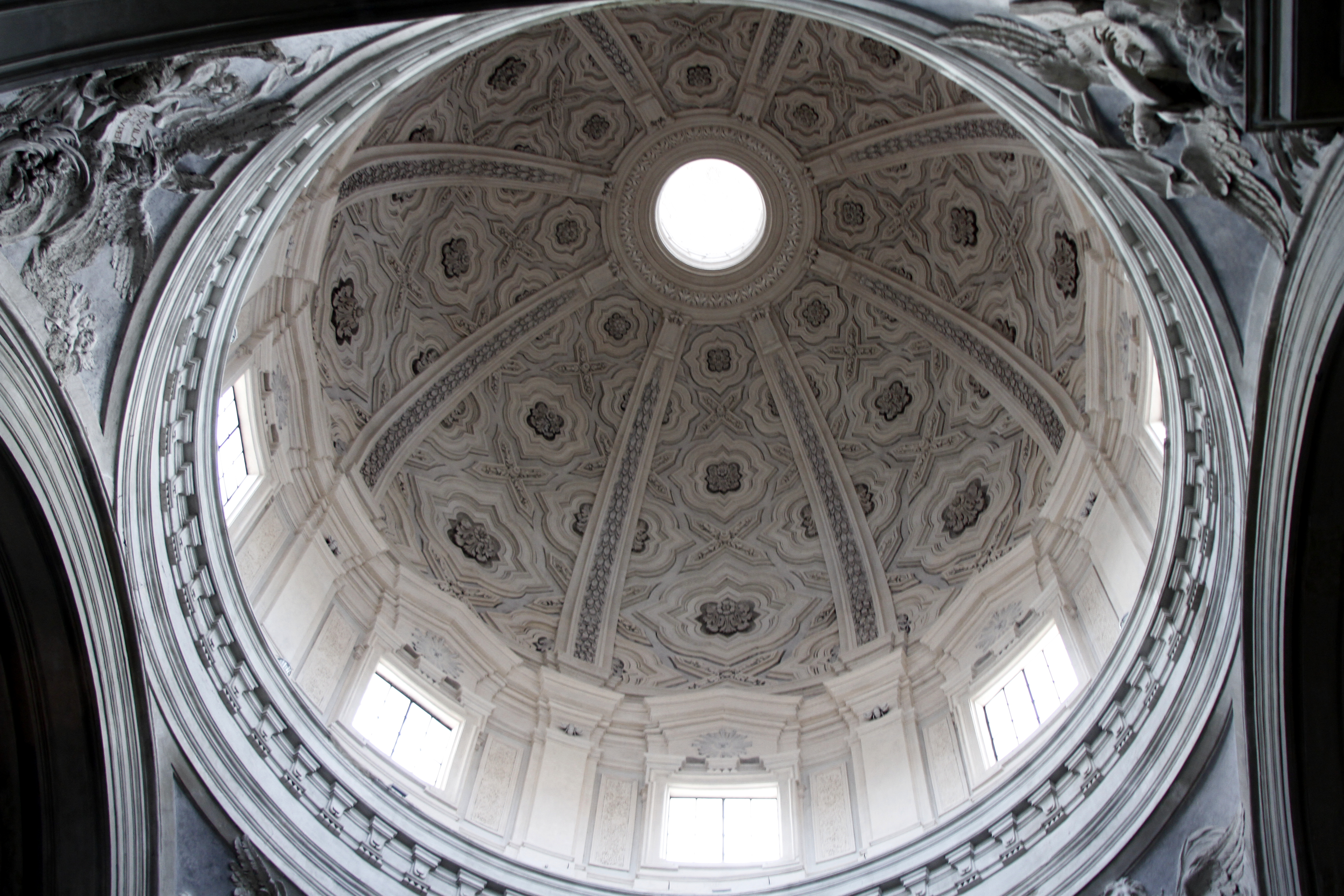
Santi Luca e Martina, de Cortona (iniciada en 1634)
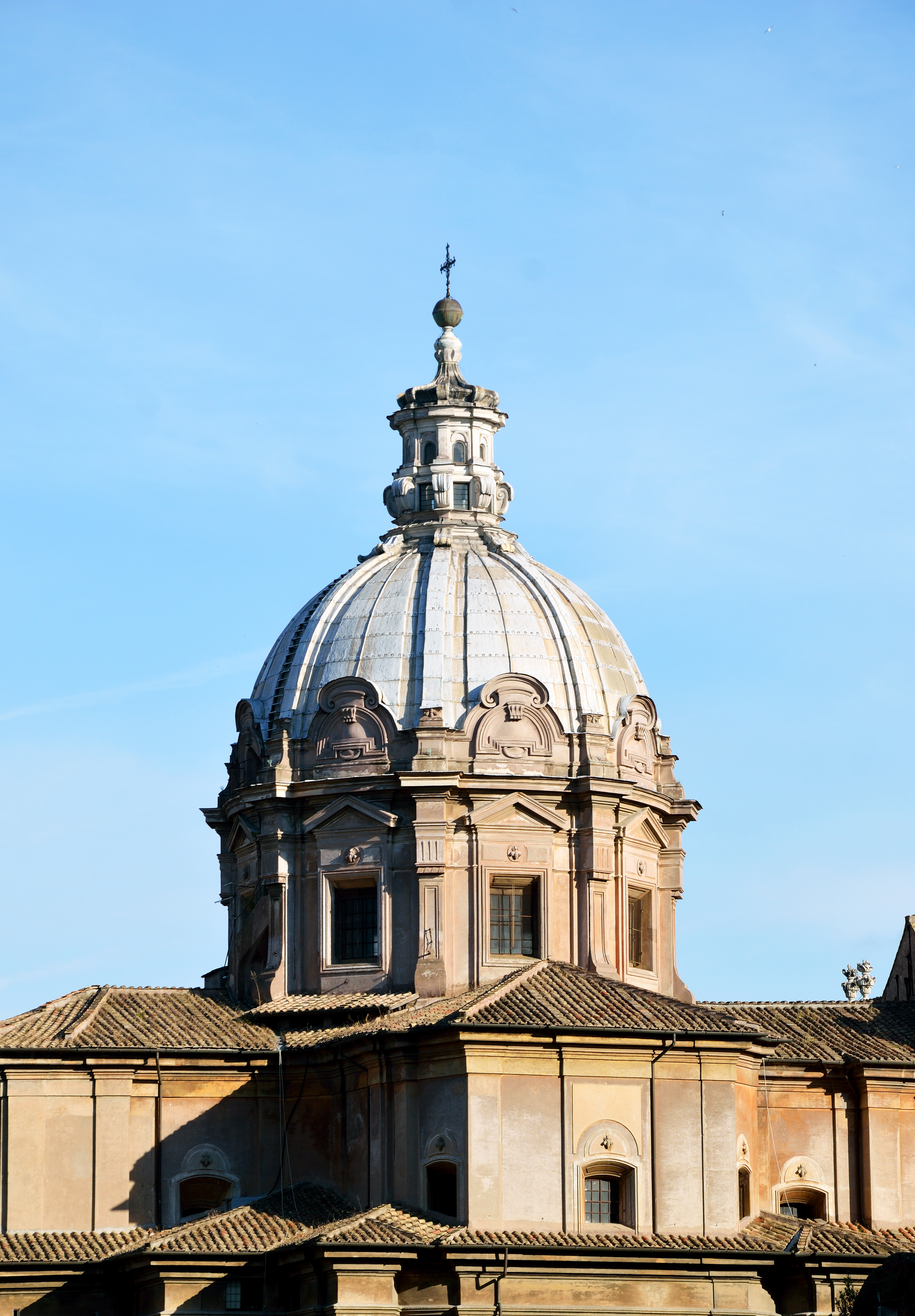
Santi Luca e Martina, de Cortona (iniciada en 1634)
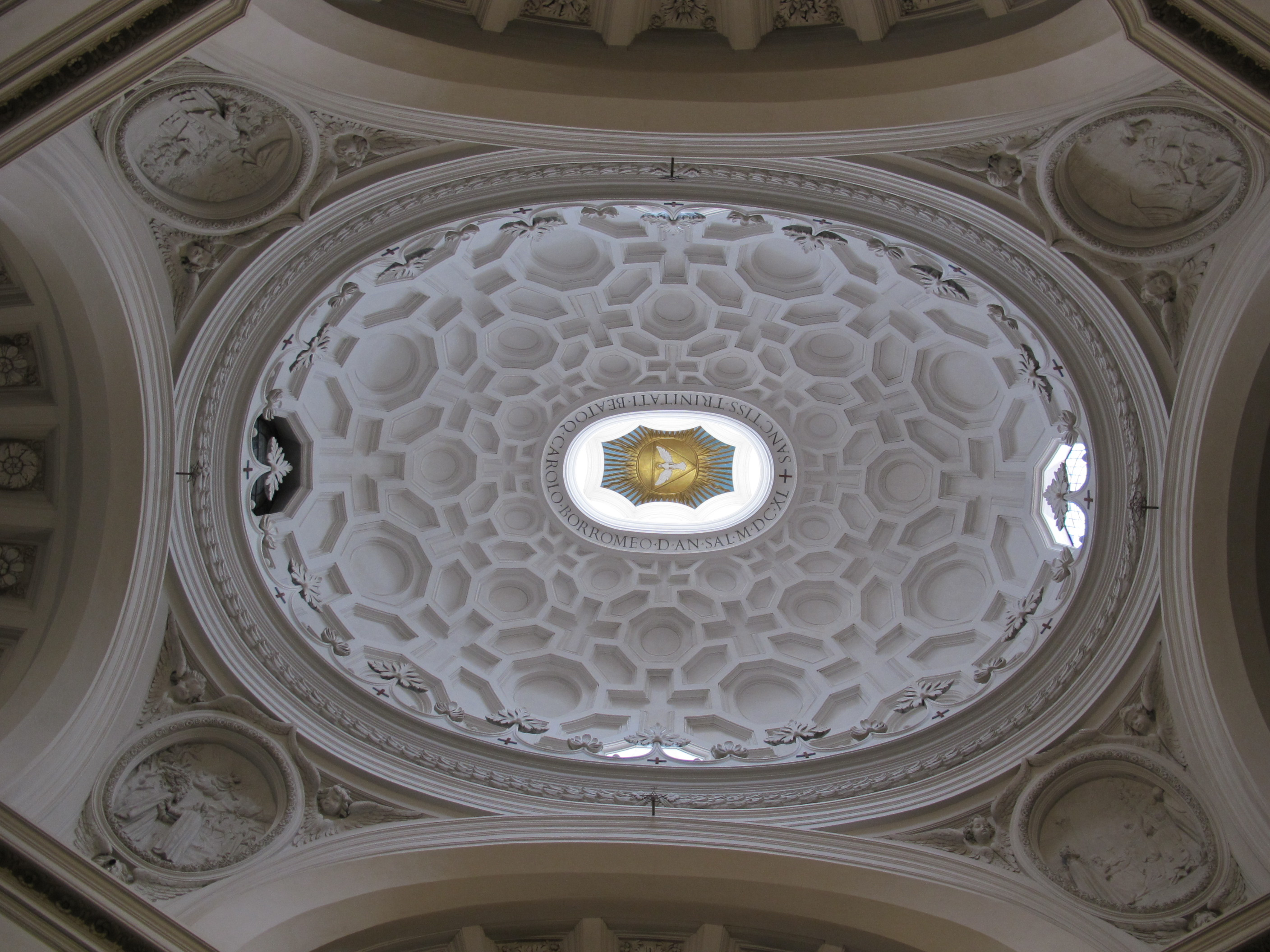
Complejo artesonado de San Carlo alle Quattro Fontane (1638-1641)
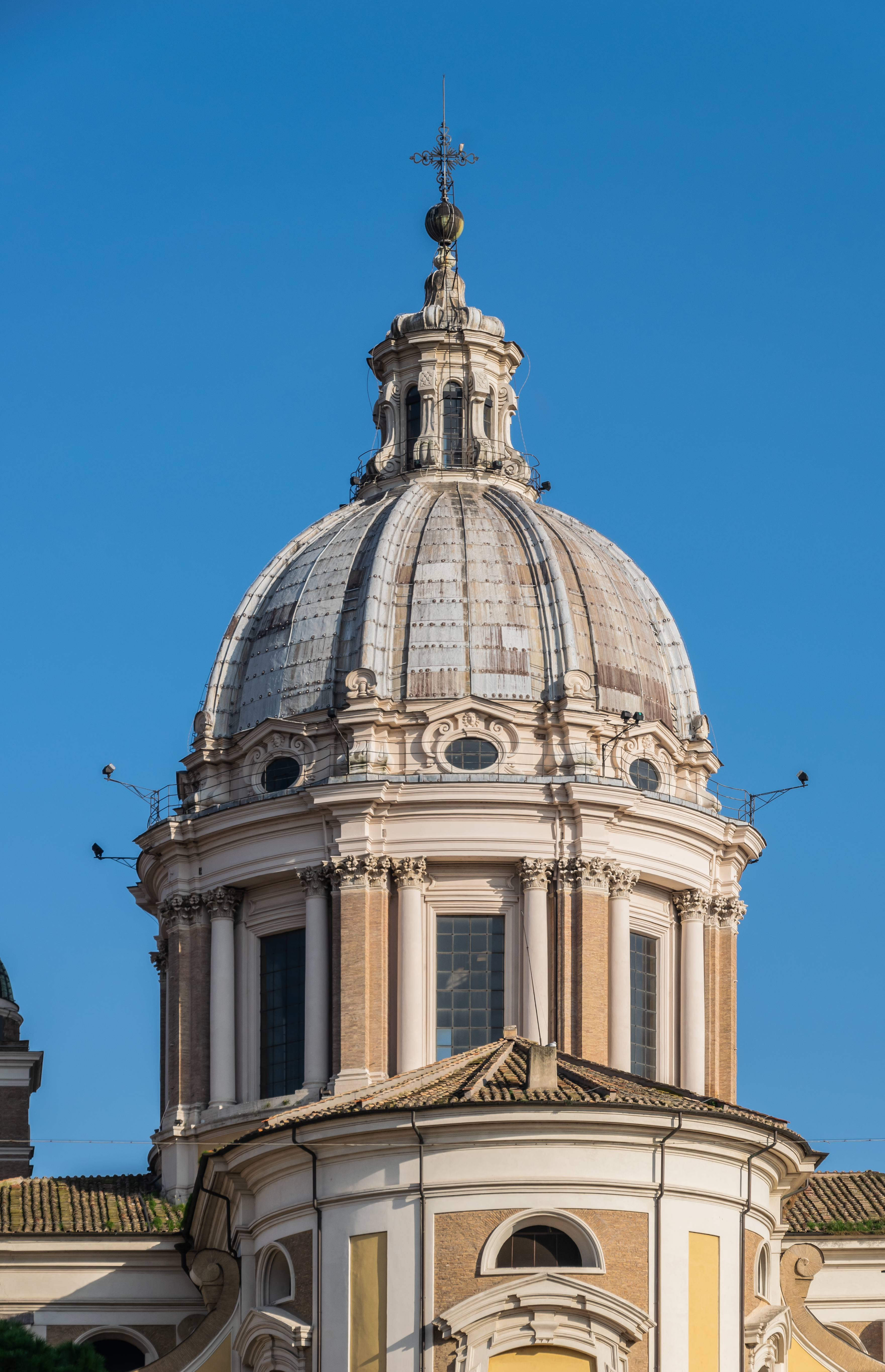
Cúpula de San Carlo al Corso (1668), de Cortona
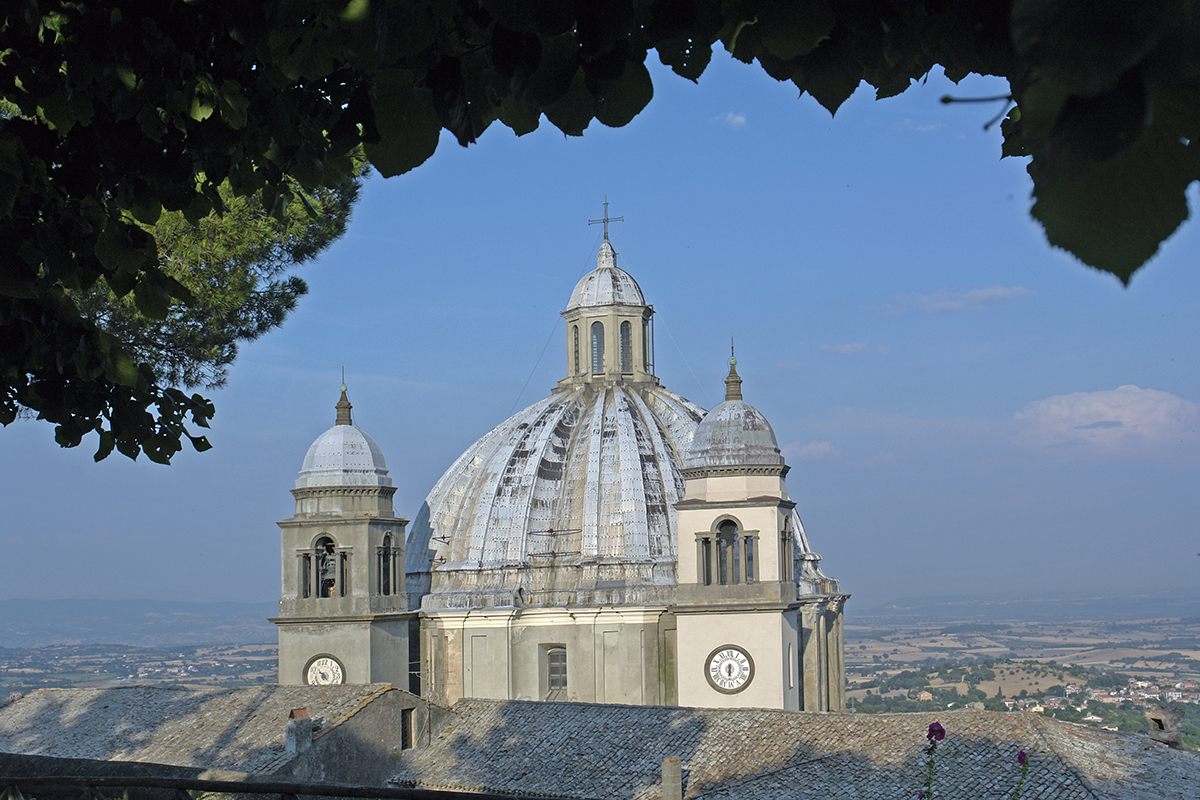

### Reino de Francia
La principal innovación de la arquitectura religiosa barroca francesa fue la introducción de la cúpula o domo sobre la nave central, un estilo importado del barroco italiano. La cúpula de la iglesia del Gesù en Roma, de Giacomo della Porta (1568-1584) sirvió como modelo. La primera iglesia parisina en tener una cúpula fue la capilla cuya fachada ahora se encuentra en el patio de la École nationale supérieure des Beaux-Arts, en la rue Bonaparte en París. La siguiente cúpula, más grande, se construyó en la Iglesia Saint-Joseph-des-Carmes (1613-1620) en el mismo vecindario. François Mansart construyó una cúpula temprana más grande y aún más impresionante para la iglesia de la Visitación Saint-Marie (1632-1634).
Jacques Lemercier construyó otra cúpula innovadora para la capilla del Colegio de la Sorbona , a partir de 1635. Este diseño presentaba una cúpula hemisférica sobre un alto tambor octogonal, el primero de su tipo en Francia, con cuatro pequeñas cúpulas en los ángulos de la cruz griega sobre las columnas de orden corintio en la fachada.
Una cúpula mucho más grande y más alta siguiendo el modelo barroco italiano fue iniciada por François Mansart, luego continuada por Jacques Lemercier y completada por Pierre Le Muet para la capilla del hospital real y la abadía de Val-de-Grâce (1645-1665), erigida para conmemorar el nacimiento de Luis XIV. La fachada tiene dos niveles de columnas y frontones y un peristilo de columnas separadas, y la cúpula está decorada con una gran cantidad de bóvedas, costillas, estatuas, contrafuertes y adornos, lo que la convierte en la cúpula más italiana de las realizadas en Francia. Lemercier había trabajado en Roma durante siete años. Incluye una inscripción alrededor de la cúpula relativa a los reyes de la Casa de Borbón. Inspirada en la basílica de San Pedro, su cúpula también tiene dos cáscaras, pero la capa exterior es mucho más alta para compensar el efecto de escorzo de ver la cúpula exterior desde cerca en el suelo. La cáscara interior está hecha de piedra y la cáscara exterior está hecha de madera.
La segunda parte del siglo XVII vio el comienzo de dos cúpulas más importantes. La capilla del College des Quatre-Nations (1662-1668) (ahora el Institut de France) de Louis Le Vau y François d'Orbay  fue construida con un legado del cardenal Mazarino al otro lado del Sena desde el Louvre, y aloja su tumba.
La más grandiosa de las cúpulas barrocas francesas fue la de Les Invalides (1677-1706), la capilla del hospital y casa de retiro de veteranos militares, construida por Jules Hardouin-Mansart, tanto como un símbolo de caridad como de gloria militar. La capilla, una iglesia de planta de cruz latina, tiene una de las muchas cúpula inspiradas en la de la basílica de San Pedro. El cubo del edificio está coronado por un tambor de dos plantas con una columnata cilíndrica en la primera, lo que le da a la cúpula una altura excepcional. La cúpula está ricamente decorada con esculturas en los entablamentos y adornos de bronce dorado entre las costillas verticales de la cúpula. En 1861, el cuerpo de Napoleón Bonaparte fue trasladado desde Santa Elena al lugar más destacado debajo de la cúpula.
En la iglesia parisina de Sainte-Anne-la-Royale (1662), Guarino Guarini, un monje y matemático teatino, utilizó bandas entrelazadas o nervaduras que recuerdan las cúpulas islámicas en Iznik o Córdoba, o el ejemplo cristiano en Torres del Río.
También se pueden encontrar cúpulas ovaladas en edificios seculares como el château de Maisons (1642-1616) y el château de Vaux-le-Vicomte (1657).
- Iglesia del Convento de la Visitación (1632-1634), de François Mansart
- Iglesia de Val-de-Grâce (1624-1669), de Mansart, Lemercier y Le Muet
- Capilla del Colegio de la Sorbona (1635-1642), de Jacques Lemercier
- Collége des Quatres-Nations (1662-1668), de Louis Le Vau y Jacques d'Orbay
- Les Invalides (1677-1706), de Jules Hardouin-Mansart

### Reino de Inglaterra
La iglesia de St Stephen Walbrook en Londres fue construida por Christopher Wren entre 1672 y 1677 y su cúpula ha sido considerada como «la primera cúpula clásica en Inglaterra».

## sigloXVIII

### Reino de Gran Bretaña

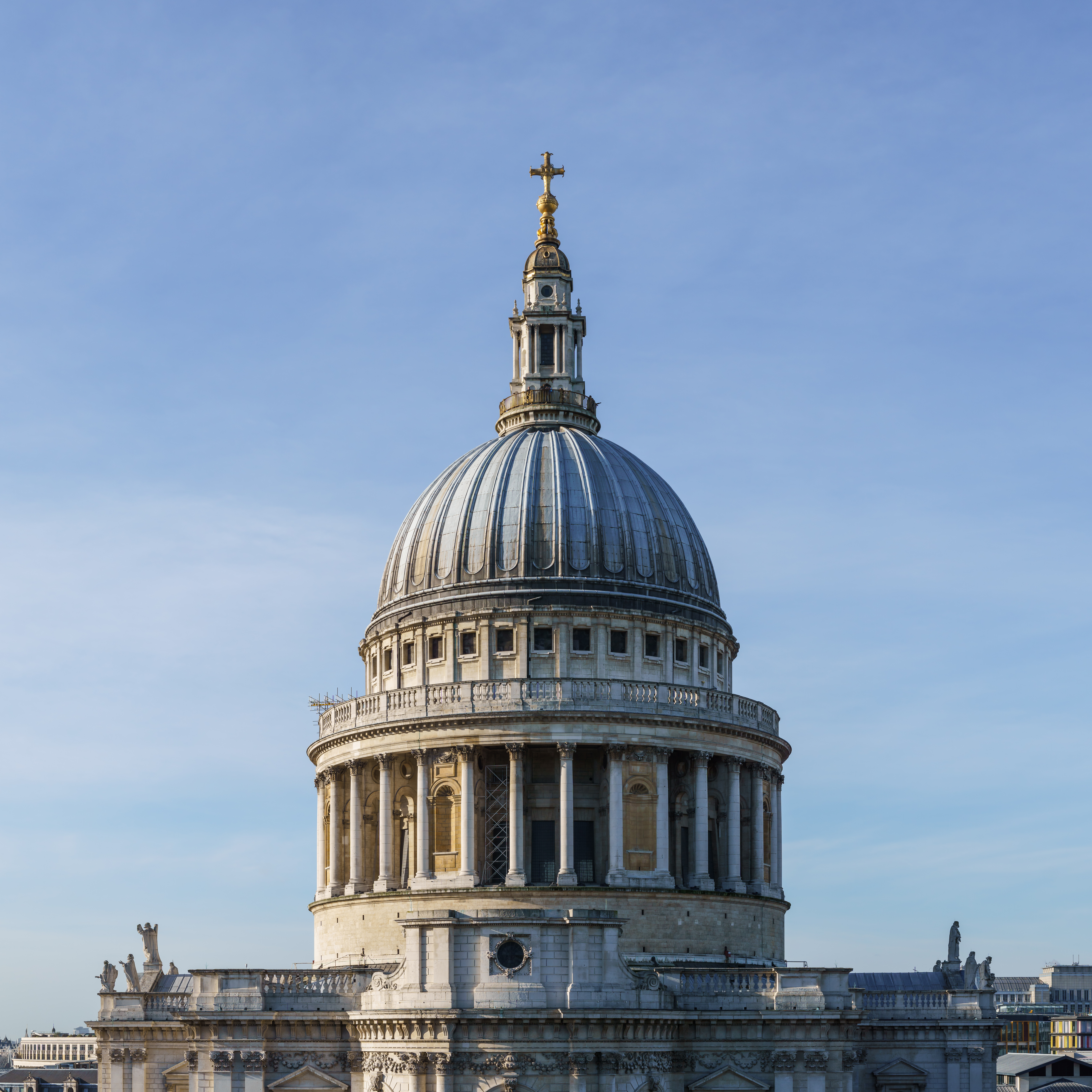
Catedral de San Pablo en Londres

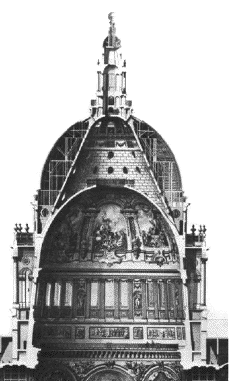
Sección de San Pablo mostrando el cono de ladrillo entre las cúpulas interior y exterior

El Gran Incendio de Londres de 1666, luego de un devastador brote de peste en la ciudad que mató a una quinta parte de su población, impulsó el encargo a Christopher Wren para reconstruir la catedral de San Pablo, que le ocupó los siguientes 35 años. Robert Hooke, quien fue el primero en articular que un arco delgado era comparable a una cadena colgante invertida, pudo haberle aconsejado a Wren cómo lograr la cúpula del crucero. Wren también pudo haber conocido los problemas estructurales de la cúpula de la basílica de San Pedro por John Evelyn, que la había examinado, y no finalizó su diseño para una cúpula de tres cuartos de su tamaño hasta poco antes de que comenzara su construcción en 1705.
Cuando terminó, la cúpula tenía tres capas: una cúpula interior con un óculo, una cúpula exterior decorativa de madera cubierta con un techo de plomo y un cono de ladrillo estructural en el medio. El cono de ladrillo termina en una pequeña cúpula que sostiene la cúpula y el techo exterior y cuya parte inferior decorada se puede ver a través del óculo de la cúpula interior. La estructura se eleva 108 m hasta la cruz en su cima, pero evoca el Tempietto mucho más pequeño de Bramante. El uso del cono de ladrillo, además de otras innovaciones, permitió reducir el tamaño de los pilares debajo de la cúpula. El espesor del cono de ladrillo es de 45,0 cm. La cúpula está sostenida por ocho pilares con un revestimiento de piedra Portland sobre un núcleo de relleno de escombros, que fueron dañados por la presión adicional de la construcción de la cúpula y necesitaron reparaciones en 1709. La cúpula se completó en 1710. el sistema estructural de Wren se convirtió en el estándar para las grandes cúpulas hasta bien entrado el siglo XIX. Las cadenas de hierro utilizadas para rodear la cúpula de 34 m de ancho han sido reemplazadas desde entonces por cinchas de acero inoxidable. El daño a la cúpula de celosía de madera exterior durante la Segunda Guerra Mundial provocó que la madera fuera reemplazada por hormigón armado.
Aunque nunca fueron muy populares en entornos domésticos, las cúpulas se utilizaron en varias casas del siglo XVIII construidas en estilo neoclásico, incluida la Chiswick House de los años 1720, en el oeste de Londres. La mansión palladiana de Penicuik House, construida por sir James Clerk, incluía un bloque de establos con un palomar cupulado construido como una fiel imitación del antiguo monumento destruido Arthur's O'on. El mausoleo cupulado de Nicholas Hawksmoor en Castle Howard fue construido en 1742 y es similar al Tempietto de Bramante. Robert Adam hizo referencia a la cúpula del Panteón romano en su diseño de 1767 de Luton Hoo, en Bedfordshire.

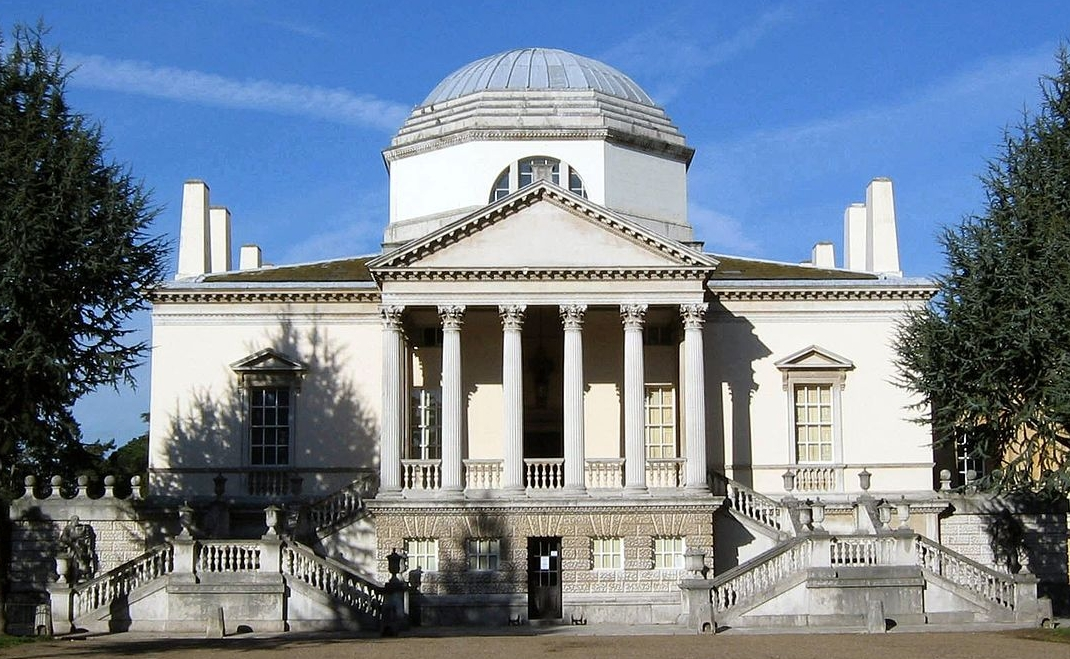
Chiswick House
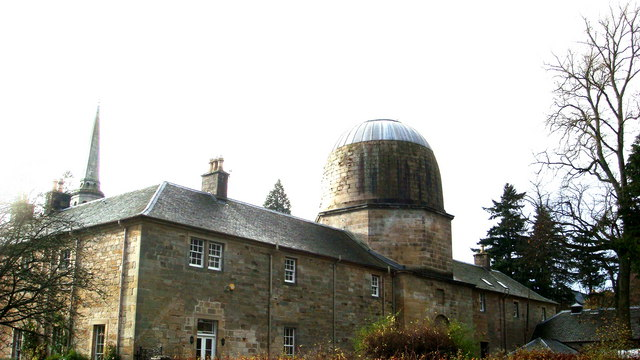
Palomar cupulado de la Penicuik House
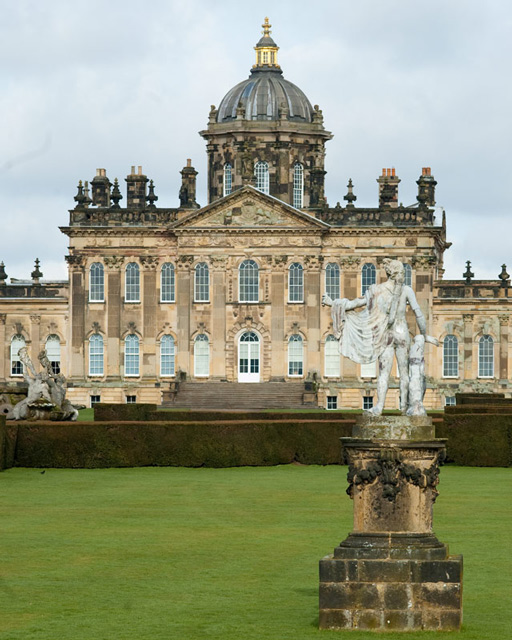
Cúpula en Castle Howard
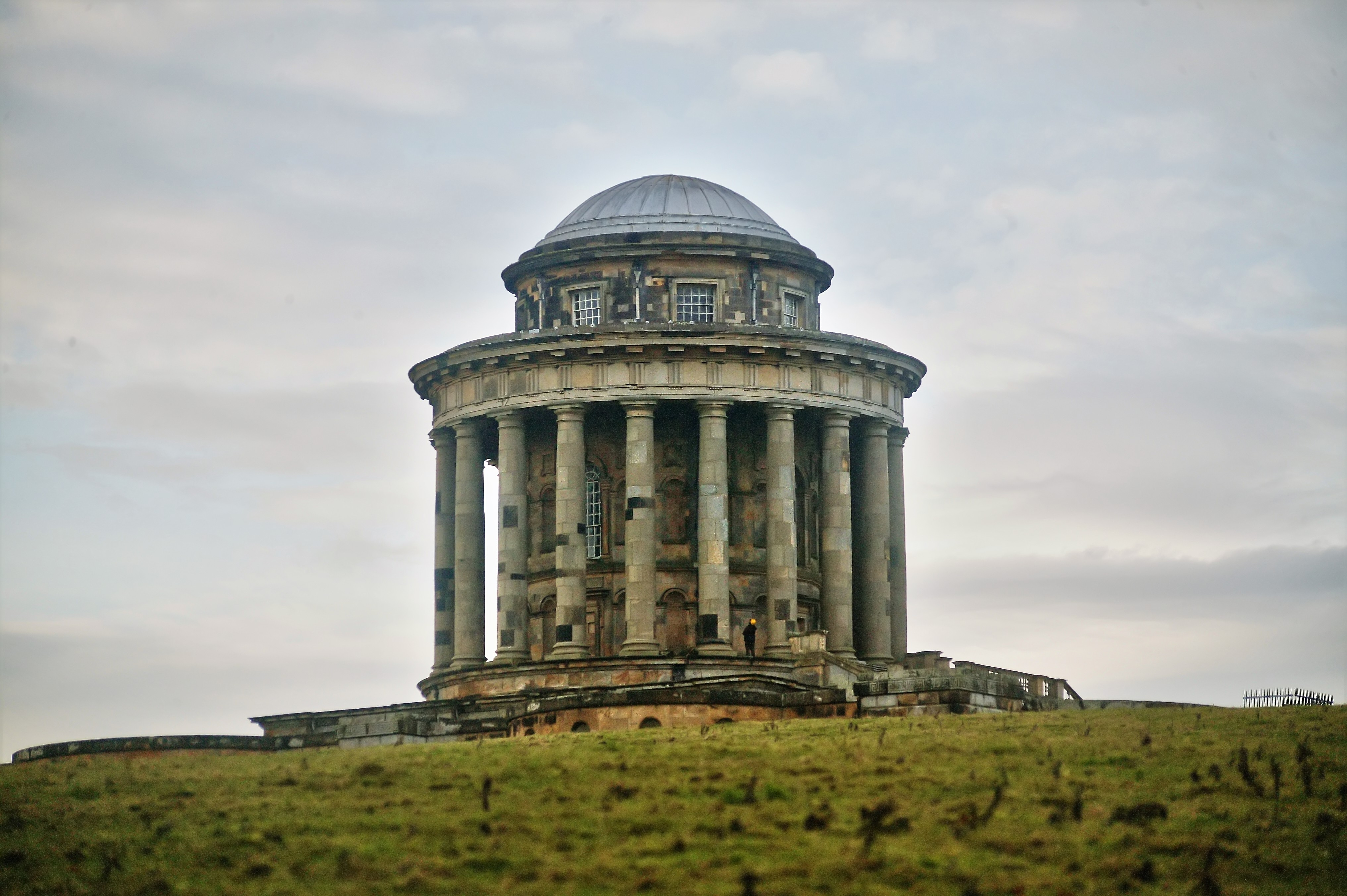
Mausoleo cupulado (1742 ) de Castle Howard, obra de Nicholas Hawksmoor

### Reino de Irlanda

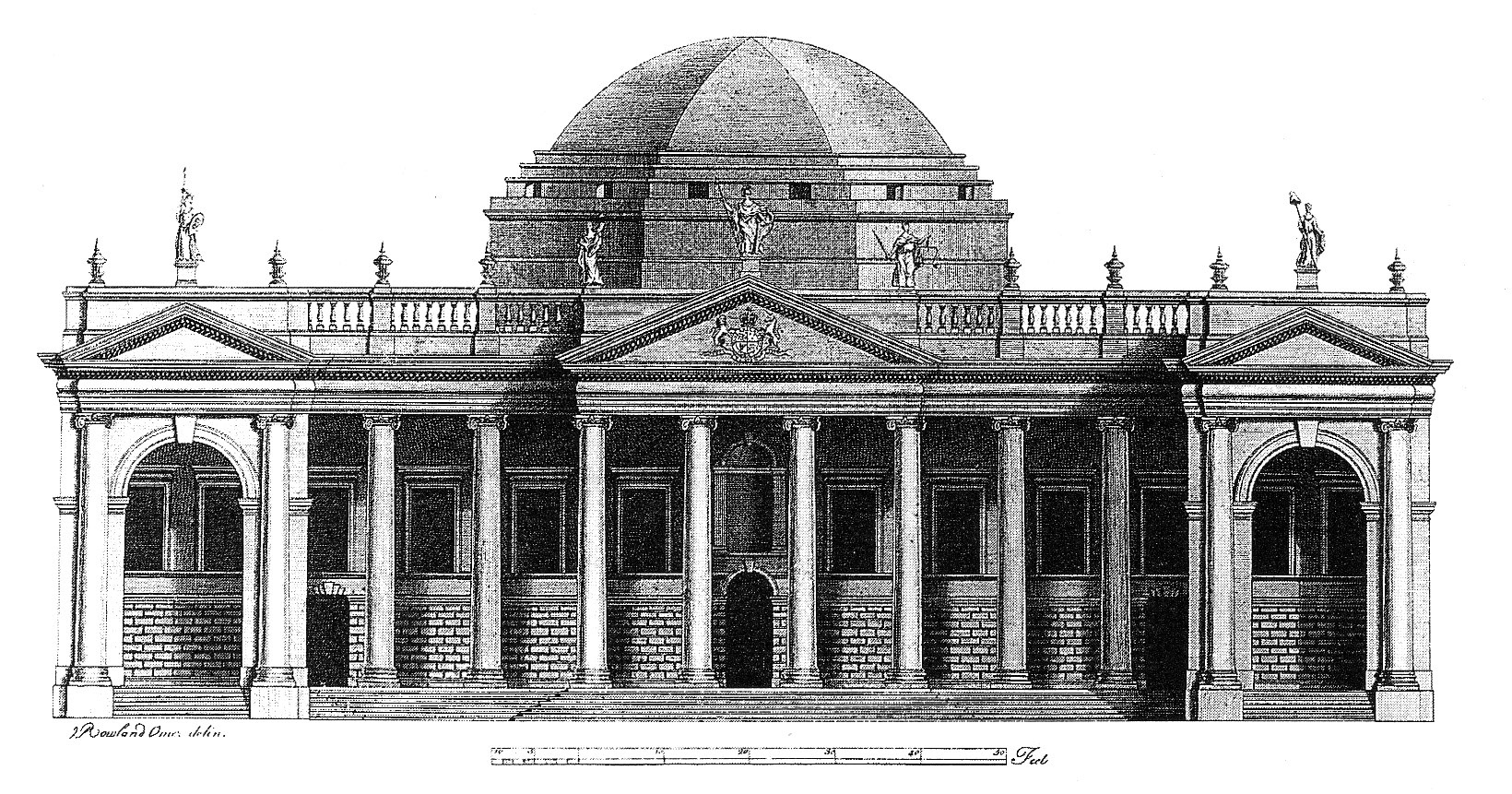
Casa del Parlamento (Dublín) de Dublín, ahora demolida

La Casa del Parlamento (Dublín) irlandés en Dublín, diseñada por Edward Lovett Pearce y construida entre 1729 y 1739, incluía una cúpula octogonal sobre una cámara central para la Cámara de los Comunes. La ubicación del espacio, especialmente en relación con la Cámara de los Lores  con bóveda de cañón, que estaba fuera del eje en el lado este del edificio, parecía simbolizar un dominio político de la Cámara de los Comunes. La capa exterior de la cúpula estaba a 31 pies por encima de su capa interior y recordaba al Panteón de Roma y la cúpula octogonal sobre la Casa de Chiswick de Lord Burlington. La cúpula era la única indicación exterior de la disposición interior, pero su ubicación y altura eran tales que no se podía ver fácilmente. Fue reconstruida después de un incendio en 1792, pero desmontada después de que el edificio fuera vendido al Banco de Irlanda en 1803.

### Reino de Francia

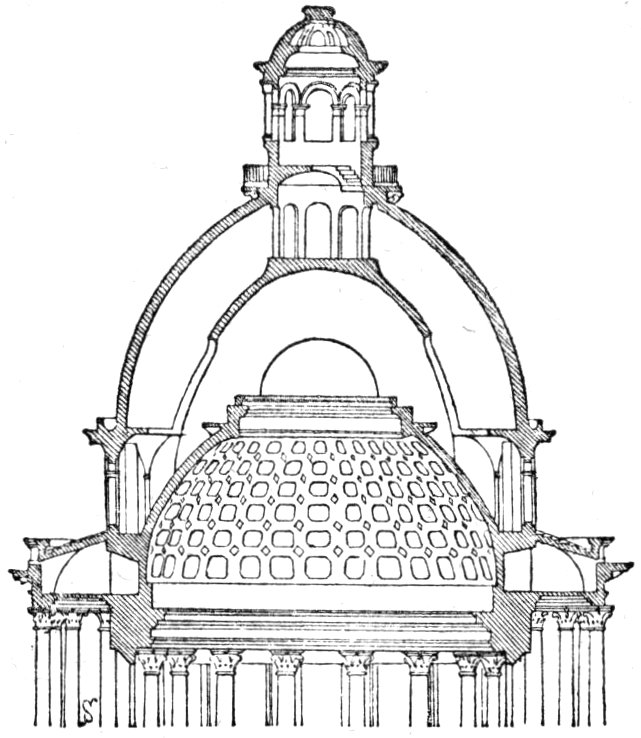
Sección de la cúpula de Soufflot en Santa Genoveva (hoy Panteón)

Los planos para la iglesia de Santa Genoveva (hoy Panteón), la santa patrona de París, se aprobaron en 1757 con una cúpula de 83 m de altura sobre una planta de cruz griega. El arquitecto de la iglesia, Jacques-Germain Soufflot, quería superar la cúpula de la catedral de San Pablo de Londres y, como la de San Pablo, la cúpula constaba de tres cáscaras. A diferencia de San Pablo, y debido a los avances en matemáticas e ingeniería, las tres cáscaras fueron construidas con piedra y formaban parte de un sistema estructural que permitía el soporte de muros y pilares más delgados.
El Halle aux blés, un mercado circular para comerciar el trigo en París, se completó en 1763 con una cúpula de madera. Sería reconstruido en el siglo XIX en hierro fundido.

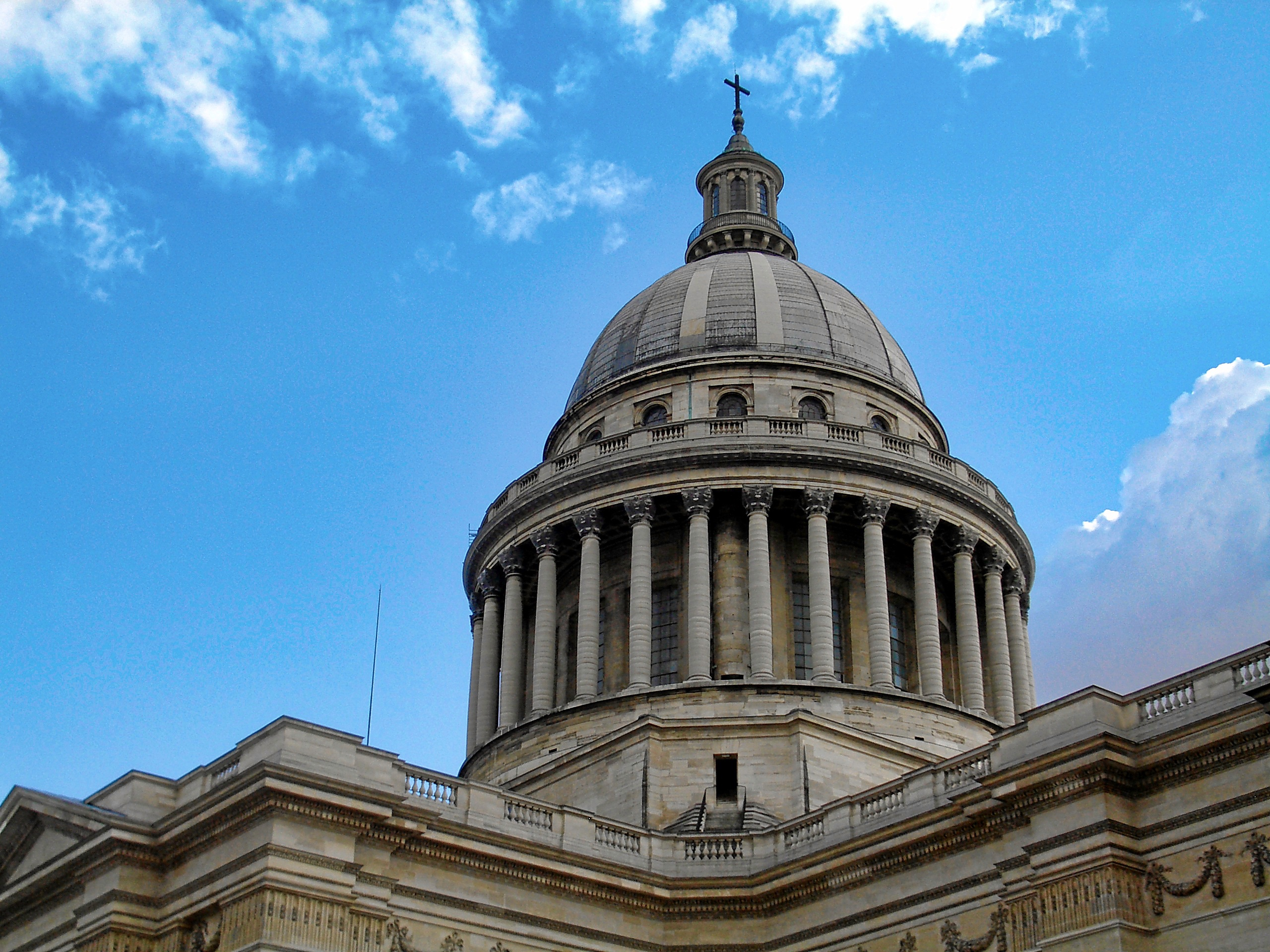
Cúpula de iglesia de Santa Genoveva
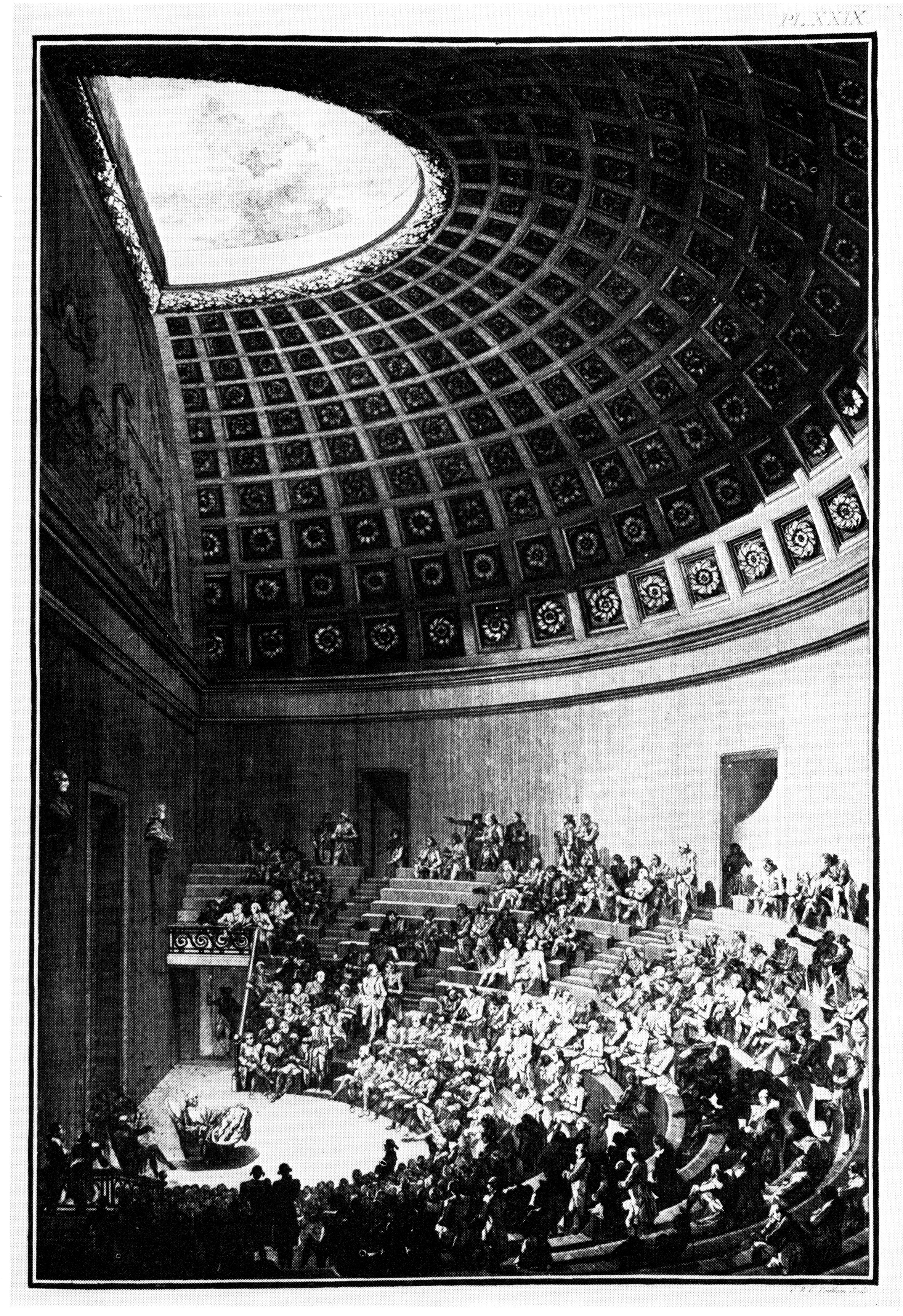
Semicúpula de la Escuela de Cirugia
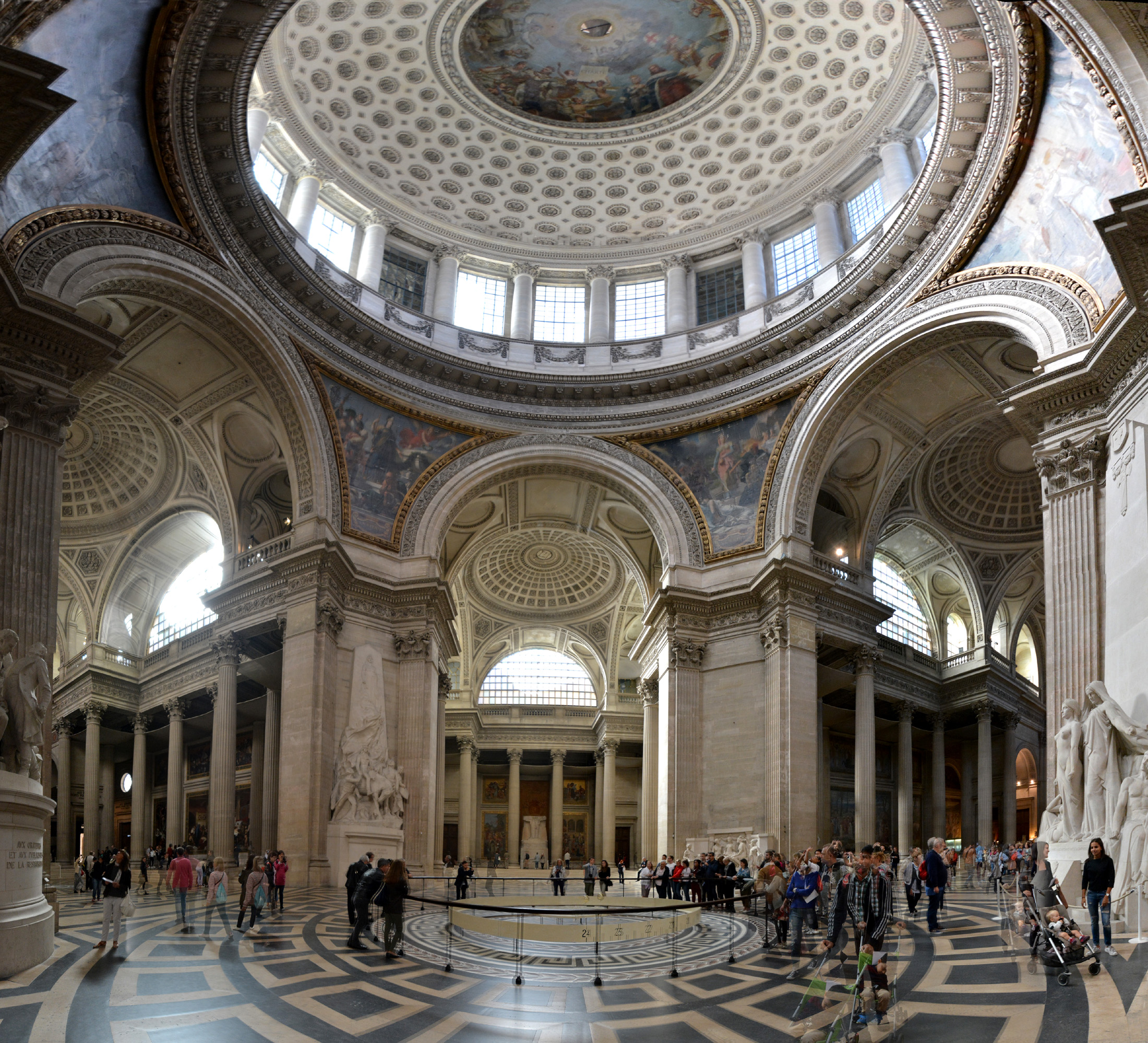
Interior de Santa Genoveva
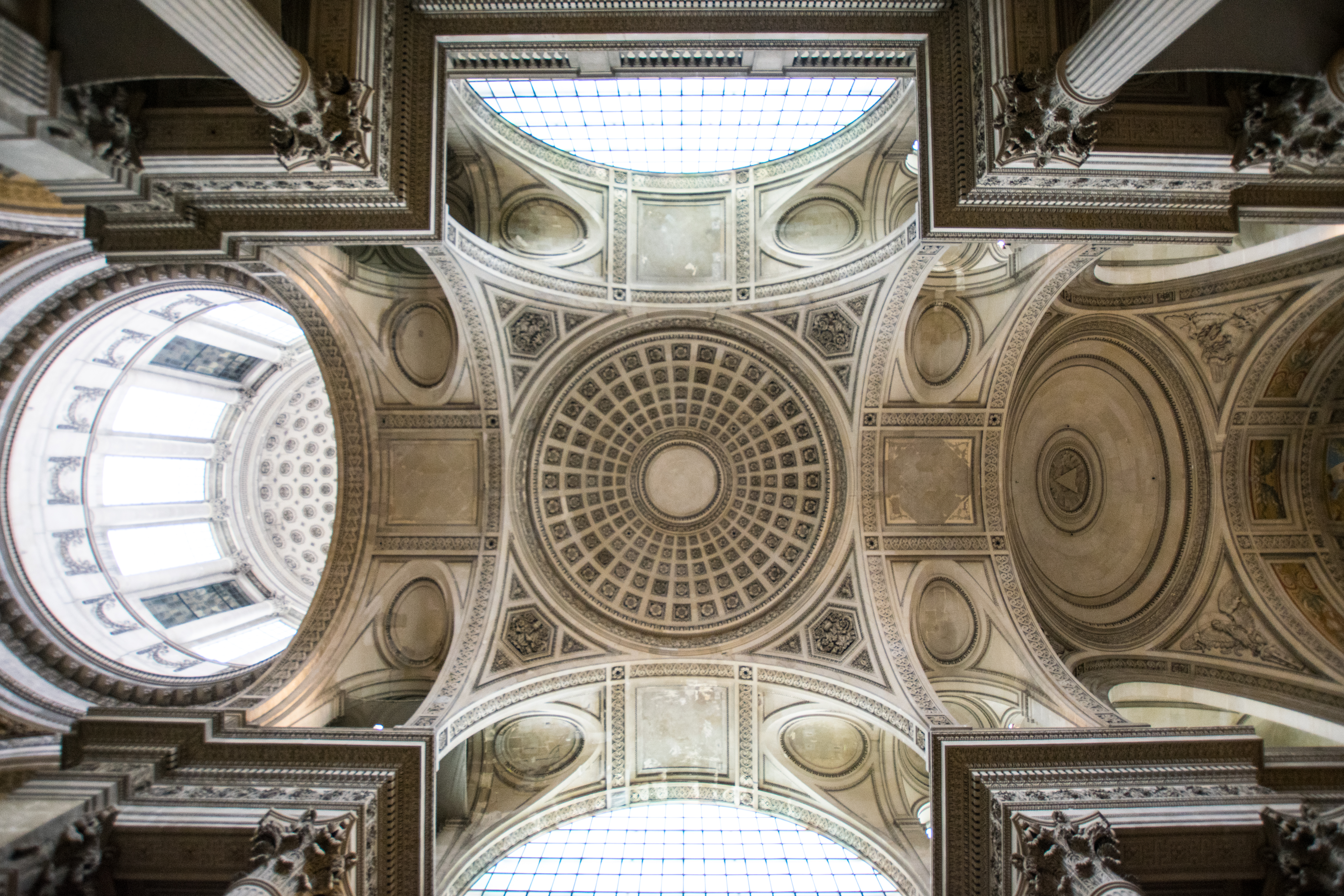
Cubiertas de Santa genoveva
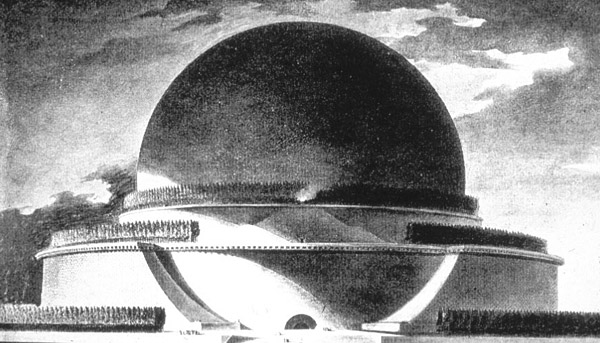
Proyecto de cenotafio para Newton (1784), de Boullée
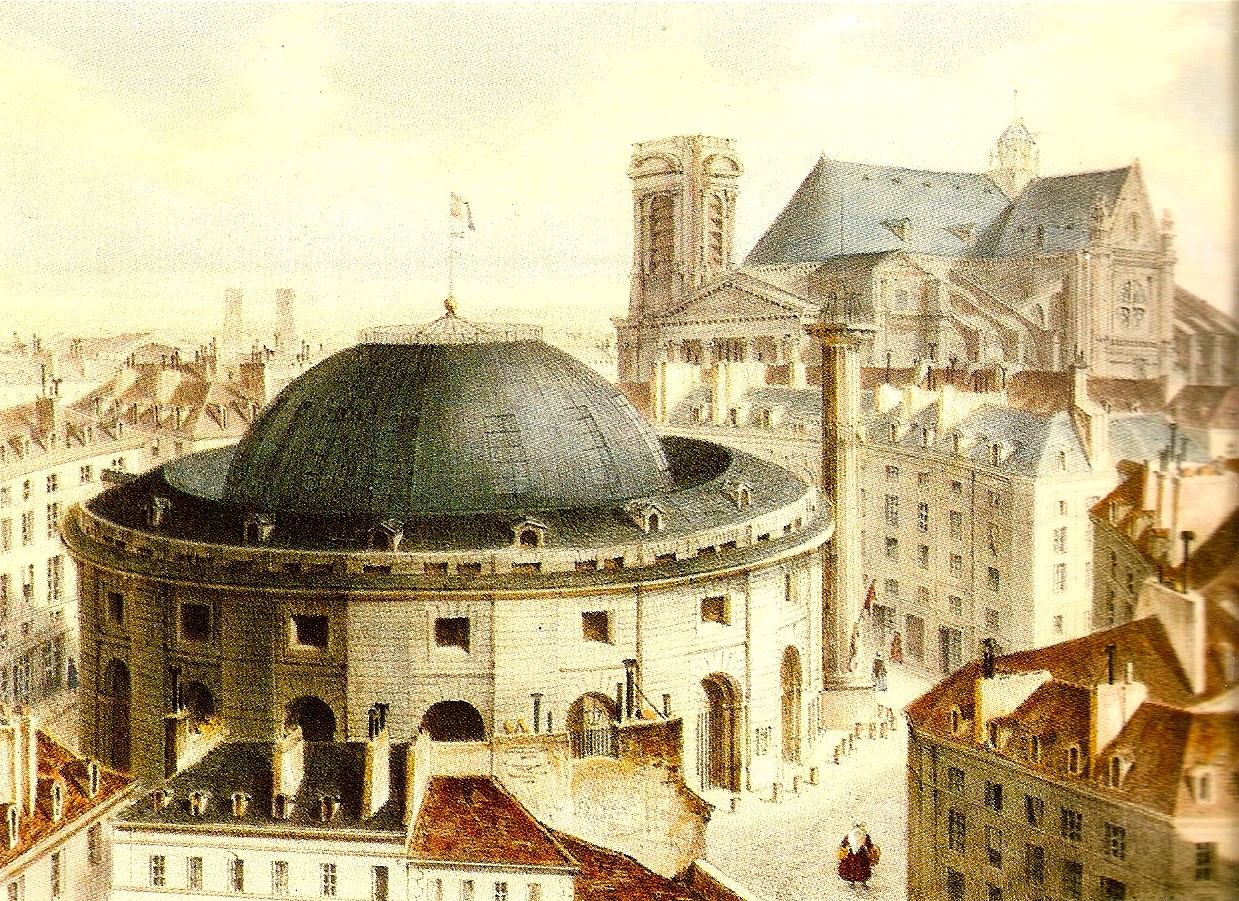
Halle aux blés

### Monarquía de los Habsburgo y el Sacro Imperio Romano Germánico

#### Sacro Imperio Romano Germánico

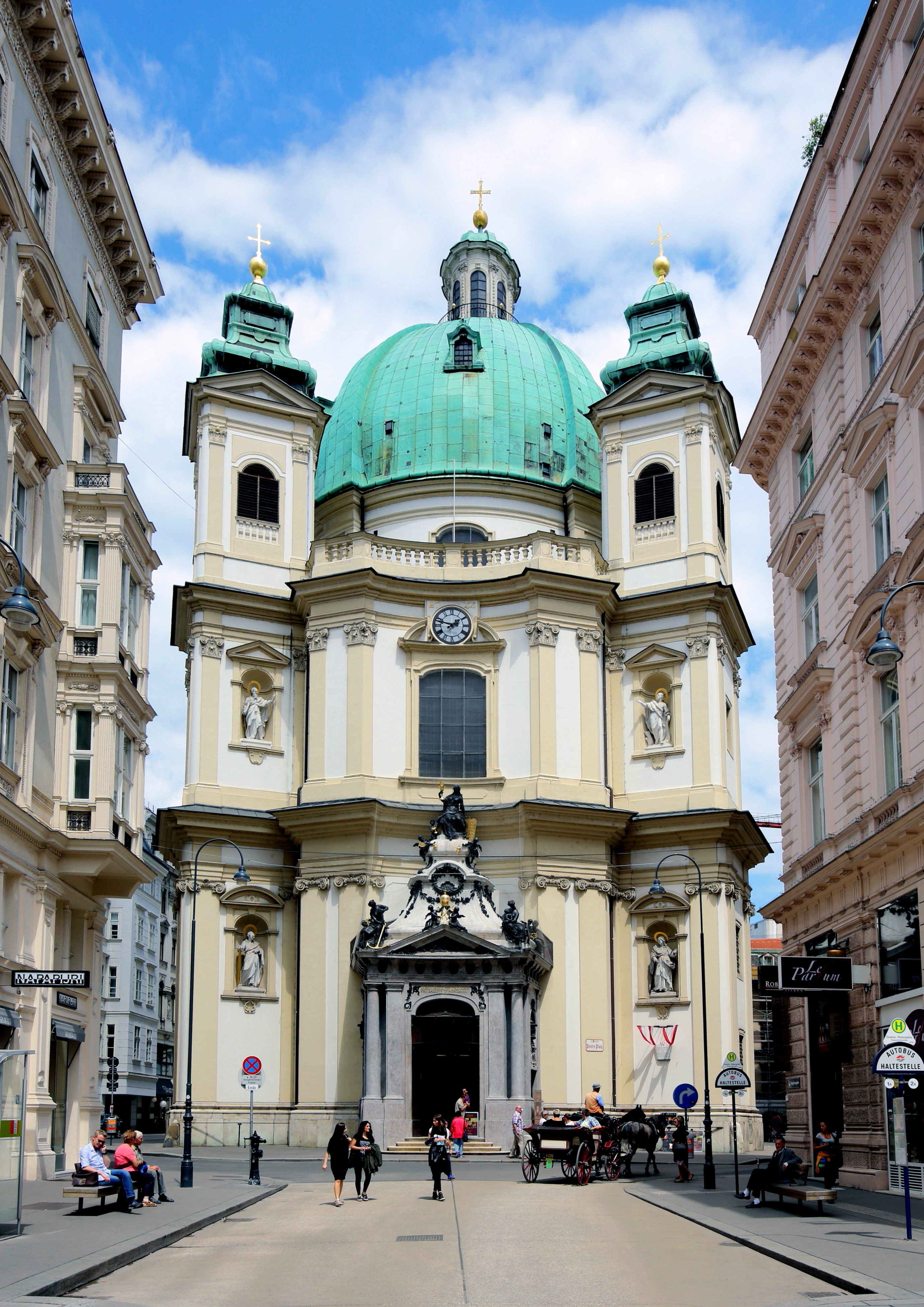
Iglesia de San Pedro (1701-1733), la primera cúpula ovalada de Viena

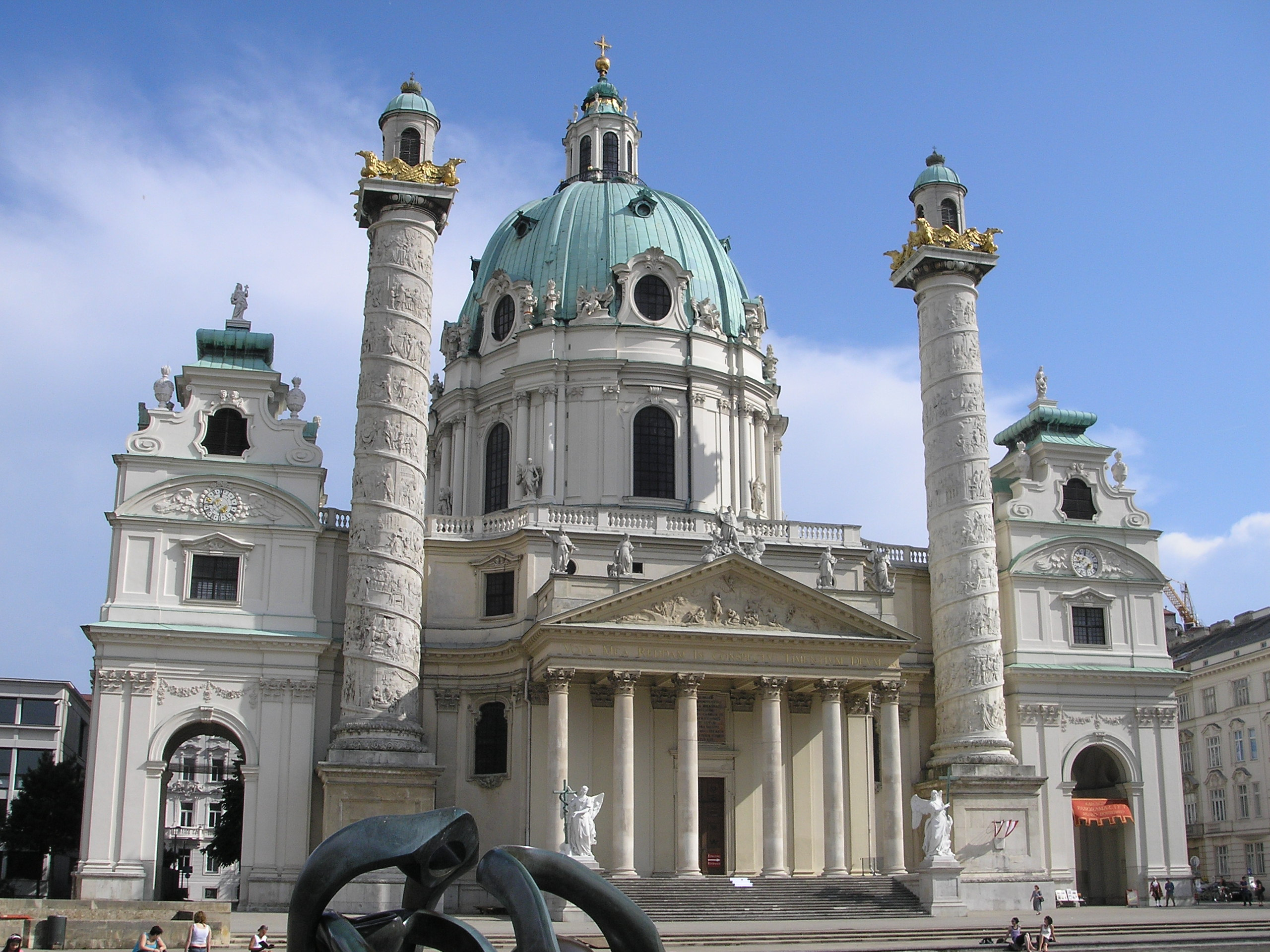
La Karlskirche (1716-1724), Viena

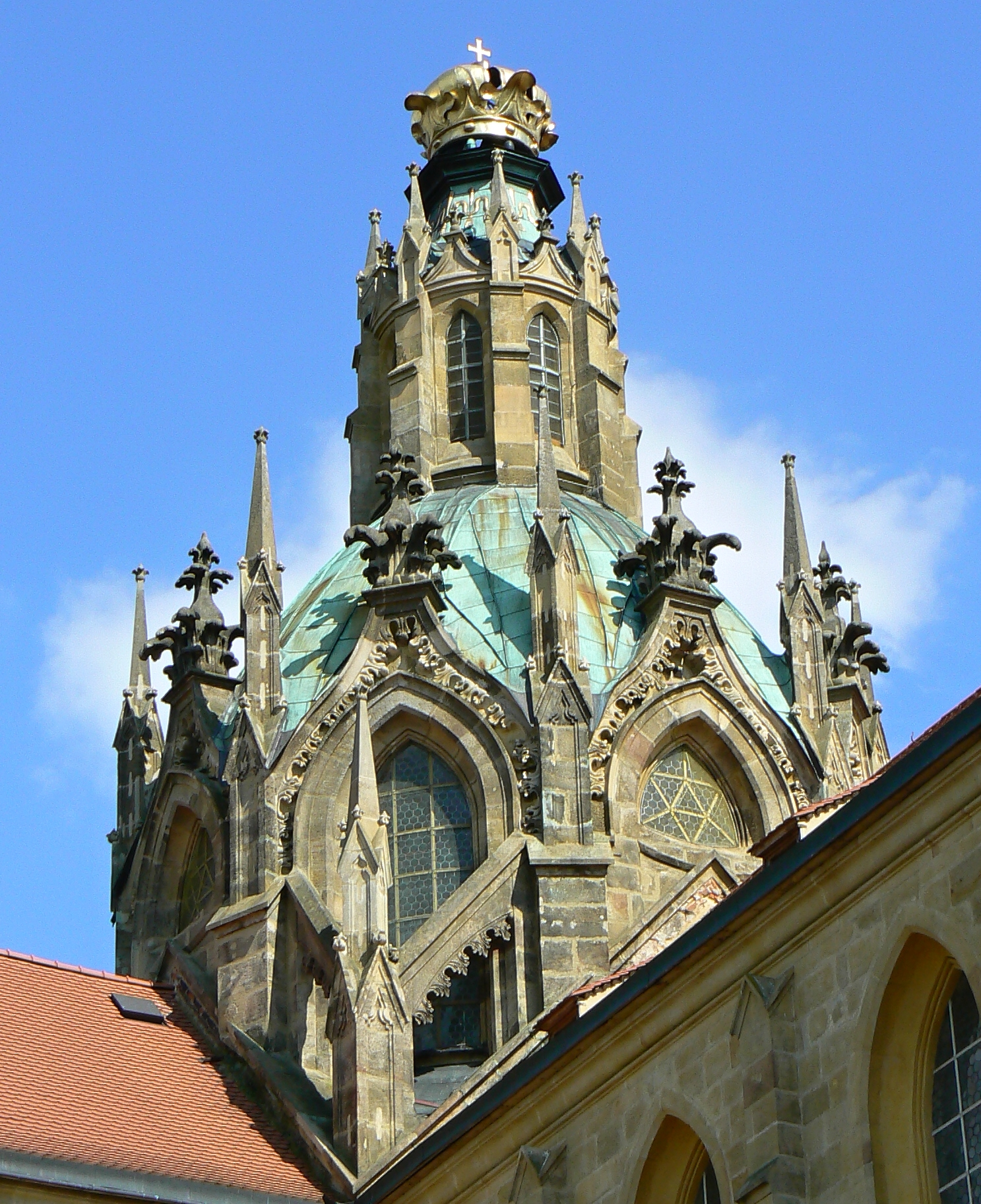
Monasterio benedictino en Kladruby (1712-1726)

Aunque la guerra de los Treinta Años retrasó la aparición del estilo barroco en las zonas del Sacro Imperio Romano Germánico, a finales del siglo XVII ya había comenzado la reconstrucción de los numerosos palacios e iglesias destruidas. Johann Bernhard Fischer von Erlach estudió arquitectura en Roma antes de trabajar en Austria. Su iglesia de la Santísima Trinidad (iniciada en 1694) en Salzburgo tiene claras influencias de Borromini en el uso del color blanco, las ventanas acentuadas y la cúpula elíptica y el óculo. La cúpula ovalada de la iglesia de San Pedro (1701-1733), la primera ovalada que se construyó en Viena es casi exactamente la misma, aunque fue diseñada por Johann Lukas von Hildebrandt. La cúpula de la Karlskirche de von Erlach (1716-1724) también es muy similar, pero con ventanas redondas en la propia cúpula además de las ventanas del tambor y con molduras oscuras tanto en la base del tambor como en la base de la cúpula.
El proyecto de Guarini para la iglesia de S. Maria Ettinga en Praga inspiró a un grupo de edificios construidos en Bohemia entre 1698 y 1710. Una iglesia abacial en Obořiště, Bohemia, con dos bóvedas ovaladas transversales en la nave que intersecan a una tercera cúpula circular hecha para parecer un óvalo, fue la primera iglesia de Christoph Dientzenhofer en mostrar la influencia de Guarini. Su sistema de abovedamiento de dos bóvedas ovaladas transversales que no se superponen en la iglesia de Svatá Klará en Cheb se elaboró dos años más tarde en la gran iglesia abacial de Banz (1710-1718). Banz, supervisada por Johann Dientzenhofer, tiene una compleja disposición de bóvedas ovaladas transversales superpuestas y subdivididas con amplias nervaduras en sus intersecciones que dificultan la comprensión del sistema estructural, como la anterior iglesia de Guarini de Santa Maria della Divina Providenza en Lisboa.
Las cúpulas de los hermanos Cosmas y Egid Asam, como las de la abadía de Weingarten (1715-1720) y la abadía de Weltenburg (1716-1721), mezclaban pintura al fresco, estuco y, en el caso de Weltenburg, una iluminación indirecta para lograr sus efectos. Otro grupo de hermanos, Johann Baptist Zimmermann y Dominikus Zimmermann de Baviera, enfatizaron los estucos blancos bajo iluminación directa mezclados con la pintura del fresco en iglesia de San Pedro y San Pablo, en Steinhausen (1728-1731),  y en Wieskirche, en Weis (1745-1754),. declarada en 1983 patrimonio de la humanidad.
En las regiones de Bohemia y Moravia, Jan Santini Aichel mezcló estilos en lo que se conoce como gótico barroco, como se puede ver en su cúpula cruzada en el monasterio benedictino en Kladruby (1712-1726) y en la cúpula de cinco lóbulos de la capilla de San Juan Nepomuceno (1719-1722). Más convencionalmente barroca es su cúpula en el monasterio benedictino de San Pedro y San Pablo en Rajhrad (1722-1724).

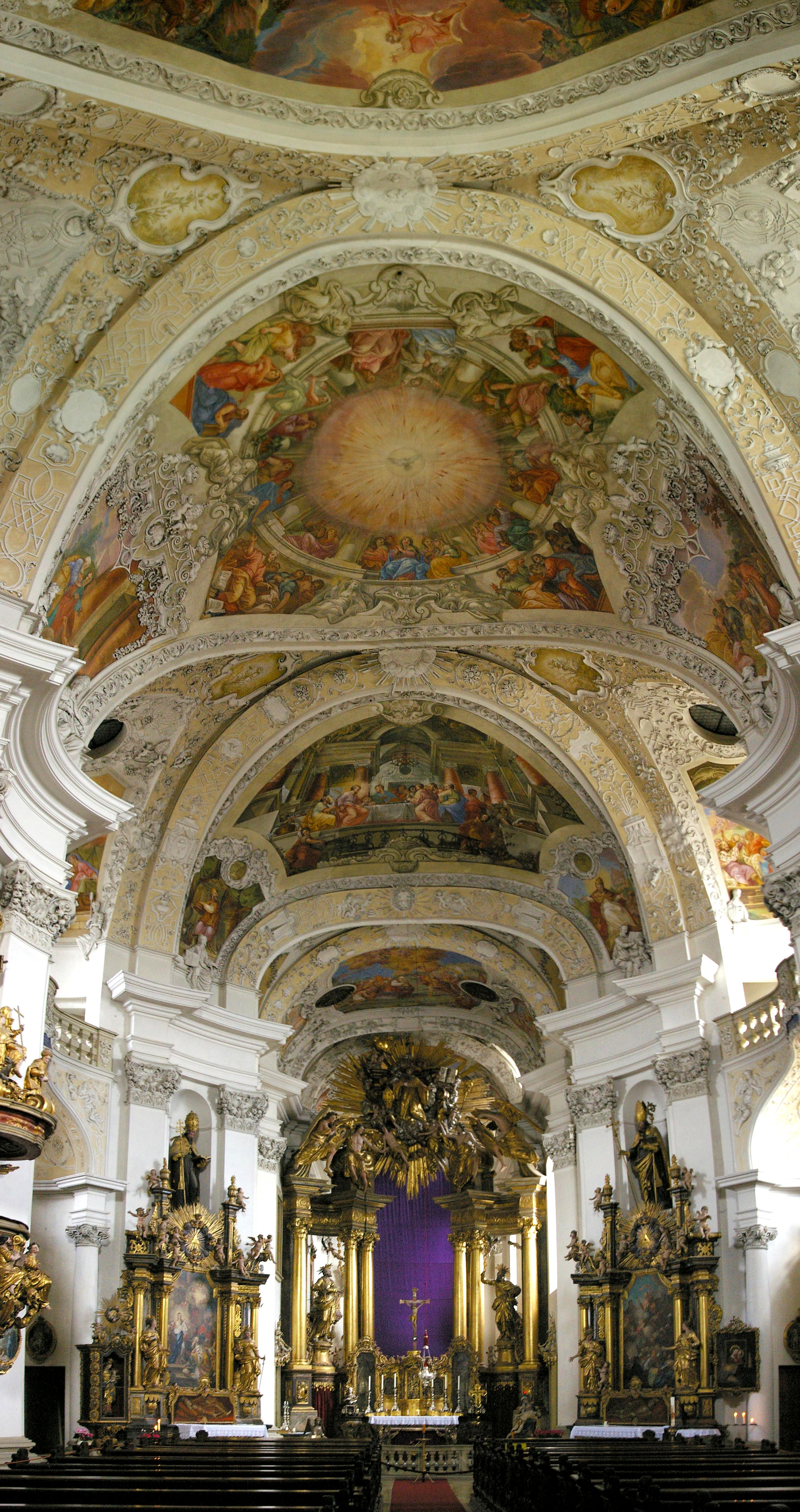
[Gran iglesia abacial de Banz]] (1710-1718)
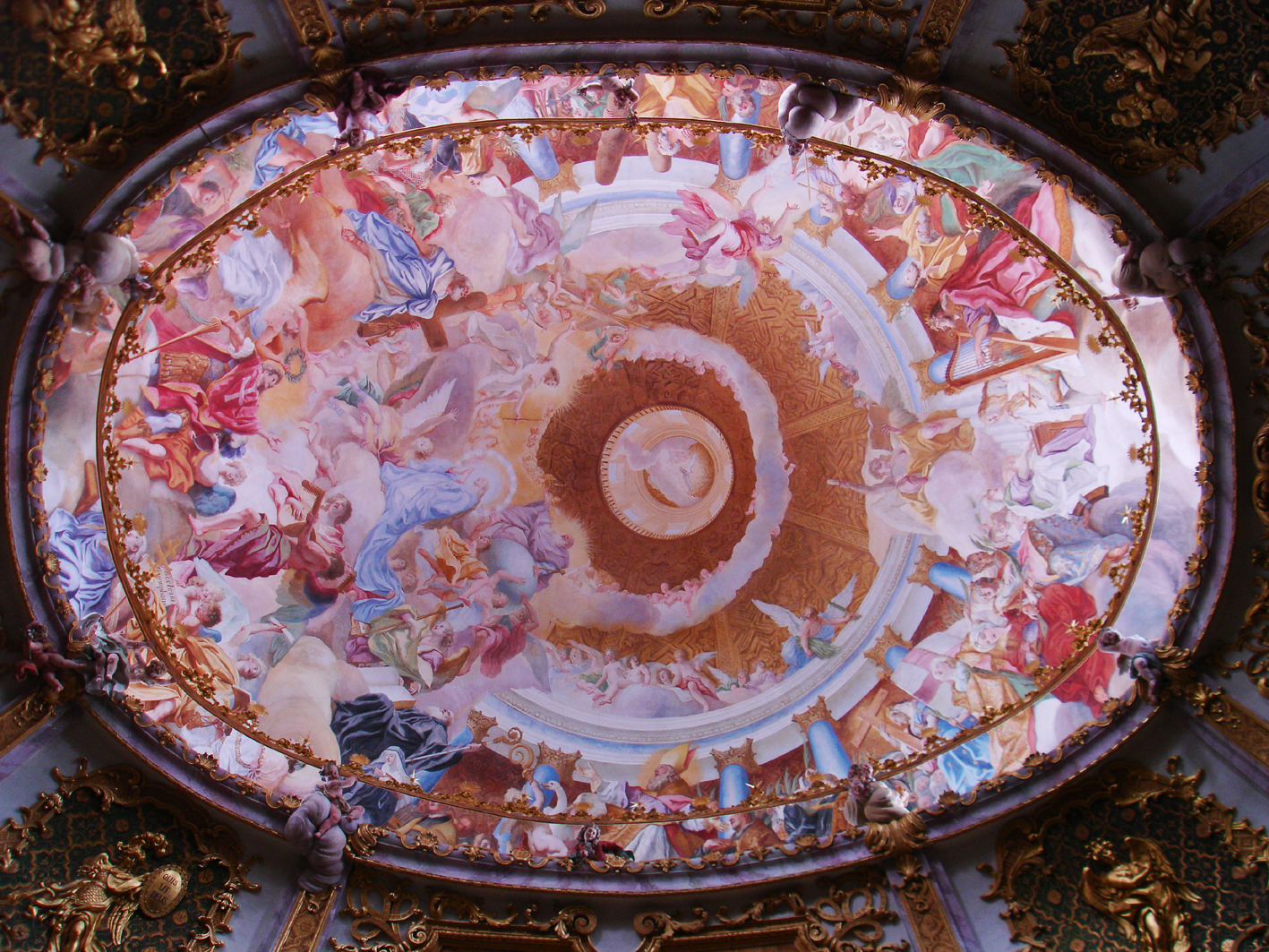
Cúpula de la abadía de Weingarten (1715-1720)
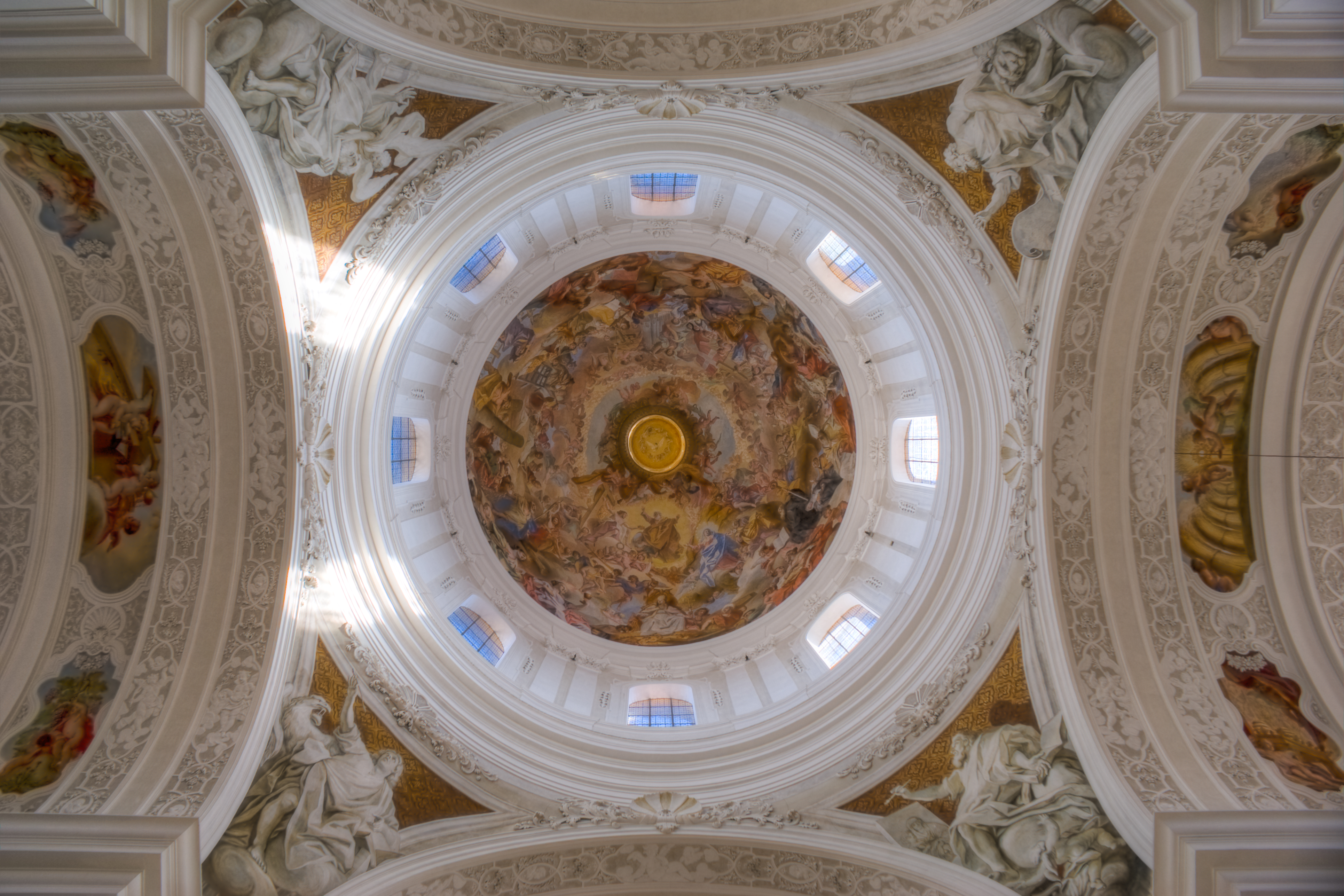
Cúpula de la abadía de Weltenburg (1716-1721)
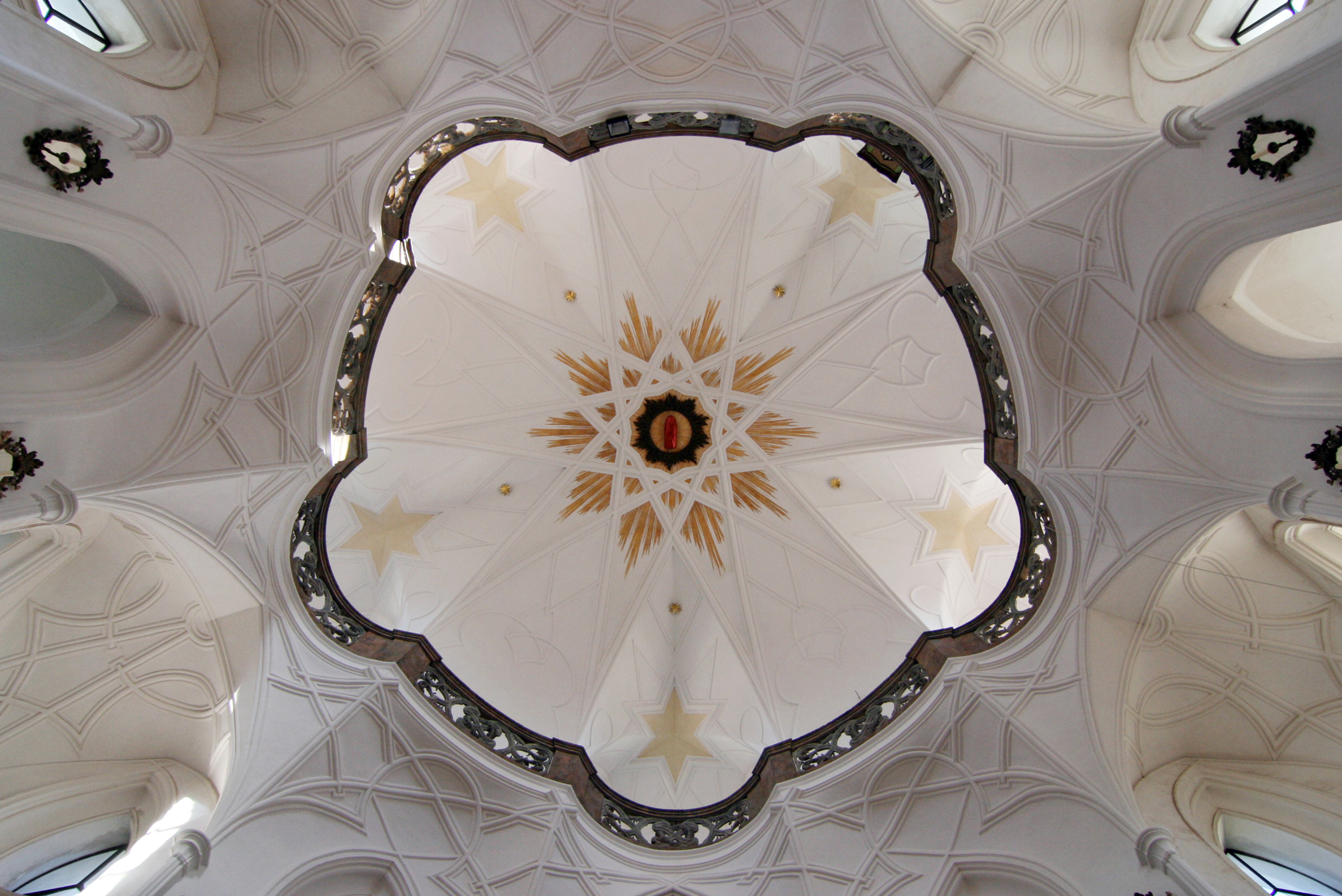
capilla de de San Juan Nepomuceno (1719-1722)
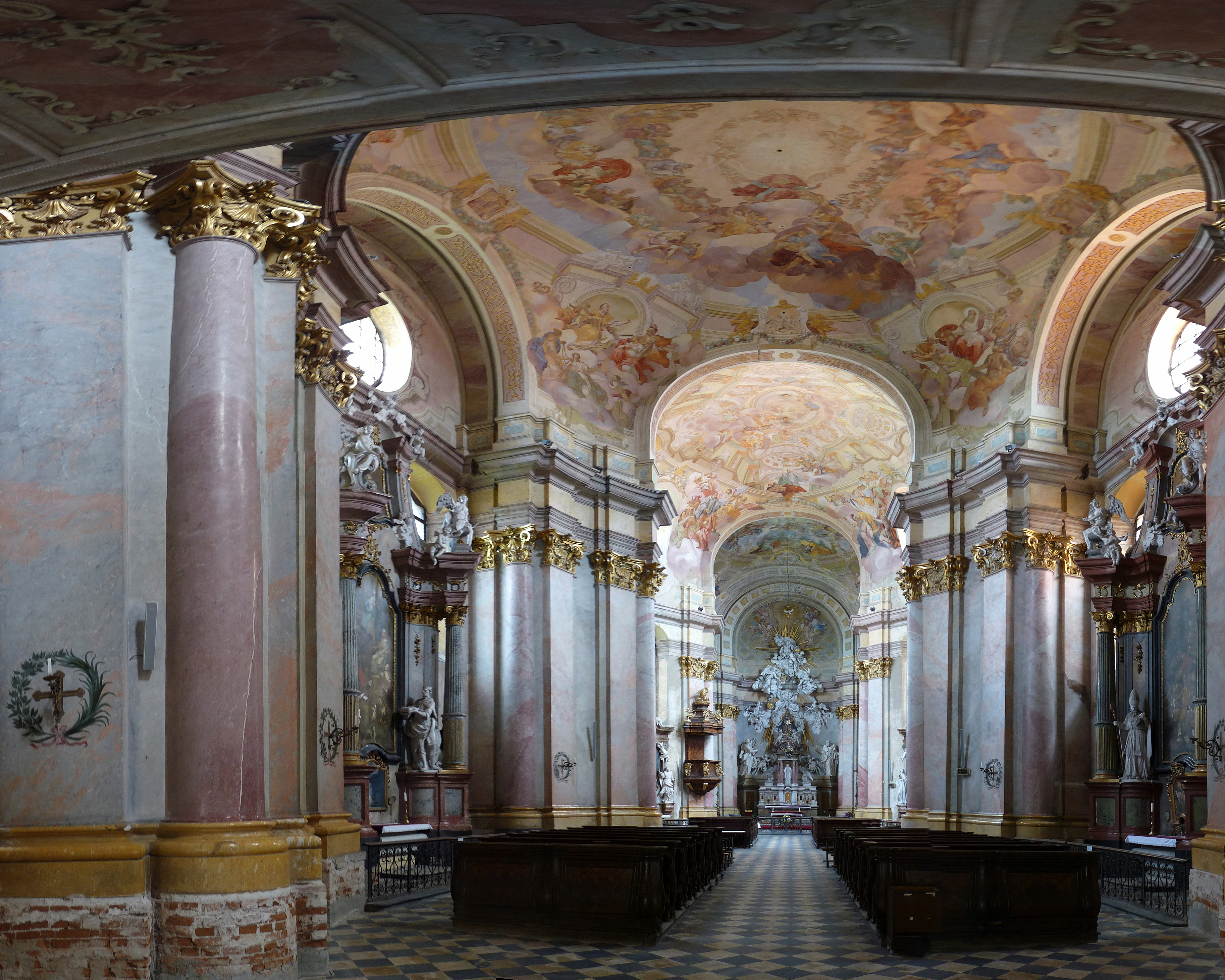
monasterio benedictino de San Pedro y San Pablo en Rajhrad (1722-1724)
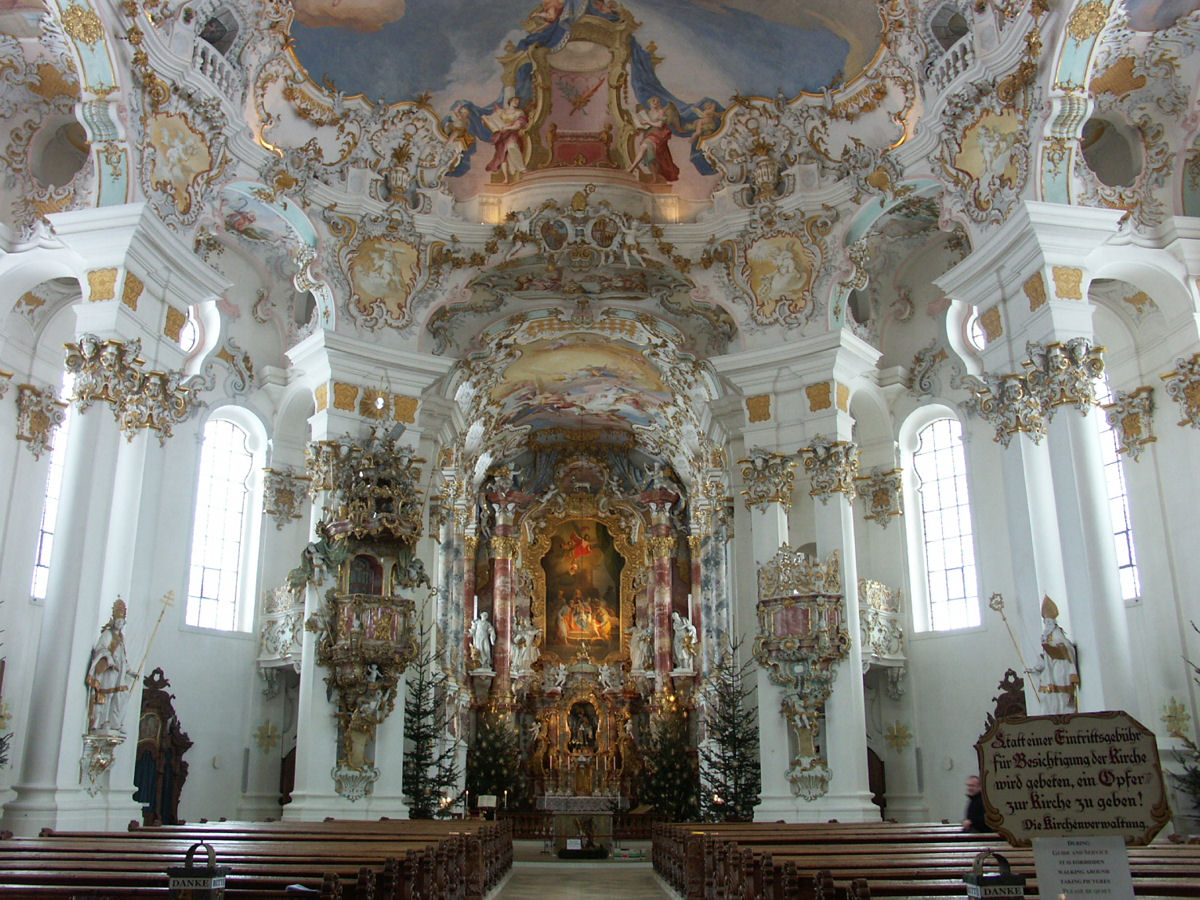
Wieskirche (1745-1754), de los hermanos Dominikus  y Johann Baptist Zimmermann ( Patrimonio de la Humanidad (con el nombre de «Iglesia de peregrinación de Wies»)    (1983)[88])

Nombrado por el rey de Saboya como primer arquitecto del rey en 1714, Filippo Juvarra construyó la basílica de Superga en Turín entre 1717 y 1731. La aparente ligereza de su cúpula puede atribuirse tanto a la iluminación uniforme como a la inusual falta de pechinas, con la cúpula apoyada sobre su entablamento circular descansando sobre ocho columnas en cambio. El uso de cúpulas bulbosas en la linterna y las torres laterales también fue inusual en Italia, donde las cúpulas bulbosas seguían siendo raras. La basílica fue construida como el mausoleo dinástico oficial de la Casa de Saboya, que había gobernado Piamonte y el sureste de Francia desde el siglo XV. Se descubrió que el sitio original previsto del mausoleo, iniciado en 1596, tenía problemas de asentamiento desigual debido al suelo, lo que provocó la interrupción de la construcción. Después de los esfuerzos para compensar el asentamiento, y a pesar de que el mausoleo de Superga ya se estaba construyendo, se reanudó la construcción para completar el edificio original como el santuario de Vicoforte.

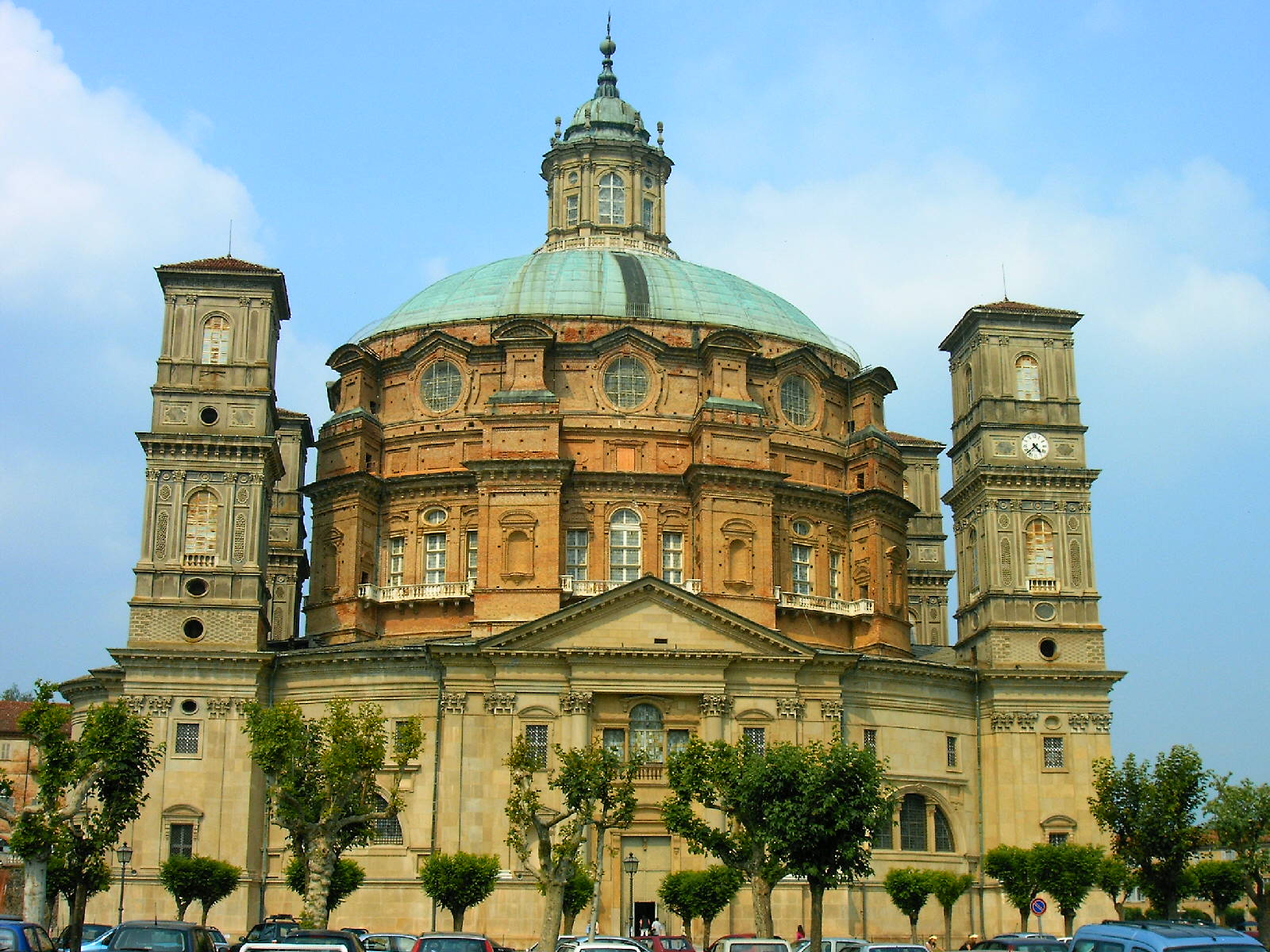
Santuario de Vicoforte en Vicoforte, Italia

La cúpula ovalada del santuario de Vicoforte, muy cerca de una elipse, se completó en 1731 y es la cúpula de mampostería más grande de su tipo en el mundo. Mide 37,15 m por 24,8 m en su base y está atravesado por ocho ventanas ovaladas y un óculo central ovalado con cúpula. Aunque se usaron anillos de hierro como parte de la construcción original en tres niveles para mantener la cúpula unida, se desarrollaron grietas a medida que los cimientos se asentaron más a lo largo de los siglos. Se agregó un refuerzo adicional de 1985 a 1987 para detener su propagación. También se encuentran cúpulas ovaladas en la cercana Liguria, como la iglesia de San Torpete (1730-1733) en Génova, pero el uso de la piedra en esta región, en lugar del ladrillo predominante en la arquitectura del Piamonte, limitó su tamaño. El estilo del Piamonte se extendió a Viena, donde los arquitectos italianos construyeron iglesias de planta ovalada e inspiraron la construcción de otras.
Muchas décadas después de que los edificios de Guarino Guarini las usaran, Bernardo Vittone revivió la cúpula de arco cruzado en proyectos como en el santuario de Valinotto (1738-1739) y en la capilla de San Luigi Gonzaga. Vittone estaba familiarizado con la obra de Guarini y su cúpula sobre la iglesia de San Bernardino en Chieri (1740-1744), cuyo original se derrumbó en 1740, ha sido llamado «un alto sistema de arcos» debido a las aberturas de luz dejadas en las pechinas y en las bóvedas de los tramos adyacentes.

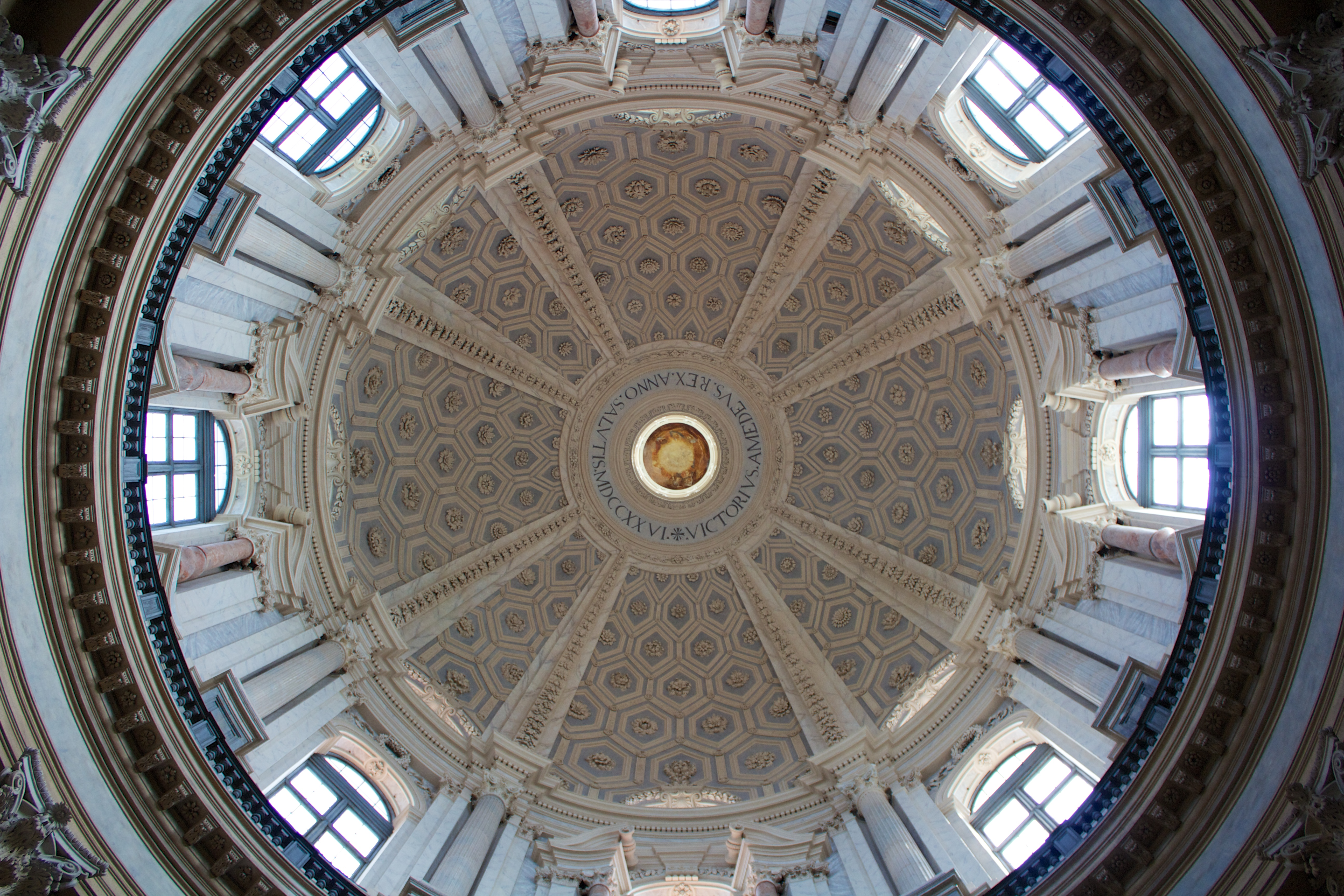
Cúpula de la basílica de Superga (1717-1731), en Turín, de Filippo Juvarra
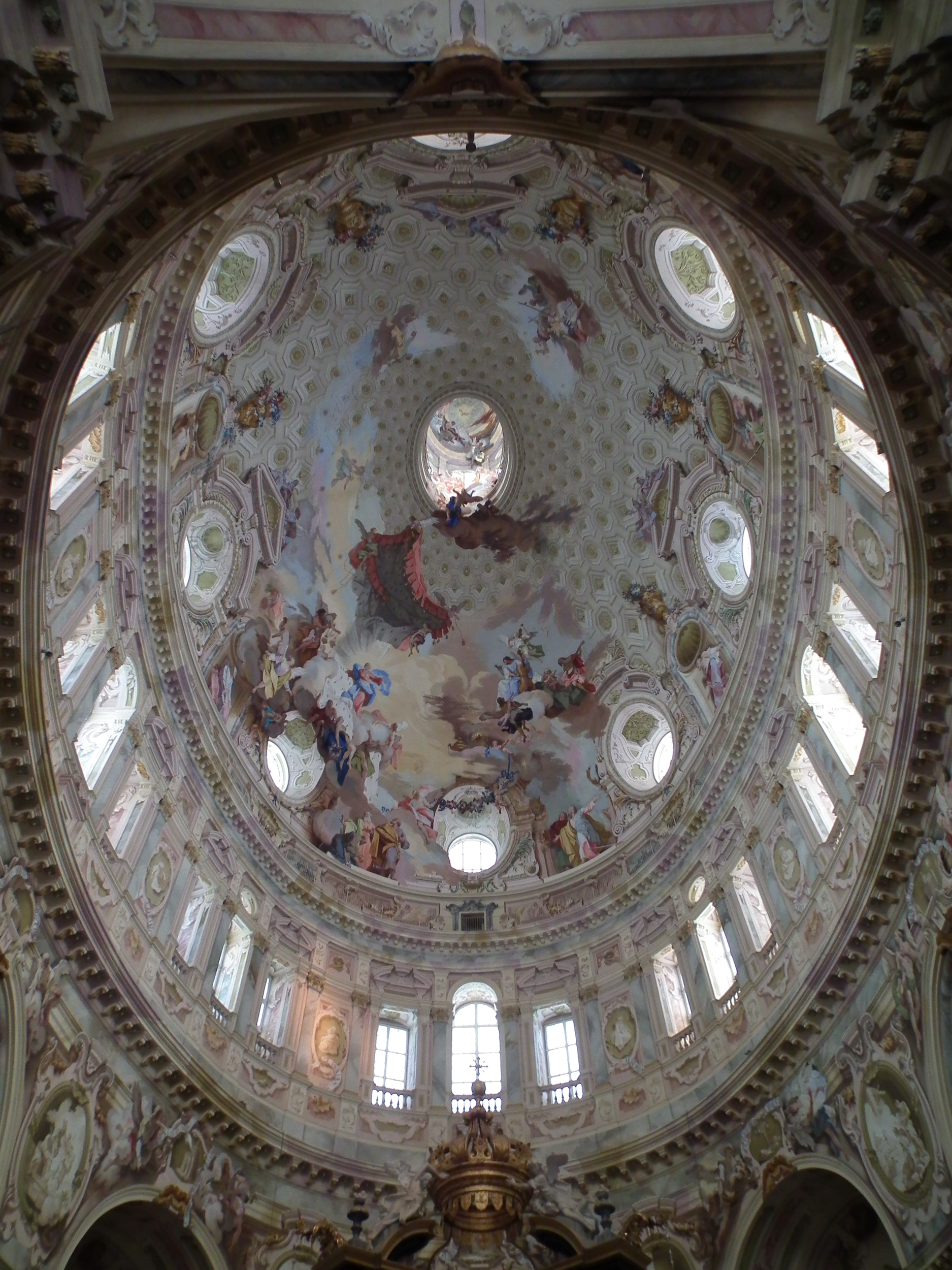
Santuario de Vicoforte
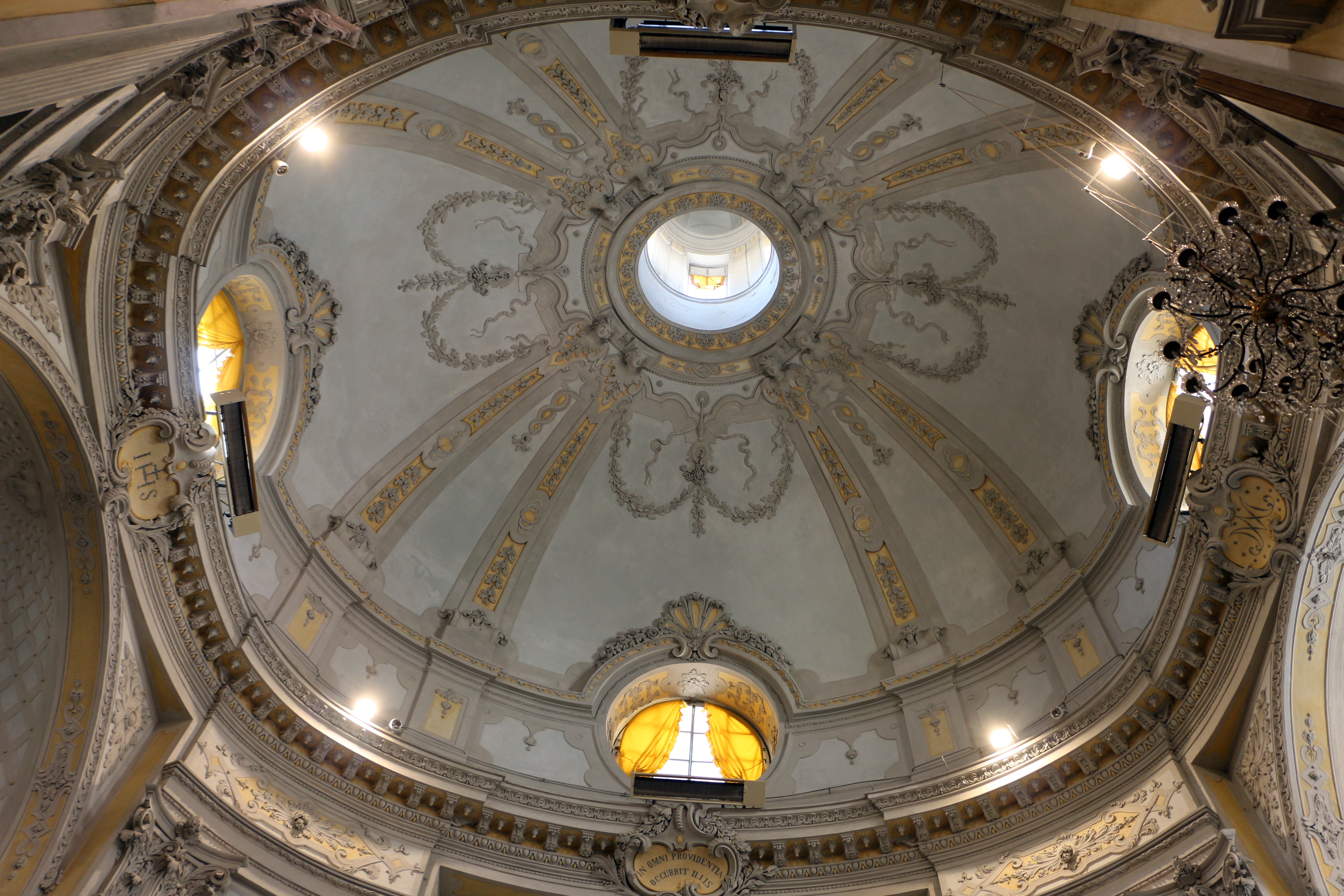
iglesia de San Torpete (1730-1733), en Génova
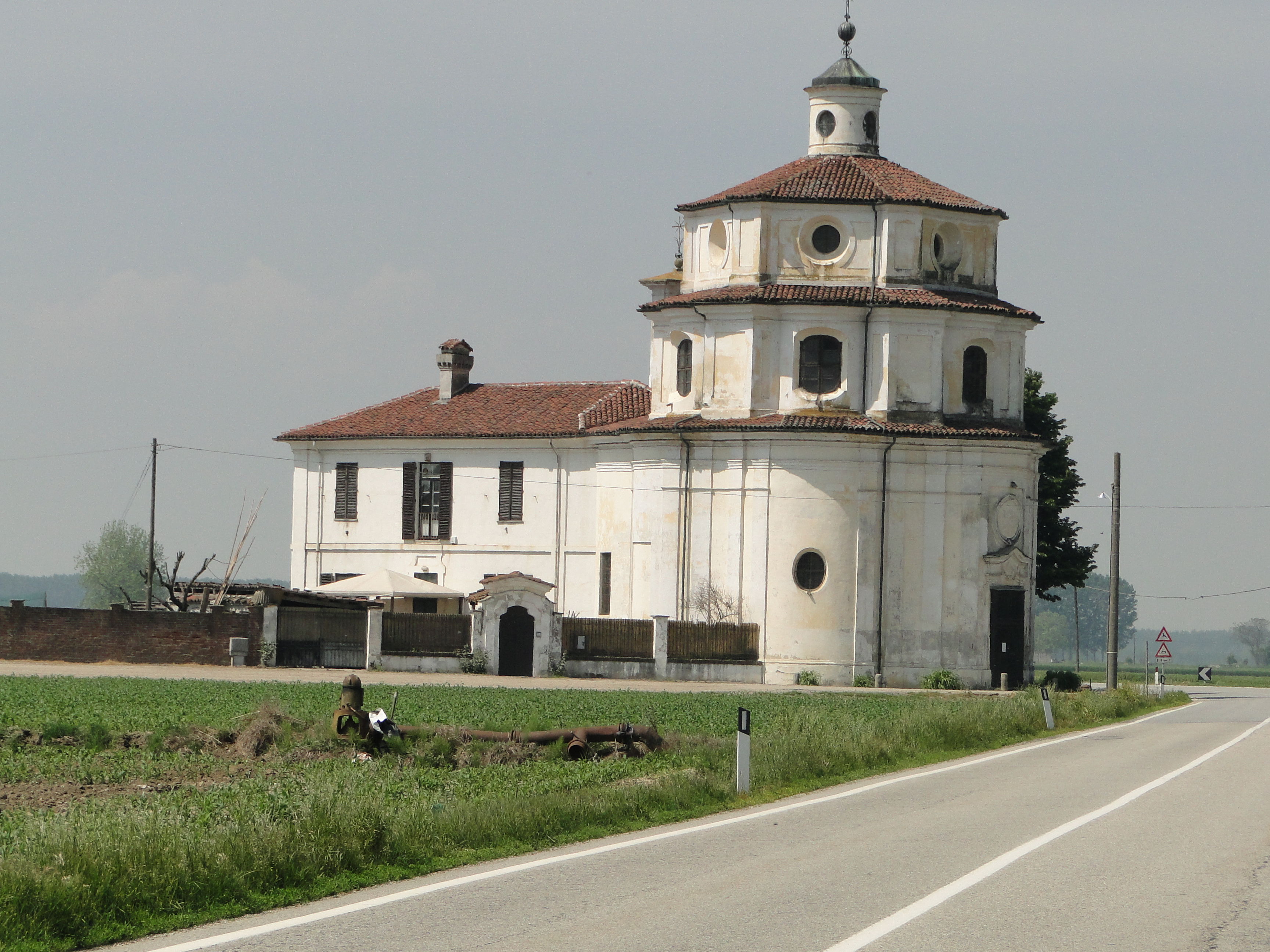
Santuario de Valinotto (1738-1739), de Bernardo Vittone

La arquitectura barroca alemana resolvió la tensión entre los espacios longitudinales y los centralizados mediante el uso de óvalos. Son ejemplos las cúpulas de la rotonda de Johann Michael Fischer en Murnau (1725-1727), la Hofkirche de Balthasar Neumann en la Residencia de Wurzburgo (1733) —declarado patrimonio de la humanidad en 1981, parte de «Residencia de Wurzburgo,
jardines de la corte y Plaza de la Residencia»— y la Hofkapelle en el castillo de Werneck (1733), y la iglesia de Dominikus Zimmermann en Wallfahrtskirche Steinhausen (1727-1733). Las iglesias longitudinales más tradicionales de Neumann tenían cúpulas sobre sus cruceros, como sus iglesias en la abadía de Münsterschwarzach (1727-1743), monasterio de Gössweinstein (1730-1739), Etwashausen (1733-1745), Gaibach (1742-45) y la abadía de Neresheim (1745-1792).  Neumann reemplazó las bóvedas de cañón en las iglesias de planta basilical con una serie de cúpulas elípticas entrecruzadas. Considerada la obra maestra de Neumann, la Basílica de los Catorce Santos Auxiliares (1743-1772) utiliza un sistema de óvalos que se cruzan similar al de la abadía de Banz. A diferencia de Banz, las bandas en la intersección de las bóvedas están modeladas en estuco, en lugar de ser estructurales. Las conchas de piedra y mortero del abovedamiento cupulado están reforzadas con barras de hierro, una técnica que también utilizó en la cúpula abovedada de 18 m de luz que cubre la escalera de la residencia de Würzburg. Fue construida en una zona rural de Baviera como iglesia de peregrinación, al igual que la Wieskirche, y ambas en estilo rococó.
La cúpula de dos conchas de la abadía de San Blas en la Selva Negra del arquitecto francés Pierre Michel d'Ixnard, con una luz interior de 33,7 m, data de 1768 y descansa sobre un anillo de columnas. Se ha visto como un «hito en la transición de los modelos italianos a los franceses en la arquitectura del sur de Alemania» y puede haberse inspirado en la iglesia de Santa Genoveva, aunque el sistema estructural fue controvertido. El centro de 15,4 m de ancho de la cúpula interior es una estructura de membrana delgada que data de 1910-1913.

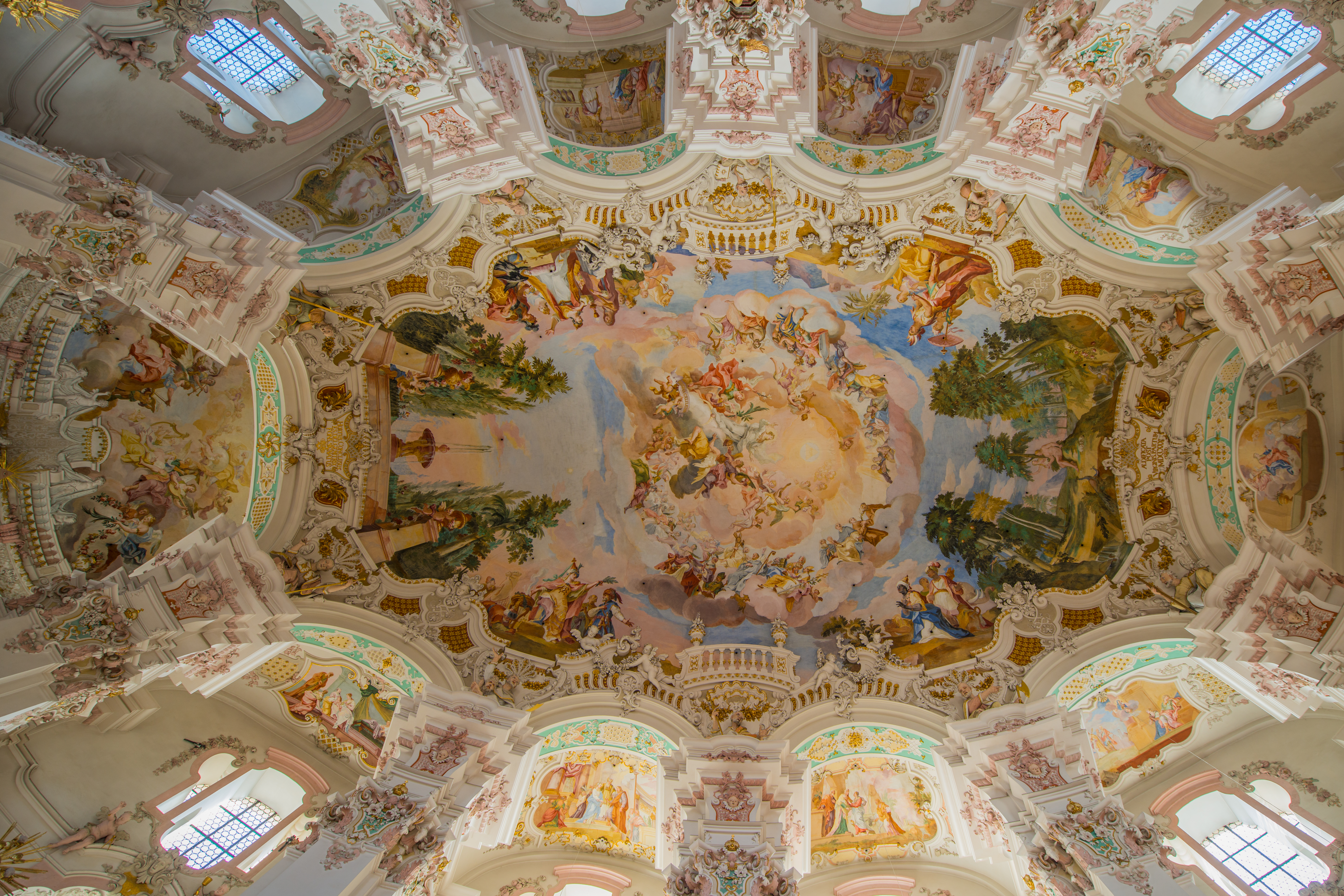
Wallfahrtskirche Steinhausen (1727-1733), de Dominikus Zimmermann
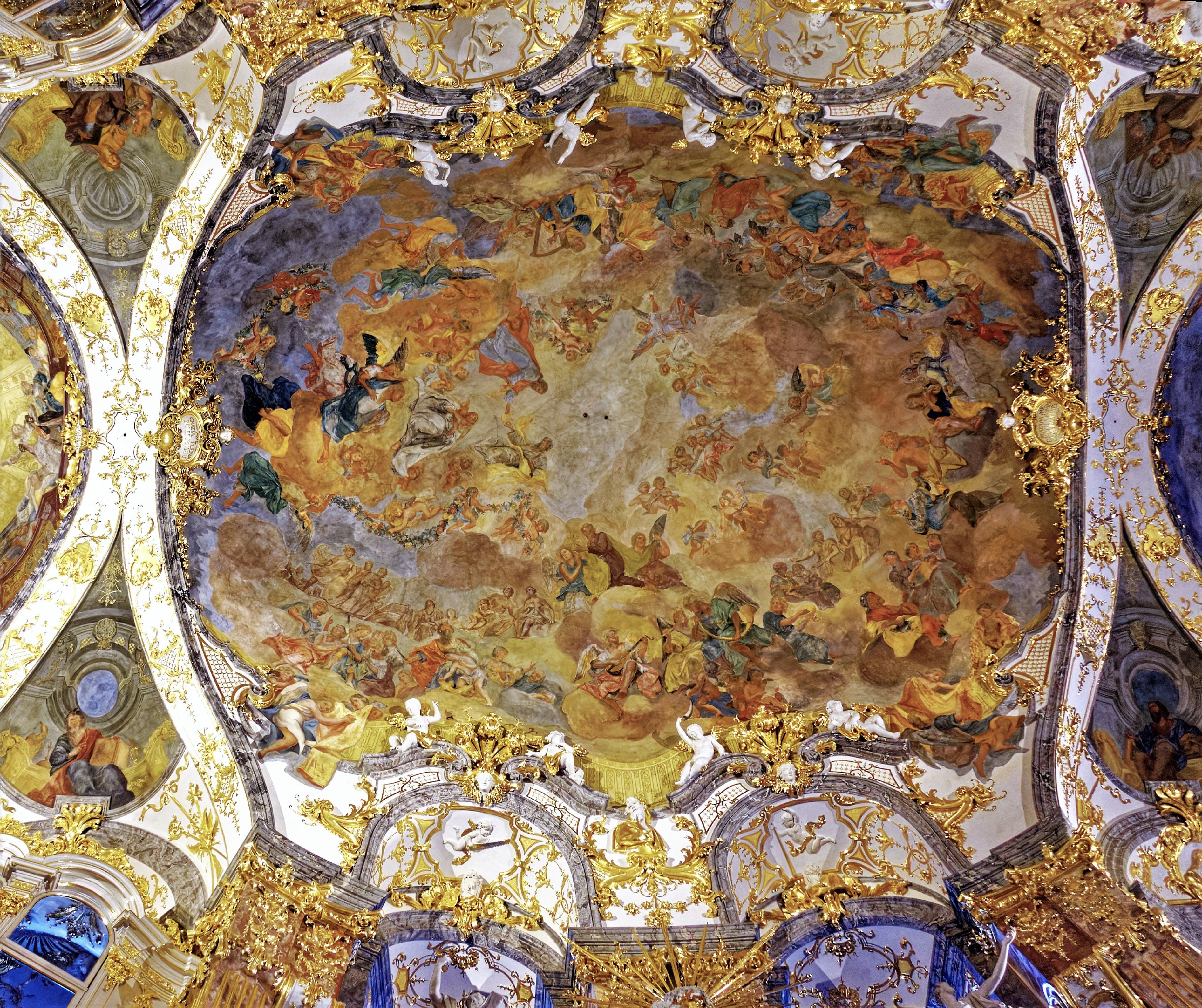
Hofkirche de Balthasar Neumann en la Residencia de Wurzburgo (1733)
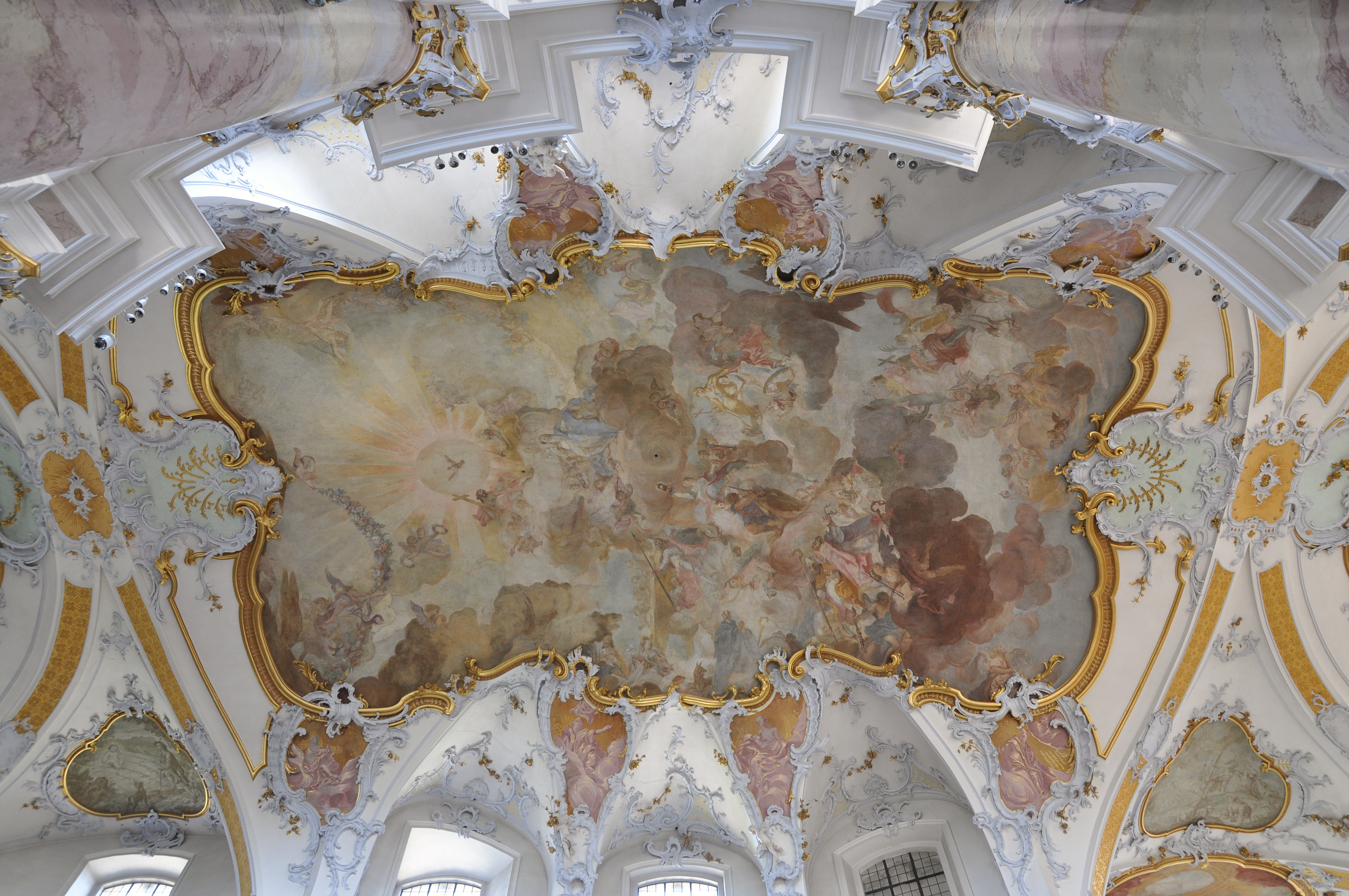
Basílica de los Catorce Santos Auxiliares (1743-1772), de Neumann
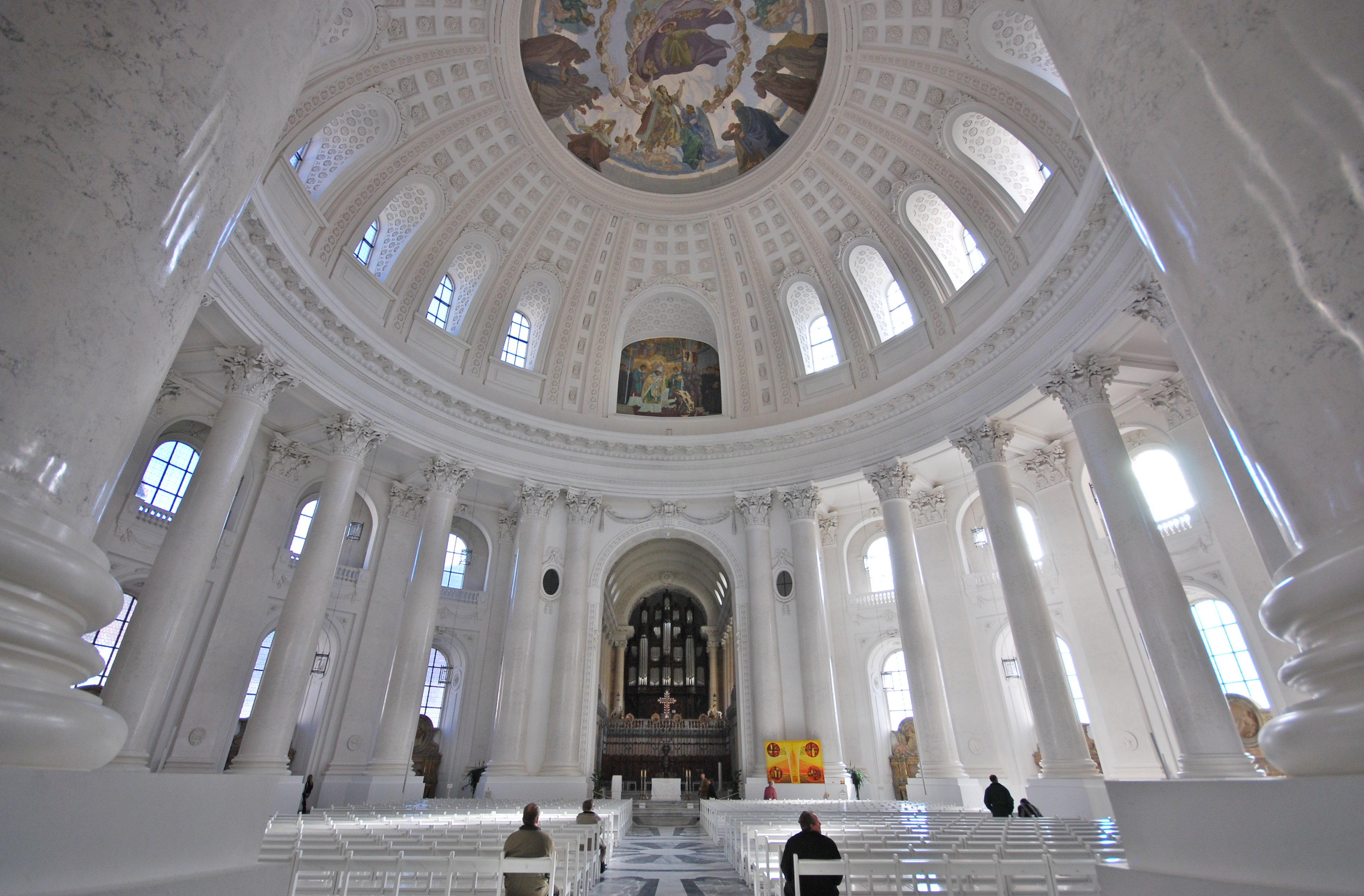
abadía de San Blas en la Selva Negra, del arquitecto francés Pierre Michel d'Ixnard

#### Monarquía austriaca

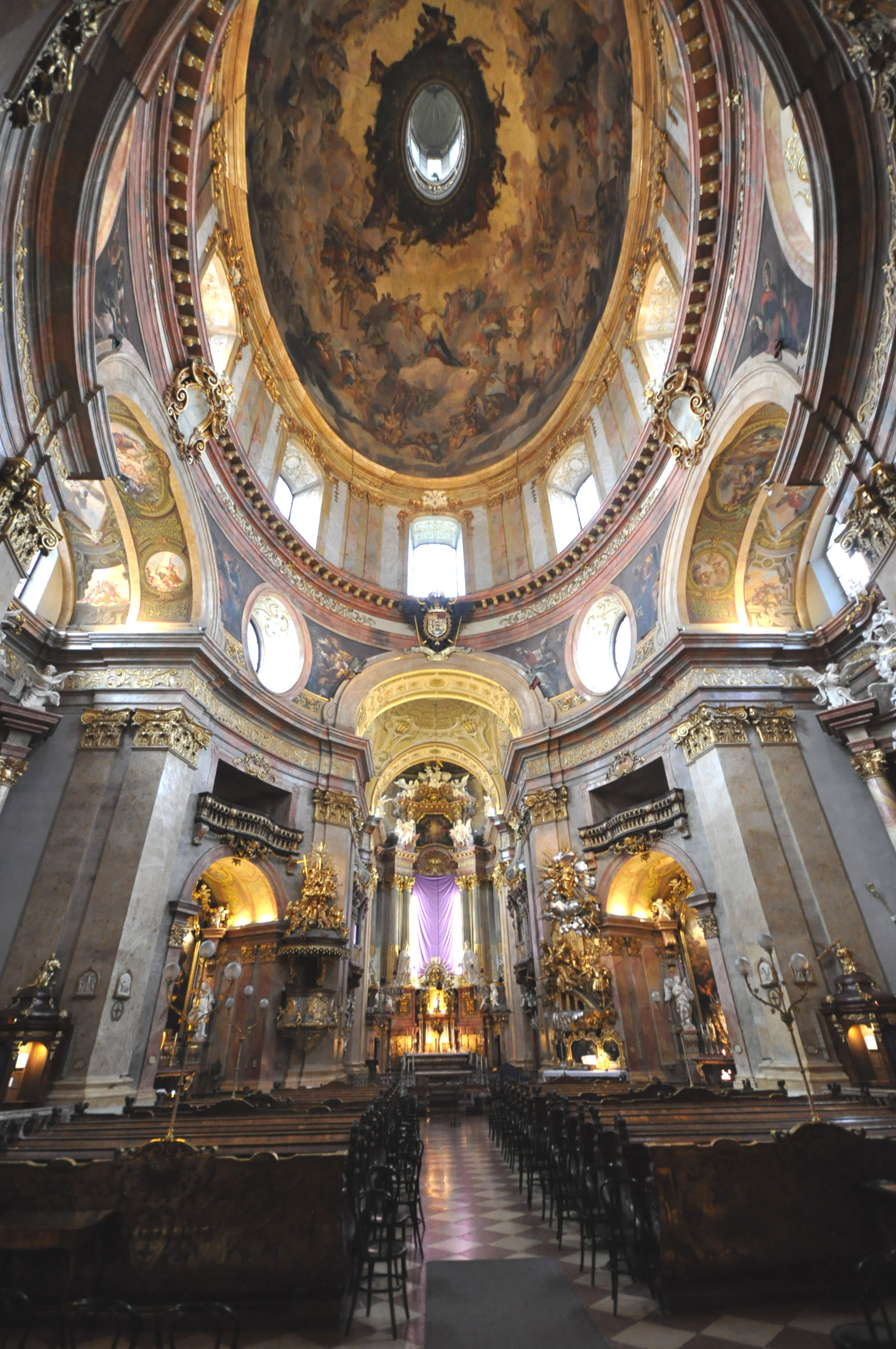
Altar y cúpula con trompe-l'œil en la iglesia de San Pedro en Viena (1701-1733)

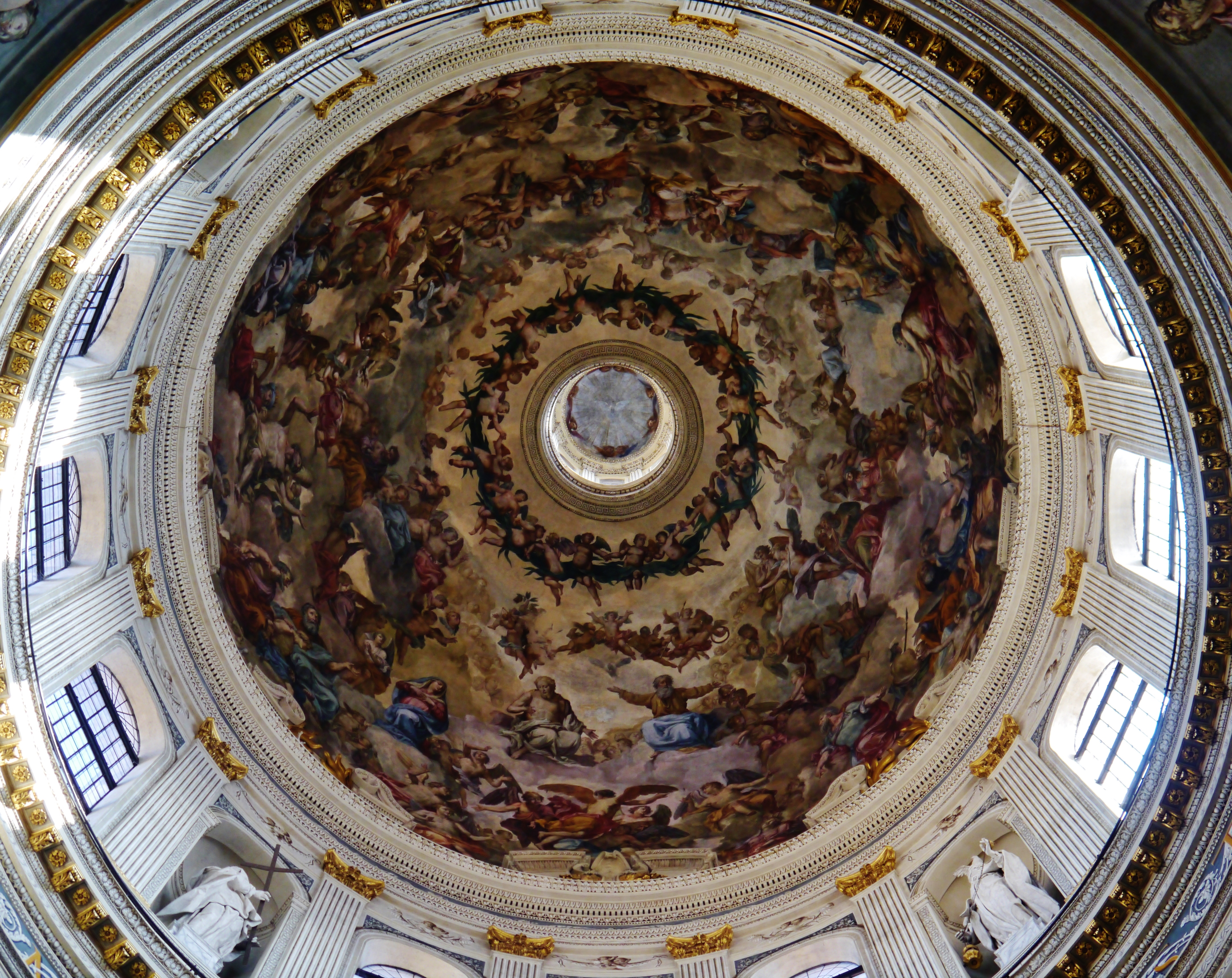
Cúpula añadida a la basílica de San Andrés, Mantua por Juvarra (1733-1765)

Debido a la imprecisión de las cúpulas ovaladas en el período rococó, apoyarlas sobre tambores creaba problemas y las cúpulas a menudo descansaban directamente sobre arcos o pechinas. La cúpula ovalada de la iglesia Trinitaria en Bratislava fue construida entre 1717 y 1745. Es muy similar a la de la iglesia de San Pedro en Viena (1701-1733), en la que el arquitecto Antonio Galli da Bibbiena había trabajado brevemente, pero está decorada pintando en la técnica del trompe-l'œil por la que se conoce a la familia Bibbiena. La cúpula de Santa Maria Assumpta (c. 1770) en Sabbioneta, también diseñada por Bibbiena, emplea un efecto trampantojo más complejo. Una cúpula doble, la cúpula interior es una celosía abierta a través del cual se puede ver la cúpula exterior, que está pintada para parecer un cielo despejado.
La emperatriz María Teresa encargó la iglesia de la Gardekirche como parte de un hospital patrocinado por la corona reubicado en Viena y fue construida entre 1755 y 1763. Su cúpula ovalada estaba decorada en el estilo rococó popular entre las élites de la ciudad y serviría como modelo para la iglesia construida en el Nadelburg, que fue fundada por los Habsburgo.
La iglesia abacial de Rott de Johann Michael Fischer en Rott am Inn (1759-1763) tiene una serie de tres bóvedas cupuladas sobre su nave, la más grande en el centro sobre un espacio octogonal y pintada con un fresco ilusionista de Matthäus Günther.
La cúpula de la Basílica de San Andrés, Mantua, fue añadida a la iglesia del siglo XV por Filippo Juvarra entre 1733 y 1765.
La cúpula ovalada de la iglesia de Santa Chiara en Noto, Sicilia, fue construida por Rosario Gagliardi y terminada en 1753. Es una cúpula falsa de 20,5 m de largo y 13,2 m de ancho y formada por una serie de arcos de madera paralelos ocultos con tablones y estuco en la superficie interior. A diferencia de un trabajo similar en otras partes de Italia, es autoportante y no está conectada al techo de celosía bajo él. Las cúpulas ovaladas de la iglesia de Addolorata en Niscemi se basaron en diseños de Gagliardi y también está relacionada la bóveda de 1755 sobre la iglesia de San Giuseppe en Siracusa, de Carmelo Bonaiuto. La cúpula sobre el crucero de cuatro nervios brota de los centros de la misma con arcos portantes y es también una falsa bóveda autoportante de madera revestida de yeso.

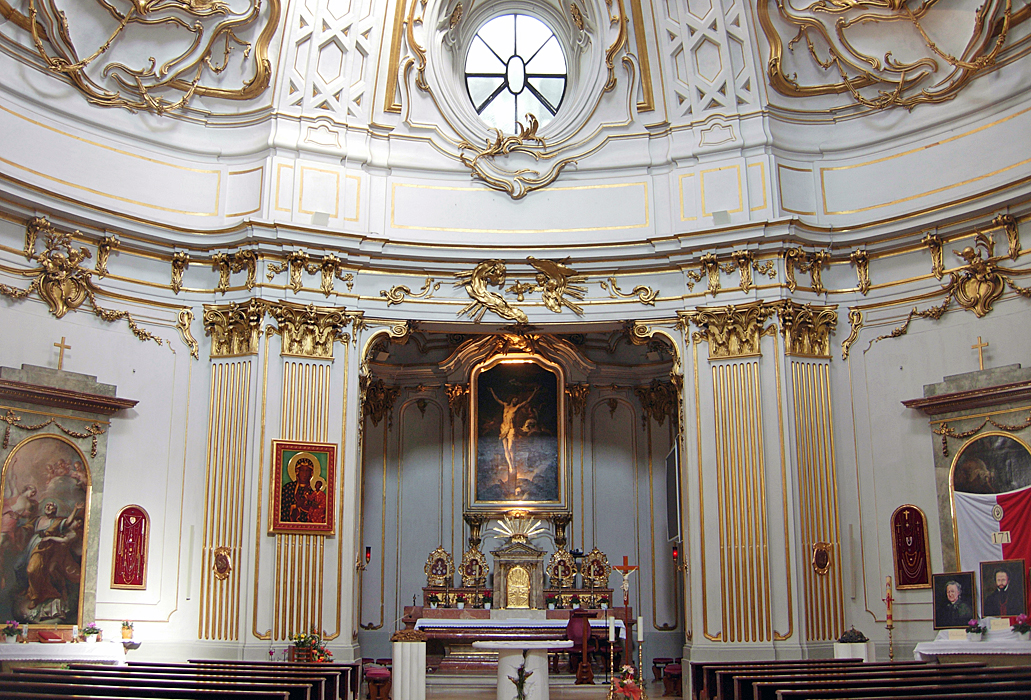
Gardekirche en Viena
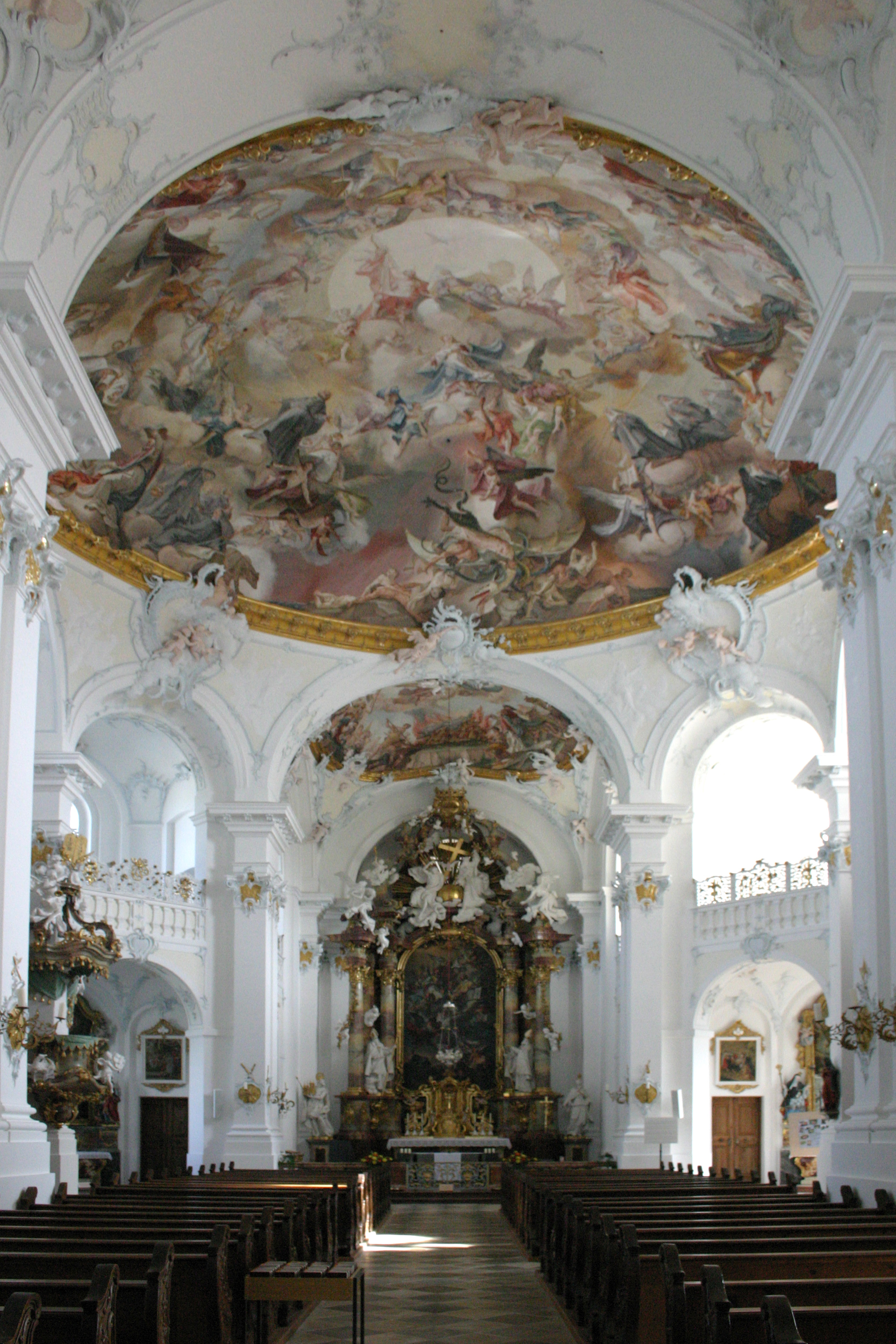
Iglesia de San Marino y Aniano en Rott am Inn
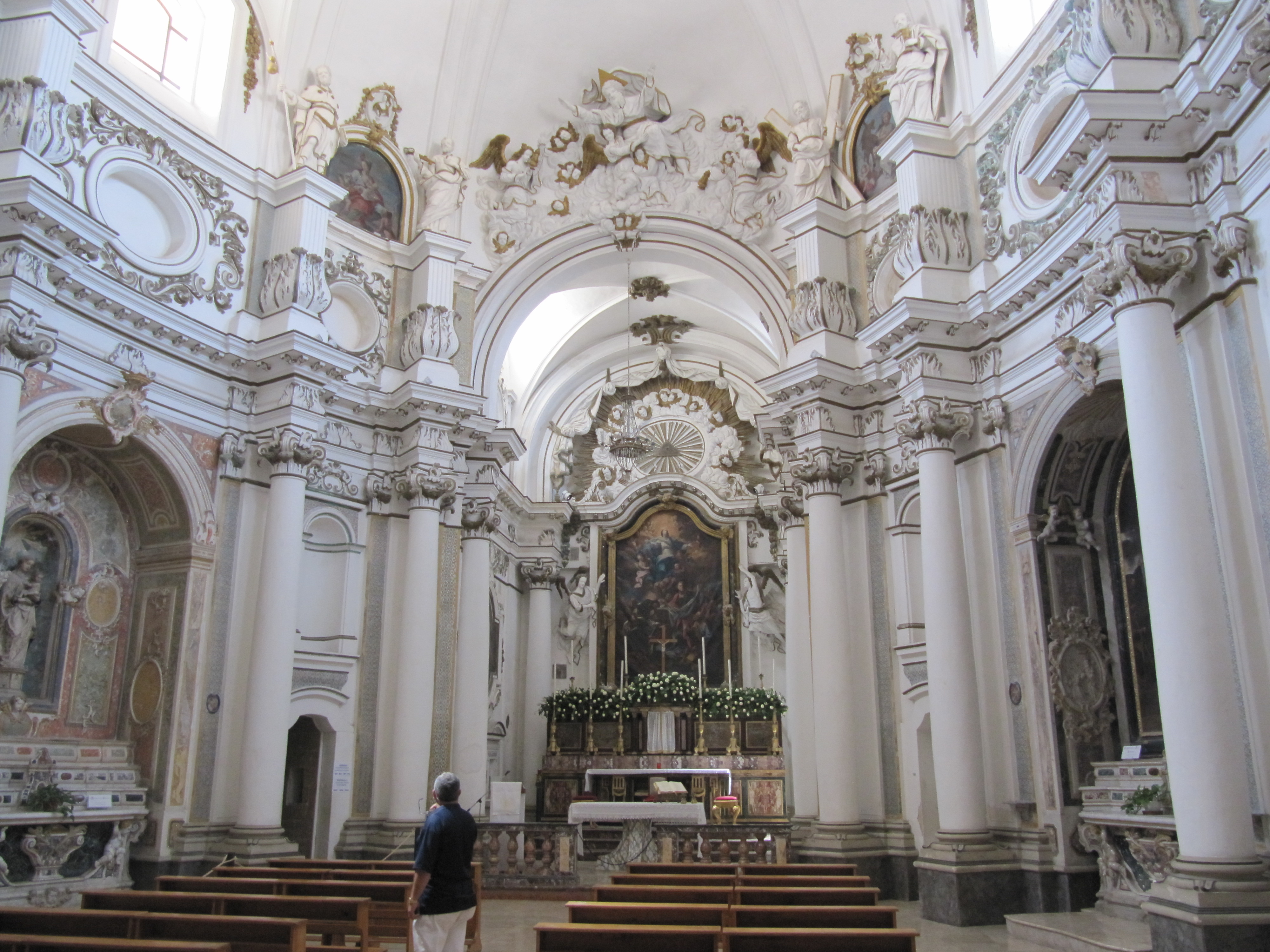
Iglesia de Santa Chiara en Noto, Sicilia
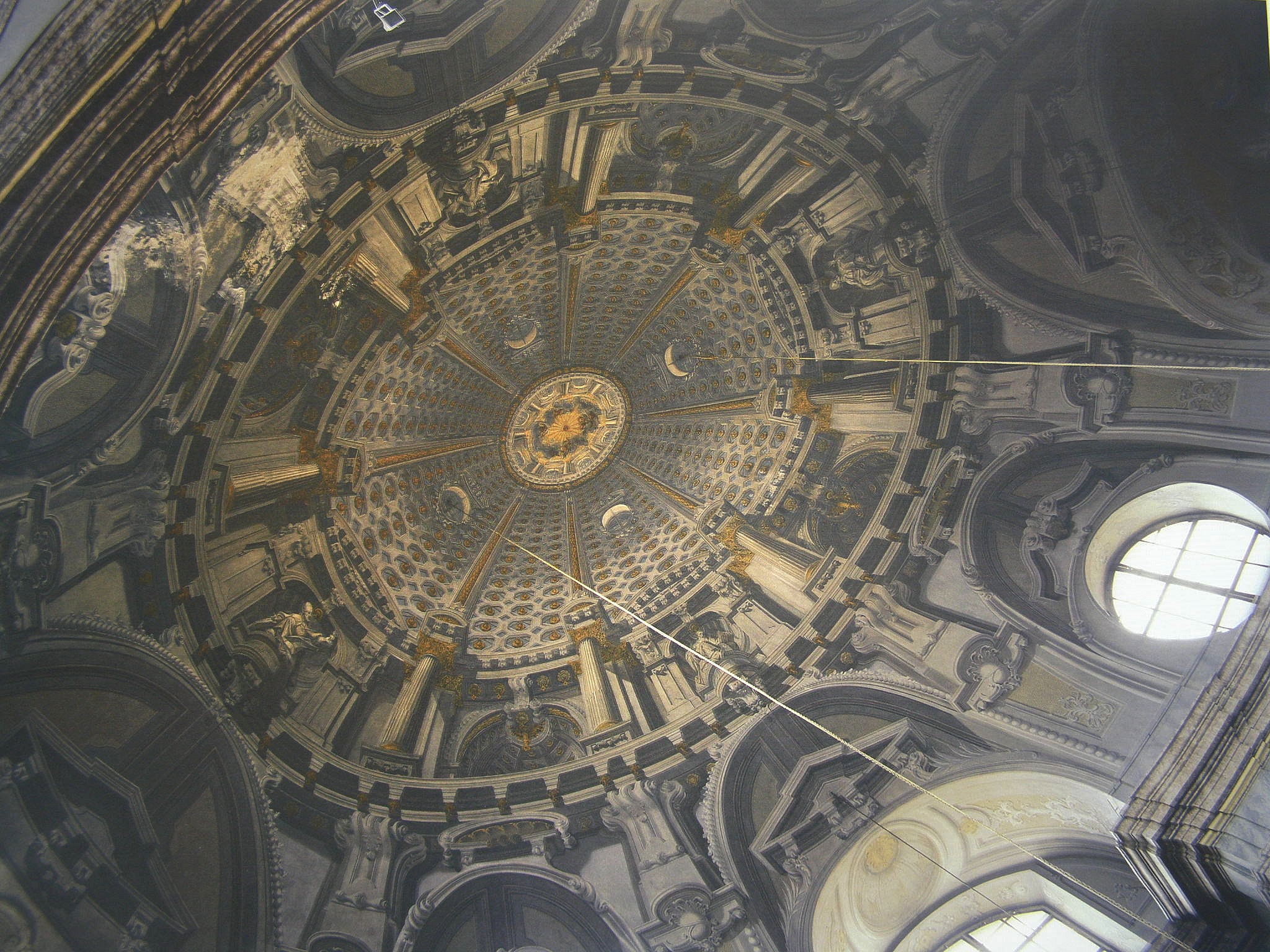
Iglesia de los Santos Juan de Mata y Félix de Valois en Bratislava

### Imperio ruso

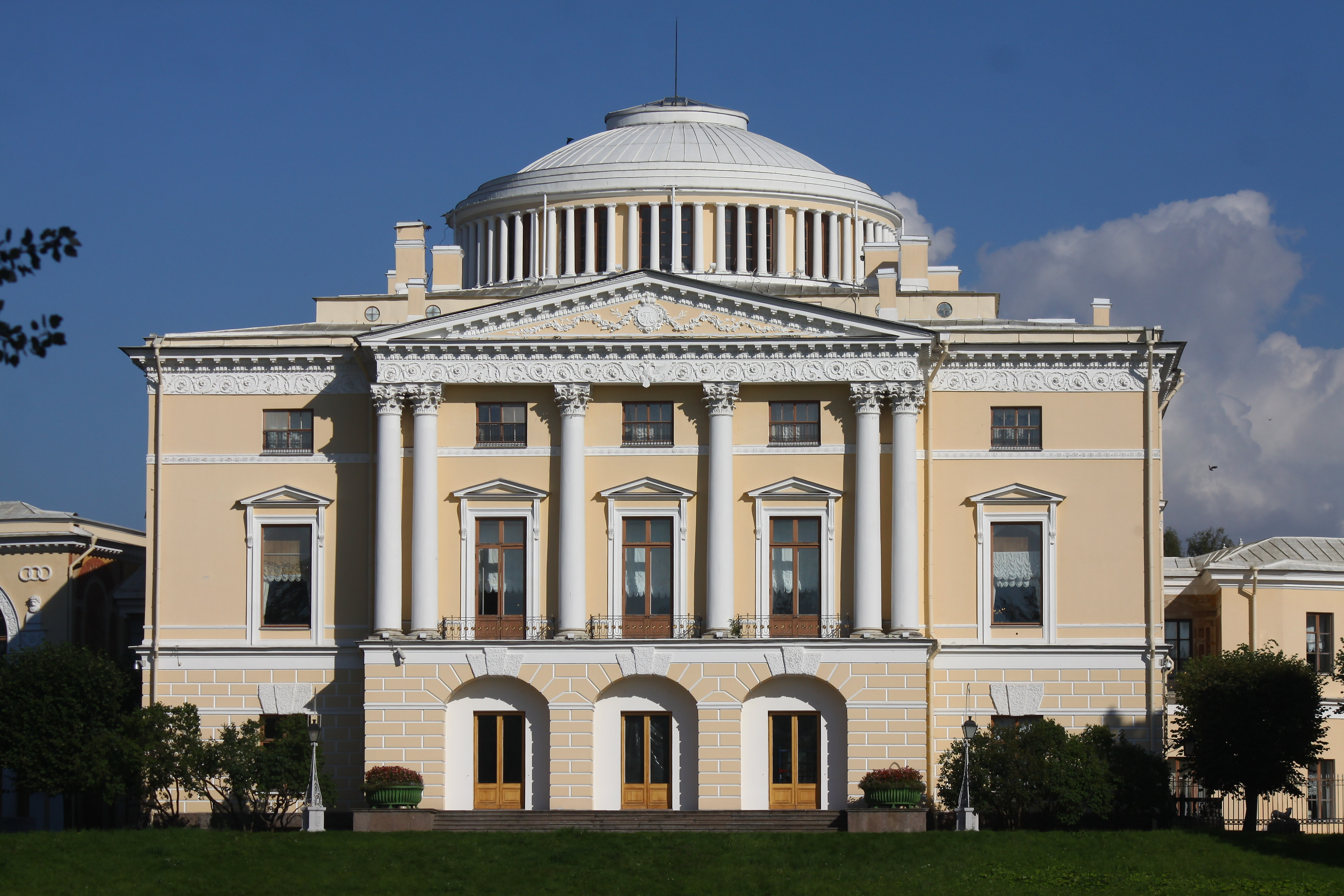
Palacio Pávlovsk

Durante el reinado de Catalina la Grande, el arquitecto escocés Charles Cameron diseñó el Palacio Pavlovsk (1781-1786) basándose en la Villa Rotonda de Palladio.

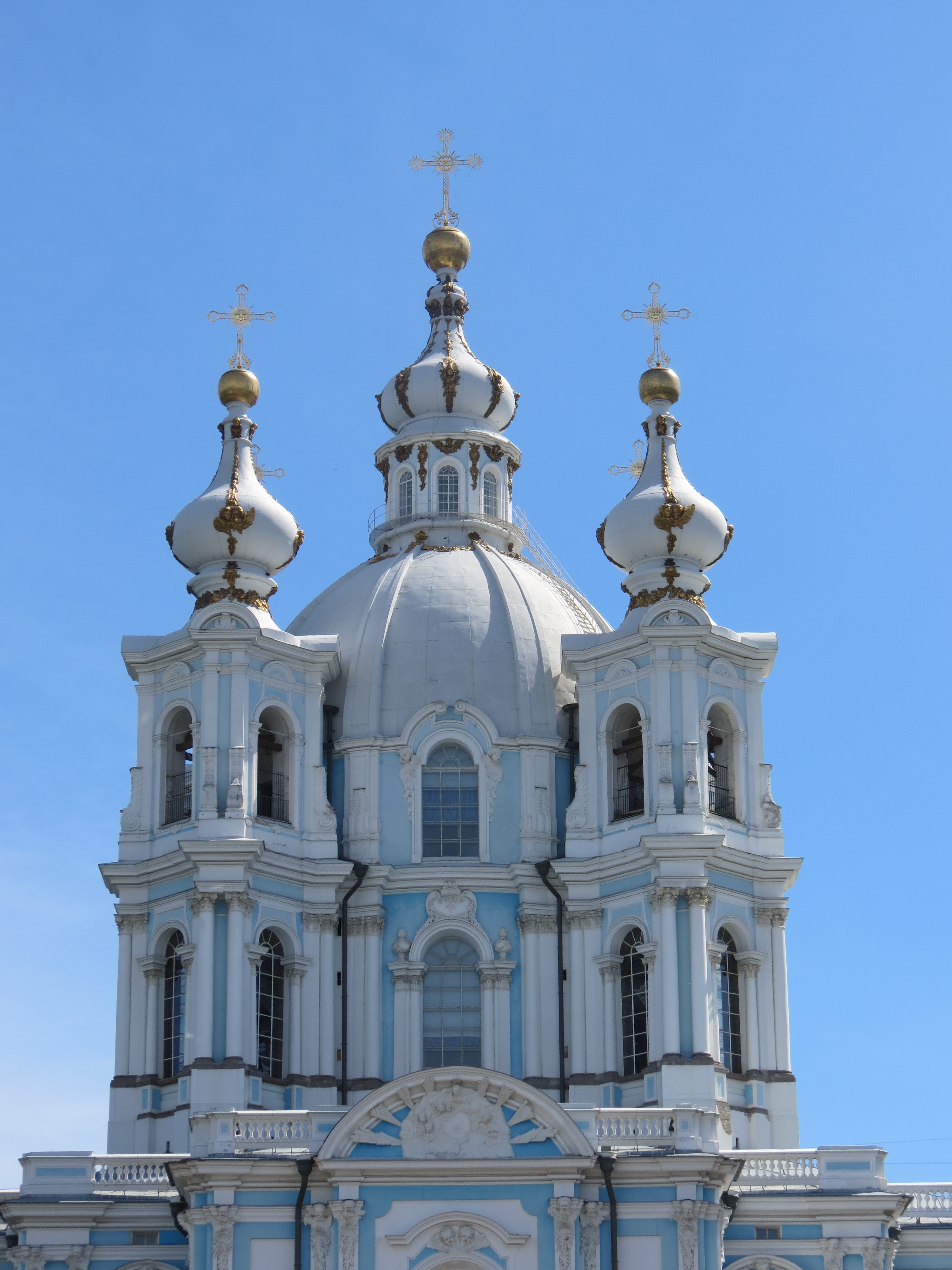
Catedral de la Resurrección (Smolny) (arq. Rastrelli)
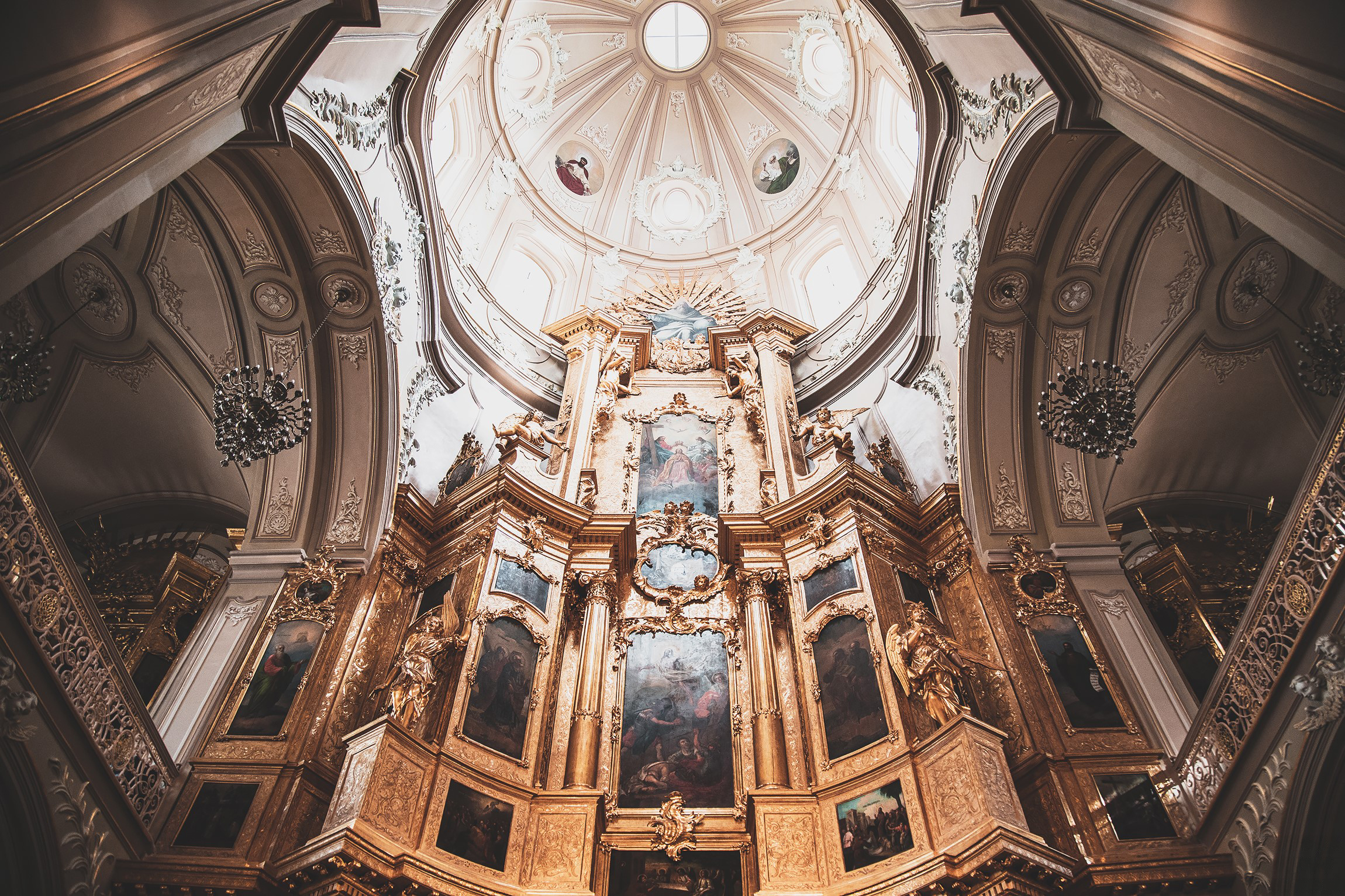
Iglesia de San Clemente (Moscú), en Moscú
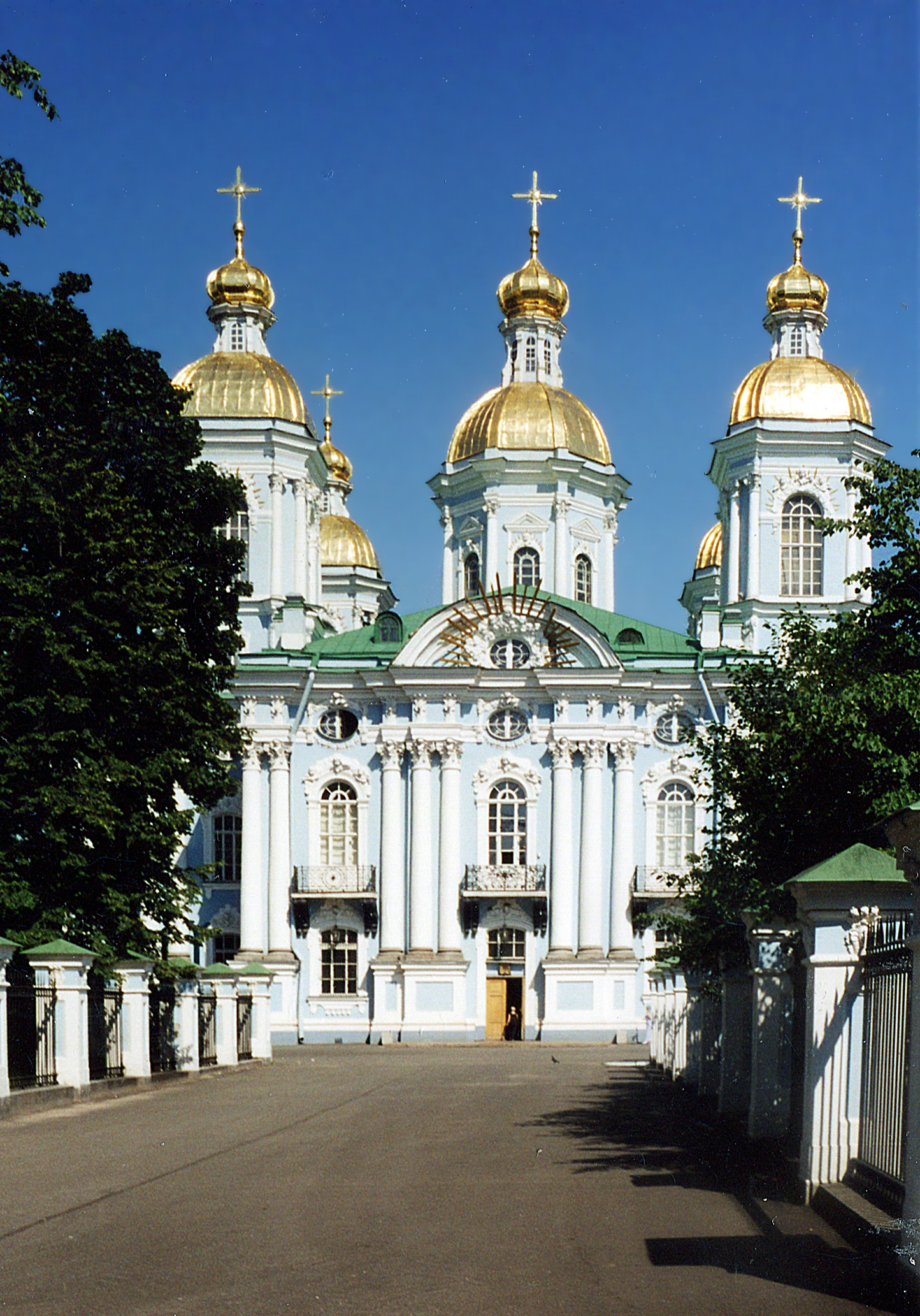
Catedral de San Nicolás de los Marinos de San Petersburgo (arq. S. I. Tchevakinski)
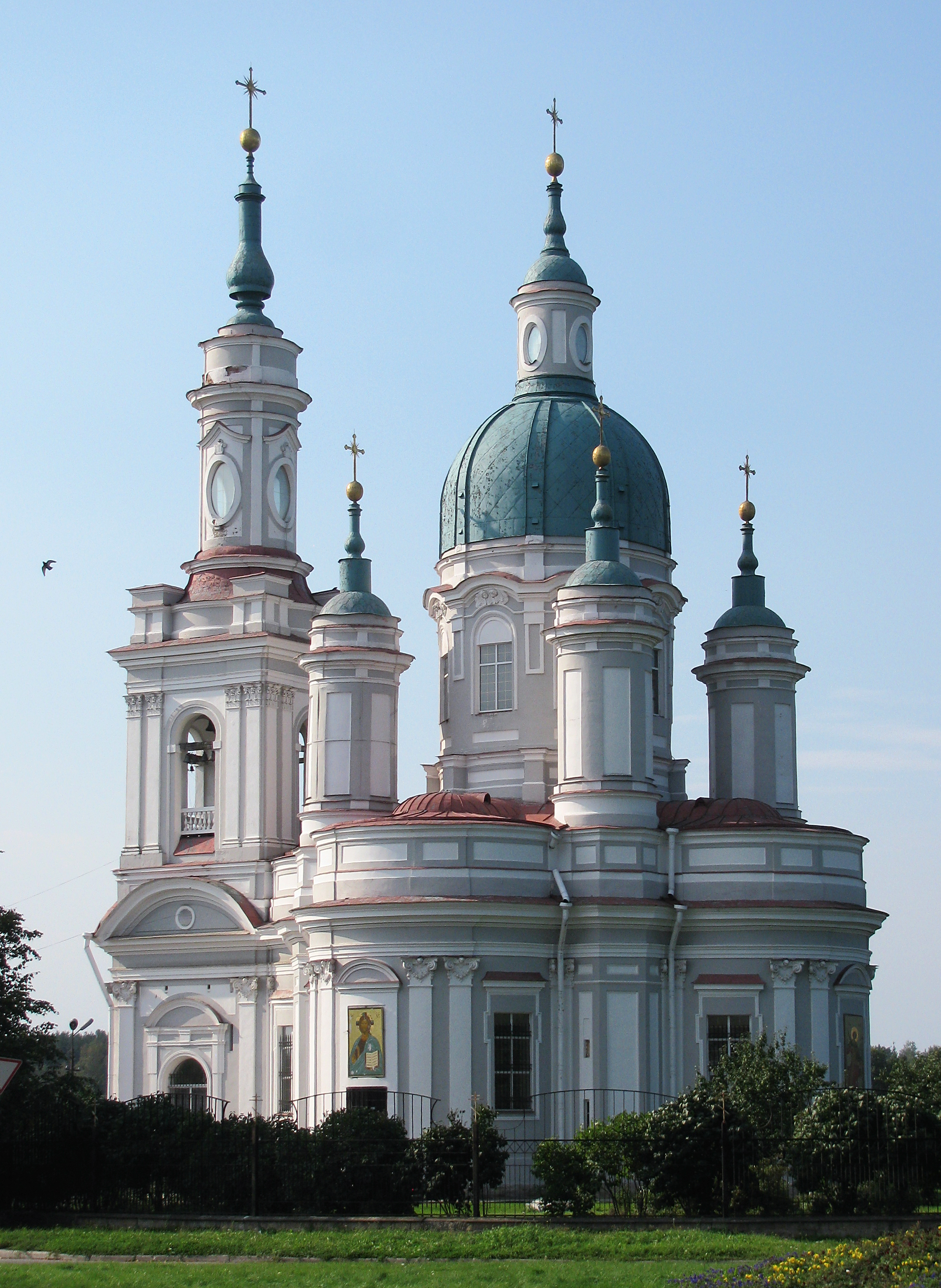
Catedral de Catalina (Kingisepp), Antonio Rinaldi

### Imperio español

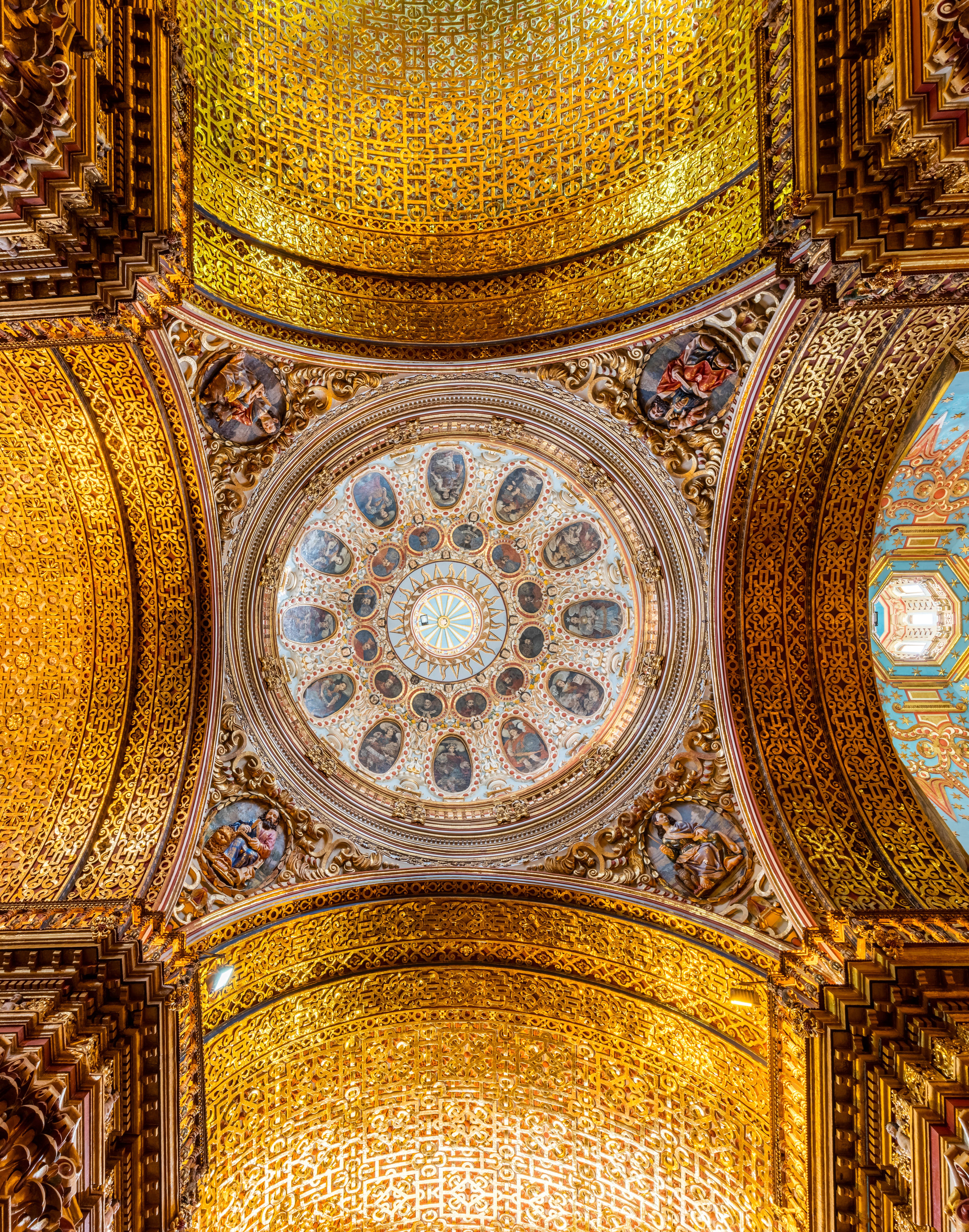
Interior de la Iglesia de la Compañía de Jesús en Quito, Ecuador.

#### Virreinato del Perú
En la capital y otros lugares se construyeron cúpulas de quincha siguiendo el modelo del siglo XVII de la iglesia de San Francisco de Lima, como la cúpula sobre la escalinata imperial del claustro principal de la basílica de La Merced que fue reconstruida entre 1759 y 1762. Otros ejemplos del siglo XVIII son la cúpula de la iglesia de San Francisco en Trujillo (reconstruida después de 1759) y la cúpula del camarín de la iglesia de La Merced  en Lima (1774).

#### Virreinato de Nueva Granada

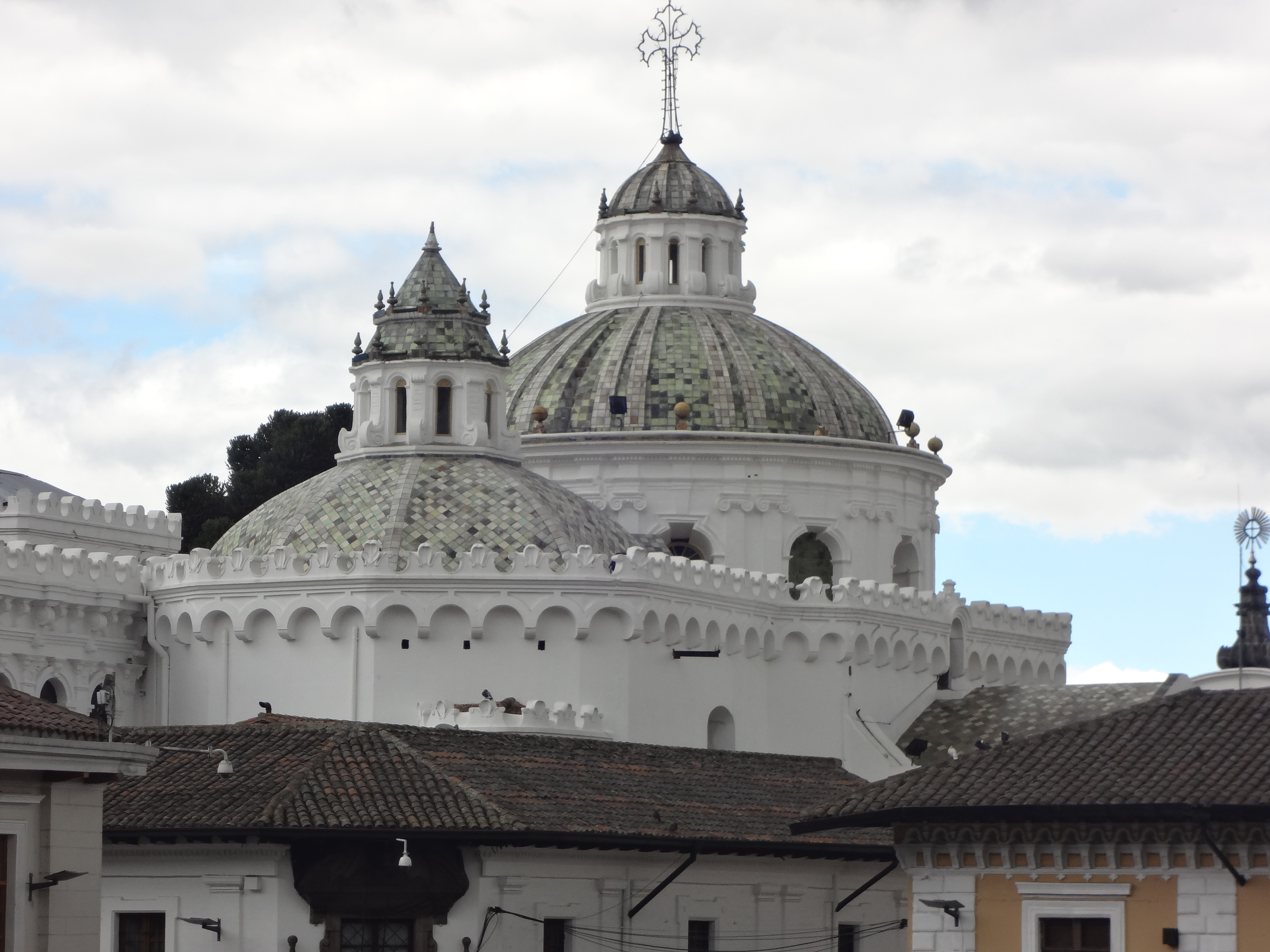
La cúpula de la Iglesia de la Compañía de Jesús en Quito, Ecuador..

En Quito, Ecuador, la Iglesia de la Compañía de Jesús se construyó a unos 100 km de una falla activa. La cúpula fue construida con adobe-concreto y tejas. Aunque la disposición cruciforme de la iglesia le permite soportar cierta fuerza horizontal, los materiales utilizados fueron elegidos solo por su resistencia a la compresión y los terremotos que ha experimentado han requerido muchas reparaciones.
La cúpula del crucero se muestra airosa sobre un tambor calado con ventanas de arco zigzagueado, separadas por pilastras gemelas jónicas, coronada de su elegante linterna de doce luces y destacándose sobre una azotea adornada de barbacanas, una curiosa reminiscencia medieval muy usada en la arquitectura quiteña en los siglos XVII y XVIII, cuando en España no se la recordaba.

### Estados Unidos

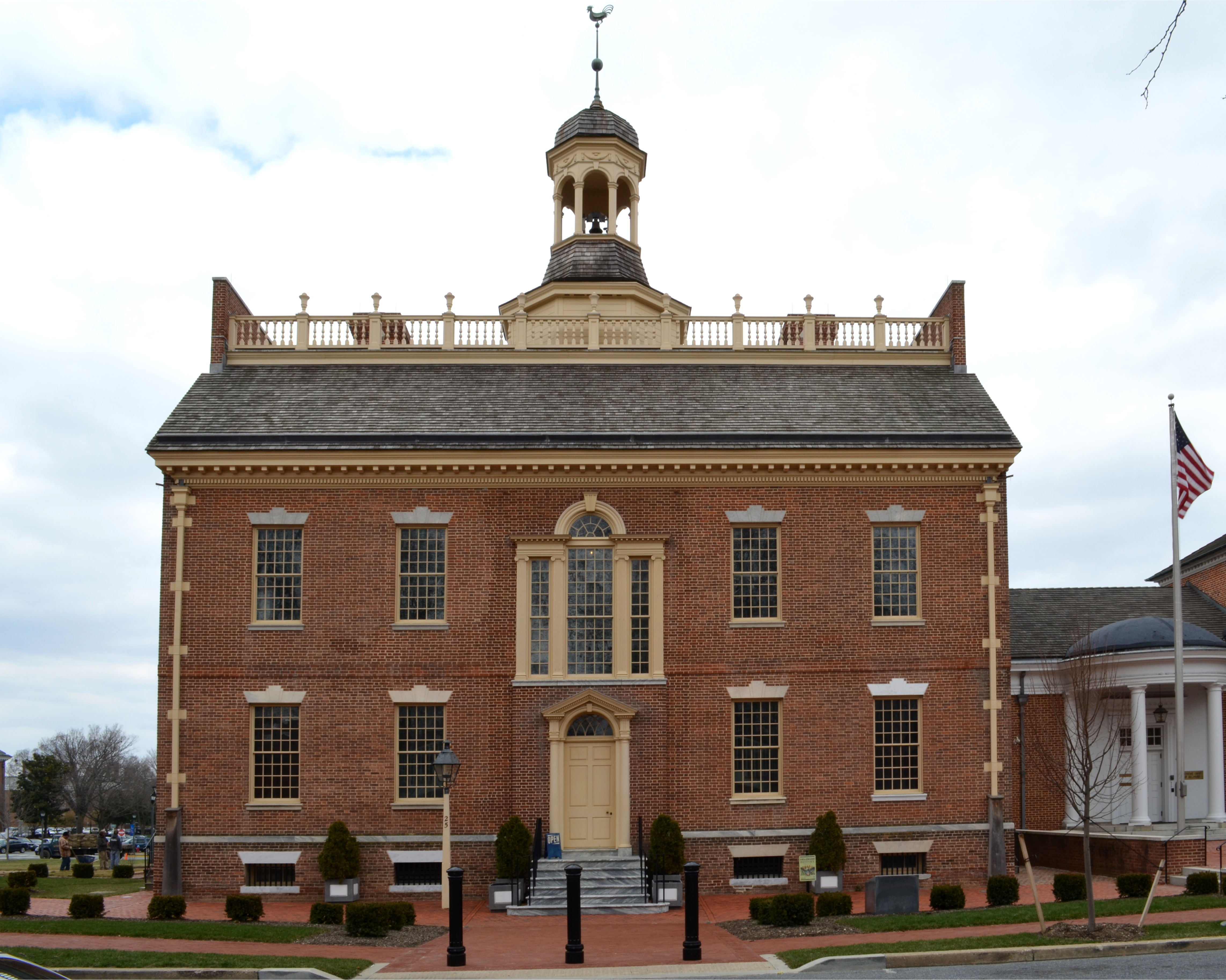
La Old State House en Dover, Delaware.

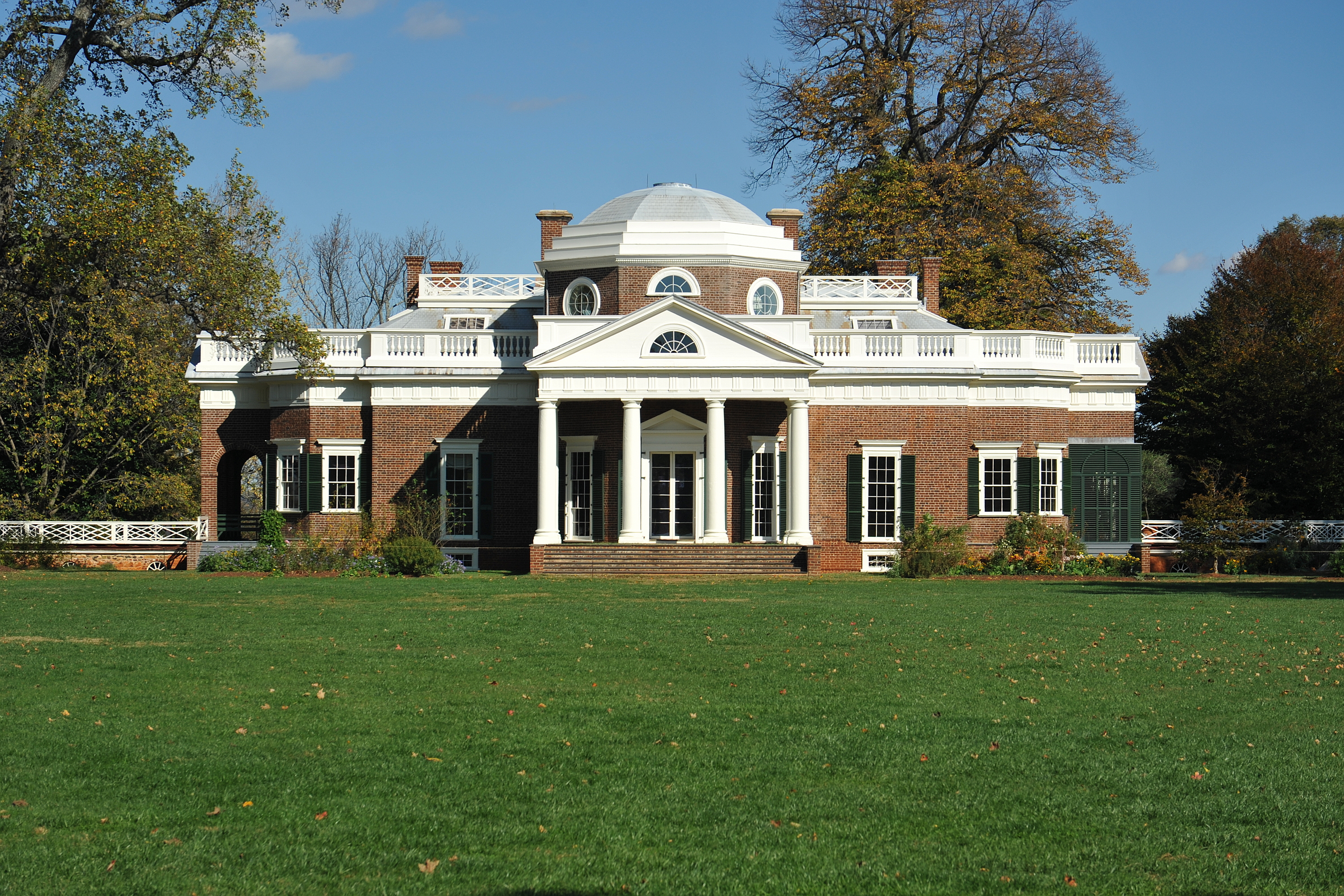
Monticello

En los Estados Unidos, la mayoría de los edificios públicos de finales del siglo XVIII solo se distinguían de las residencias privadas porque presentaban cúpulas, como la de la Casa del Estado de Maryland (1772-1797) o el ejemplo más pequeño y típico de la Old State House de Delaware. La Casa del Estado de Maryland en Annapolis fue reconstruida en la década de 1770 con una cúpula octogonal puntiaguda diseñada en 1772, la primera sobre un capitolio estatal estadounidense. La cúpula estaba cubierta con láminas de cobre. Annapolis fue la capital del país durante diez meses a partir de 1783, tiempo durante el cual George Washington renunció a su comisión militar y el Congreso aprobó formalmente el Tratado de París, poniendo fin a la guerra de Independencia de los Estados Unidos. Esta cúpula, que goteaba y fue criticada como «inadecuada, poco impresionante y demasiado pequeña para el edificio» y construida «en contra de las reglas de la arquitectura», fue reemplazada por el diseño actual más alto después de 1784. La cúpula actual estaba hecha de madera sujeta con clavijas de madera y el exterior se completó en 1788; el interior se completó en 1797.  La cúpula es similar a la del Schlossturm en Karlsruhe, Alemania.. Está rematada con un pararrayos original según el diseño de Benjamin Franklin, sostenido por una bellota y un pedestal de cobre y oro circundantes.
El diseño para el edificio del Capitolio nacional aprobado por George Washington incluyó una cúpula inspirada en el Panteón, pero el diseño fue posteriormente revisado y la construcción no comenzó hasta 1822.  Varios estados agregaron cúpulas prominentes a sus edificios de reunión como resultado de la elección para el capitolio nacional, y los completó antes de que se terminara la cúpula del capitolio nacional.  La Casa del Estado de Massachusetts, construida en la década posterior a la cúpula de la Casa del Estado de Maryland , incluyó una cúpula después de que se decidió que el edificio del capitolio nacional tendría una. La cúpula no es visible desde el interior del edificio. El exterior de madera de la cúpula se pintó inicialmente de blanco, luego se cubrió con un lienzo pintado para parecerse a un techo de plomo con un remate de piña dorada. Toda la cúpula fue posteriormente dorada.
Monticello de Thomas Jefferson, que comenzó en la década de 1770, tuvo la primera cúpula que se construyó en una casa estadounidense. La cúpula de platillo octogonal con un oculus claraboya se construyó con nervaduras de madera curvada, hechas de cuatro capas de tablones curvos cortos superpuestos unidos entre sí con clavos de hierro. Las correas de madera sujetaban las nervaduras en dos anillos horizontales. La cúpula se completó después de 1796. La inspiración para la cúpula de Jefferson parece haber sido una cúpula octogonal similar en Wrotham Park, diseñada en 1754 por Isaac Ware, que desde entonces ha sido removida, en lugar de la cúpula octogonal en Chiswick House. La cúpula de Wrotham Park también se colocó directamente detrás de un pórtico, usó ventanas redondas y cubrió un espacio que no se extendía hasta la planta baja.

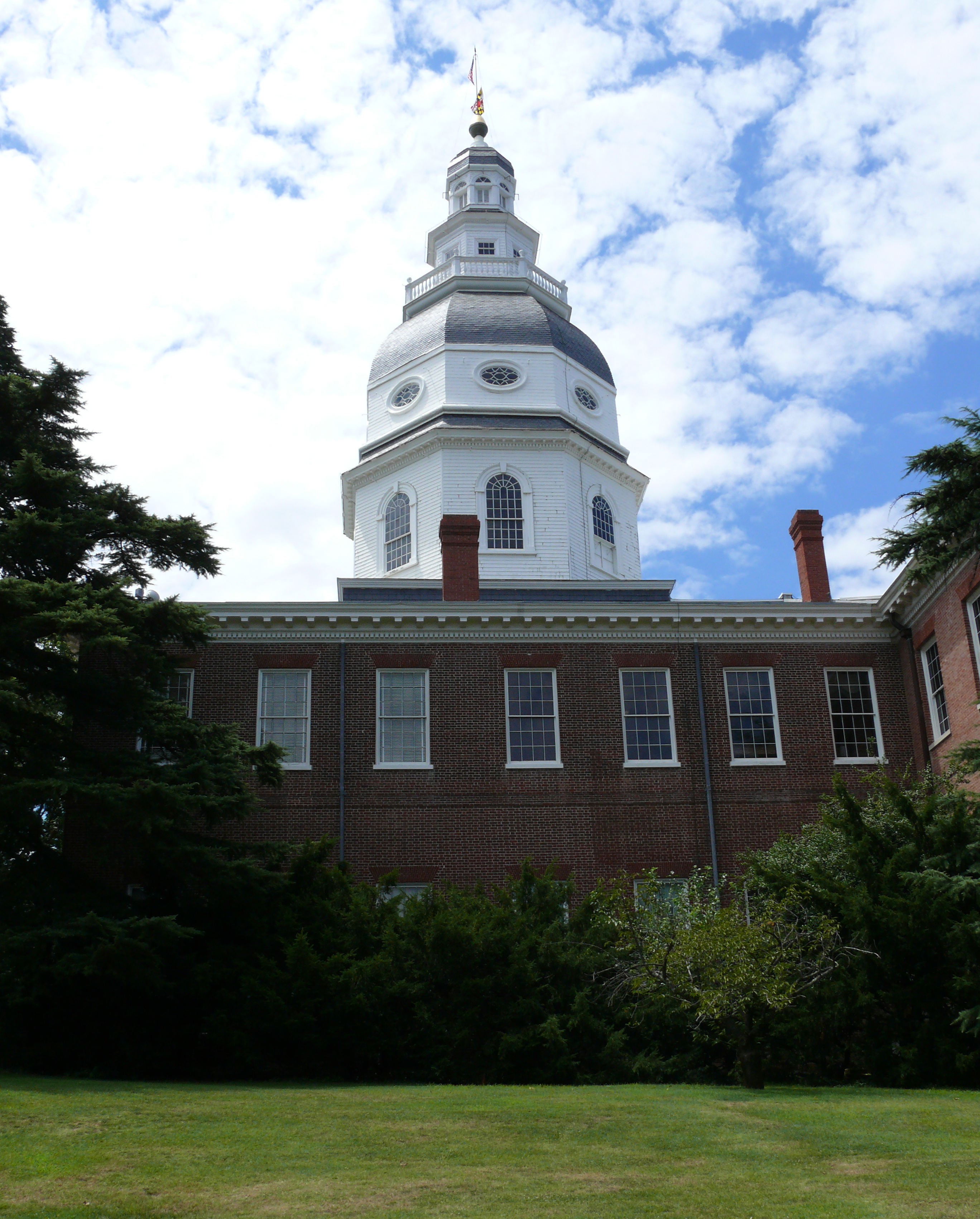
Casa del Estado de Maryland (1772-1797)
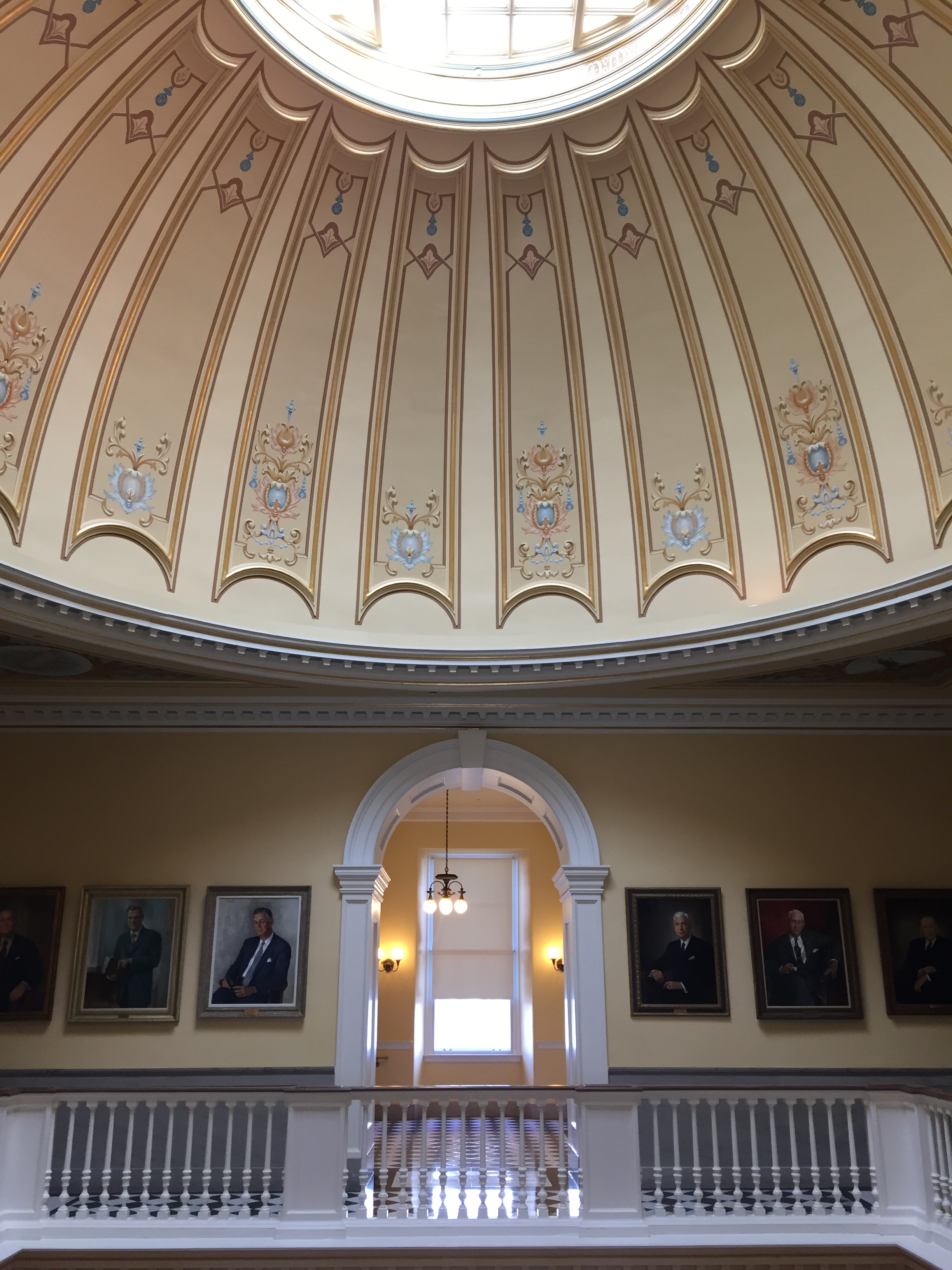
Capitolio del Estado de Virginia (1785-1790)
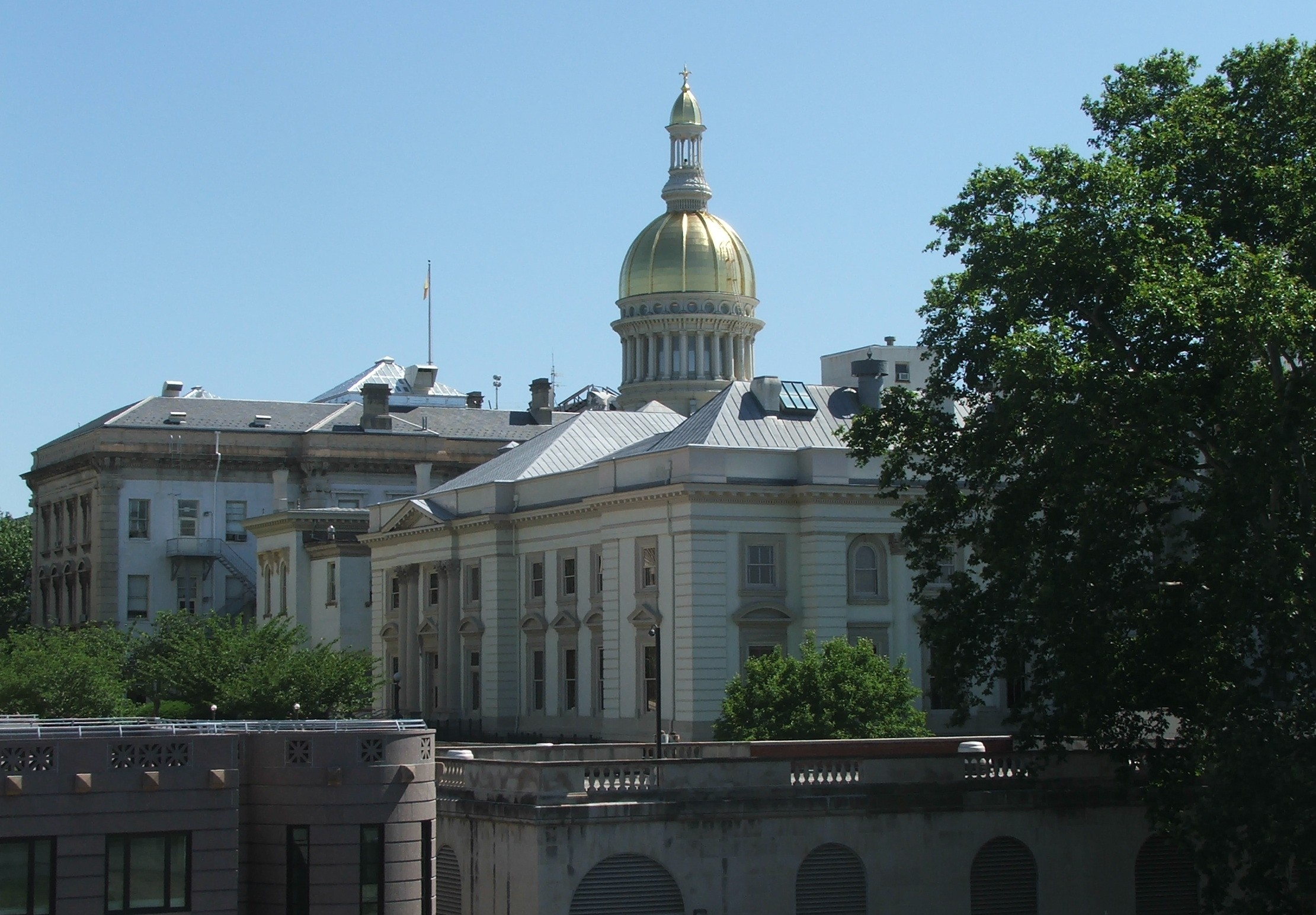
Casa del Estado de New Jersey (1792)
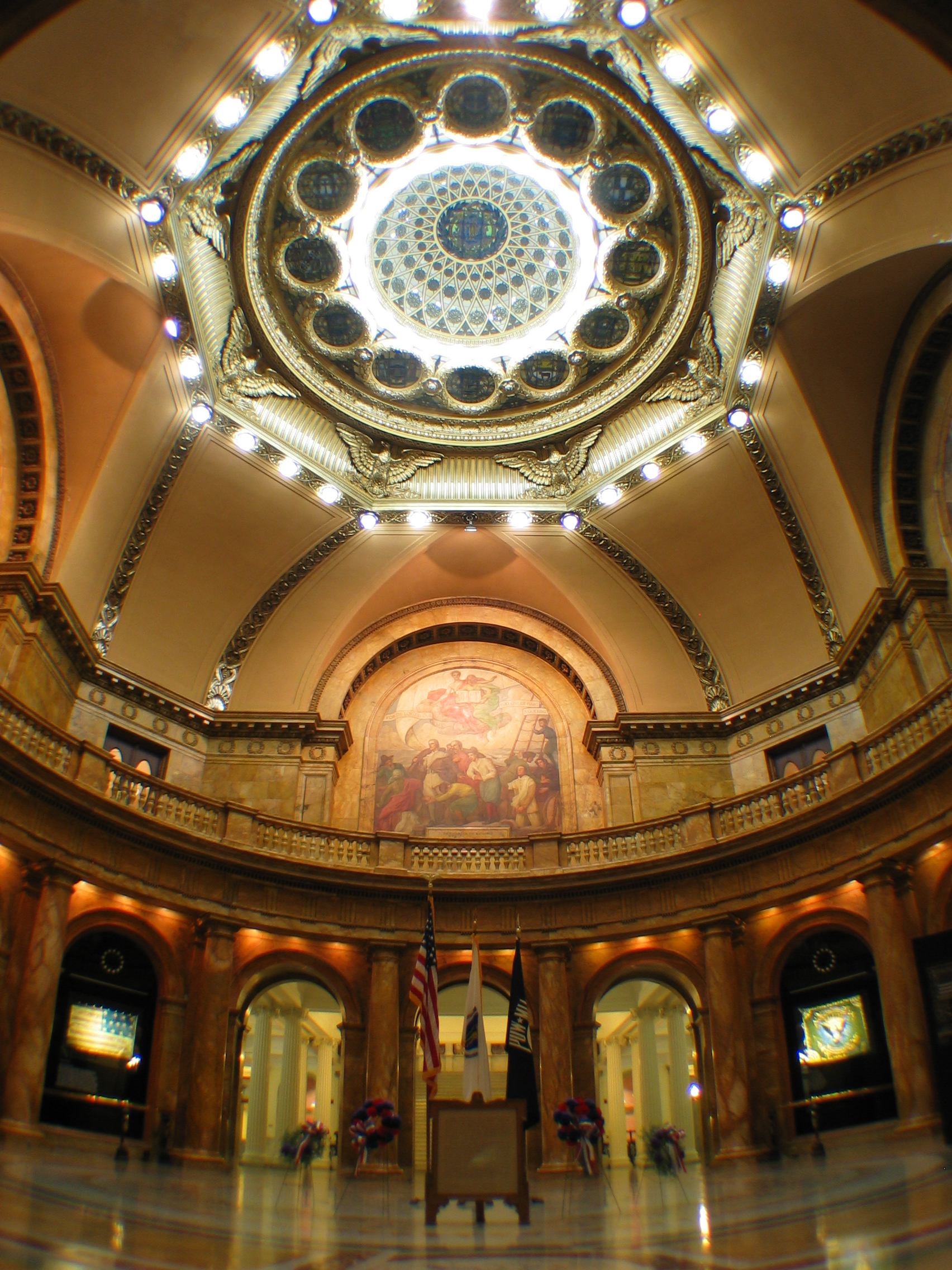
Casa del Estado de Massachusetts (1795-1798)